# Ruinas de Moya (Cuenca)
Las ruinas de Moya se hallan en el término municipal de Moya. Este está situado en la provincia de Cuenca, en la Comunidad Autónoma de Castilla-La Mancha, España.

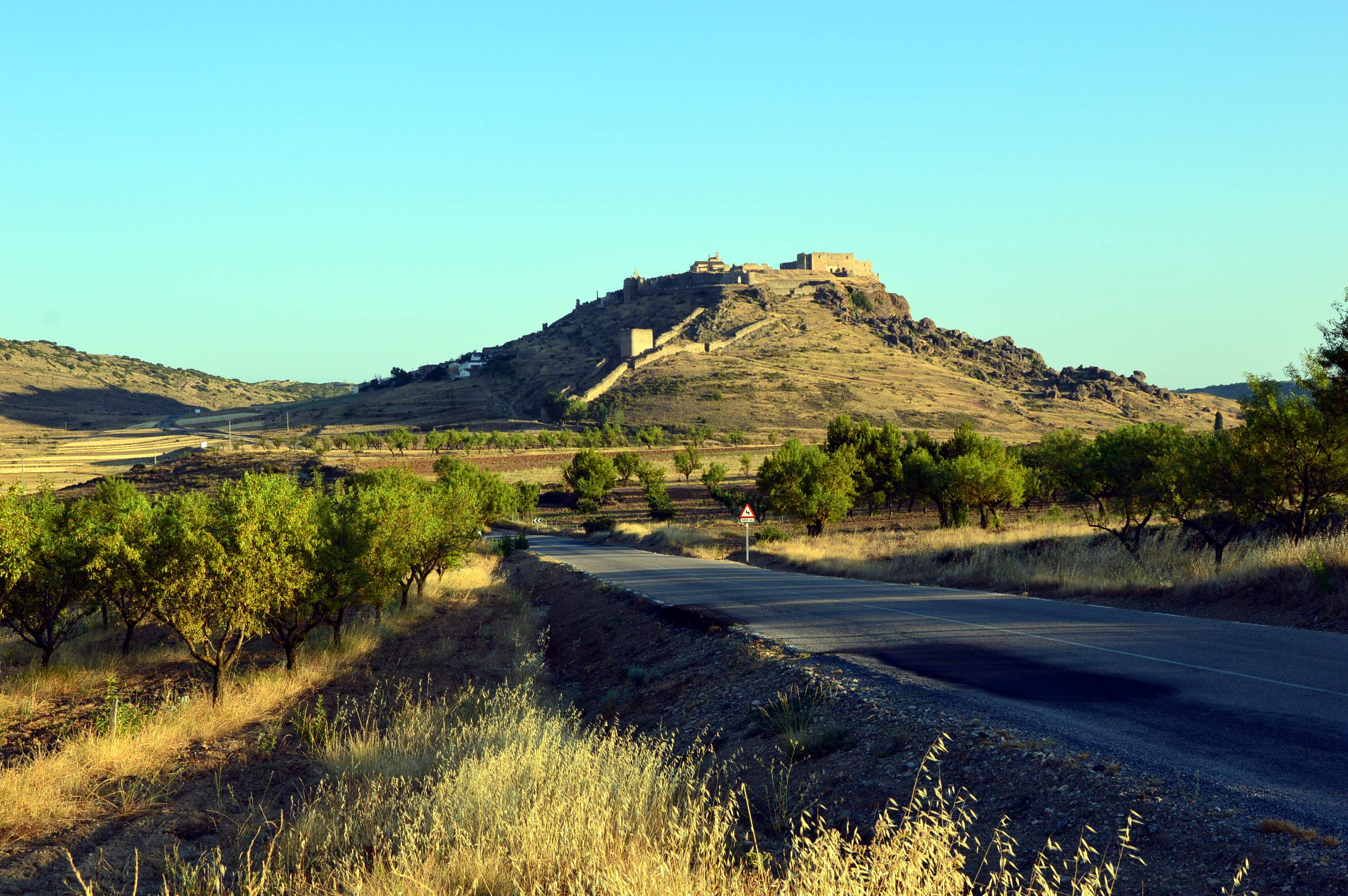
Vista septentrional del cerro de Moya (Cuenca), desde el cementerio de Santo Domingo.

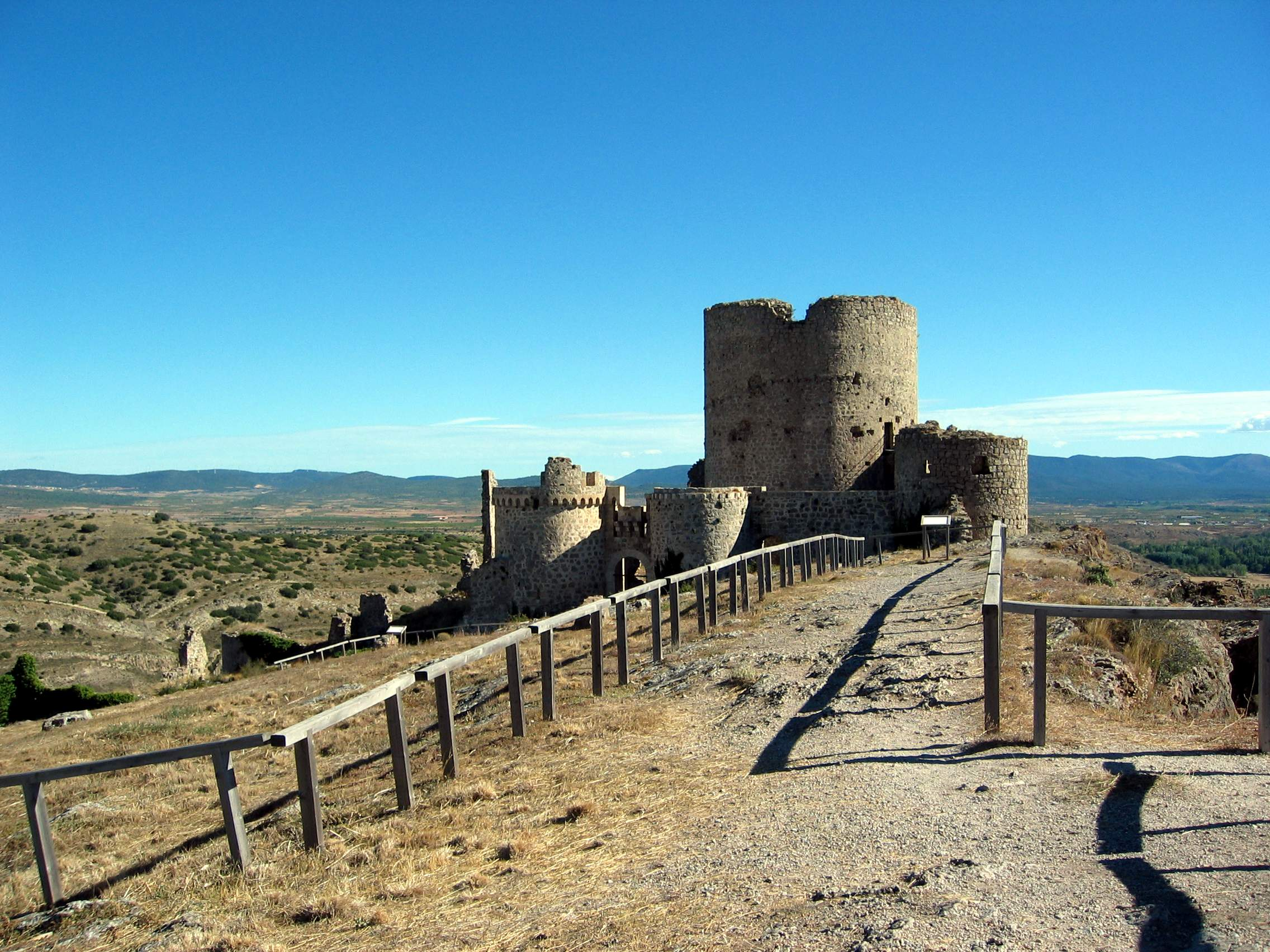
Vista septentrional del castillo de Moya (Cuenca), con detalle de la torre del Homenaje.

Dispuestas sobre un cerro alomado y rodeadas de murallas poseen una extensión aproximada de 140.000 m², constituyendo un importante vestigio arqueológico de la que fuera una notable ciudad medieval y moderna. 
Estas son el vivo testigo de la que antaño fue cabeza del histórico Marquesado de Moya, que comprendía un total de más de 30 municipios de la provincia. Además, están declaradas Conjunto histórico-artístico desde 1982. 

## Reseña histórica
Las prospecciones arqueológicas realizadas en el cerro de Moya muestran que los restos más antiguos hallados en torno al castillo corresponden a la Edad del Bronce y la Edad del Hierro, habiendo servido como castro celtíbero, pero su aparición en la historia no comienza hasta la conquista del territorio del pre-Rincón de Ademuz (Ademuz, Castielfabib), El Cuervo (Teruel), Serreilla...) a principios del siglo XIII (1212), por Pedro II de Aragón, sin que haya constancia de que el lugar fuera ocupado previamente por andalusíes, almorávides o almohades, ni hubiera castillo alguno antes de la conquista cristiana.
El rey de Castilla Alfonso VIII «el de la Navas» pobló Moya y le confirió fuero, y en la segunda década del siglo XIII (1215), Enrique I de Castilla (1214-1217) entregó la zona a la Orden de Santiago, su primer señor fue el maestre de Calatrava, don Juan González, dando así comienzo la época del Señorío. Pero fue Fernando III de Castilla «el Santo» (1217-1252) quien consolidó el asentamiento, ratificando fueros y otorgando nuevos privilegios a sus pobladores, constituyendo una zona de frontera en la linde de Castilla con los reinos vecinos, Aragón y Valencia.
A principios del siglo XIV (1319), Fernando IV de Castilla «el Emplazado» (1295-1312) declaró a Moya «patrimonio de la Corona», lo que le valdría a la villa y a sus moradores «vejaciones y problemas». 

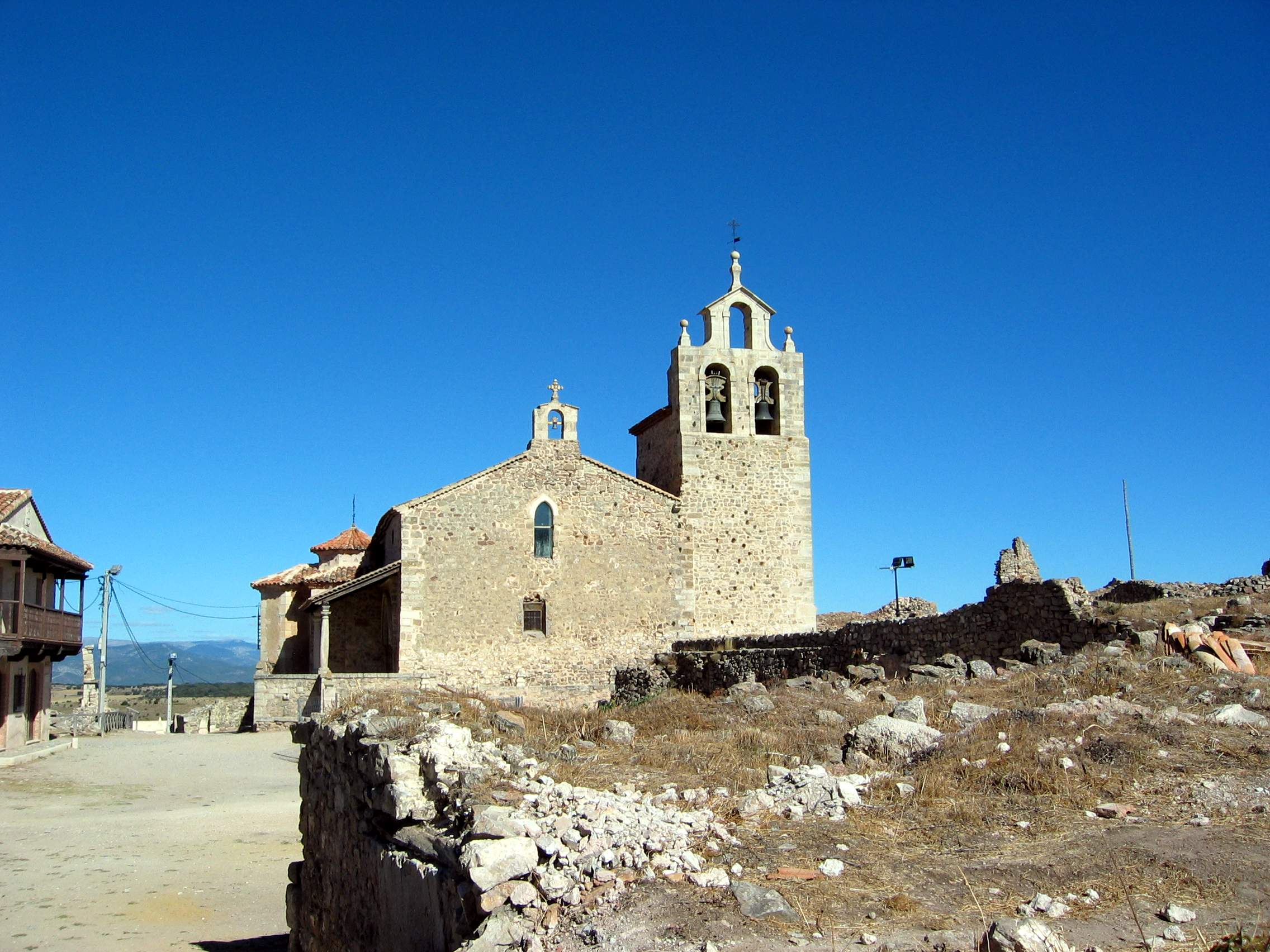
Vista frontal (occidental) de la iglesia de Santa María, Moya (Cuenca), desde la plaza Mayor.

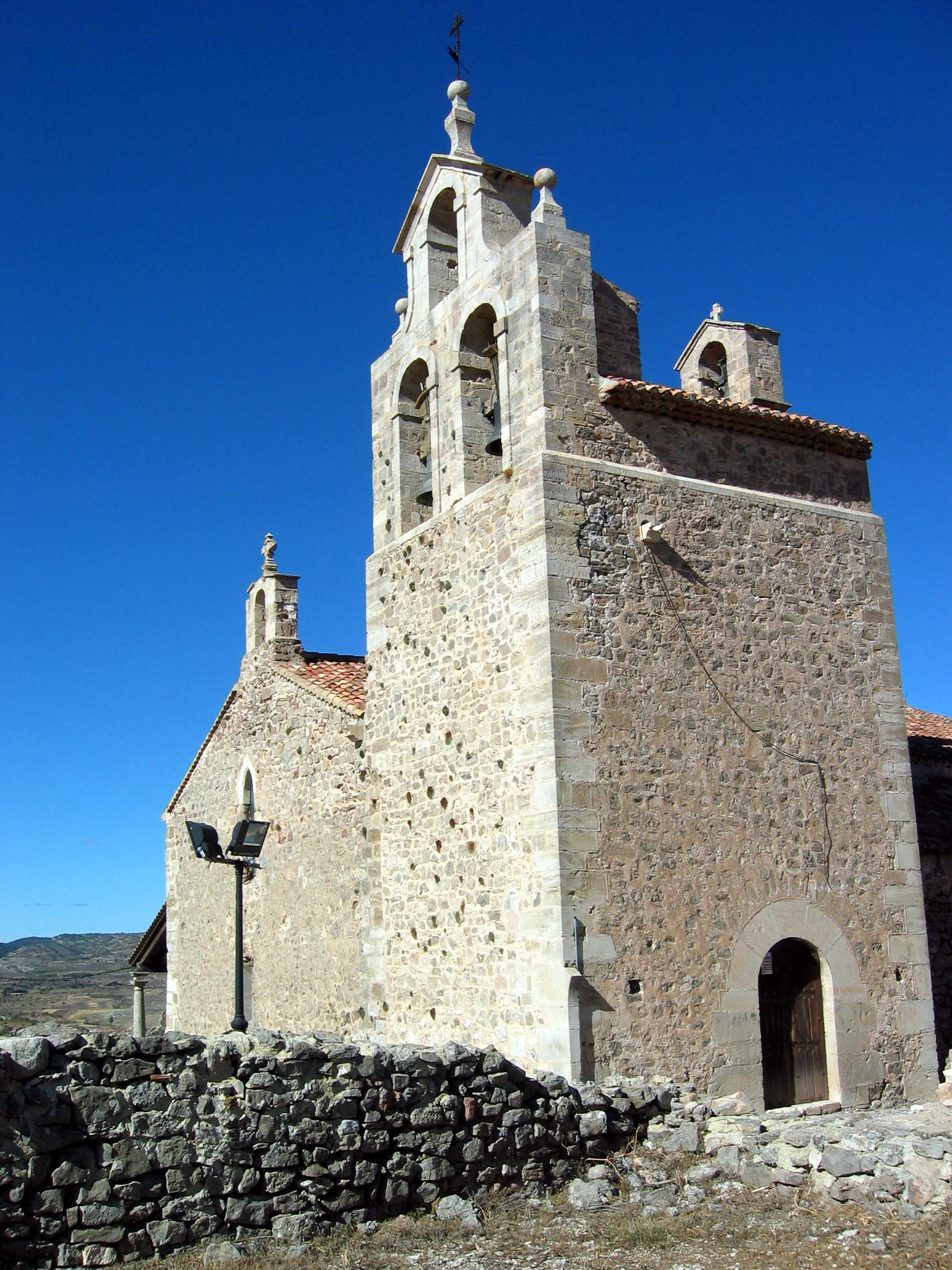
Vista fonto-lateral derecha de la iglesia de Santa María en Moya (Cuenca), desde la calle Madre de Dios Arriba.

En las cortes de Valladolid, mediado el siglo XIV (1351), se menciona a Moya como «Puerto Seco», «lugar de frontera donde pecharán todas las mercancías provenientes de los Reinos de Aragón y Valencia», ello explica la riqueza e importancia de la villa en la Baja Edad Media. A finales del mismo siglo, la Corona confirmó el privilegio de Realengo (1390).
Mediado el siglo XV (1451), Juan II de Castilla (1406-1454) concedió Moya a don Juan Pacheco, Marqués de Villena, hecho contra el que se resistieron activamente los moyanos. En la década siguiente, Enrique IV de Castilla «el Impotente» (1454-1474) donó el Señorío de Moya a don Andrés de Cabrera, a quien el rey castellano califica de «buen vasallo» (1463). Los Reyes Católicos confirmaron la donación del rey Enrique (en 1475), y el hecho de que en el conflicto sucesorio Moya hubiera permanecido del lado de Isabel I de Castilla le valió para que el Señorío fuera convertido en Marquesado (en 1480), iniciándose con sus primeros marqueses -don Andrés de Cabrera (1430-1511) y su esposa, doña Beatriz de Bobadilla (1440-1511)- los años de mayor esplendor de la villa: él era mayordomo de la Casa Real y ella Camarera de la Reina Isabel I de Castilla.
En los primeros años del reinado de Carlos I de España, durante la guerra de las Comunidades (1520-1522), Moya permaneció al lado de la Corona, yendo contra las Germanías.
El esplendor de Moya se prolongó durante todo el siglo XVII, entrando en decadencia en el siglo XVIII. Al comienzo del siglo XIX, durante la Guerra de la Independencia Española, Moya hizo proclama contra Napoleón (1808), y resistió a los franceses, ello le supuso nuevos saqueos y destrucción. Puesta en las guerras carlistas del lado de Isabel II de España «la Reina Castiza» (1833-1868), sufrió los ataques del general Cabrera, y su destrucción en 1835. Tras las desamortizaciones eclesiásticas, el antiguo Marquesado comenzó a disgregarse, sus moradores se dispersaron por los distintos núcleos urbanos y sus muros y fortaleza comenzaron a desmoronarse. Su agonía se prolongó hasta mediados del siglo XX, en que la ciudad fue abandonada definitivamente, lo que favoreció el expolio de sus edificios -públicos y privados, religiosos y civiles-, castillo incluido, perdiéndose gran parte de su patrimonio arquitectónico.

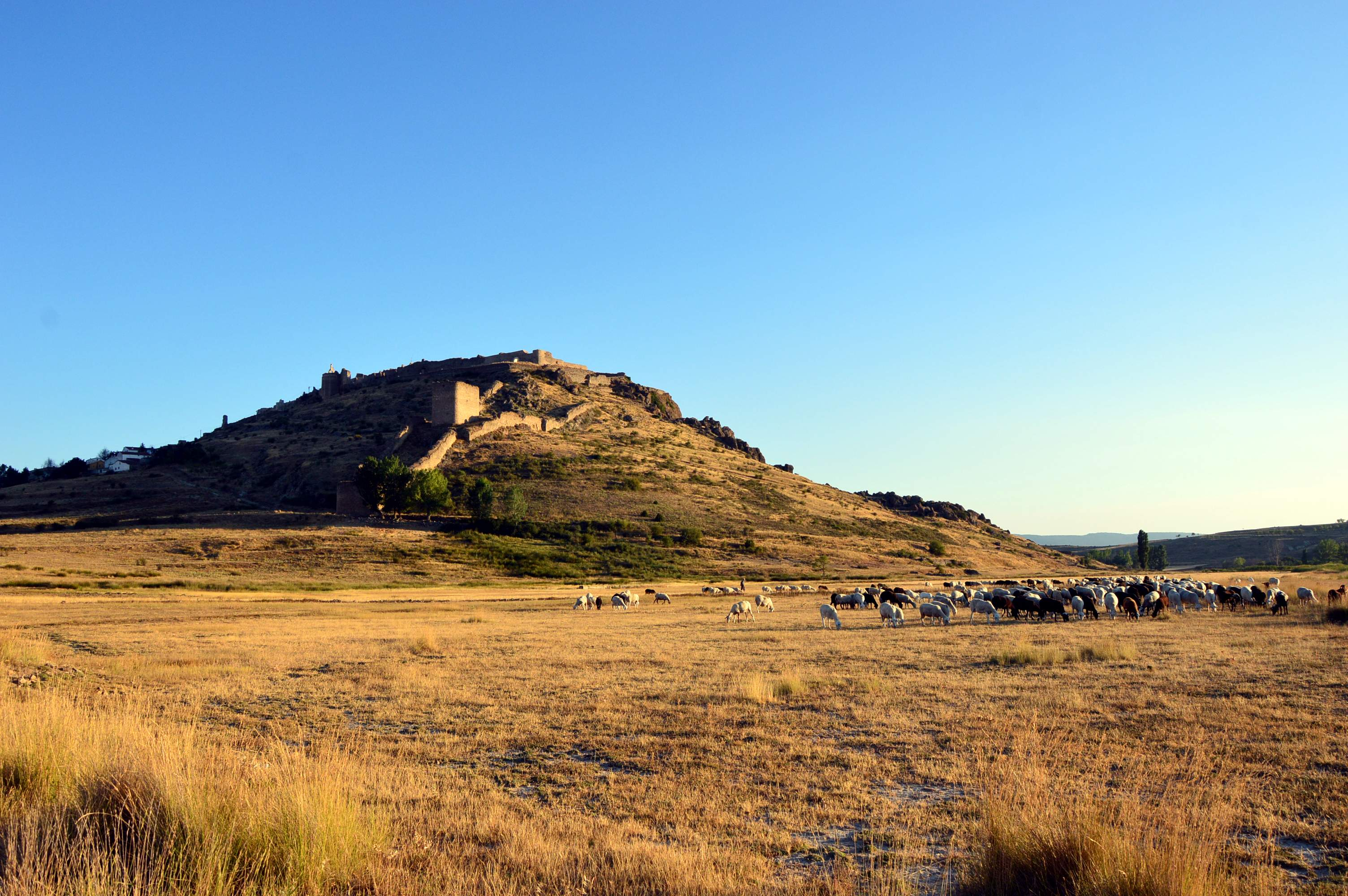
Vista septentrional del cerro de Moya (Cuenca), desde la carretera de Santo Domingo.

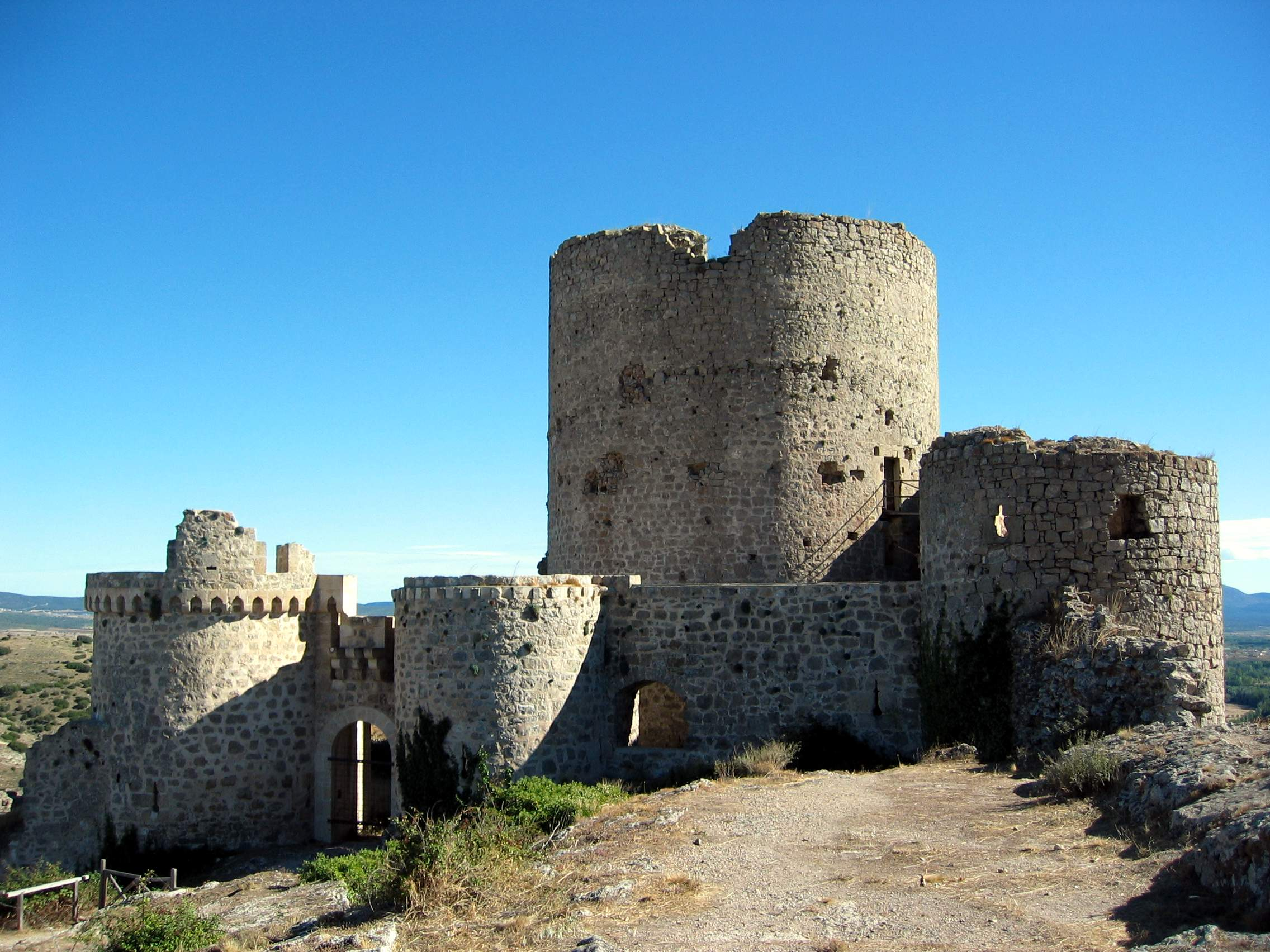
Vista septentrional del castillo de Moya (Cuenca), con detalle de la torre del Homenaje.

## Ruinas y paisaje

### Recintos amurallados
Para una mejor comprensión de la estructura perimetral amurallada de las ruinas de Moya y la distribución de sus principales edificios cabe imaginar un polígono irregular alargado, en orientación noroeste-sureste circundado por cinco recintos amurallados cuya fábrica responde a distintos periodos históricos -desde el siglo XII hasta el siglo XIV-siglo XV-:
- Primer recinto (siglo XII): se distribuye de norte a sur sobre la ladera occidental del cerro, incluyendo la Albacara del castillo, obra de los Santiaguistas. En dicho perímetro se abre la «Puerta de los Ojos» (denominación que alude a la proximidad al río Ojos de Moya), que permitía el acceso a la villa por poniente, y el muro occidental del «Convento de la Concepción Franciscana» (siglo XVI-siglo XVII).

- Segundo recinto (siglo XIII): se distribuye de norte a sur, cerrando el caserío al levante, está formado por un gran lienzo de muralla, desde la zona por encima de La Coracha (norte) hasta por encima de la «Puerta de Carros»': en él que se abren tres puertas –la de san Juan, la de san Diego y la de la Calzadilla-.

- Tercer recinto (siglo XIV): se distribuye paralelo al anterior, pero en un plano inferior, extendiéndose desde la zona de La Coracha (norte) hasta por debajo de la «Puerta de Carros» (sur), incluyendo en su perímetro el muro y torreón del crucero de la epístola de la iglesia de San Bartolomé. En este tramo se abre la puerta de la Villa (siglo XVI), principal acceso a la ciudad amurallada.

- Cuarto recinto (siglo XIV): se halla al sur, inmediatamente por debajo del castillo, en él se abre la «Puerta de Carros», también conocida como de La Aduana, en razón de que es el único acceso que permite el paso de vehículos rodados.

- Quinto recinto (siglo XIV) se halla en la ladera noreste del cerro moyano, corresponde a la estructura fortificada de La Coracha, incluye el «torreón de San Roque» (Puerto Seco) y la «torre del Agua», que protege el manantial del que se abastecía la población.

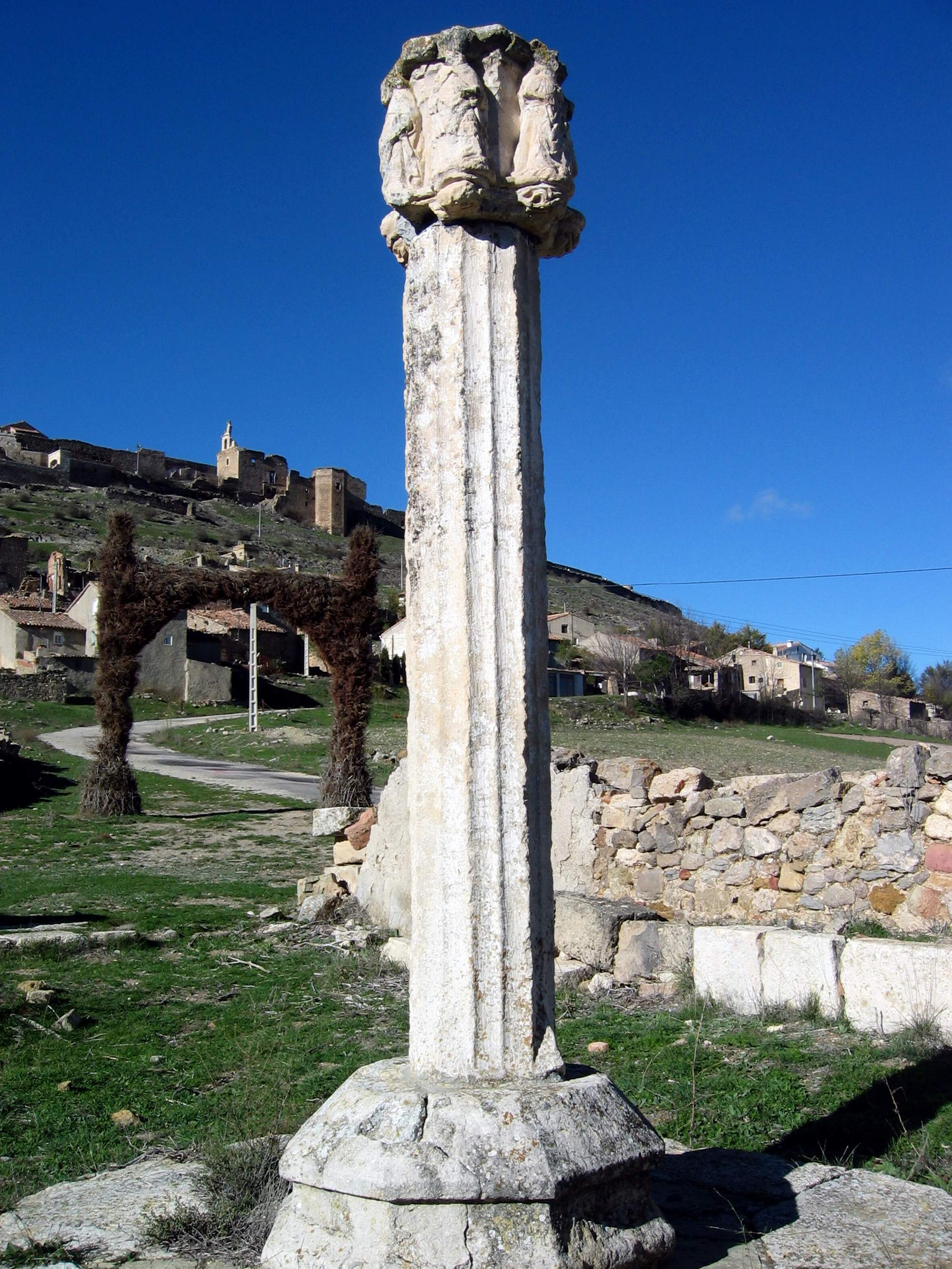
Vista occidental del crucero de la ermita de la Cruz en Moya (Cuenca), con detalle de la basa, el fuste estriado y el capitel.

### Puertas y calles de Moya
En los distintos recintos amurallados de las ruinas de Moya se abren ocho puertas, construidas en distintos momentos históricos para permitir el acceso a la villa –circundando el perímetro amurallado de sur a norte y de norte a sur, encontramos las siguientes-:
- «Puerta de Carros» (siglo XIV): se halla en la ladera oriental, extremo septentrional del cerro, por debajo de la Albacara y el castillo, siendo la única que permite el acceso con vehículos rodados, junto con la de la Calzadilla, y mira al sur.

- «Puerta de San Juan» (siglo XIII): abierta en el Segundo Recinto, junto a la iglesia (ya desaparecida) de este nombre, en el extremo meridional del perímetro amurallado, permite el acceso a esta parte de la villa y mira al levante.

- «Puerta de la Villa» (siglo XVI): abierta en el Tercer Recinto, sobre el Arrabal, era la puerta principal de acceso al recinto amurallado y mira la levante. Se trata de una obra típicamente Renacentista, mandada construir por el corregidor del Marquesado, licenciado Perea de Velasco en 1589. En el frontispicio de la puerta luce el escudo de los marqueses, escoltado por las armas de la Villa.

- «Puerta de San Diego» (siglo XIII): abierta en el Segundo Recinto, frente a la iglesia de San Bartolomé, y mira al levante. Esta puerta permite el acceso directo a la plaza de la Villa, donde se halla el Ayuntamiento, la iglesia de Santa María la Mayor, la iglesia de la Trinidad, y la Casa del Comendador.

- «Puerta de la Calzadilla» (siglo XIII): abierta en el Segundo Recinto, al final de la calle Cortijo (norte), mira al levante. Esta puerta permite el acceso rodado a la villa por el norte, yendo por debajo de la iglesia de San Miguel.

- «Puerta de San Francisco» (siglo XIV): abierta en el extremo septentrional del cerro, permite el acceso por la ladera de este lado, siendo por donde entraban los religiosos del vecino Convento de San Francisco (siglo XVII), mira al norte y no ha sido restaurada. Se la conoce también como Puerta Falsa.

- «Puerta de los Ojos» (reformada en el siglo XV): abierta en el Primer Recinto, permite el acceso por la ladera occidental del cerro, y mira al poniente.

- «Puerta de la Albacara» (siglo XII): abierta en el Primer Recinto por los santiaguistas, permite el acceso a esta parte del castillo, por donde salía la caballería para las acciones de guerra, está situada en el extremo meridional, por encima de la Puerta de Carros, mira al levante y no ha sido restaurada.

Las calles de Moya antaño estuvieron empedradas (enmorrilladas), y siguen una distribución en retícula: 
- «Calle Altillo»/ “plazuela de San Miguel”: entre la iglesia de San Miguel y la calle Hornillo, orientación norte.

- «Calle Bajada Puerta de los Ojos»: de la calle Madre de Dios Arriba a la Puerta de los ojos, orientación este-oeste.

- «Calle Bajada de San Bartolomé»: de la plaza Mayor a la Puerta de San Diego, orientación este-oeste.

- «Calle de la Botica»: de la bajada de San Bartolomé a la iglesia de San Miguel, orientación norte-sur.

- «Calle de la Carrerilla»: De la Puerta de Carros a la iglesia de San Bartolomé, orientación norte-sur.

- «Calle de las Rejas»/ “Calle del Coso”: De la plaza Mayor a la iglesia de San Miguel, orientación norte-sur.

- «Calle de San Bartolomé»/ “Calle del Cortijo”: de la iglesia de San Bartolomé a la Puerta de la Calzadilla.

- «Calle del Arcipreste»: del Castillo a la Puerta de San Juan, orientación norte-sur.

- «Calle del Hornillo»: de la Puerta de la Calzadilla al Convento de Concepcionistas, orientación este-oeste.

- «Calle del Horno»: de la Puerta de San Juan a la Bajada de San Bartolomé, orientación norte-sur.

- «Calle Madre de Dios Abajo»/ “Calle Olivares”: del Hospital de la Madre de Dios a la iglesia de Santa María la Mayor.

- «Calle Madre de Dios Arriba»/ “Calle de Santa María”/ “Calle del Castillo”: Del Hospital de la Madre de Dios a la iglesia de Santa María la Mayor, orientación norte-sur.

- «Calle Placetilla»: entre la plaza Mayor, la Casa Ayuntamiento, la iglesia de la Trinidad y el callejón del Alcalde, orientación este-oeste.

- «Callejón de Santa María»: De Madre de Dios Arriba a Madre de Dios Abajo, orientación este-oeste.

- «Callejón del Alcalde»: Del Altillo a la Placetilla, orientación norte-sur.

- «Plaza Mayor»/ “Plaza de Isabel II”/ “Plaza de la Constitución”: entre la iglesia de Santa María la Mayor, la Casa Ayuntamiento y la iglesia de la Trinidad, orientación este-oeste.

El empedrado de las calles era para facilitar el tránsito de caballerías y ganados, y la evacuación del agua de lluvia y las nieves; todavía quedan restos del primitivo enmorrillado del siglo XVIII en la Bajada de San Bartolomé, en la Bajada a la Puerta de los Ojos y en algunos tramos de Madre de Dios Arriba.
La denominación de las calles y plazas de Moya, no obstante, se halla en revisión.

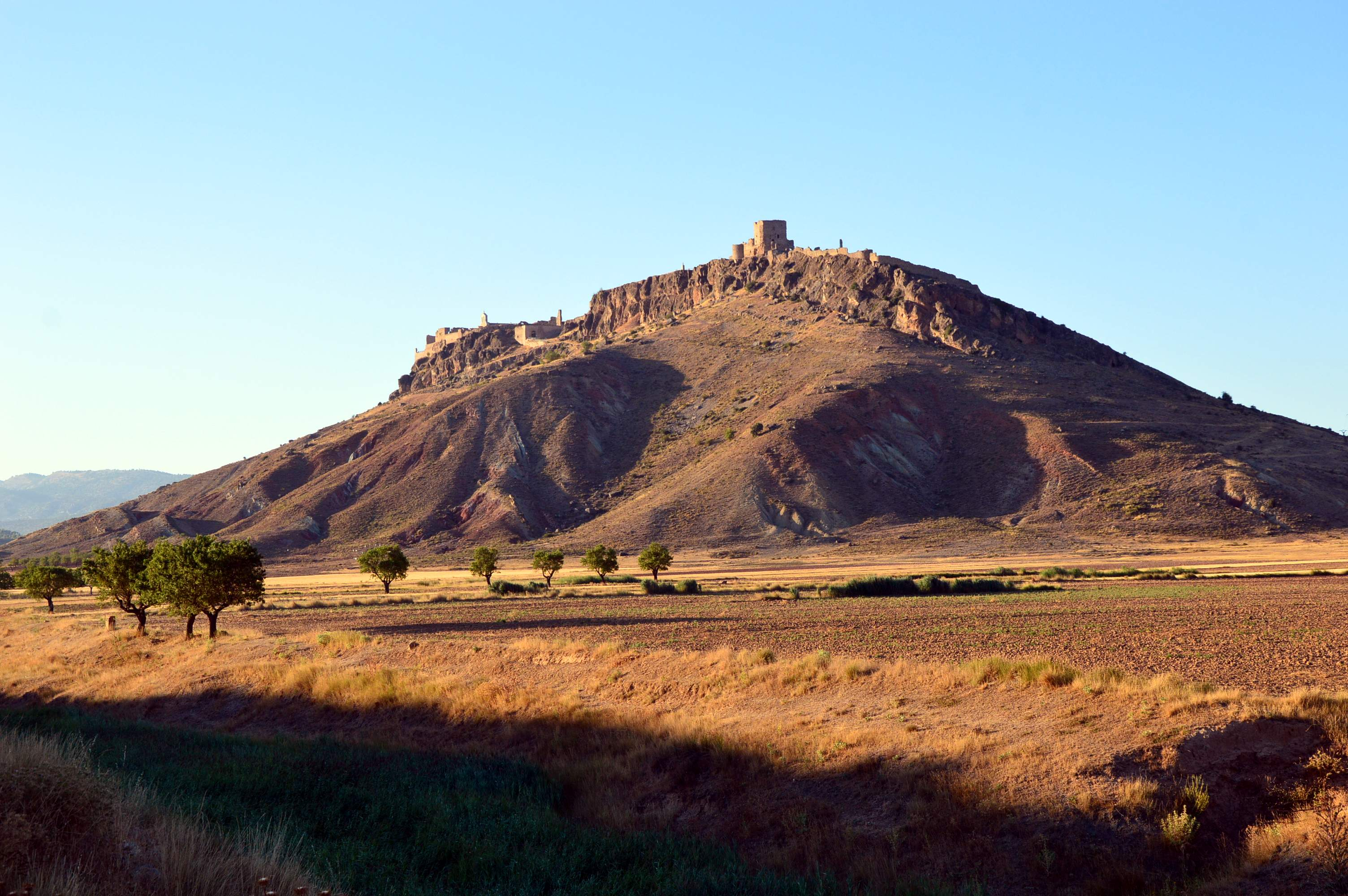
Vista meridional del cerro de Moya (Cuenca), desde el río Ojos de Moya.

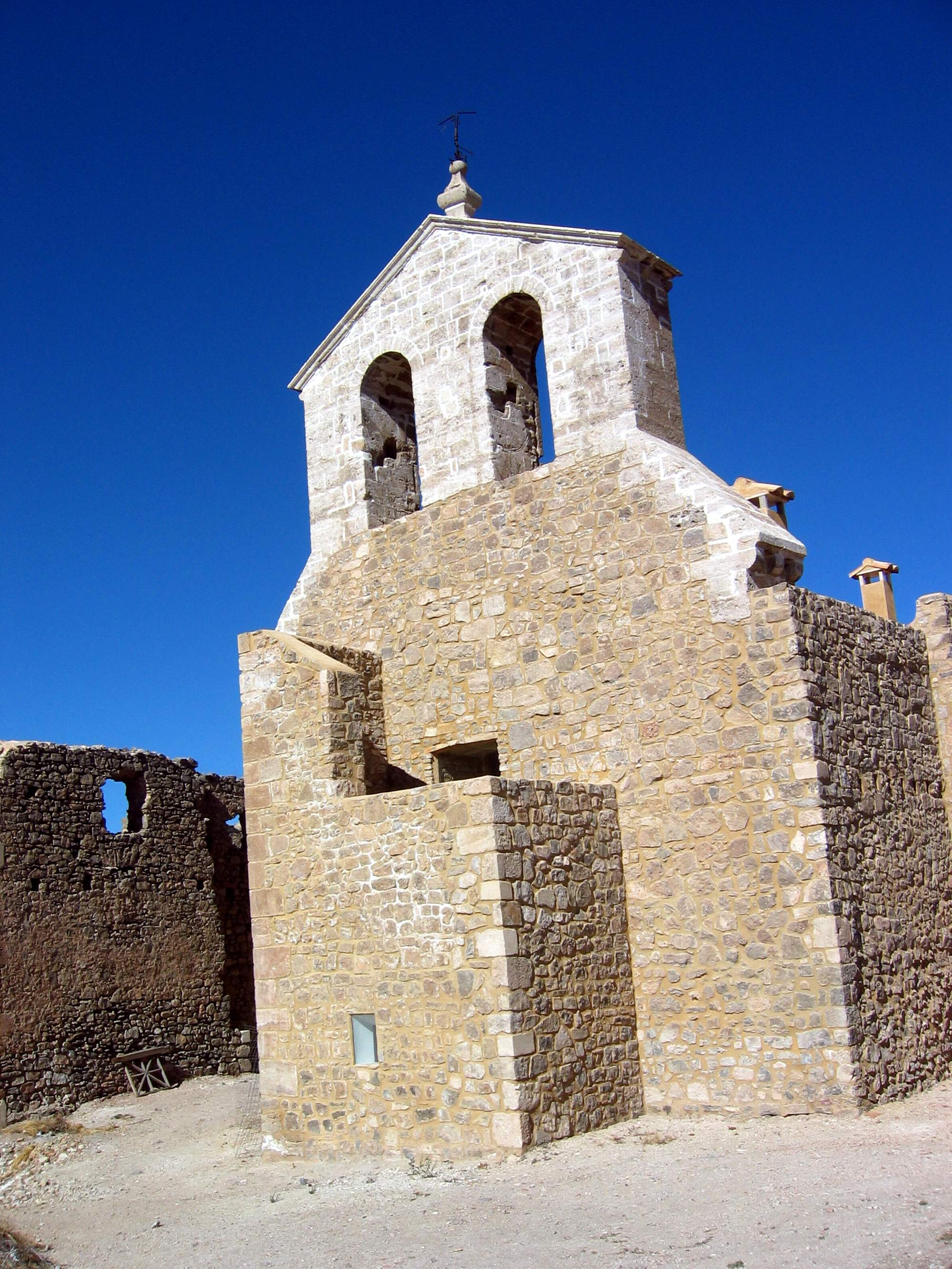
Vista frontal (occidental) de la iglesia de la Trinidad en Moya (Cuenca), con detalle de la espadaña, tras su restauración. -

### Edificios y estructuras notables
En el Conjunto Histórico-Artístico de las ruinas de Moya, por su importancia arquitectónica y significación destacan distintos componentes. Entre los edificios civiles y militares cabe resaltar:
Casa Ayuntamiento, correspondiente al antiguo pósito (granero municipal), ubicada en la plaza Mayor del lugar, ha sido restaurada en su totalidad.
Casa del Comendador: situada en el extremo occidental de la plaza Mayor, está totalmente arruinada.
Castillo fortaleza, símbolo de la nobleza medieval por excelencia, incluía una zona palaciega (totalmente arruinada), la Torre del Homenaje (muy deteriorada, con una cara plana y otra redondeada: poseía una altura más, pero fue desmontada en la época carlista), la Albacara santiaguista del siglo XII (rellena de tierra y escombros, procedente de los edificios superiores, posee restos del adarve y las almenas) y dos barreras artilleras o «falsasbragas» para el emplazamiento de la artillería: ha sido restaurada la puerta de entrada al castillo, el matacán y las almenas. La parte anterior del castillo posee un foso labrado en la piedra viva, y en el frontis de los muros lucen unas peculiares troneras (arpilleras), tipo «palo y orbe». Esta parte de las ruinas se hallan en el extremo meridional del conjunto.

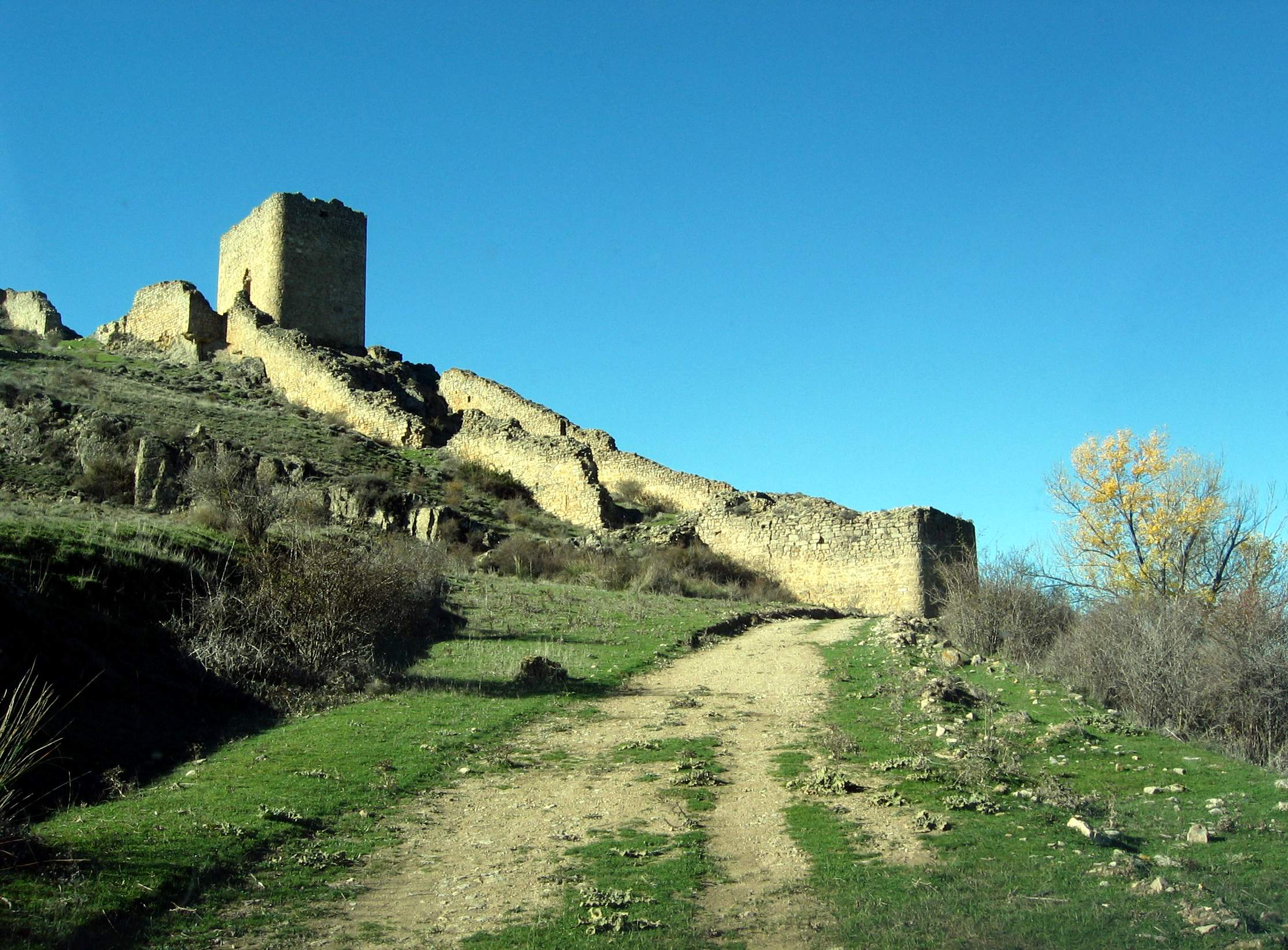
Vista meridional de La Coracha del castillo de Moya (Cuenca), con detalle de la torre de San Roque en la parte alta..

Coracha, La (siglo XIV-siglo XV): recinto fortificado con una doble muralla, contiene dos torreones: «la torre del Agua» (situada en el extremo distal, protegiendo el manantial) y la «torre de San Roque» (situada en el centro del recinto, servía como «Puerto Seco», por donde pasaban las mercancías del reino de Aragón y del reino de Valencia y se cobraban los impuestos). Dicha estructura se halla en el extremo septentrional del conjunto, ladera oriental.
Entre los edificios religiosos cabe resaltar:
Convento de la Concepción franciscana (admirable edificio del siglo XVII, parcialmente rehabilitado): se halla en el extremo septentrional del conjunto, su muro occidental forma parte del Primer Recinto.
Hospital de la Madre de Dios, situada en el extremo meridional de la calle de su nombre, entre esta y la calle Madre de Dios Abajo. Hospital de Pobres para atender a menesterosos y mendigos, fue fundado por los hermanos Zapata a comienzos del siglo XVI (1512), del edificio queda parte del jambaje renacentista de la entrada, habiendo desaparecido las piedras del arco y el frontis triangular que le adornaba.
Hospital de Cautivos o «Casa de la Merced», fundado por los caballeros de la Orden de Santiago en el siglo XIII (1211), situado en el extremo meridional del conjunto, servía para el intercambio de moros por cristianos, habiendo desaparecido hasta los cimientos.
Iglesia de la Trinidad (edificio del siglo XII-siglo XIII, recientemente restaurada en su techumbre, portada medieval del siglo XIV, espadaña del siglo XVI y otros elementos, sin culto), y el Convento de la Concepción franciscana (siglo XVII): se halla en el extremo nor-occidental de la plaza Mayor, junto al Convento de la Concepción.
Iglesia de San Bartolomé, situada en el Tercer Recinto, está totalmente arruinada, habiéndose ya desmantelado durante la guerra civil española (1936-1939). Poseía planta en cruz latina, quedan algunos de los arcos de la bóveda, porciones de los estucos barrocos en las paredes interiores, las octogonales torres del crucero y parte de la espadaña, aunque muy dañada. Existe el proyecto de recuperarla como centro de interpretación.
Iglesia de San Miguel (siglo XVII), arruinada hasta los muros, su solar fue utilizado como cementerio local, todavía en uso.
Iglesia de Santa María la Mayor (siglo XII-siglo XIV): rehabilitada y en uso, se halla en el extremo oriental de la plaza Mayor, en la Bajada de San Bartolomé, y posee una espléndida espadaña Herreriana.
Existieron otros templos en el conjunto –Iglesia de San Pedro (junto al Convento de la Concepción), Iglesia de San Juan (junto a la puerta de su nombre)-, ambos arrasados hasta los cimientos.

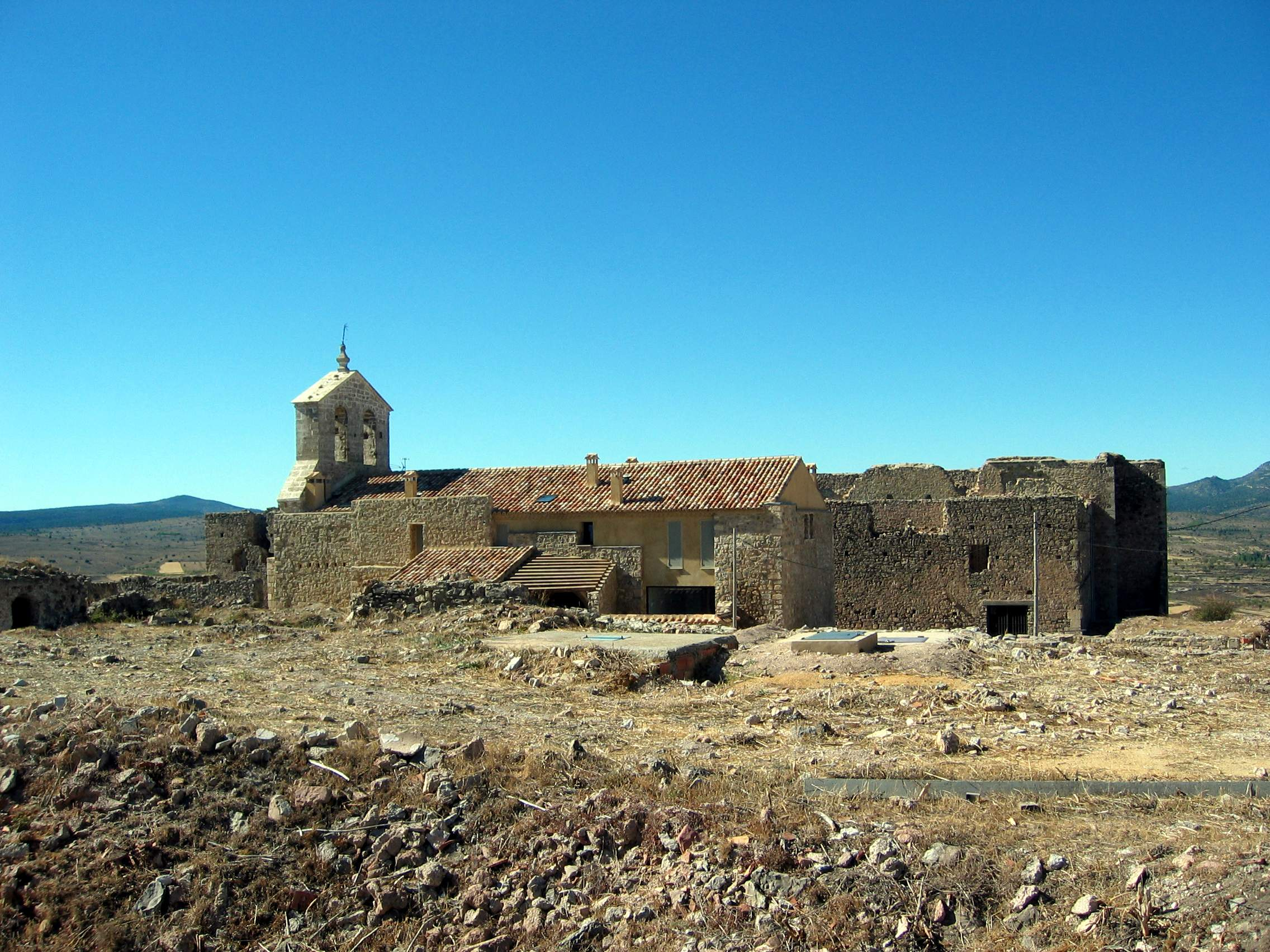
Vista lateral izquierda (meridional) de la iglesia de la Trinidad en Moya (Cuenca), con detalle de la espadaña y cobertura, tras su restauración. -

### Paisaje
La ubicación de las ruinas de Moya, sobre un cerro alomado, a 1.149 m de altitud, «le confiere una posición estratégica privilegiada», ya que desde su cima puede observarse un panorama espléndido en dirección a los cuatro puntos cardinales –desde los Montes de Santerón (norte) hasta el Pico de Ranera (sur), y desde el macizo de Javalambre (este), hasta la Serranía de Cuenca (oeste)- incluidos los distintos núcleos urbanos de su jurisdicción –«Santo Domingo de Moya» (norte), «Los Huertos» (sur), «Pedro Izquierdo» y «El Arrabal» (este)-: Otras poblaciones visibles desde Moya son Algarra y Casas de Garcimolina (norte), y Landete (sur). 
La labor reconstructora llevada a cabo en puertas y murallas por la «Escuela Taller de Empleo» en los años precedentes ha sido notable; solo hace falta que se continúe, ya que el potencial de explotación turística y de desarrollo local, y como centro de interpretación cultural e histórico son extraordinarios.

## Galería

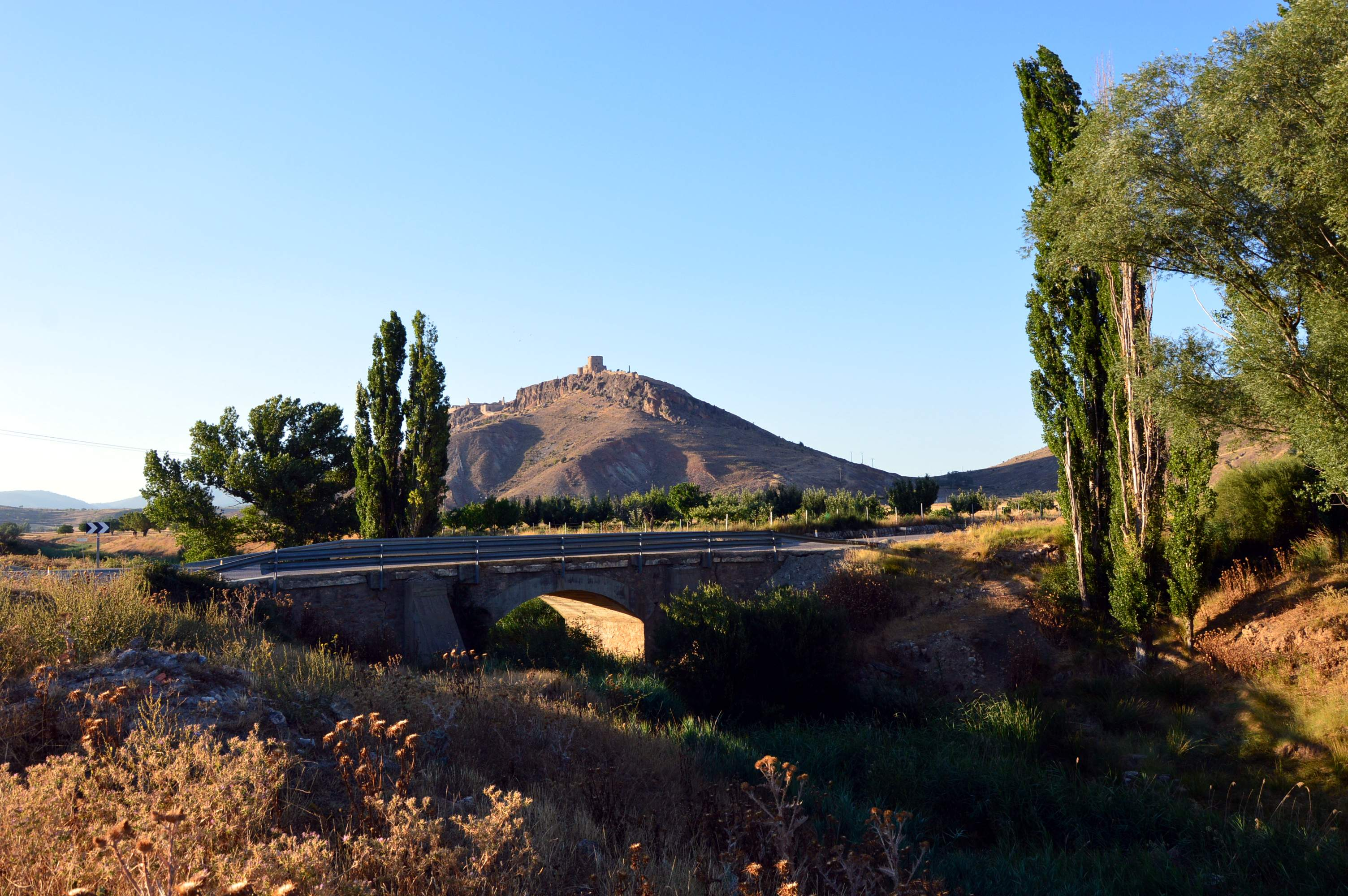
Vista meridional del cerro de Moya (Cuenca), desde el río Ojos de Moya.
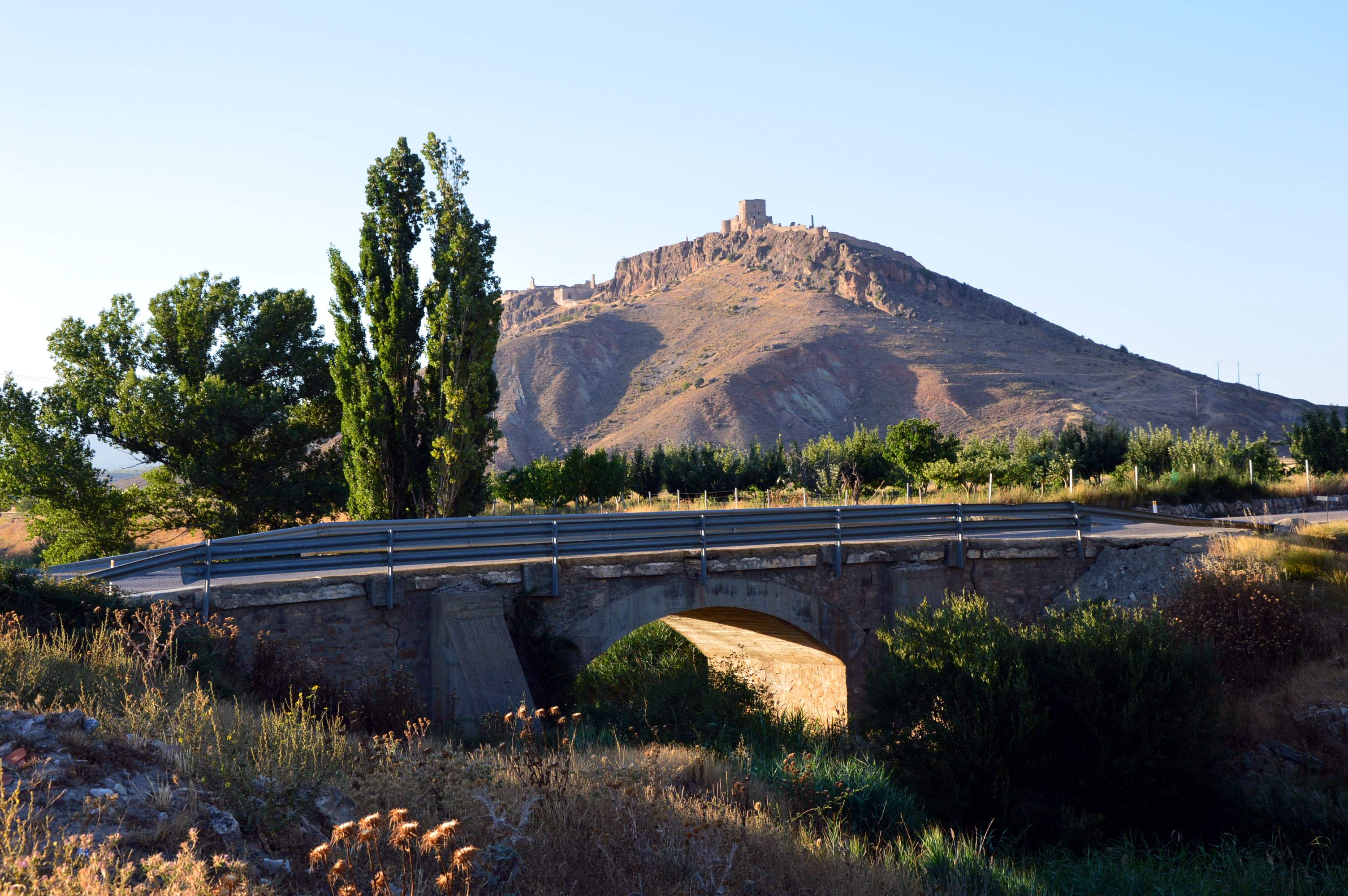
Vista meridional del cerro de Moya (Cuenca), desde el río Ojos de Moya.
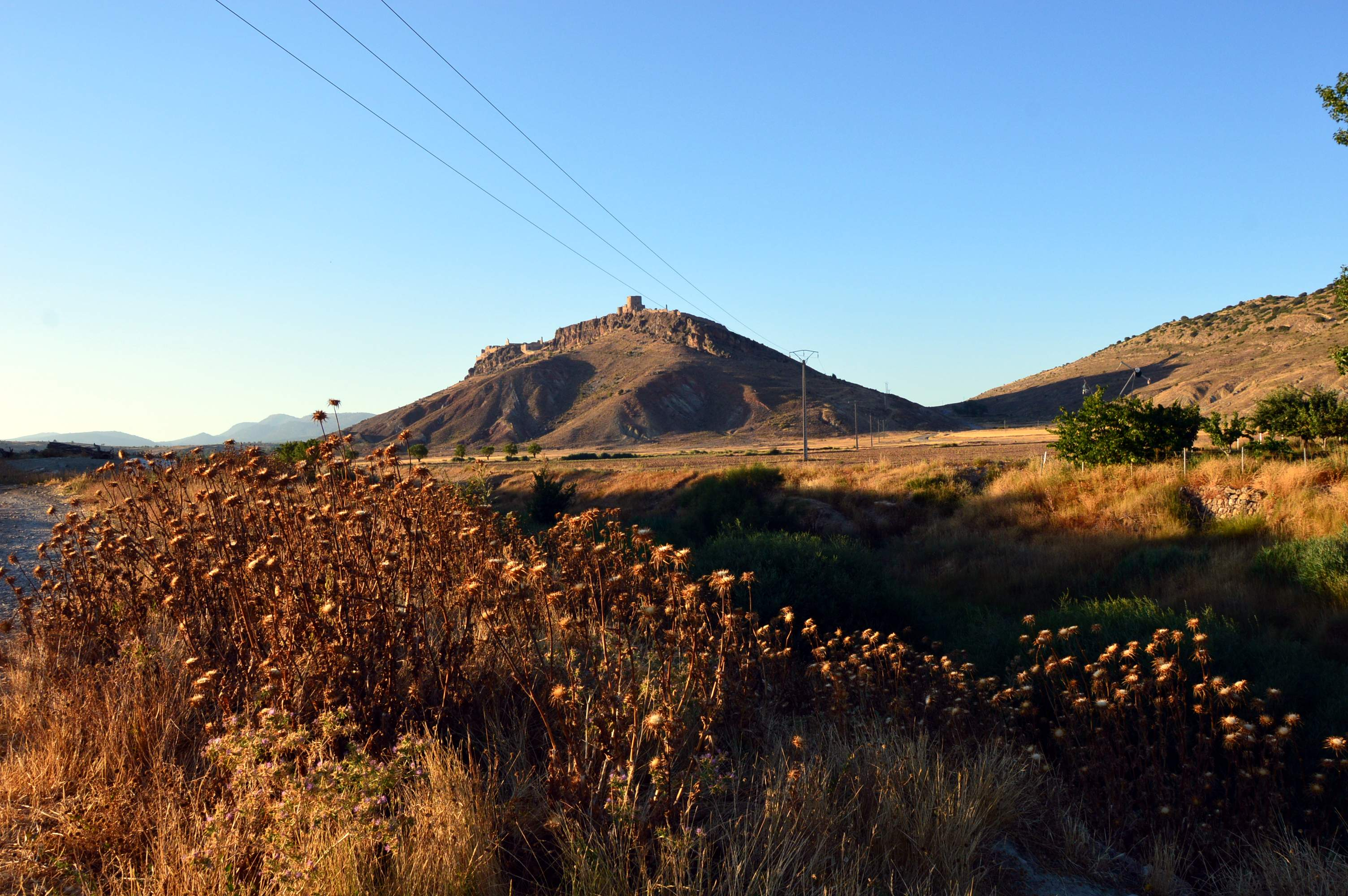
Vista meridional del cerro de Moya (Cuenca), desde el río Ojos de Moya.
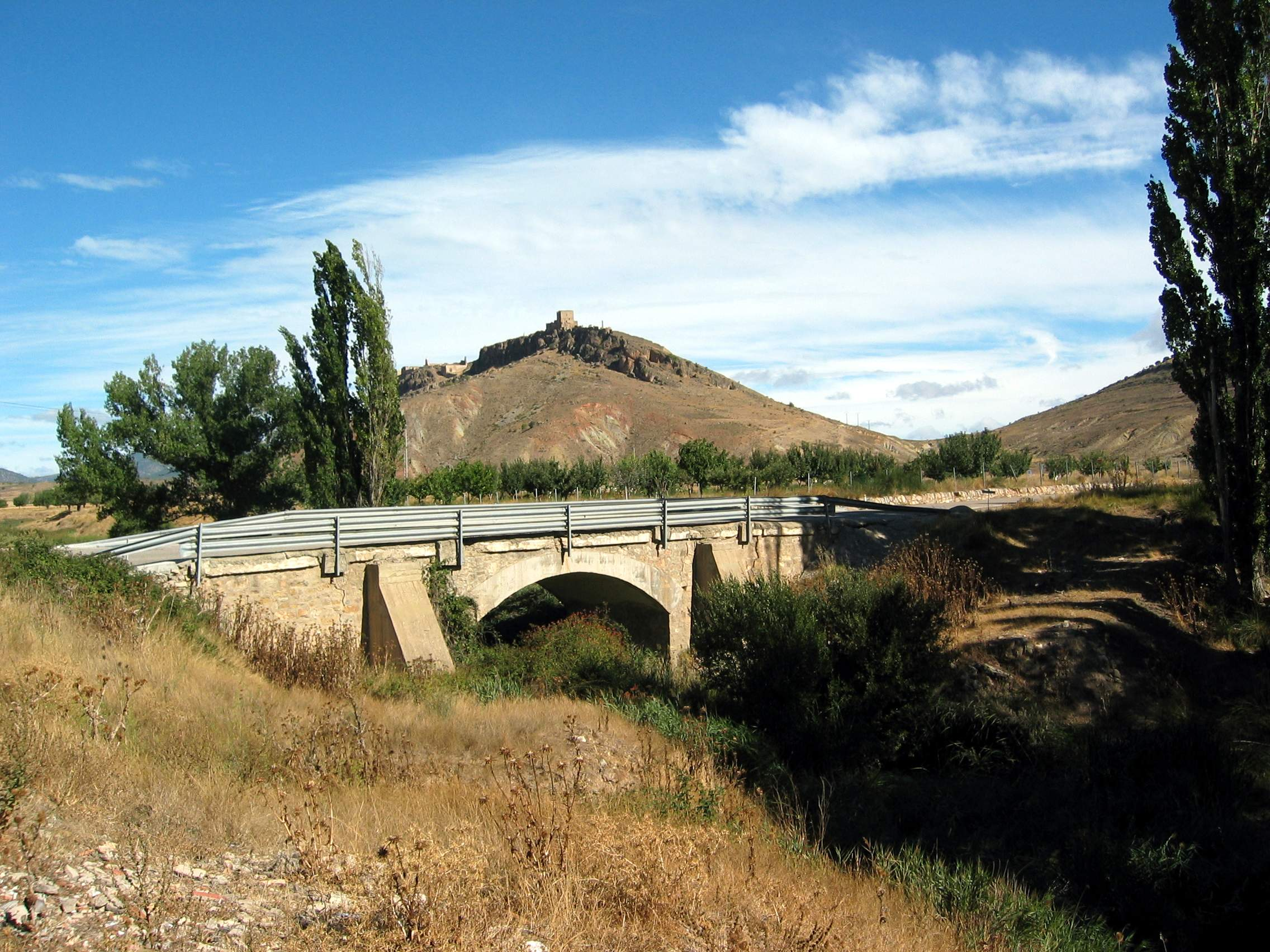
Vista general (meridional) del cerro de Moya (Cuenca), desde el puente del río Ojos.
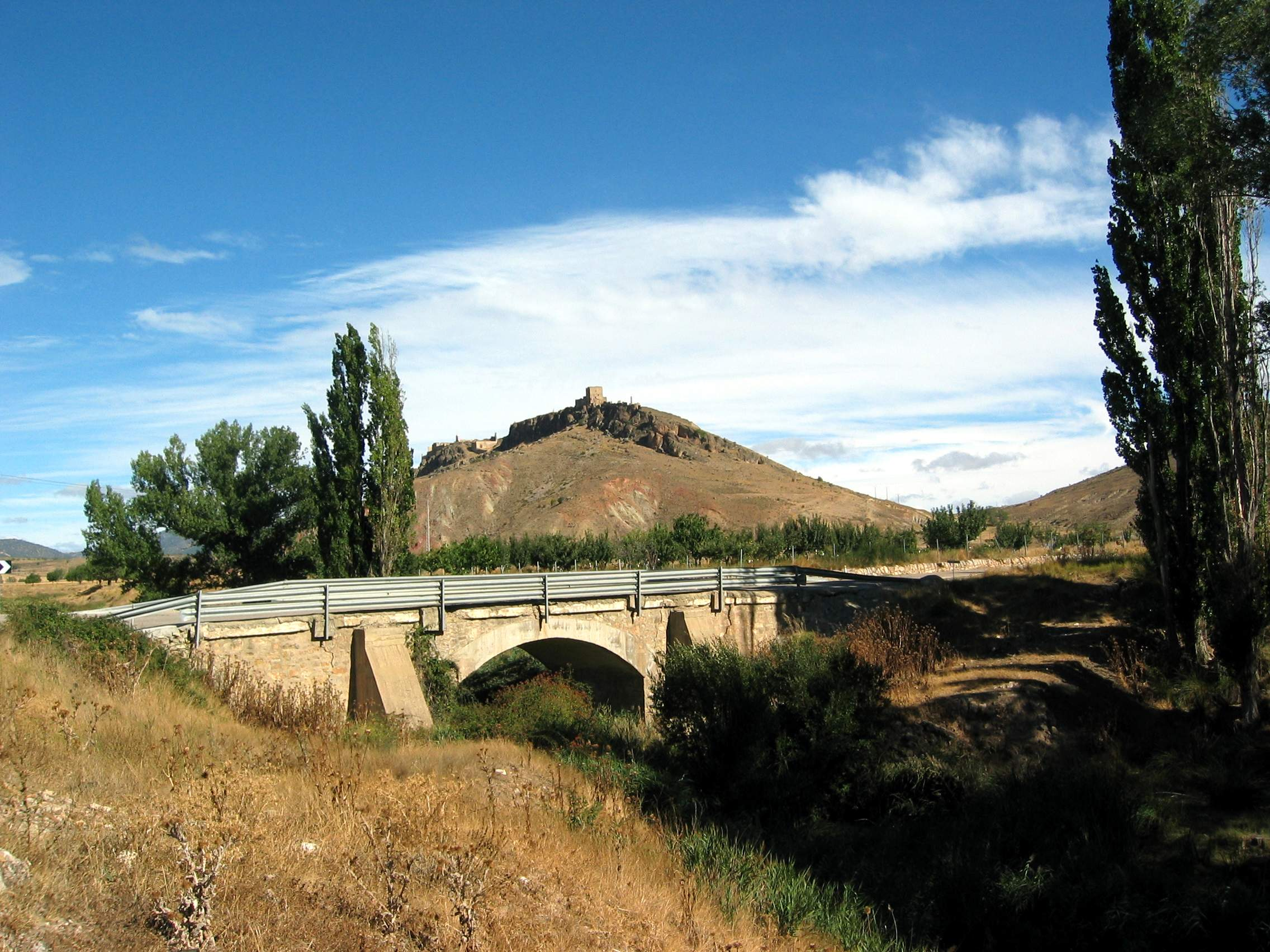
Vista general (meridional) del cerro de Moya (Cuenca), desde el puente del río Ojos.
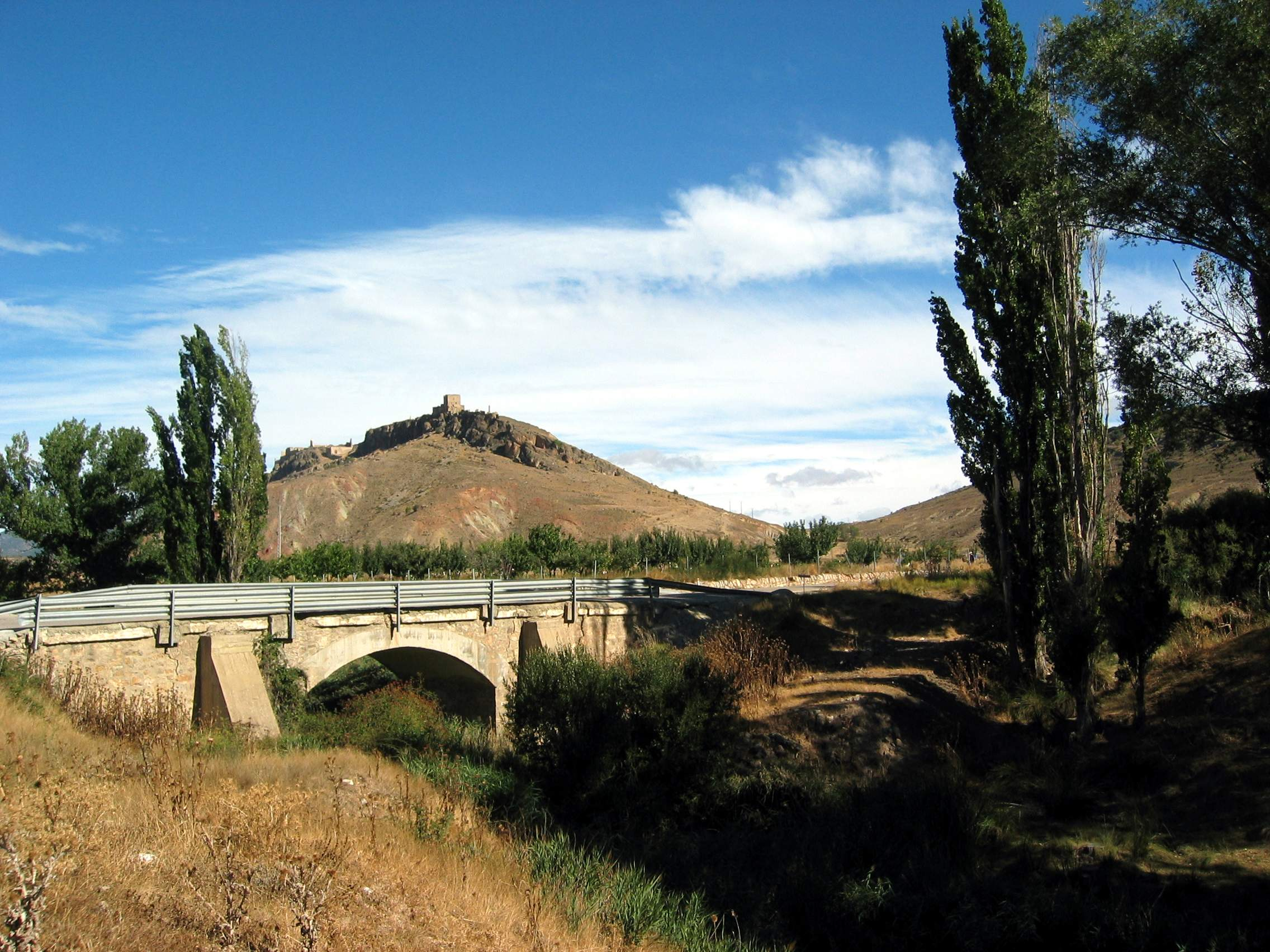
Vista general (meridional) del cerro de Moya (Cuenca), desde el puente del río Ojos.
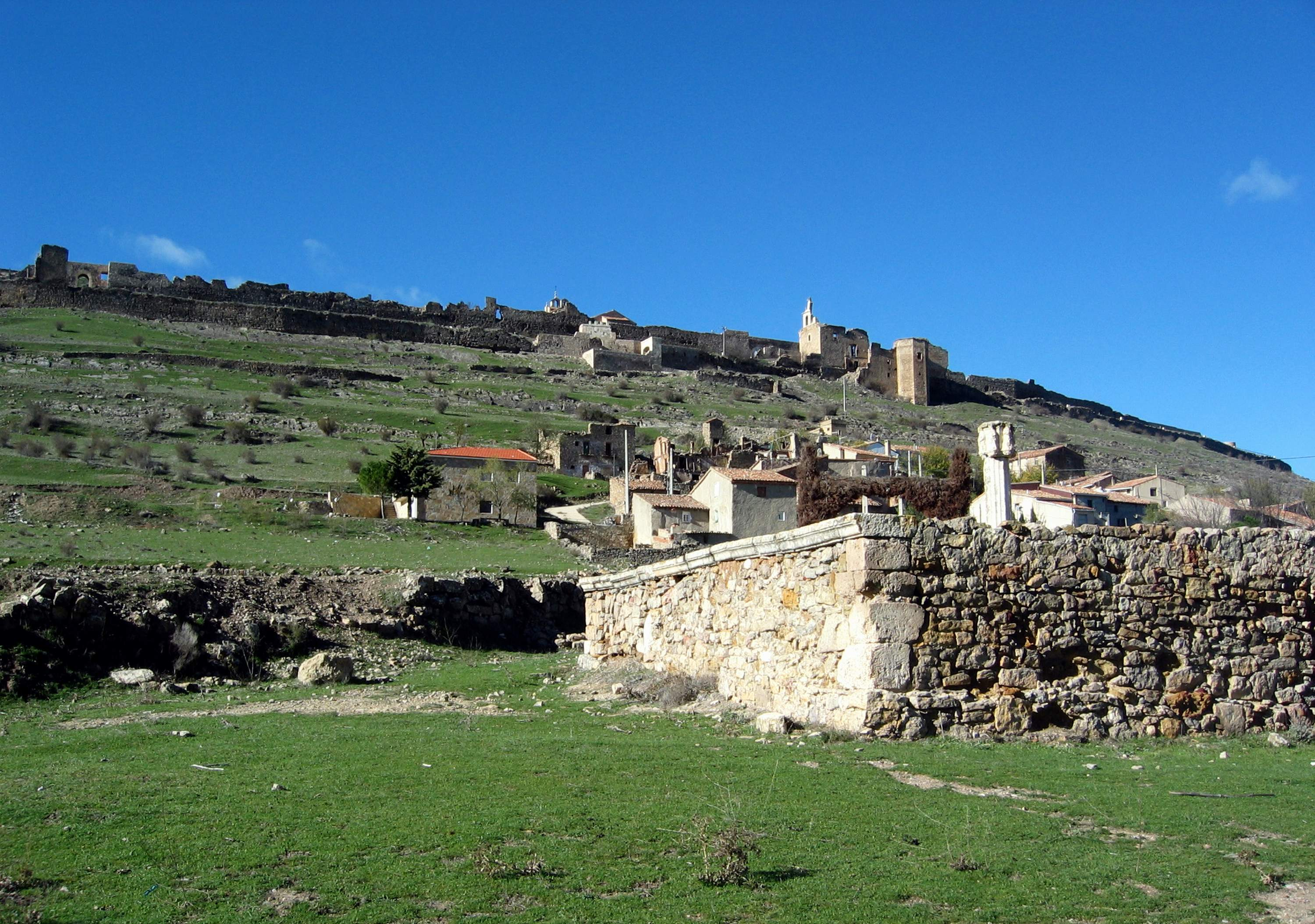
Vista oriental de las ruinas de Moya (Cuenca), desde la ermita de la Cruz.
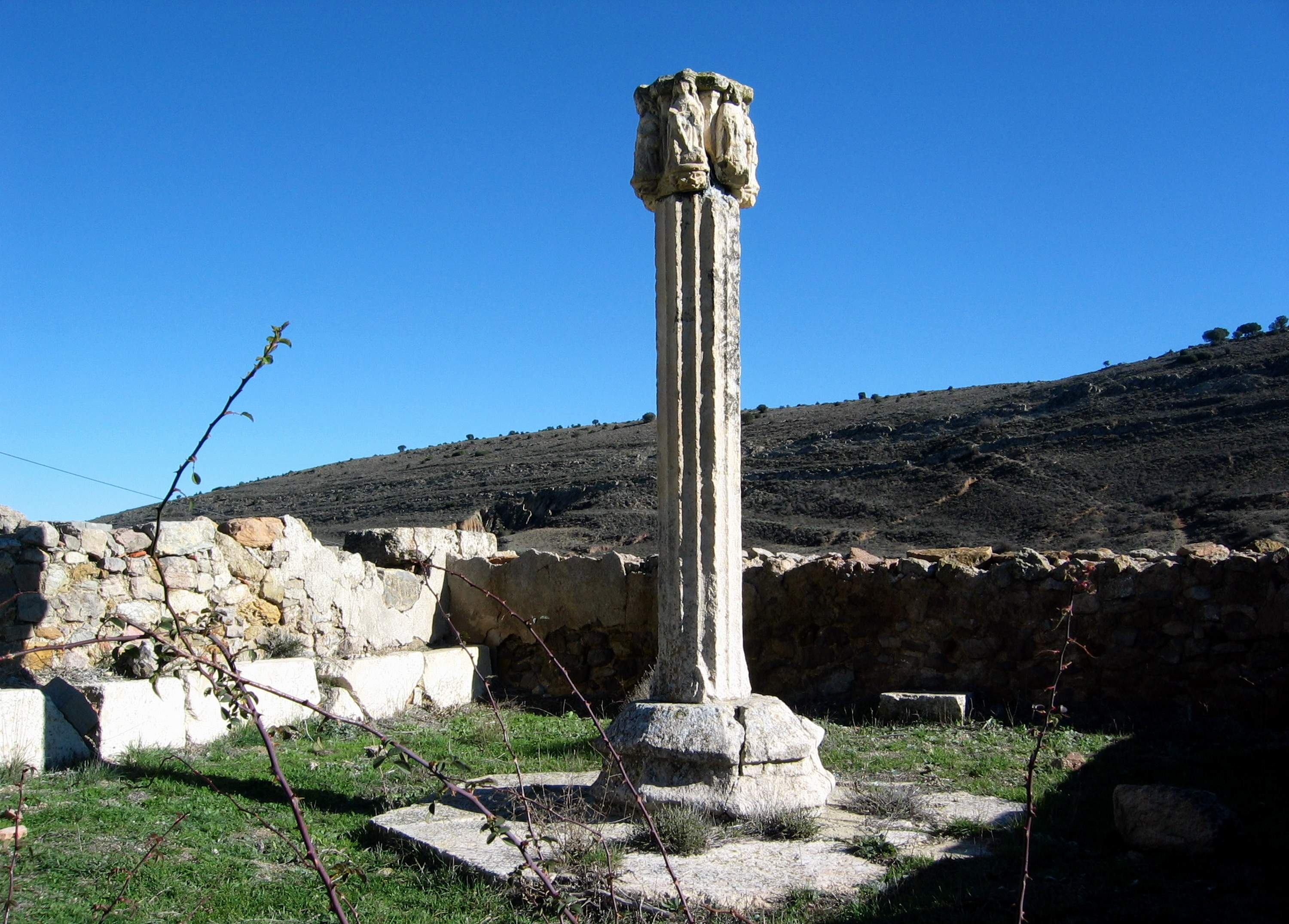
Vista occidental del crucero de la ermita de la Cruz en Moya (Cuenca).
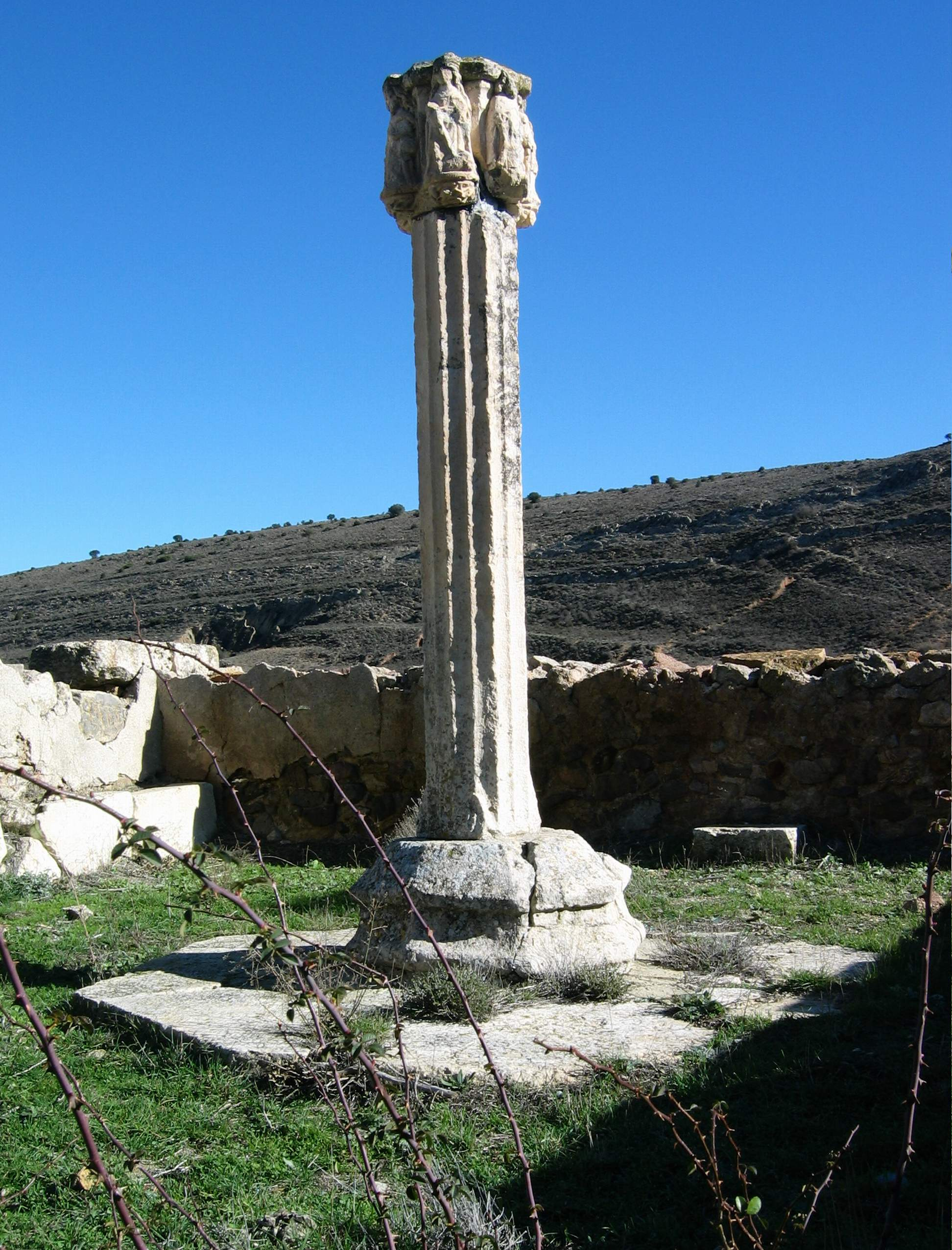
Vista occidental del crucero de la ermita de la Cruz en Moya (Cuenca).
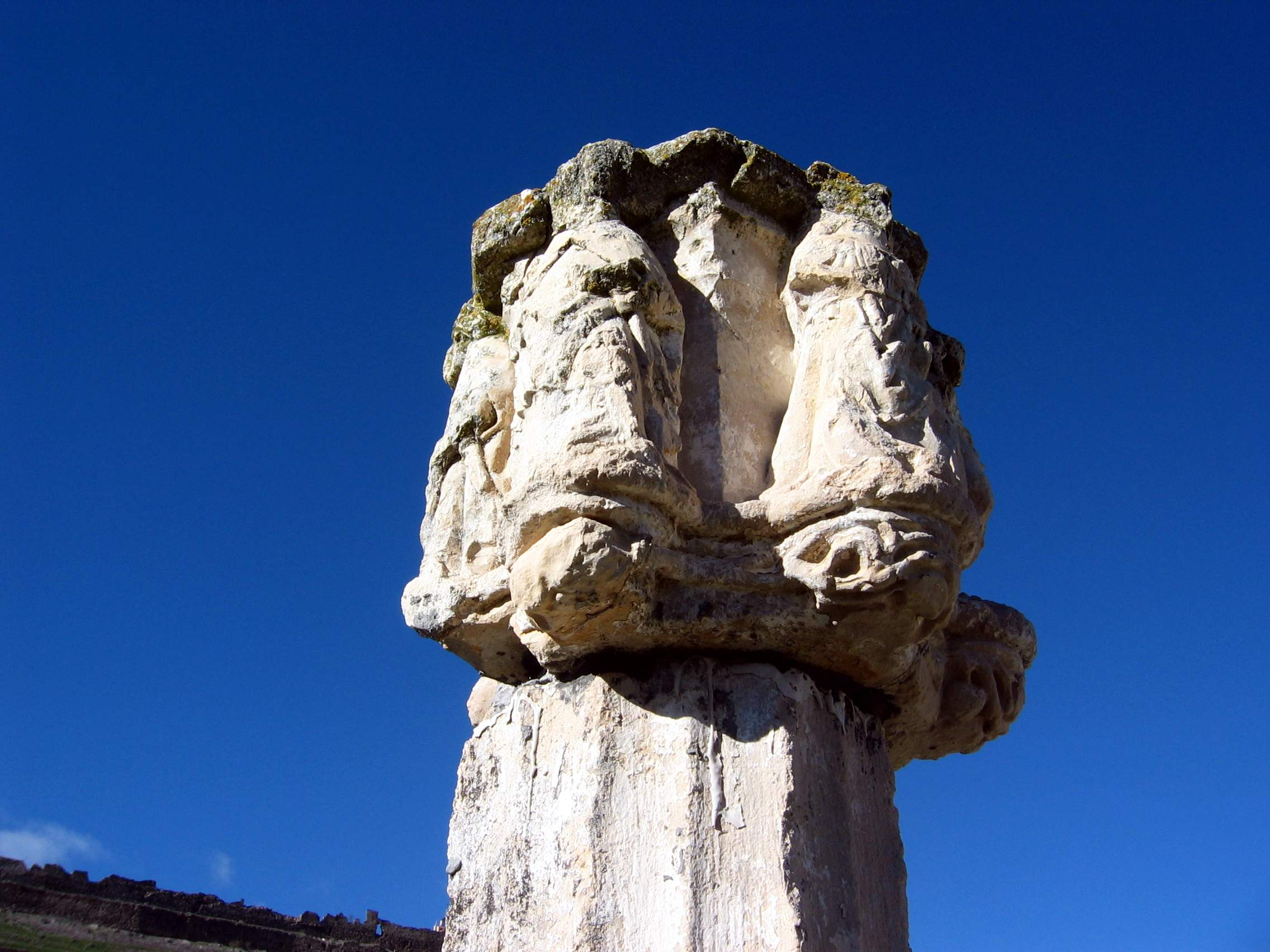
Vista occidental del crucero de la ermita de la Cruz en Moya (Cuenca), con detalle del capitel.
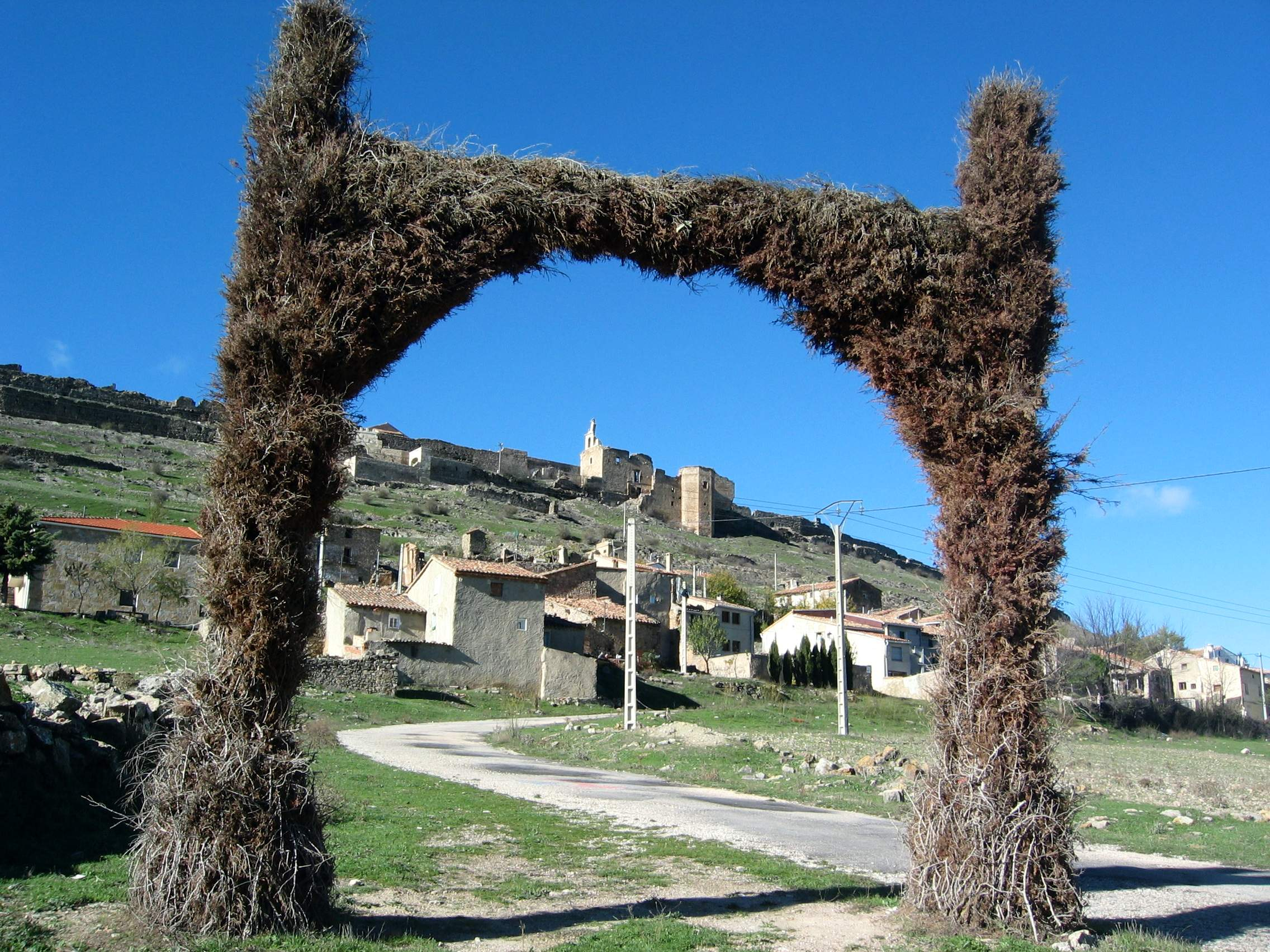
Vista oriental de las ruinas de Moya (Cuenca), con detalle del arco de bienvenida a la Virgen de Tejeda en las fiestas del Septenario.
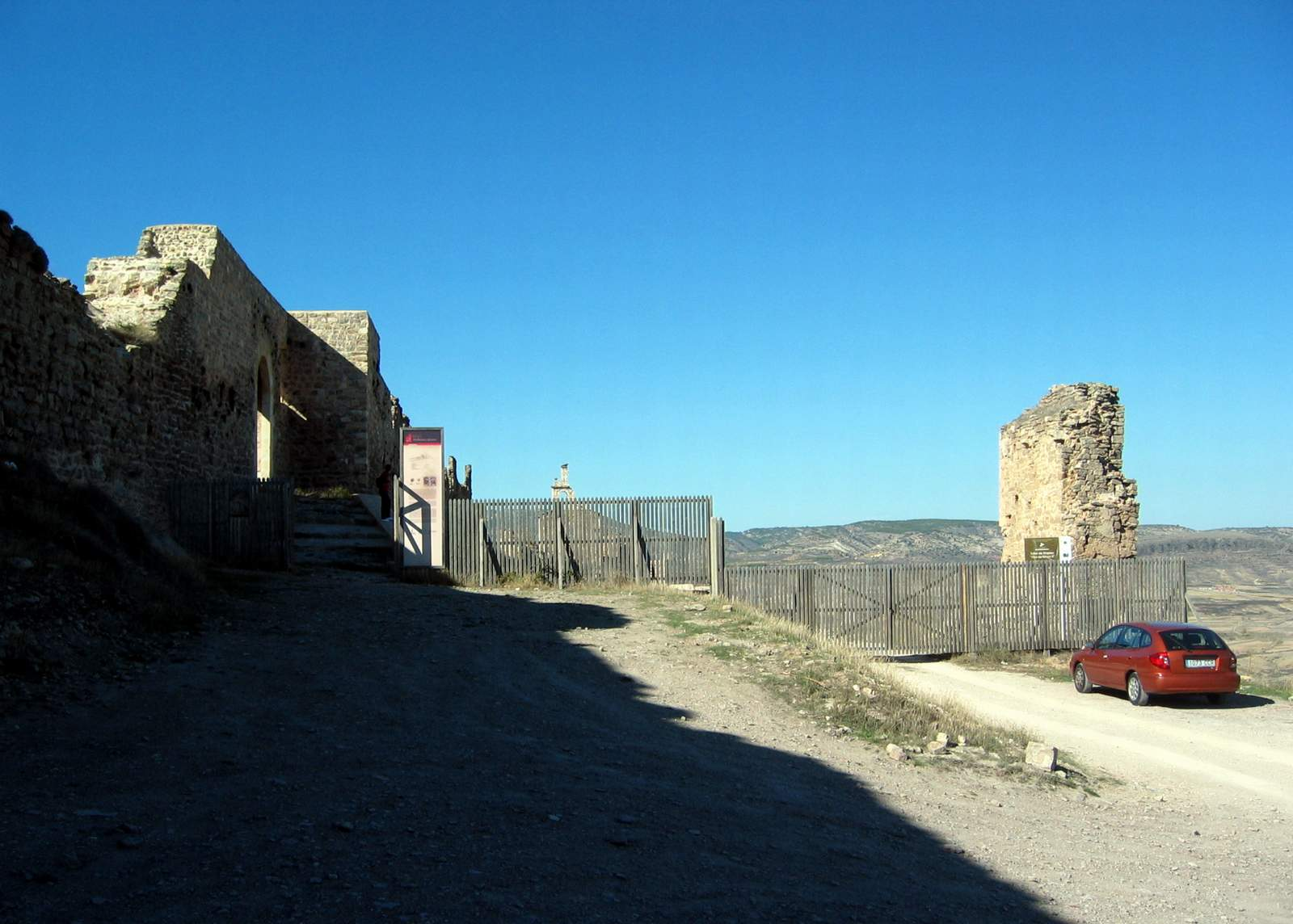
Vista general de la entrada al Complejo histórico-artístico de las ruinas de Moya (Cuenca).
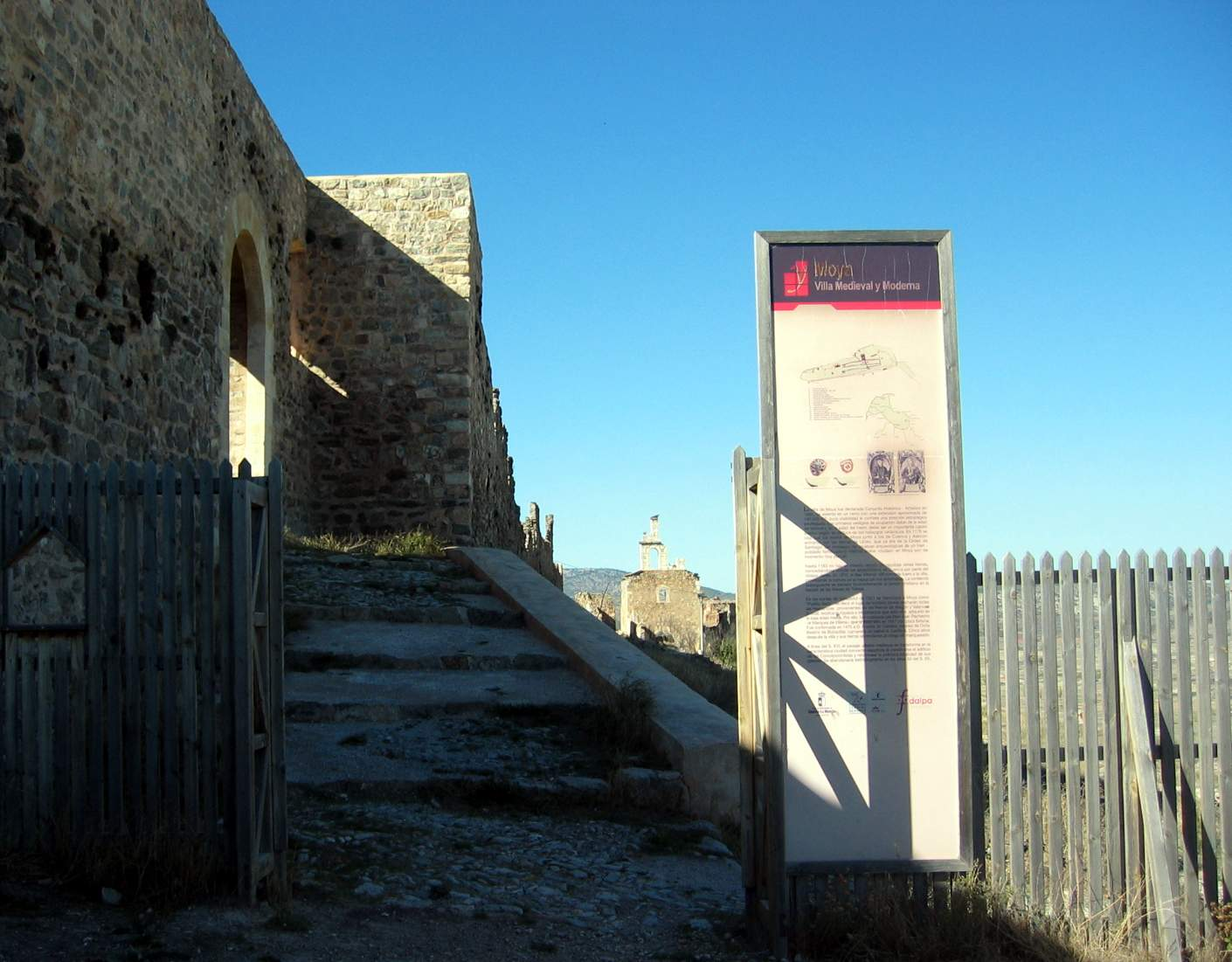
Detalle de la entrada al Complejo histórico-artístico de las ruinas de Moya (Cuenca).
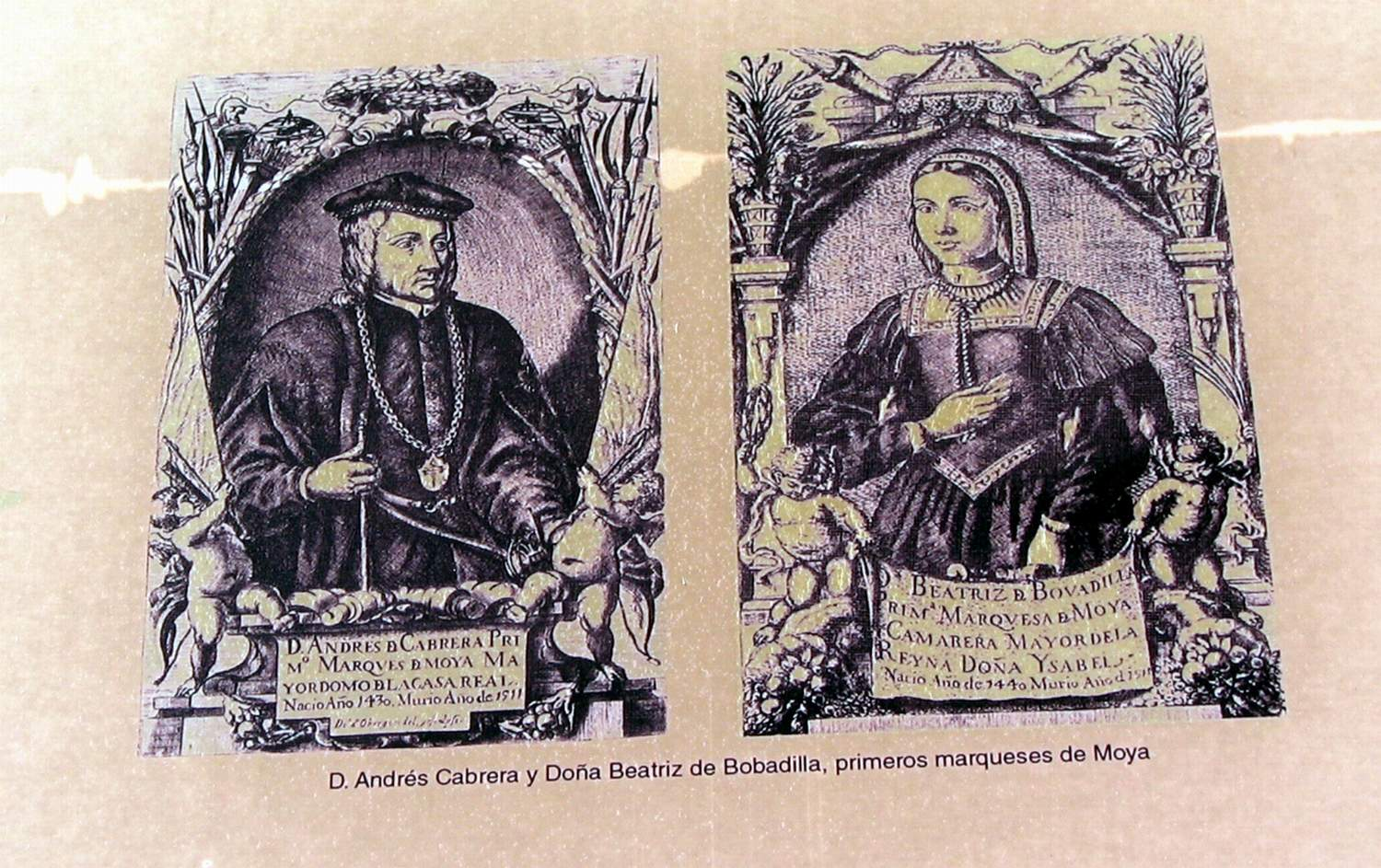
Detalle del retrato de los primeros marqueses de Moya (Cuenca), según figura en un panel a la entrada del recinto.
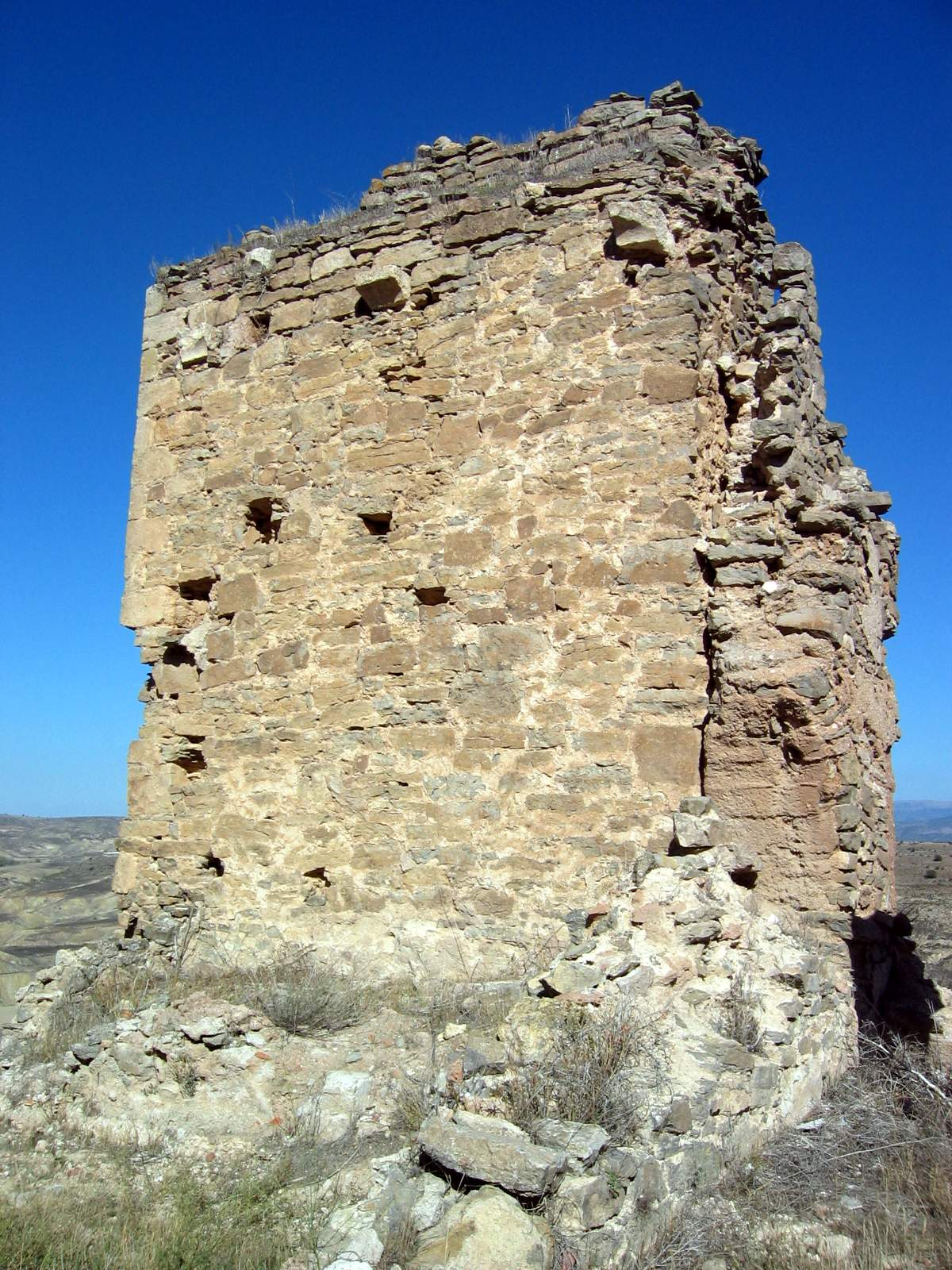
Fragmento de muralla y torreón en Moya (Cuenca), a la entrada del recinto, frente a la Puerta de San Juan.
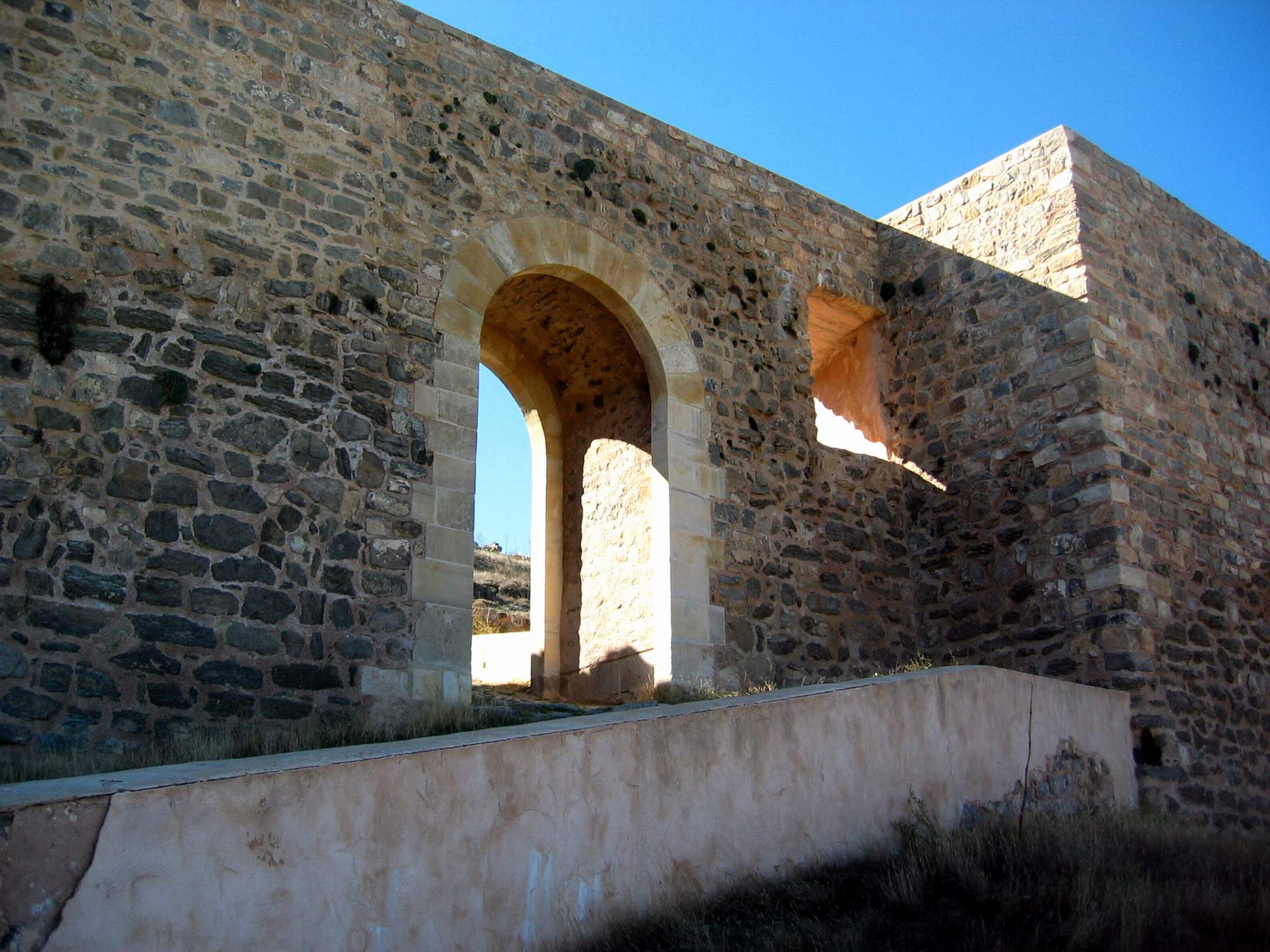
Vista lateral de la Puerta de San Juan en Moya (Cuenca), con detalle de la rampa, tras su restauración. Siglo XIII.
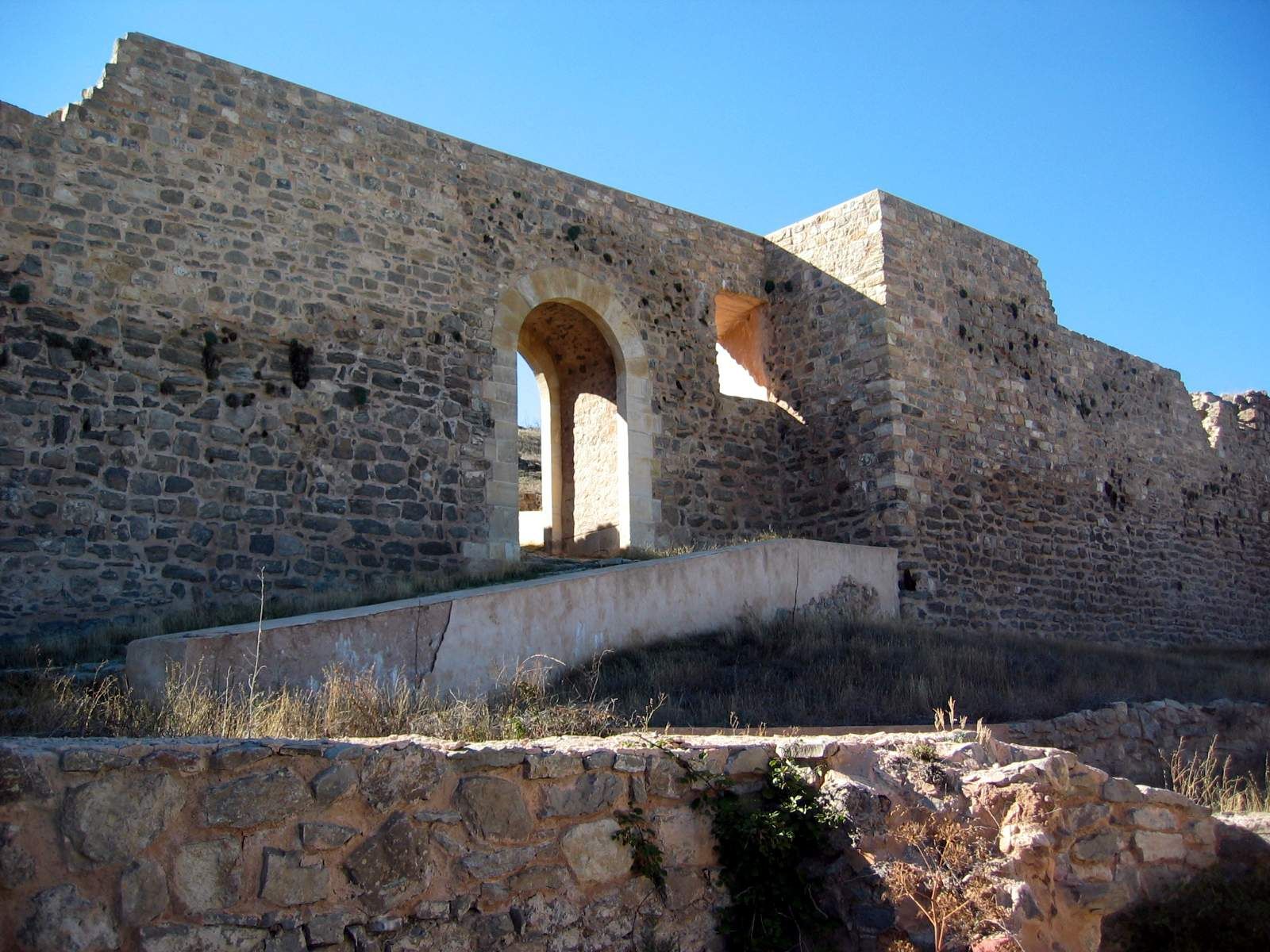
Vista lateral de la Puerta de San Juan en Moya (Cuenca), con detalle de la rampa, tras su restauración. Siglo XIII.
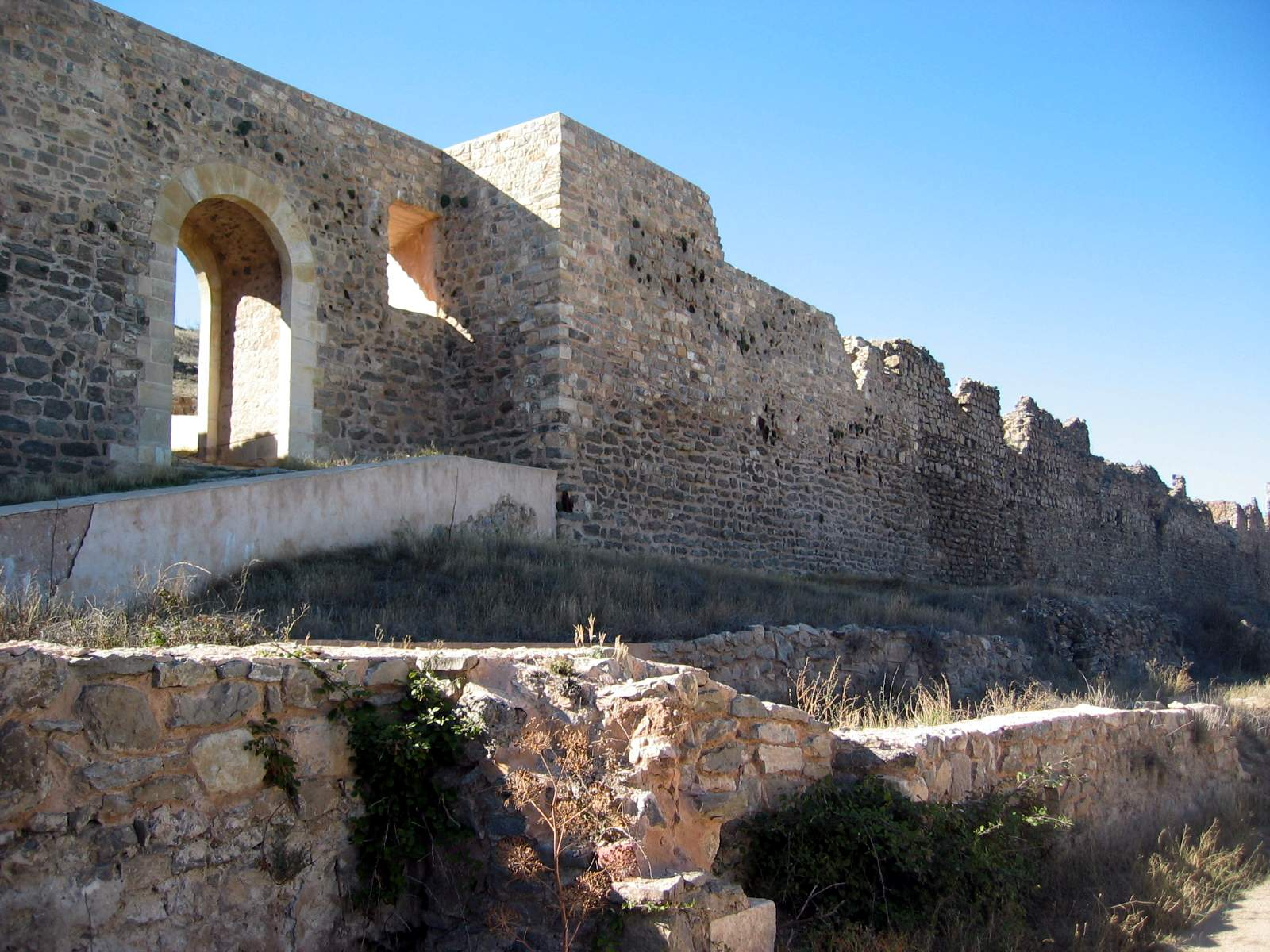
Vista lateral de la Puerta de San Juan en Moya (Cuenca), con detalle de la rampa, tras su restauración. Siglo XIII.
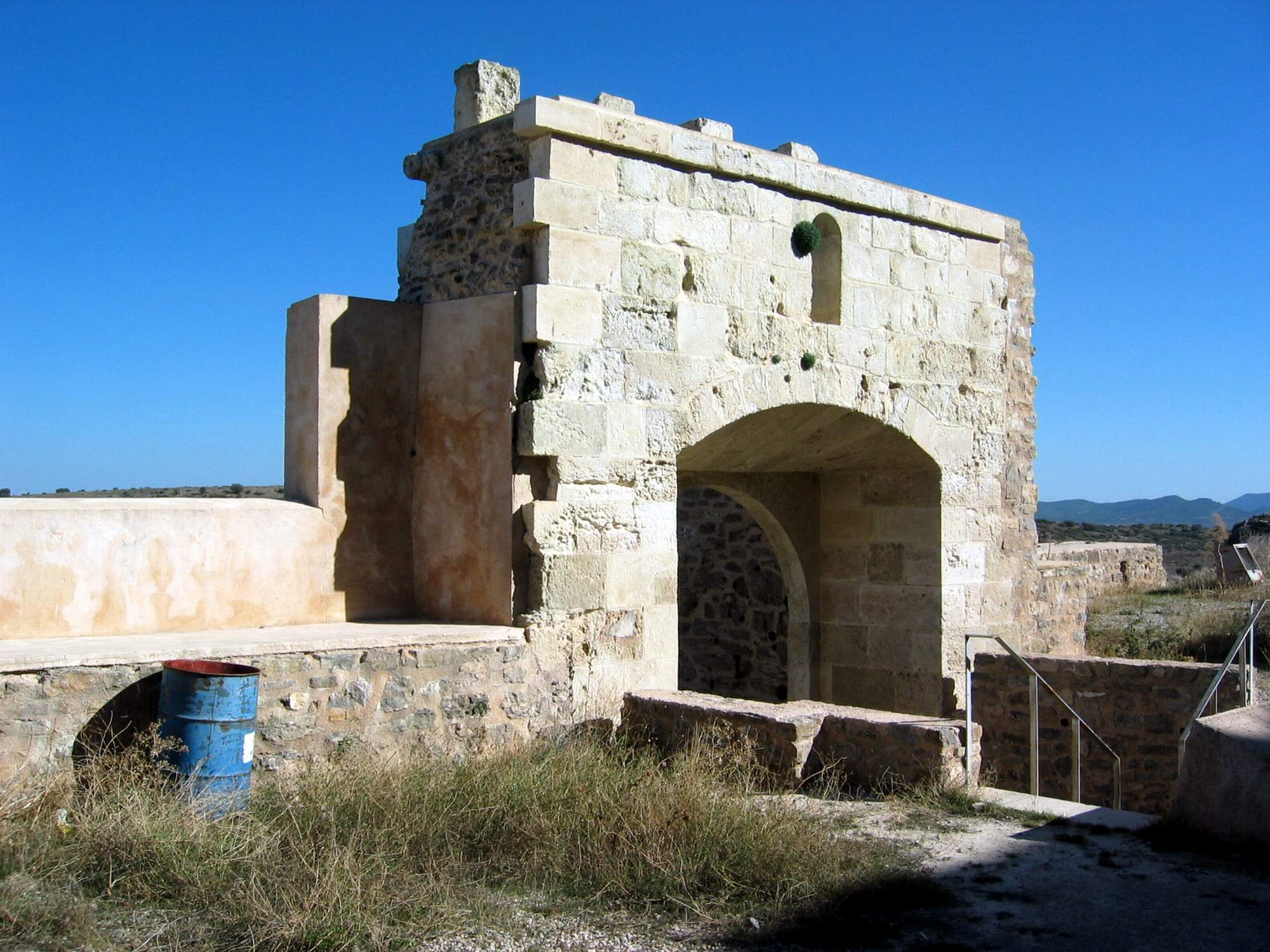
Vista lateral (interior) de la Puerta de la Villa en Moya (Cuenca), con detalle de la rampa, tras su restauración. Siglo XVI.
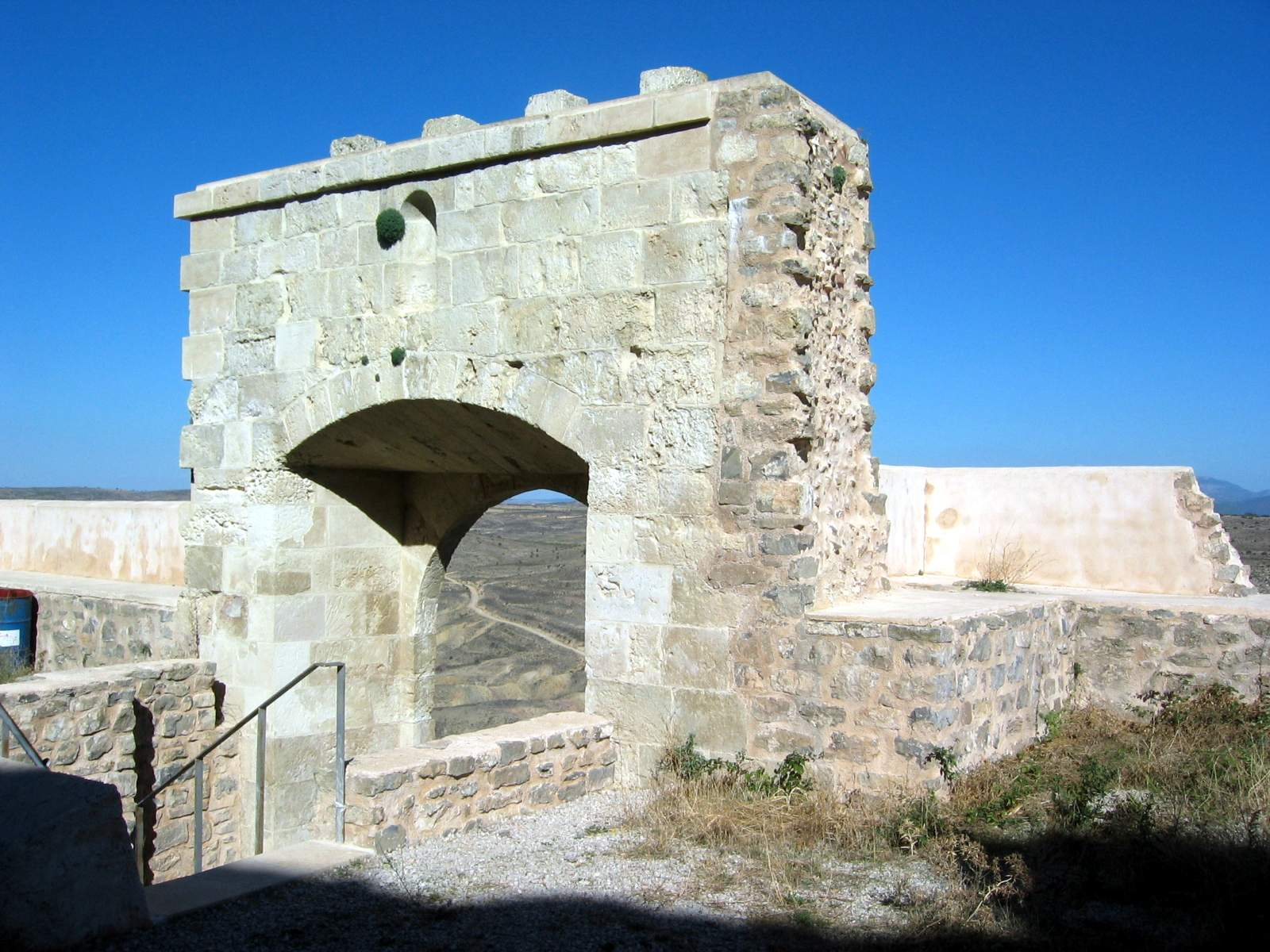
Vista lateral (interior) de la Puerta de la Villa en Moya (Cuenca), con detalle de la rampa, tras su restauración. Siglo XVI.
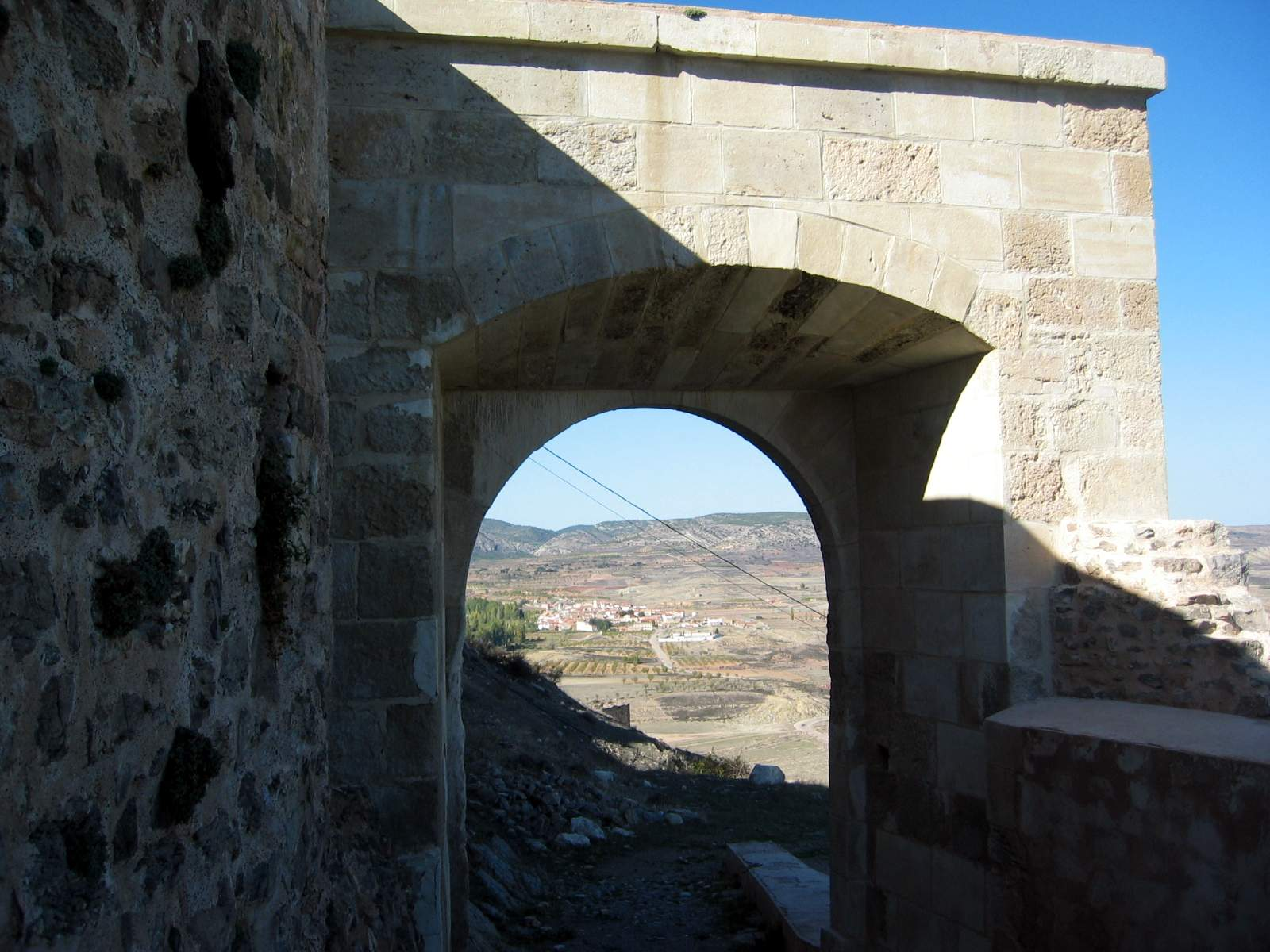
Vista frontal (interior) de la Puerta de la Villa en Moya (Cuenca), con detalle de la rampa, tras su restauración. Siglo XVI.
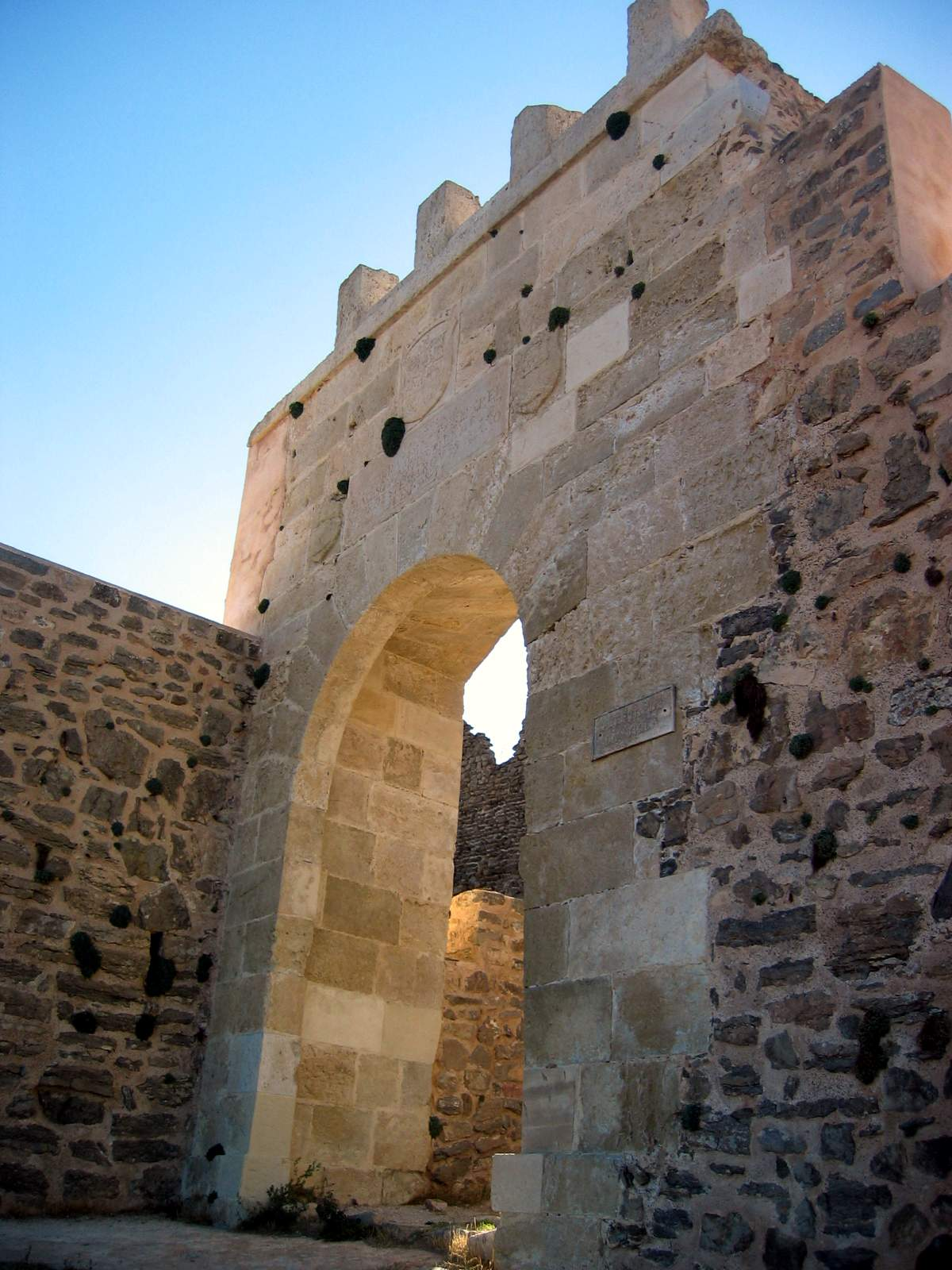
Vista lateral (exterior) de la Puerta de la Villa en Moya (Cuenca), tras su restauración. Siglo XVI.
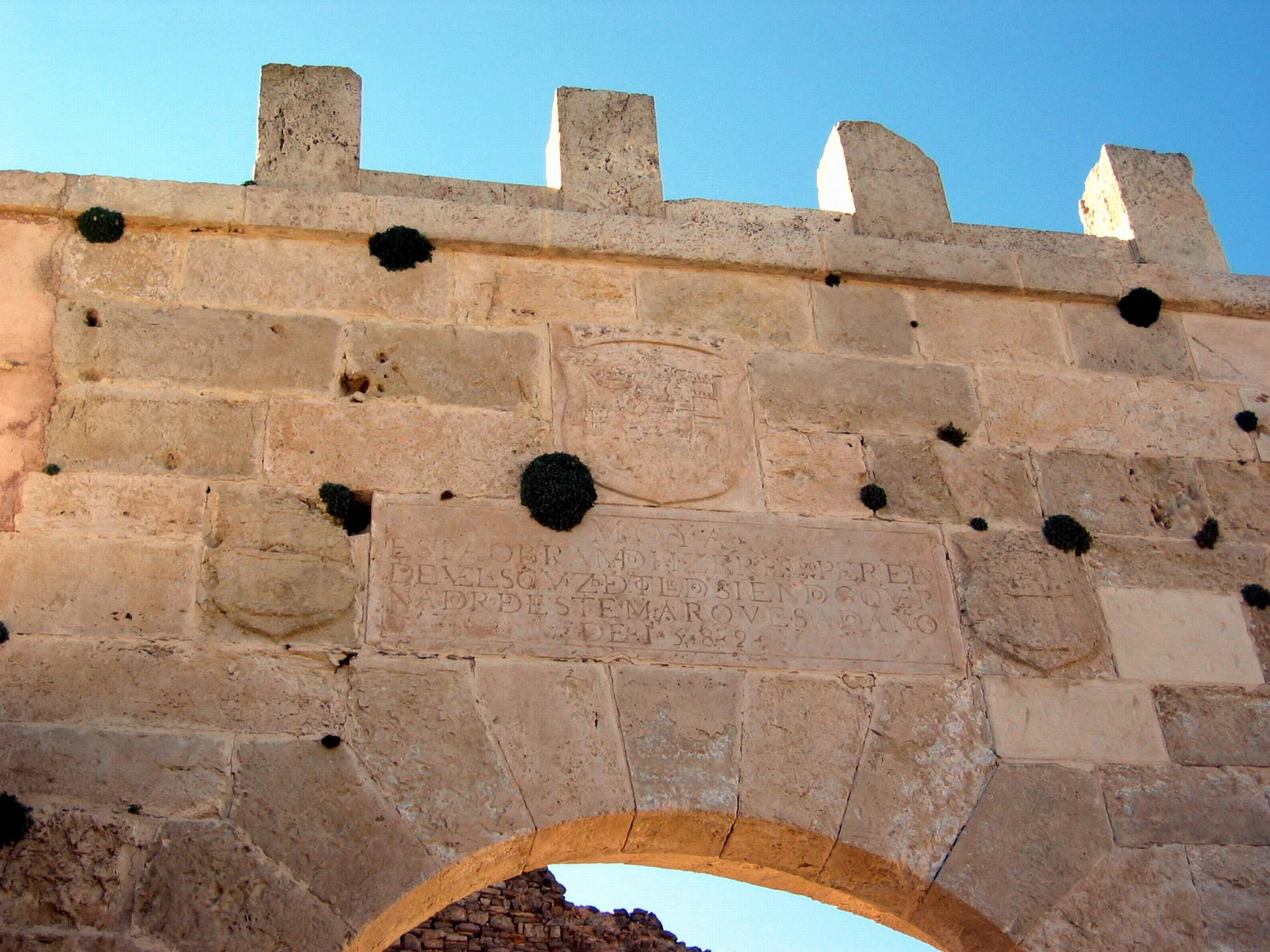
Vista parcial (exterior) de la Puerta de la Villa en Moya (Cuenca), con detalle del almenado, tras su restauración. Siglo XVI.
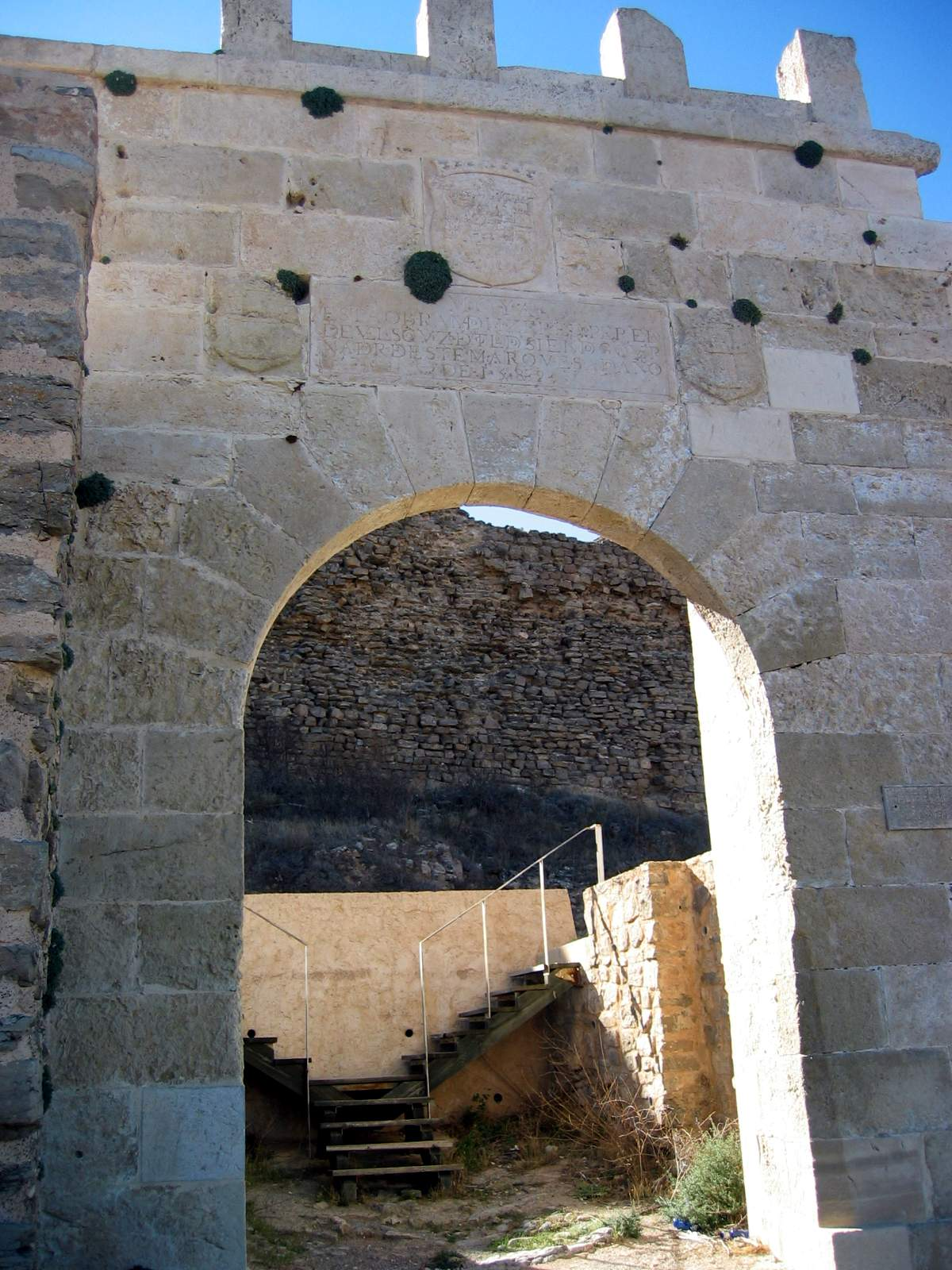
Vista frontal (exterior) de la Puerta de la Villa en Moya (Cuenca), con detalle del almenado, tras su restauración. Siglo XVI.
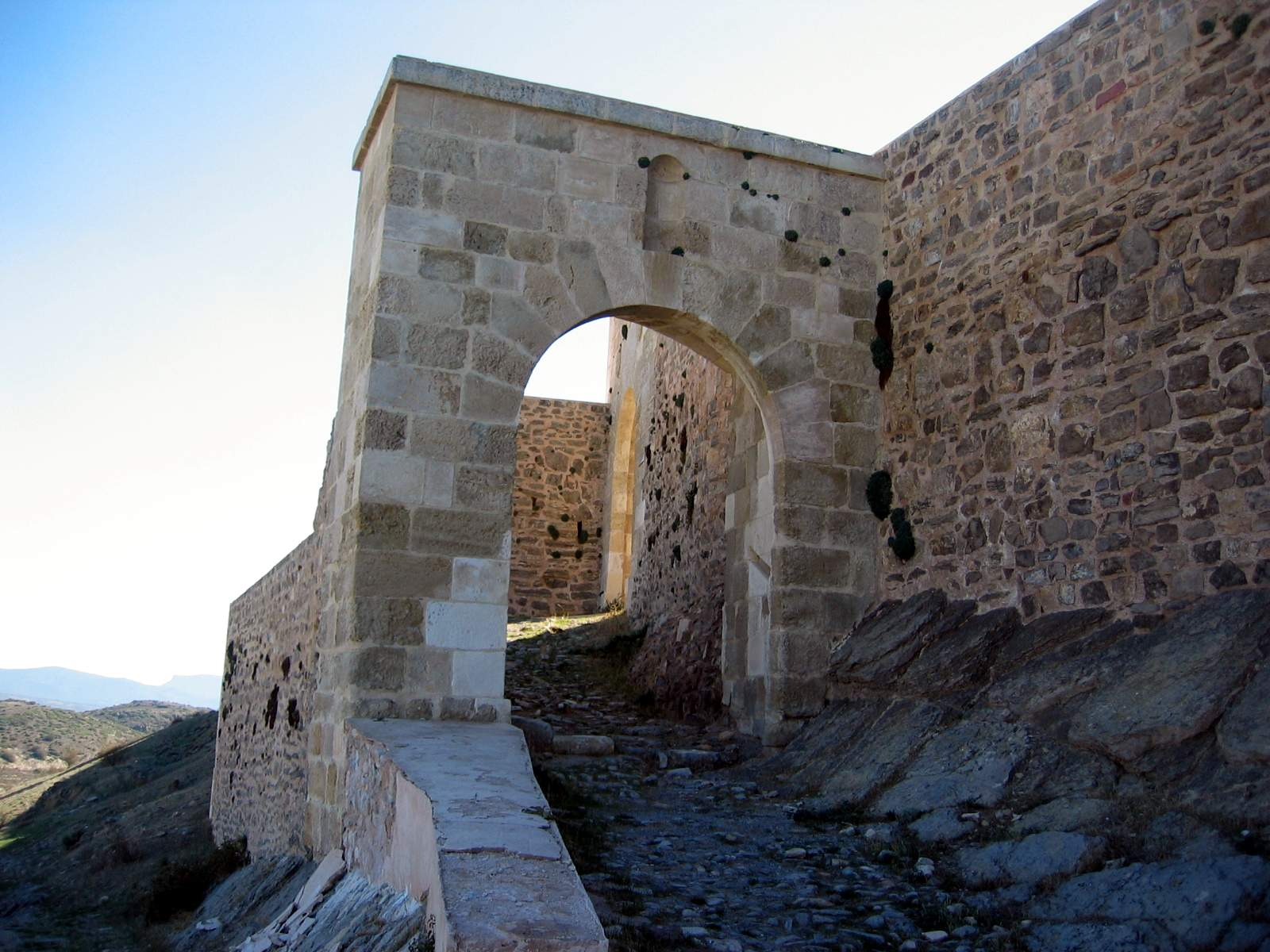
Vista lateral (exterior) de la Puerta de la Villa en Moya (Cuenca), con detalle de la rampa, tras su restauración. Siglo XVI.
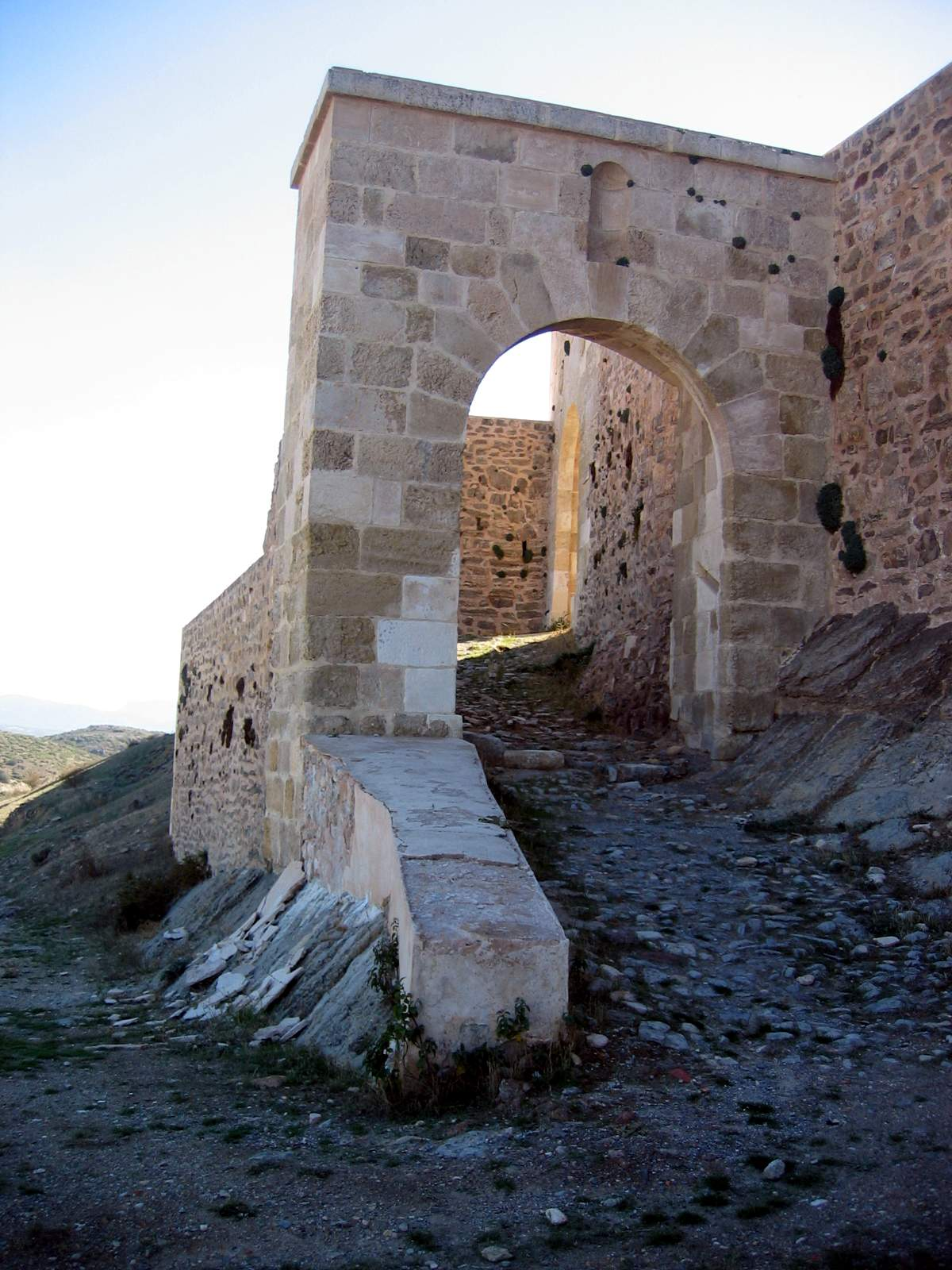
Vista lateral (exterior) de la Puerta de la Villa en Moya (Cuenca), con detalle de la rampa, tras su restauración. Siglo XVI.
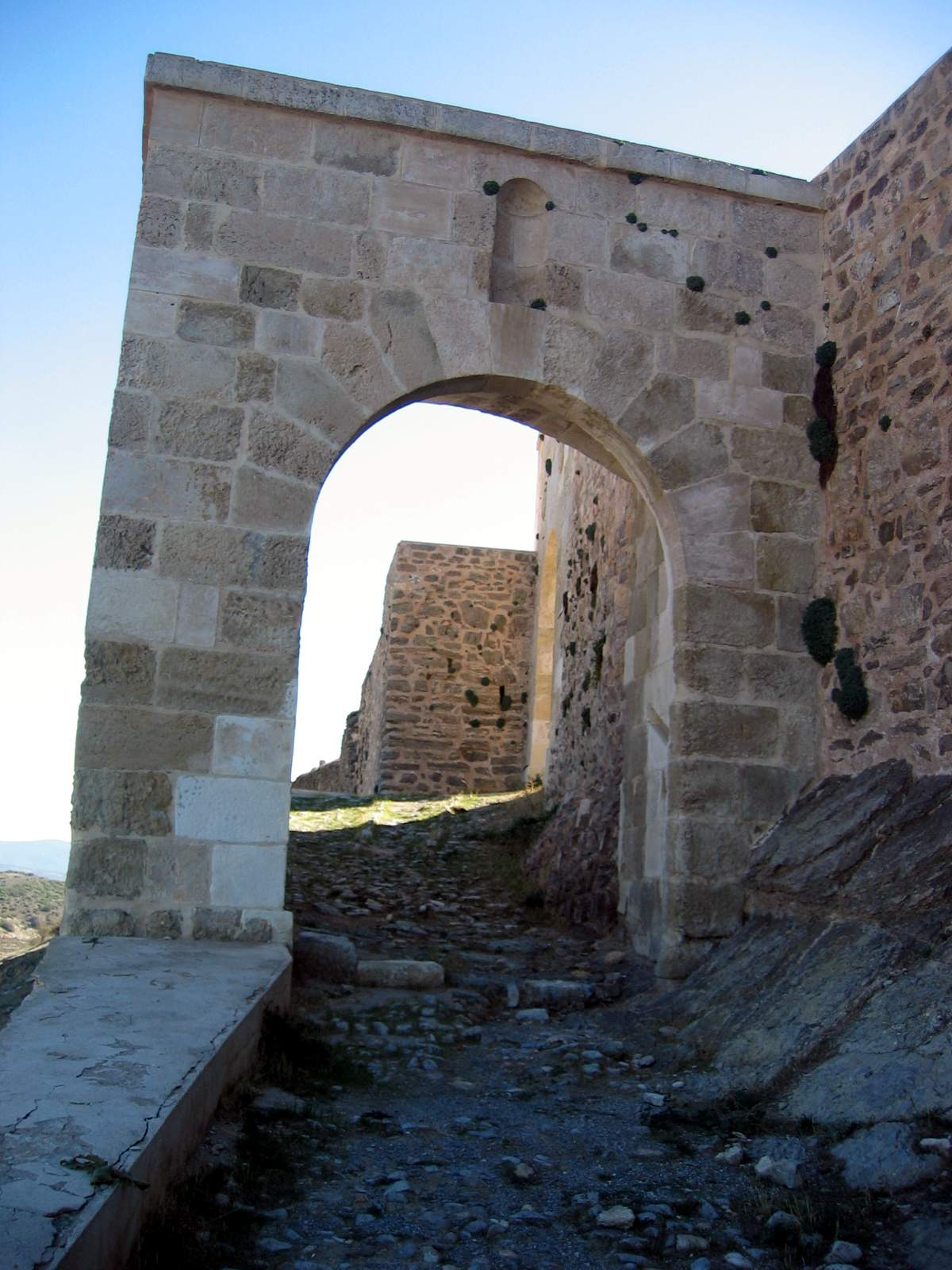
Vista lateral (exterior) de la Puerta de la Villa en Moya (Cuenca), con detalle de la rampa, tras su restauración. Siglo XVI.
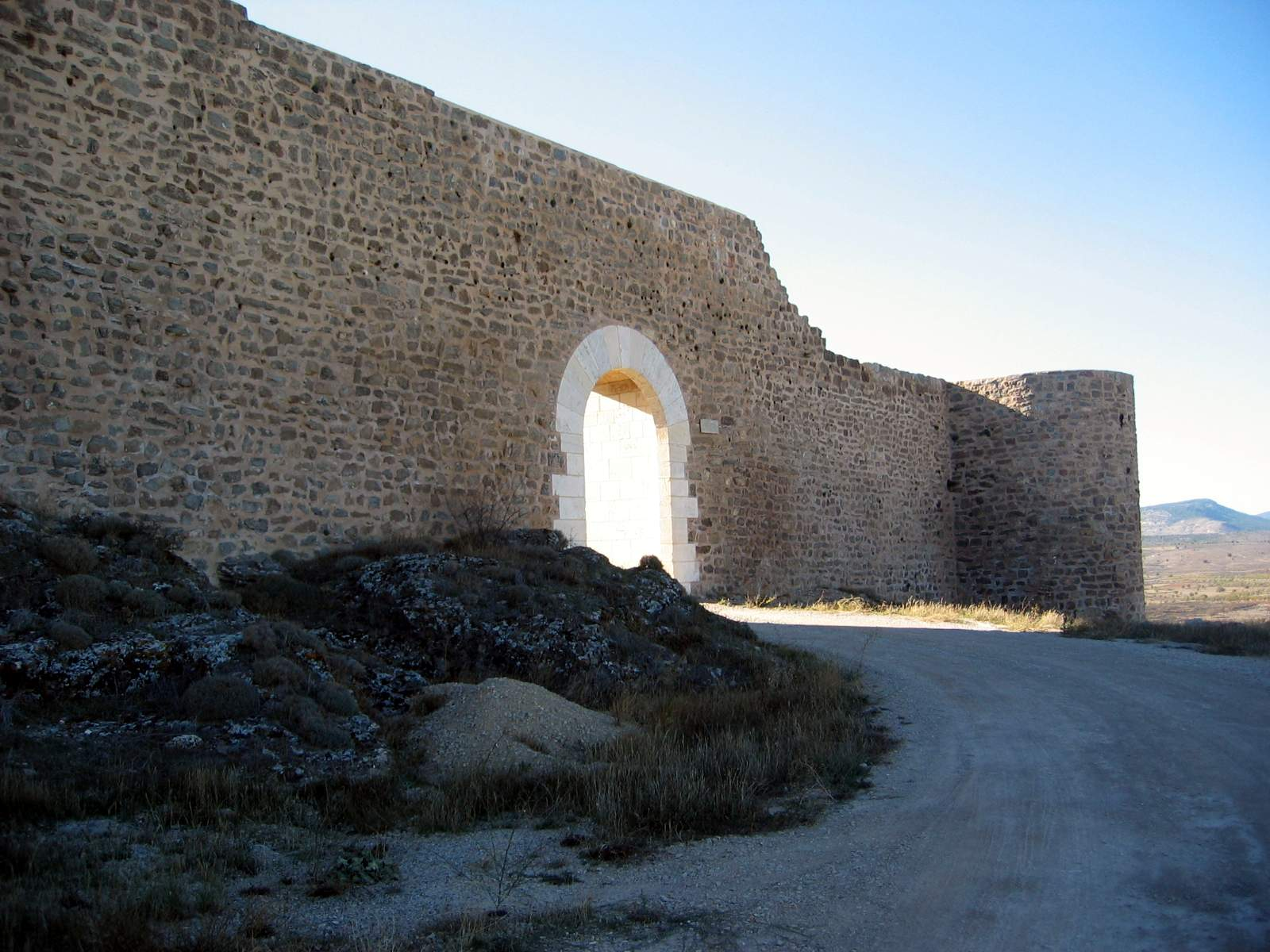
Vista lateral de la Puerta de la Calzadilla en Moya (Cuenca), tras su restauración. Siglo XIII.
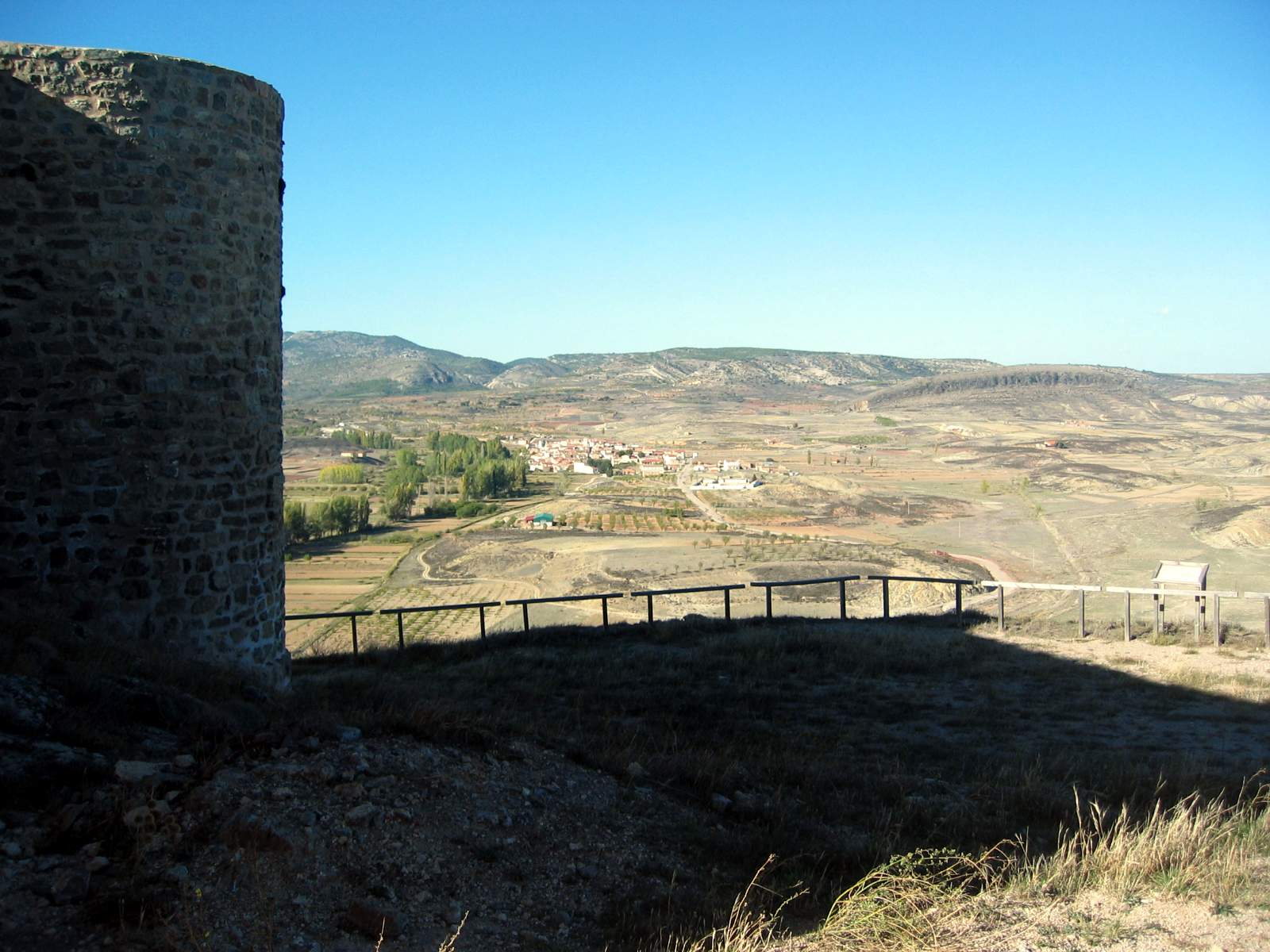
Vista de Santo Domingo desde la Puerta de la Calzadilla en Moya (Cuenca).
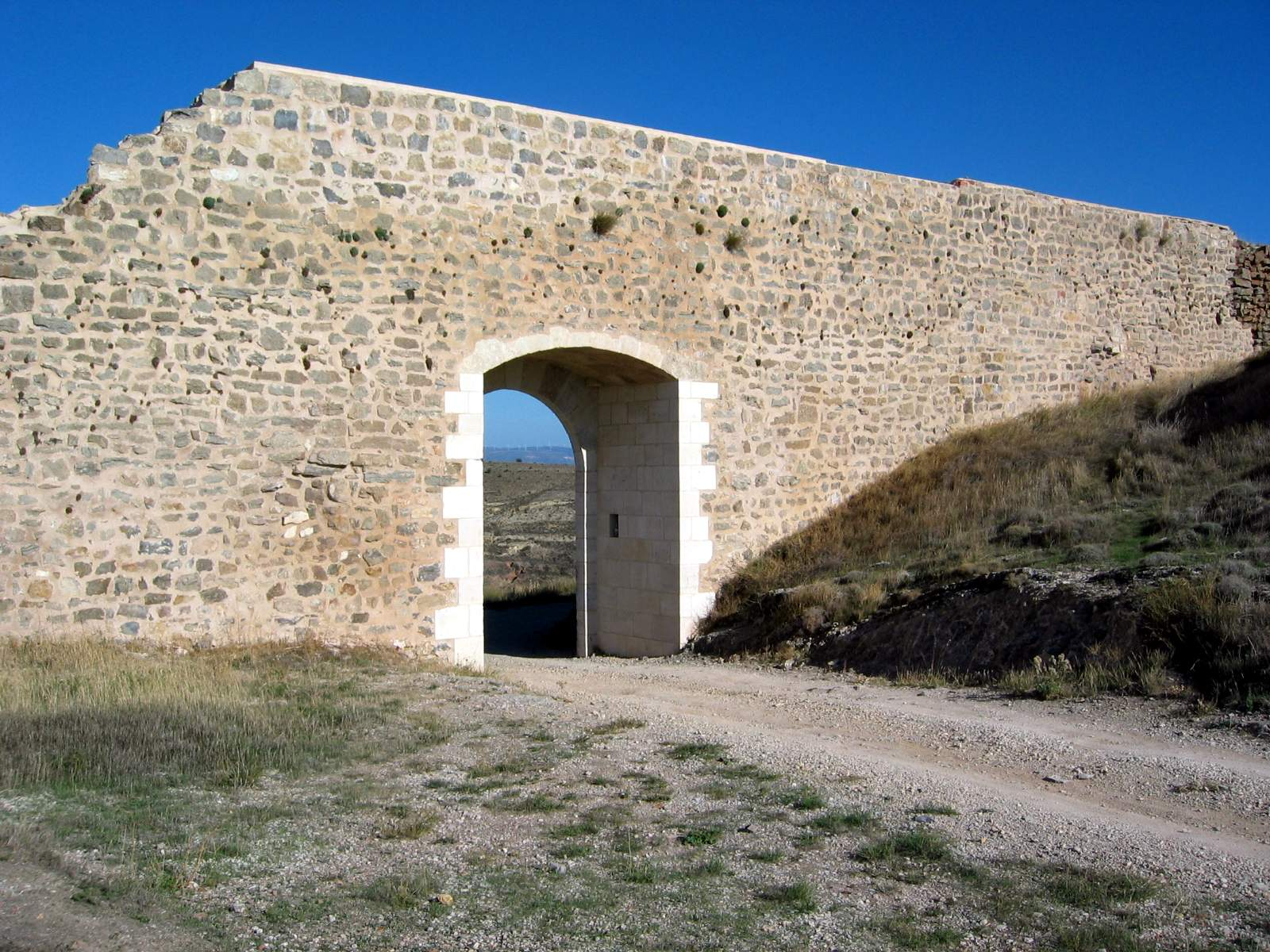
Vista frontal de la Puerta de la Calzadilla en Moya (Cuenca), tras su restauración. Siglo XIII.
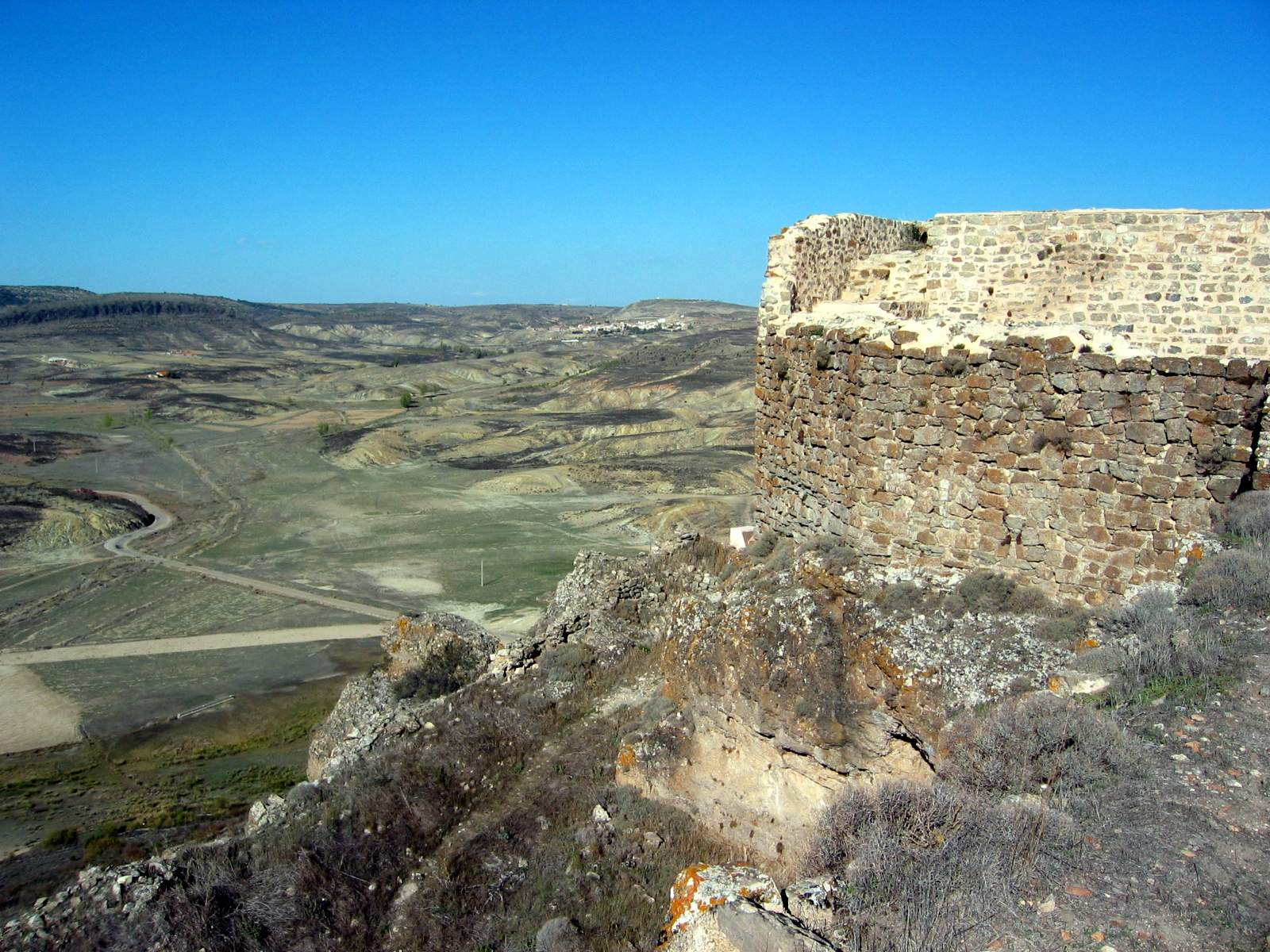
Vista de Pedro Izquierdo desde la Puerta de la Calzadilla en Moya (Cuenca).
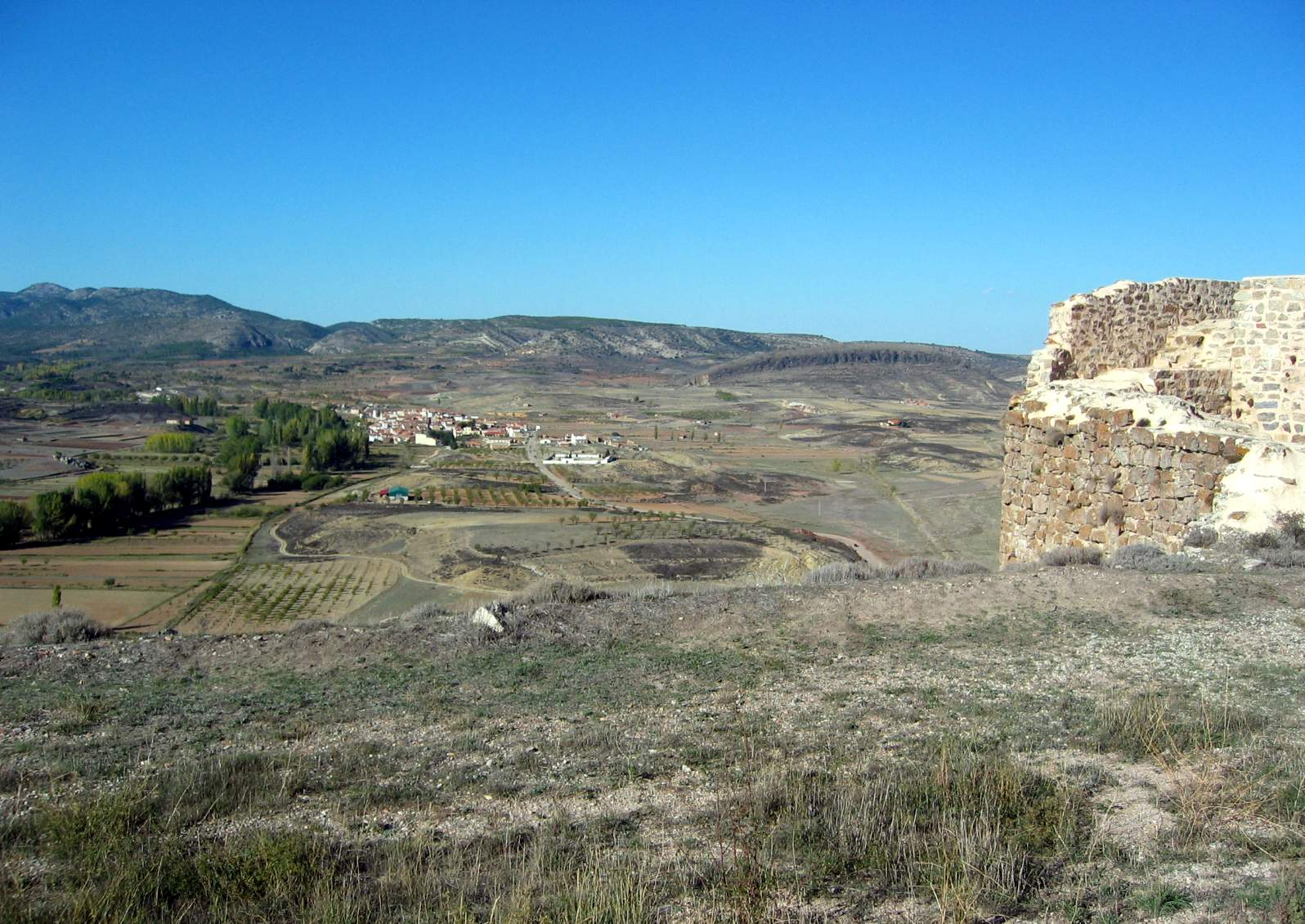
Vista de Santo Domingo desde la Puerta de la Calzadilla en Moya (Cuenca).
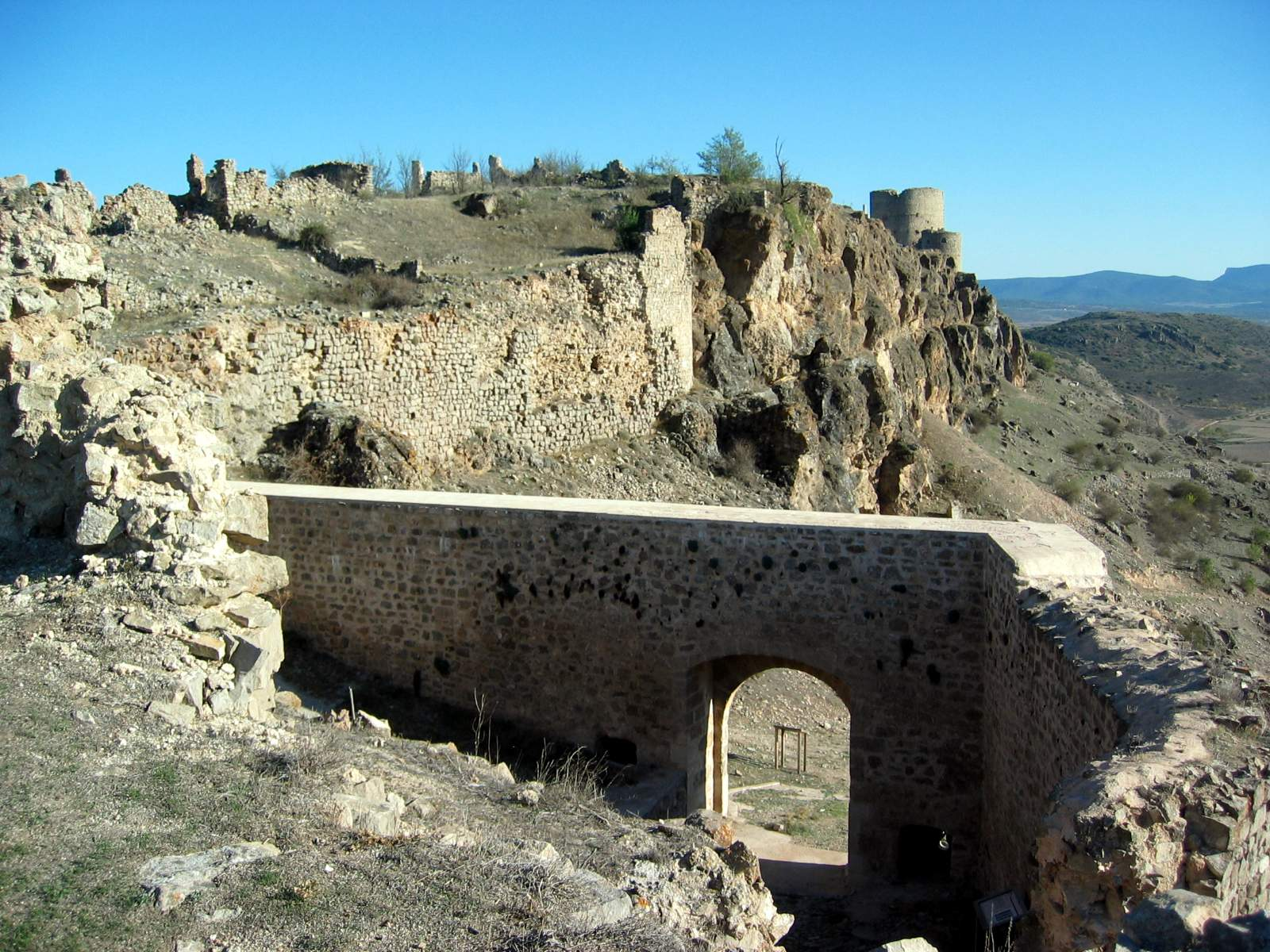
Vista interior de la Puerta de los Ojos en Moya (Cuenca), tras su restauración. Siglo XIII.
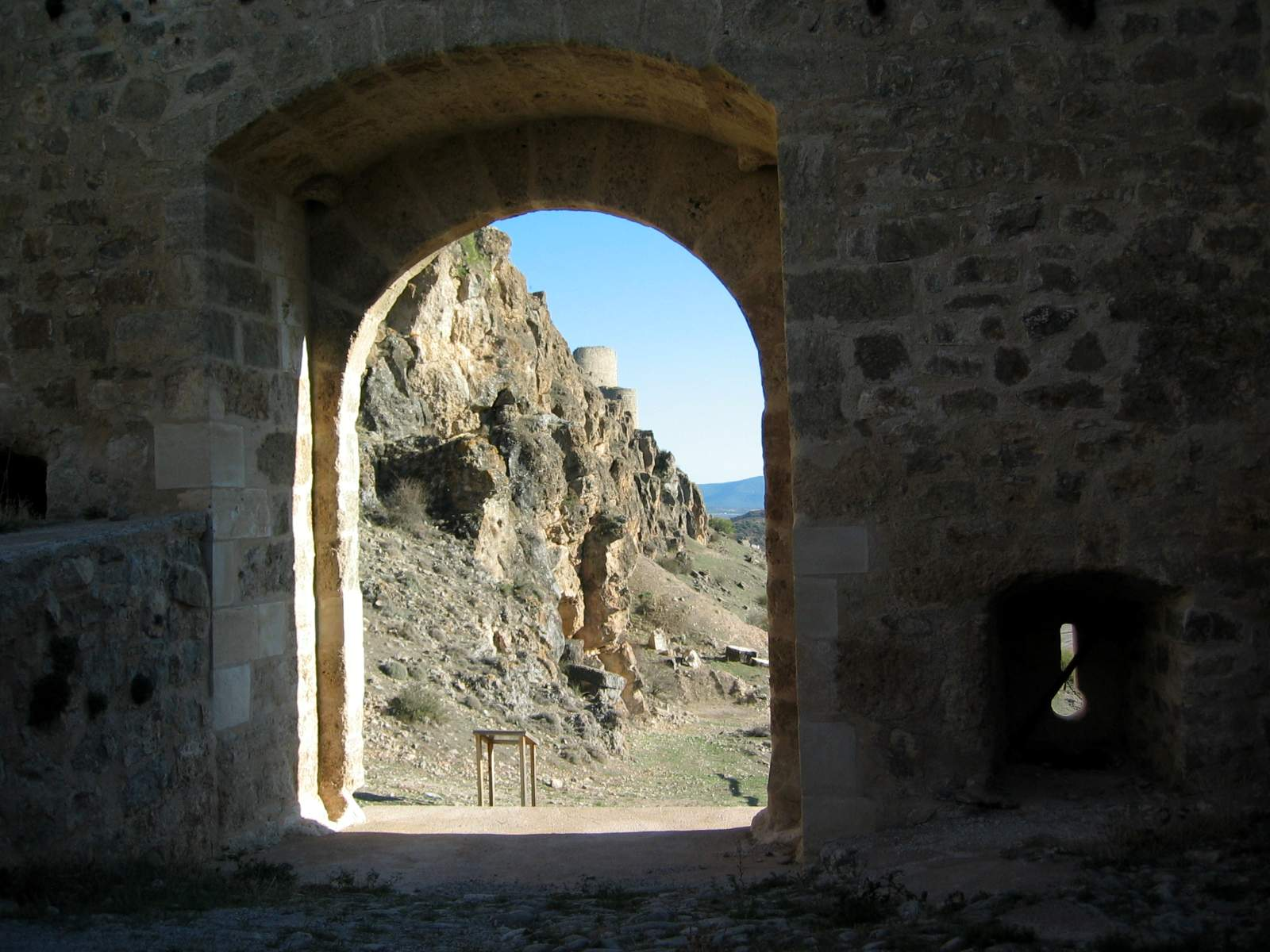
Vista interior de la Puerta de los Ojos en Moya (Cuenca), con detalle de la ladera occidental del cerro. Siglo XV.
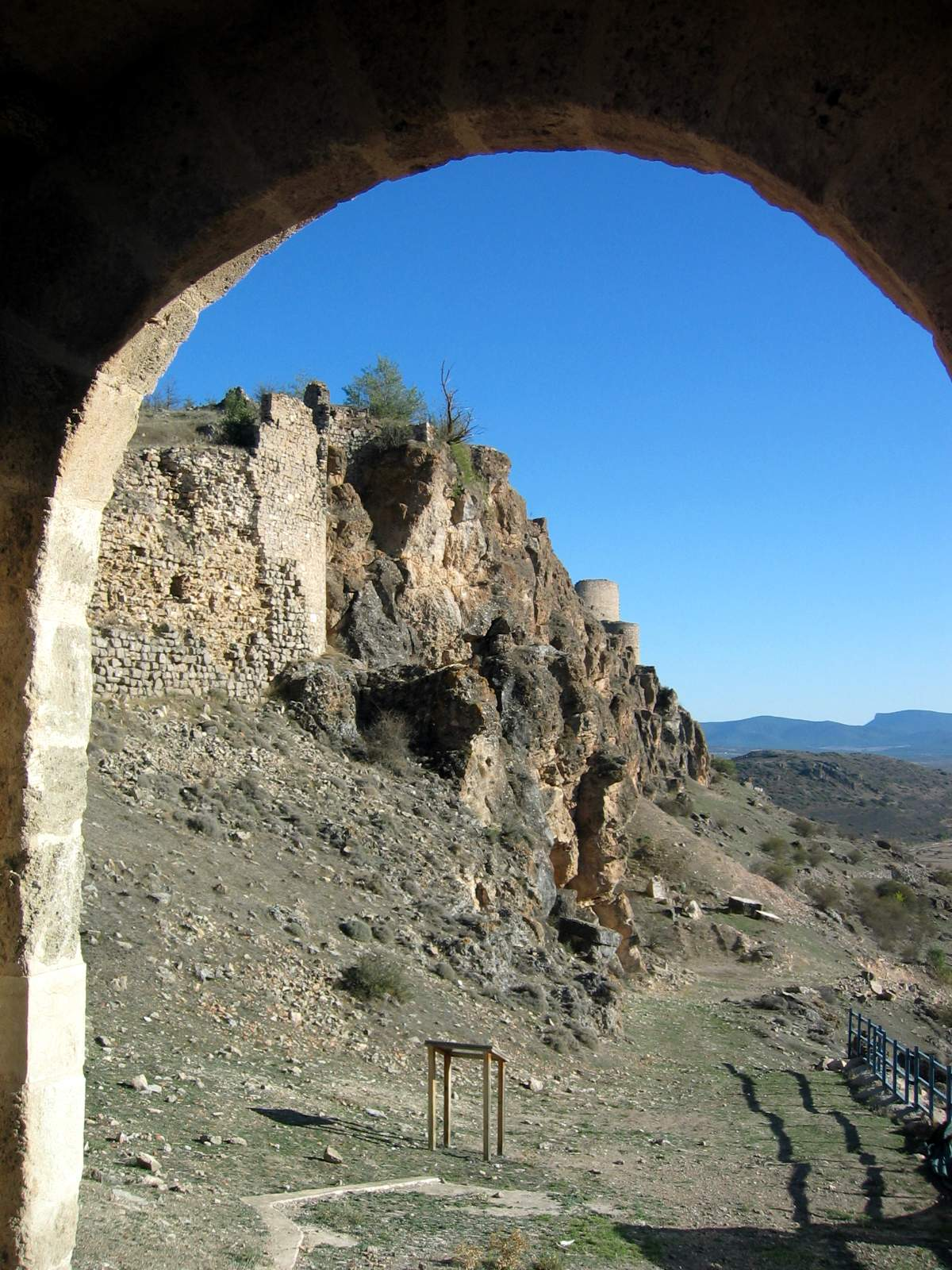
Vista interior de la Puerta de los Ojos en Moya (Cuenca), con detalle de la ladera occidental del cerro, donde se observa la muralla del Primer Recinto (siglo XII). Siglo XV.
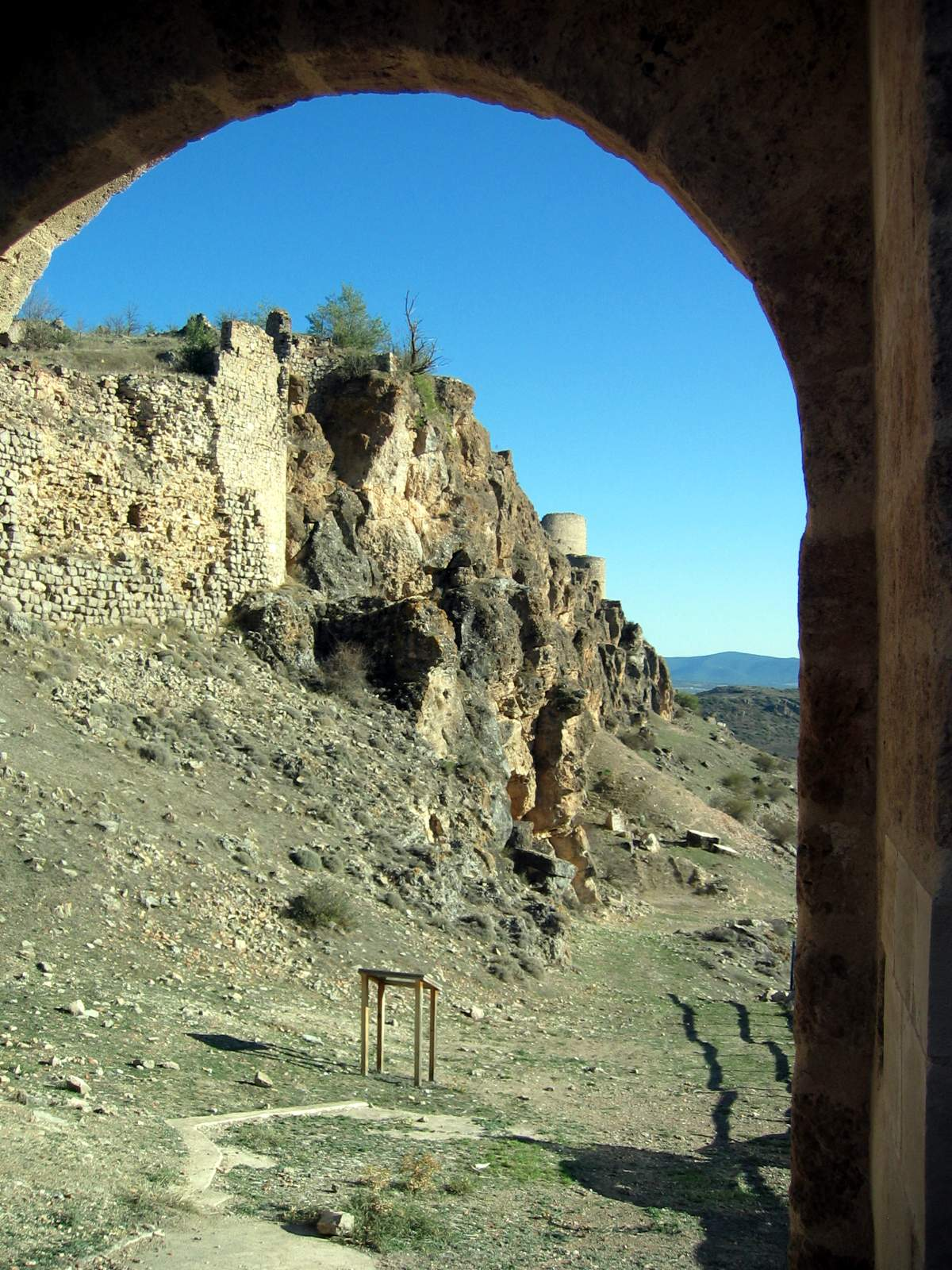
Vista interior de la Puerta de los Ojos en Moya (Cuenca), con detalle de la ladera occidental del cerro, donde se observa la muralla del Primer Recinto (siglo XII). Siglo XV.
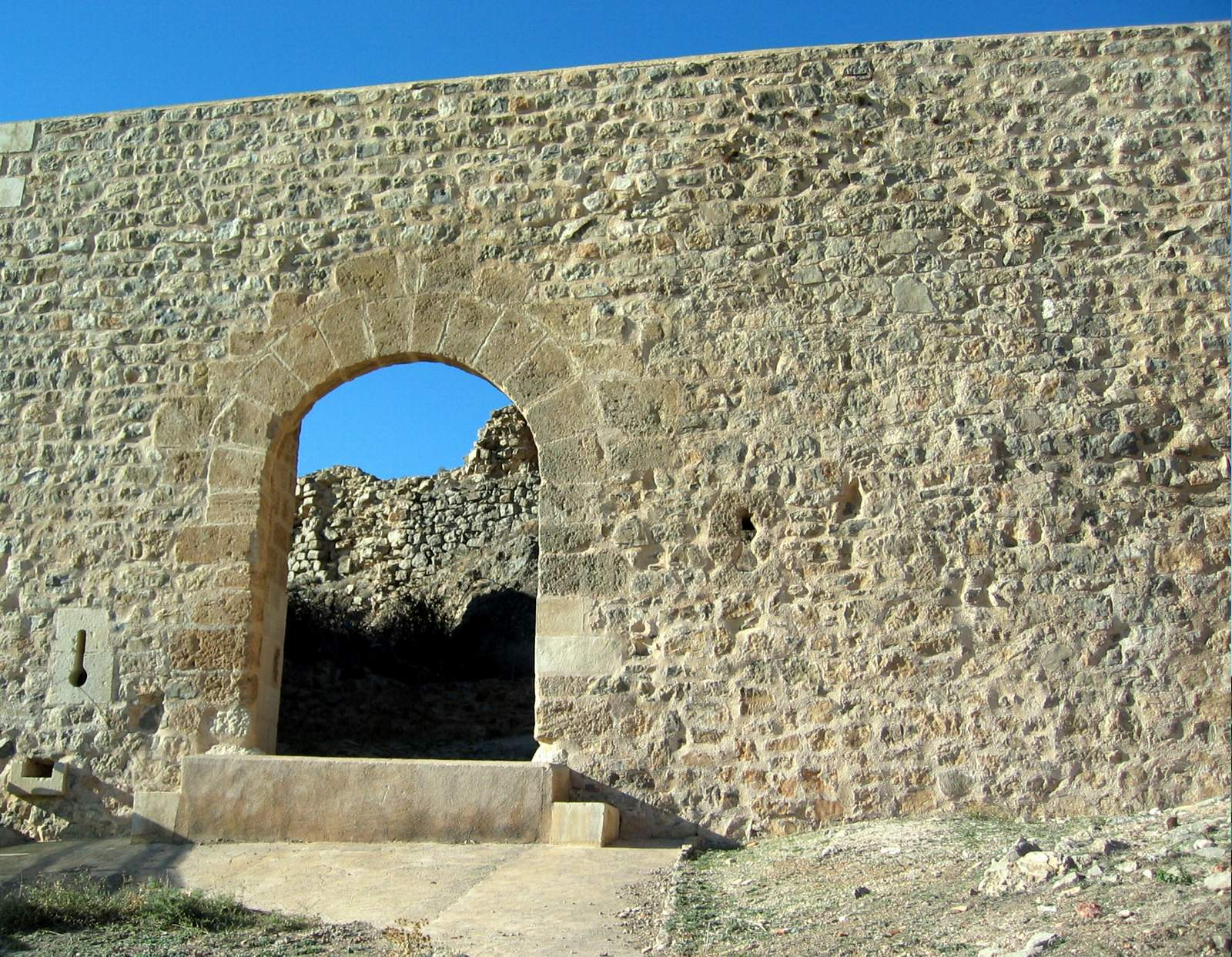
Vista exterior de la Puerta de los Ojos en Moya (Cuenca), con detalle de una tronera de tipo "palo y orbe" restaurada. Siglo XV.
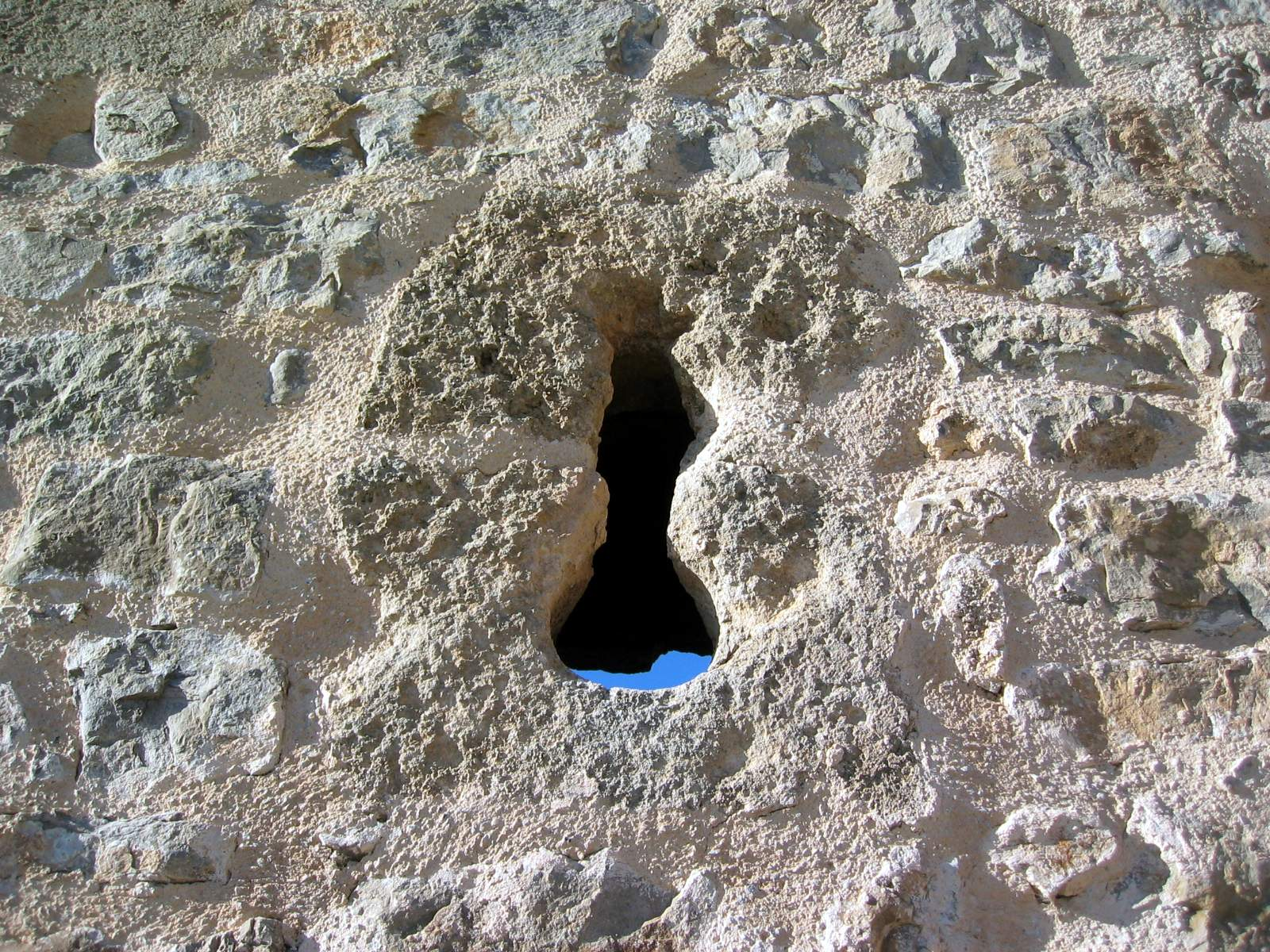
Detalle de tronera tipo "palo y orbe" original en la Puerta de los Ojos en Moya (Cuenca). Siglo XV.
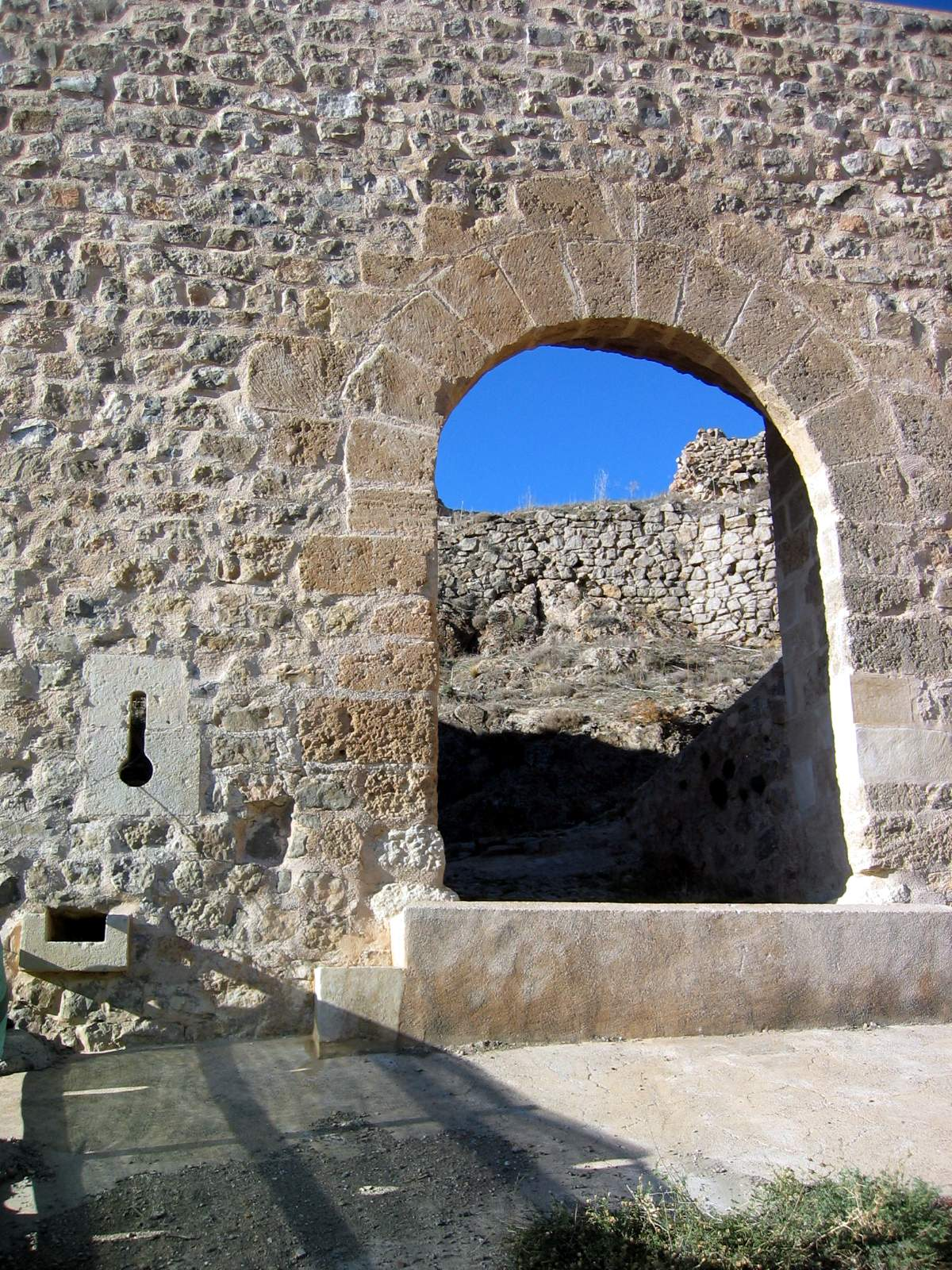
Vista frontal de la Puerta de los Ojos en Moya (Cuenca), con detalle de tronera tipo "palo y orbe" restaurada. Siglo XV.
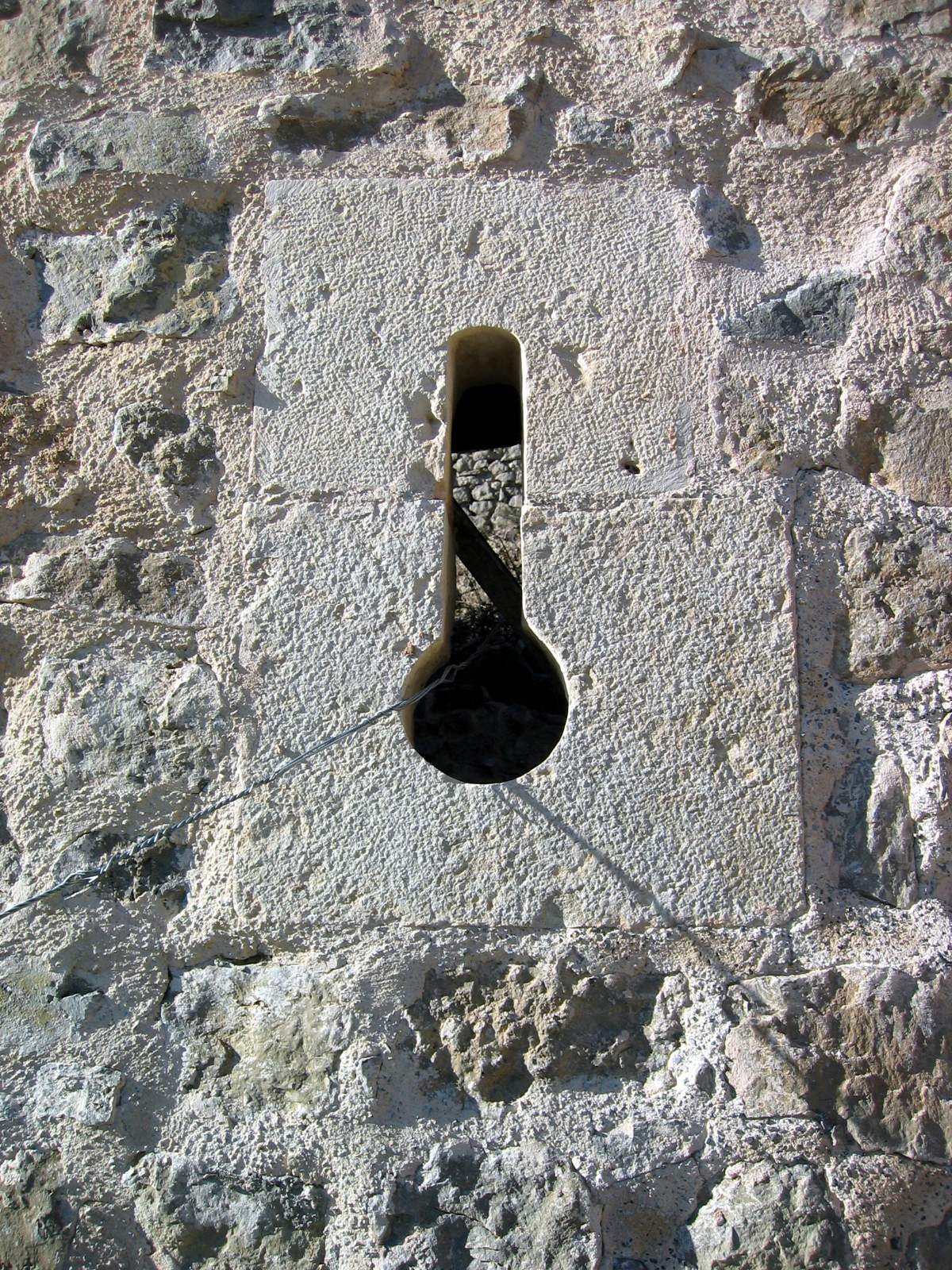
Detalle de tronera tipo "palo y orbe" restaurada en la Puerta de los Ojos en Moya (Cuenca). Siglo XV.
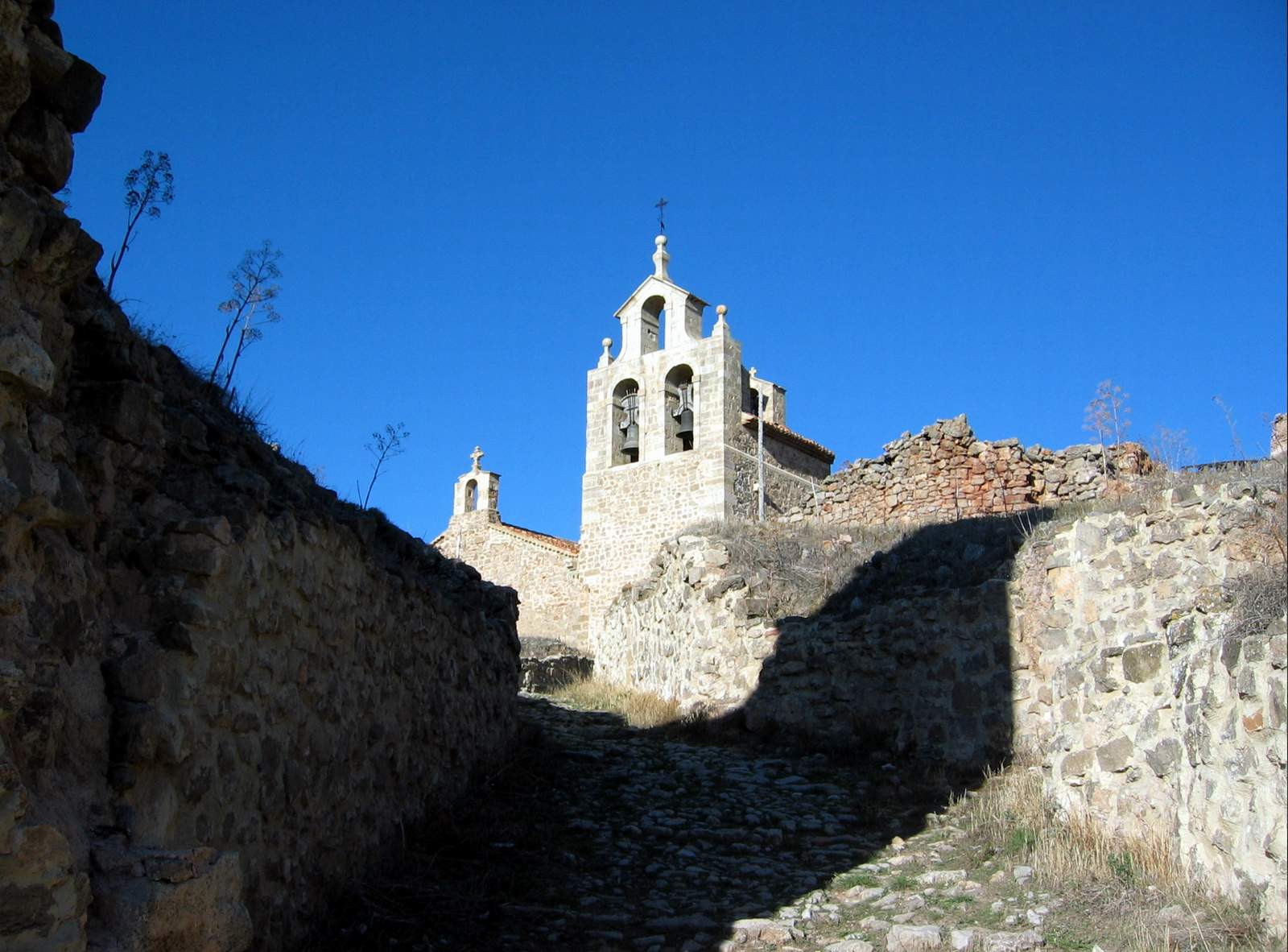
Vista de la iglesia de Santa María la Mayor en Moya (Cuenca), desde la Bajada de la Puerta de los Ojos. Siglo XV.
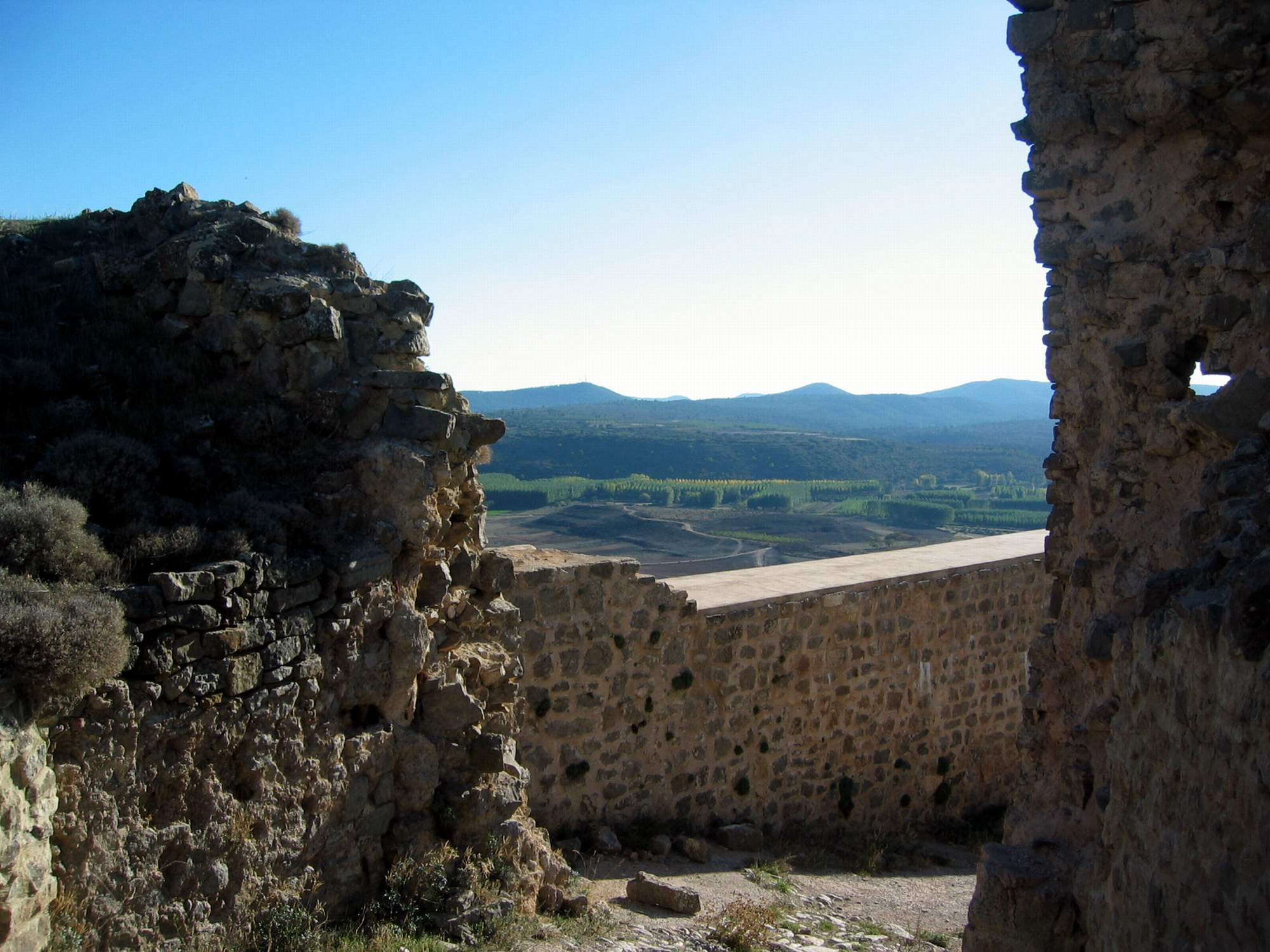
Panorama de la vega desde la Puerta de los Ojos en Moya (Cuenca), con detalle del muro.
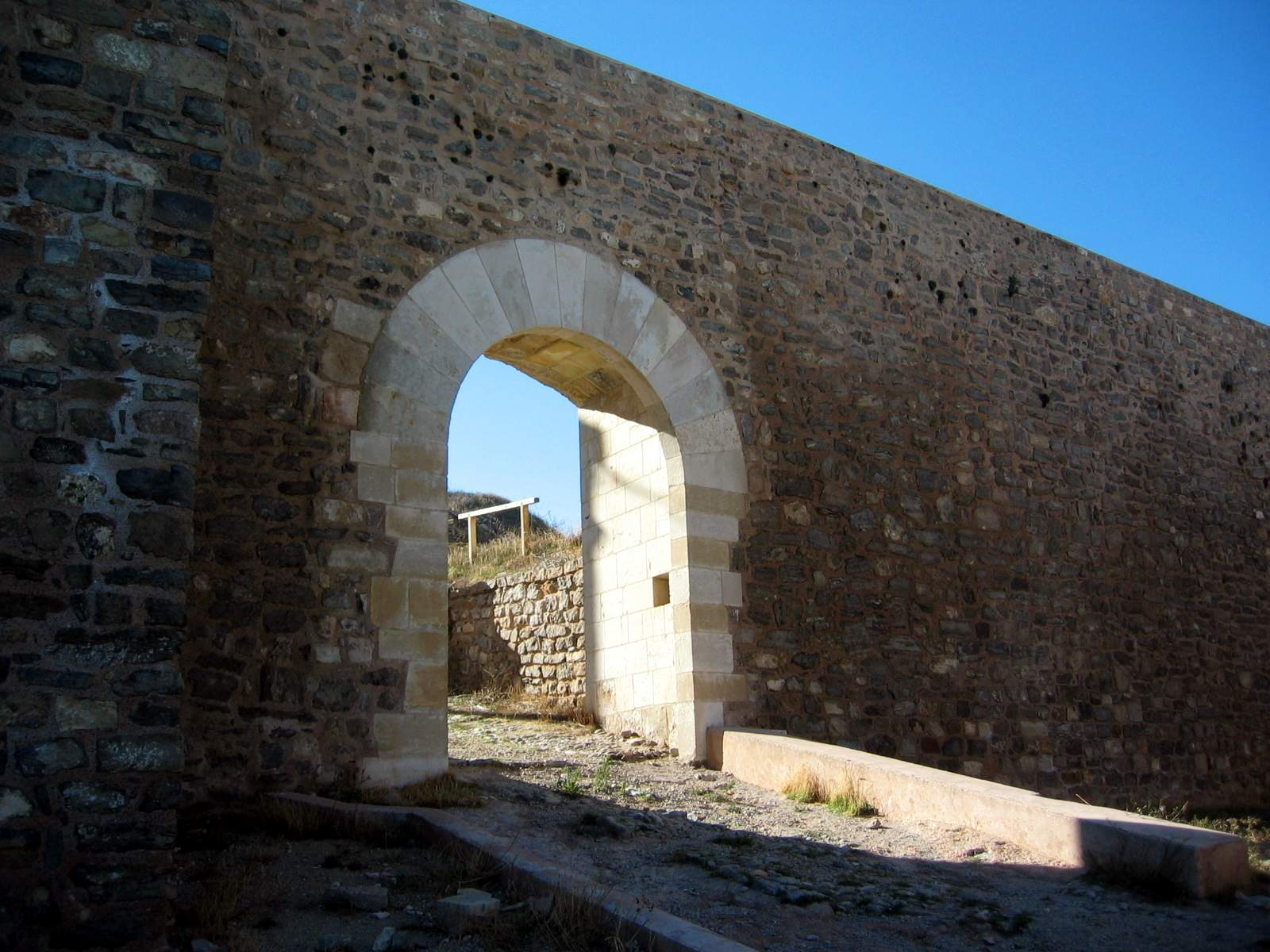
Vista lateral de la Puerta de San Diego en Moya (Cuenca), situada en el II Recinto, frente a la iglesia de San Bartolomé.
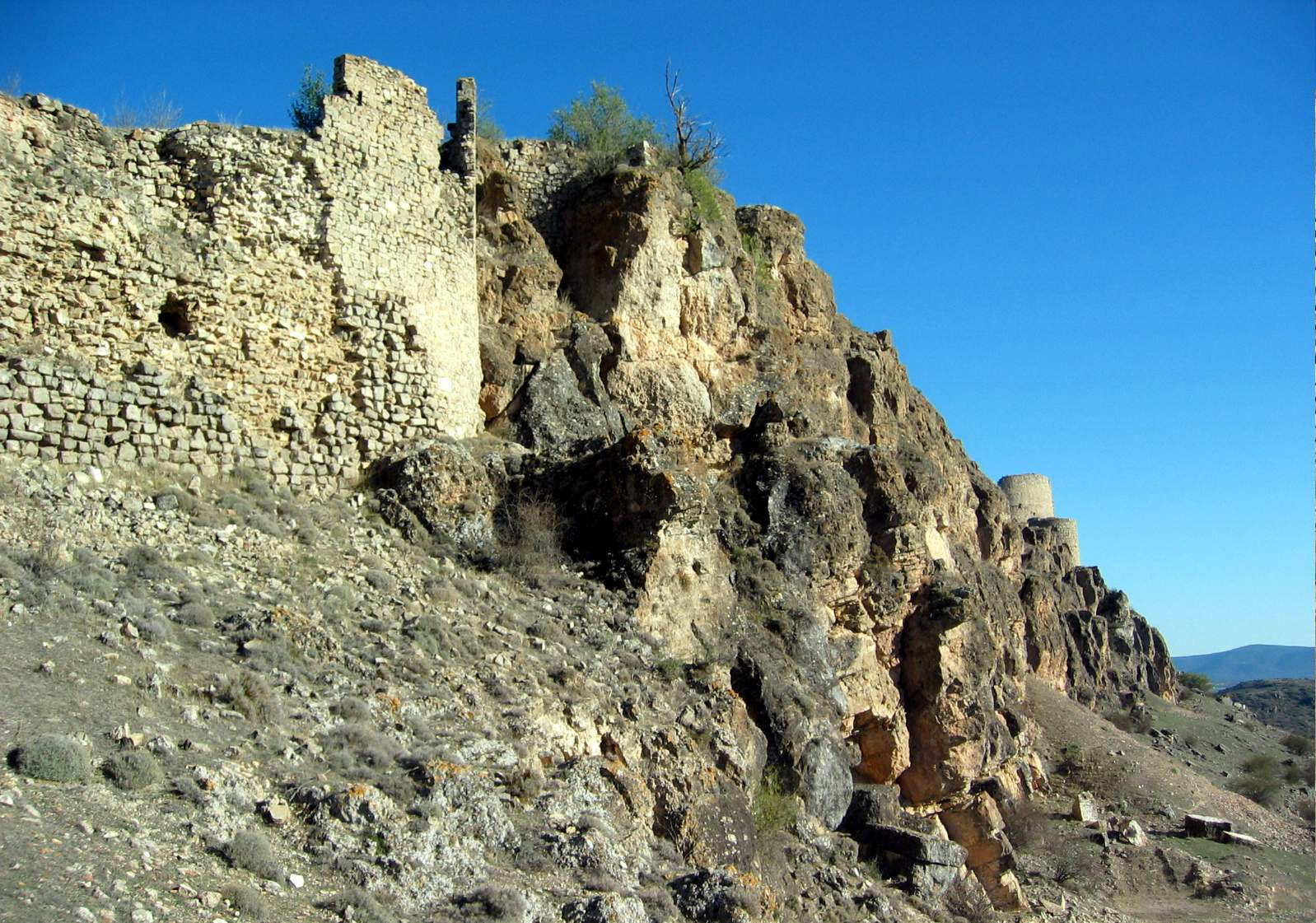
Detalle de la muralla del Primer Recinto (siglo XII) en Moya (Cuenca), con la Torre del Homenaje al fondo, desde la Puerta de los Ojos (siglo XV).
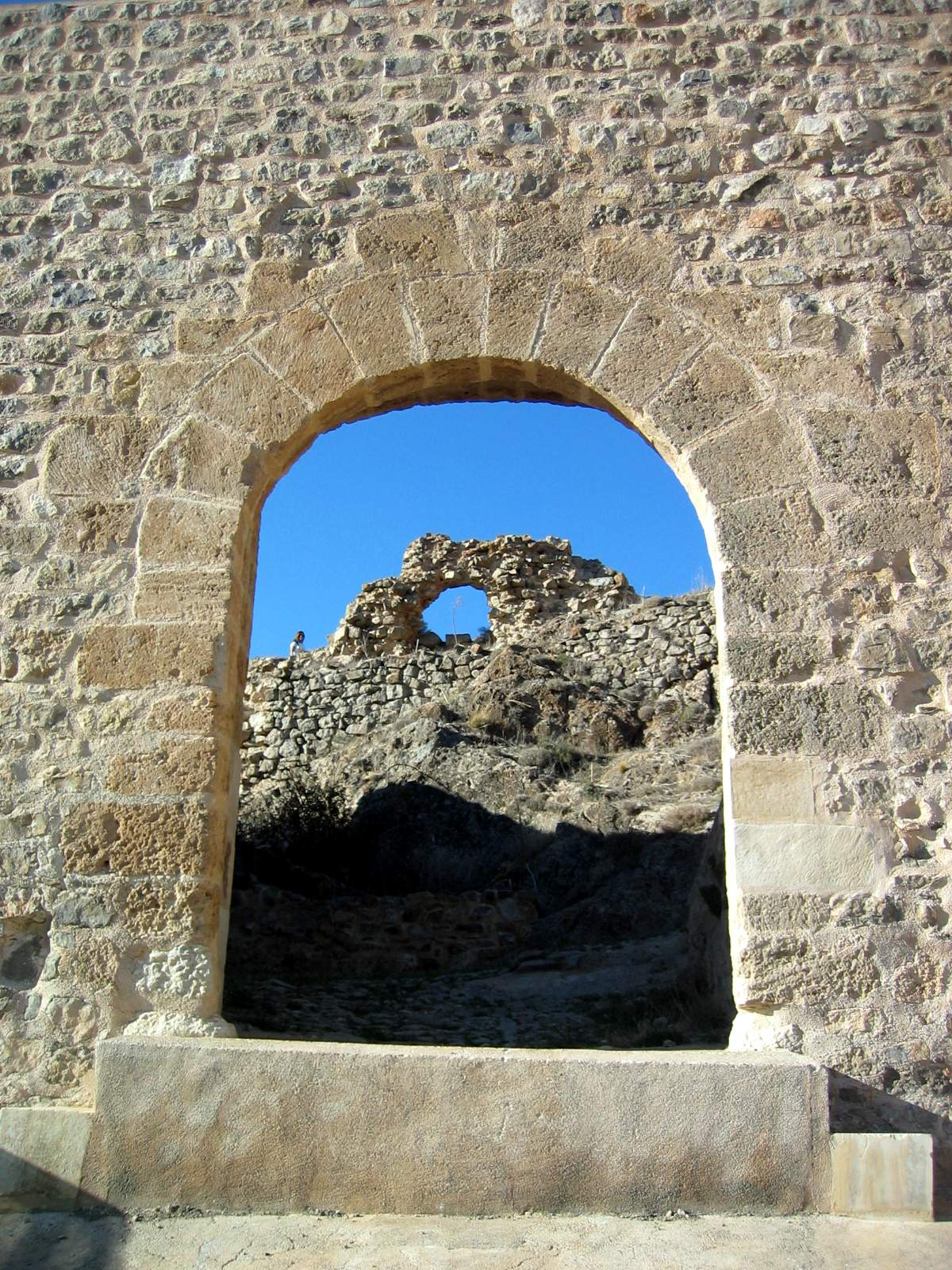
Vista exterior de la Puerta de los Ojos en Moya (Cuenca), tras su restauración. Siglo XV.
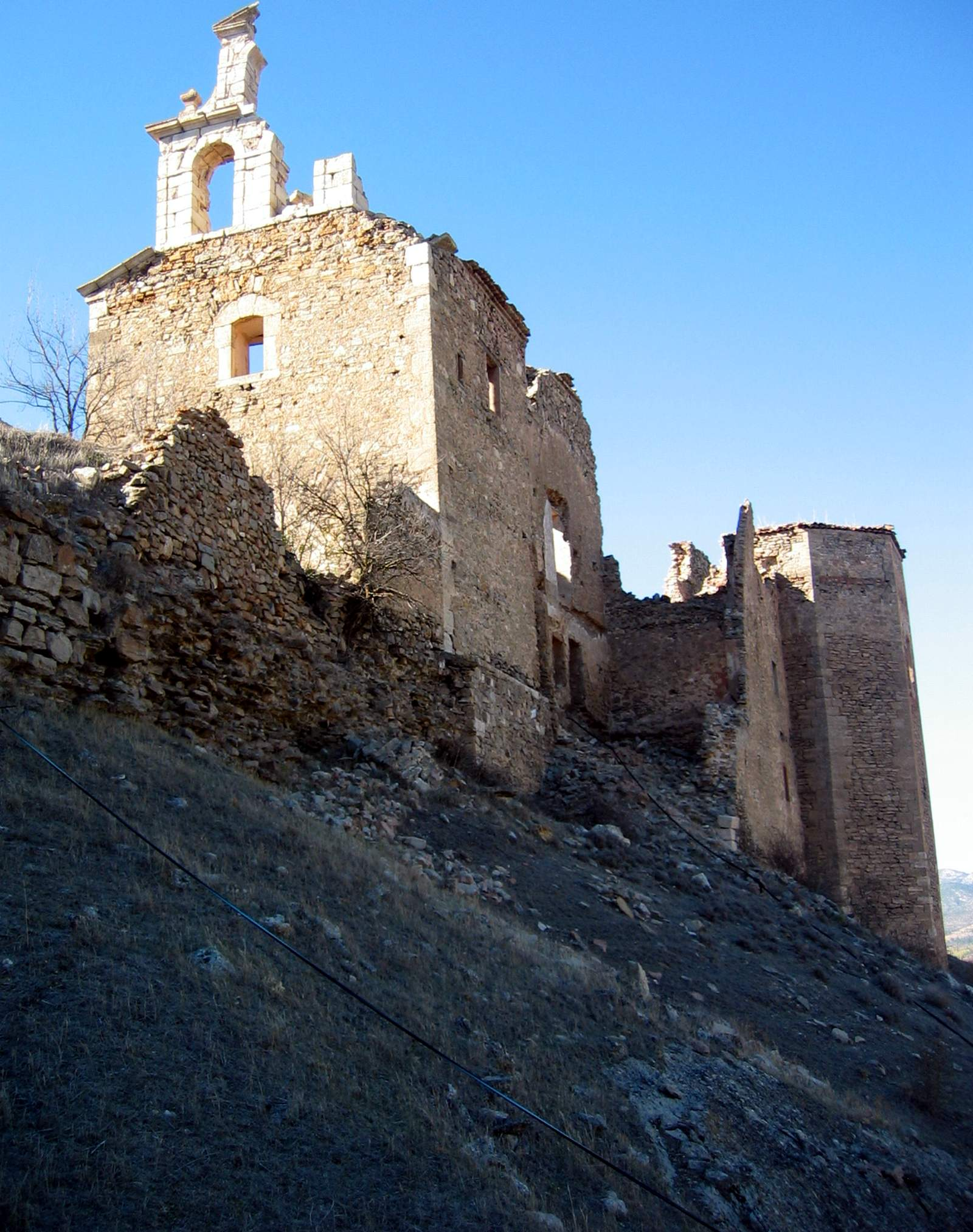
Vista postero-lateral derecha (suroriental) de la iglesia de San Bartolomé en Moya (Cuenca), con detalle de la espadaña.
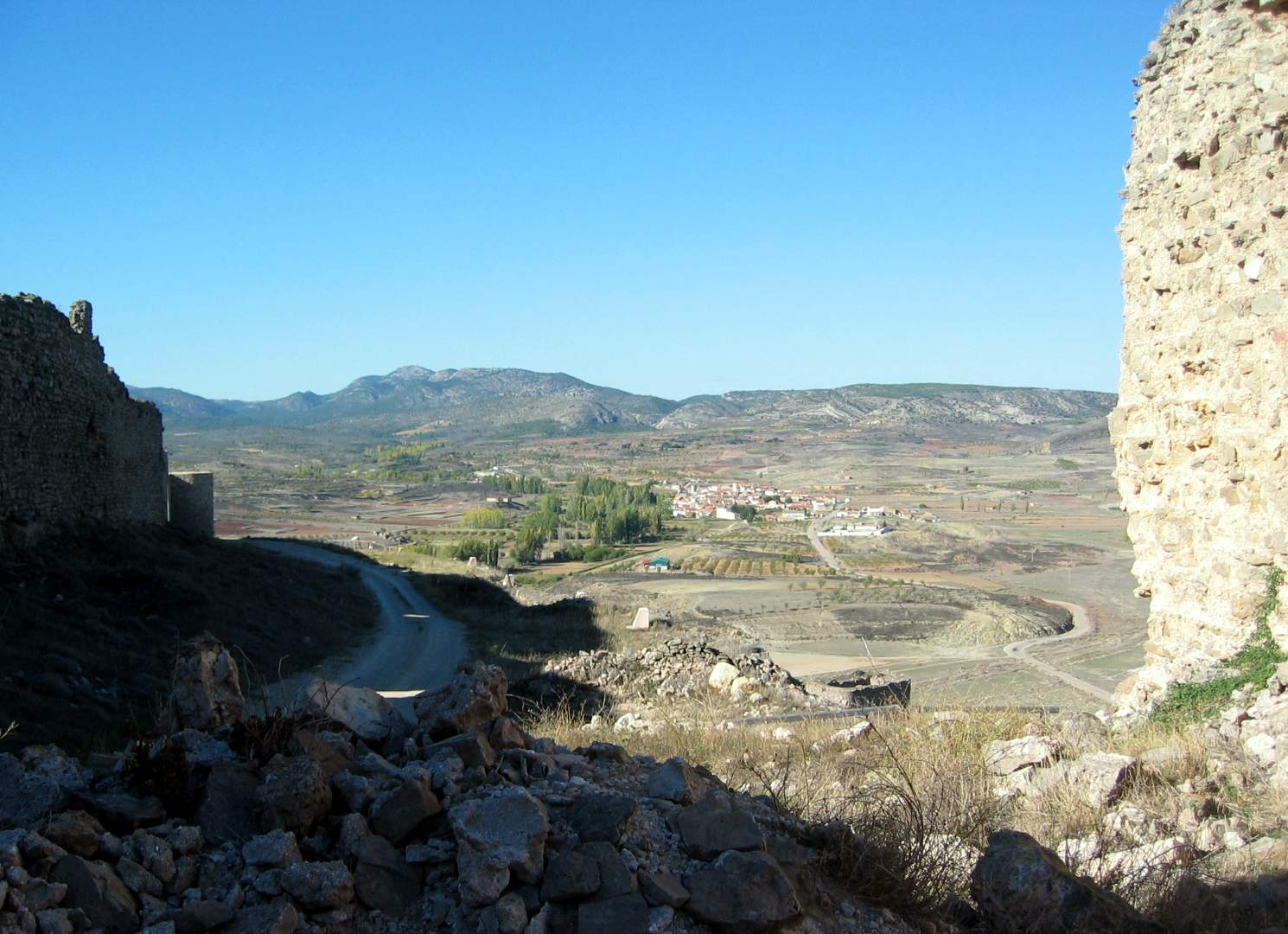
Vista del caserío de Santo Domingo de Moya (Cuenca), desde la iglesia de San Bartolomé.
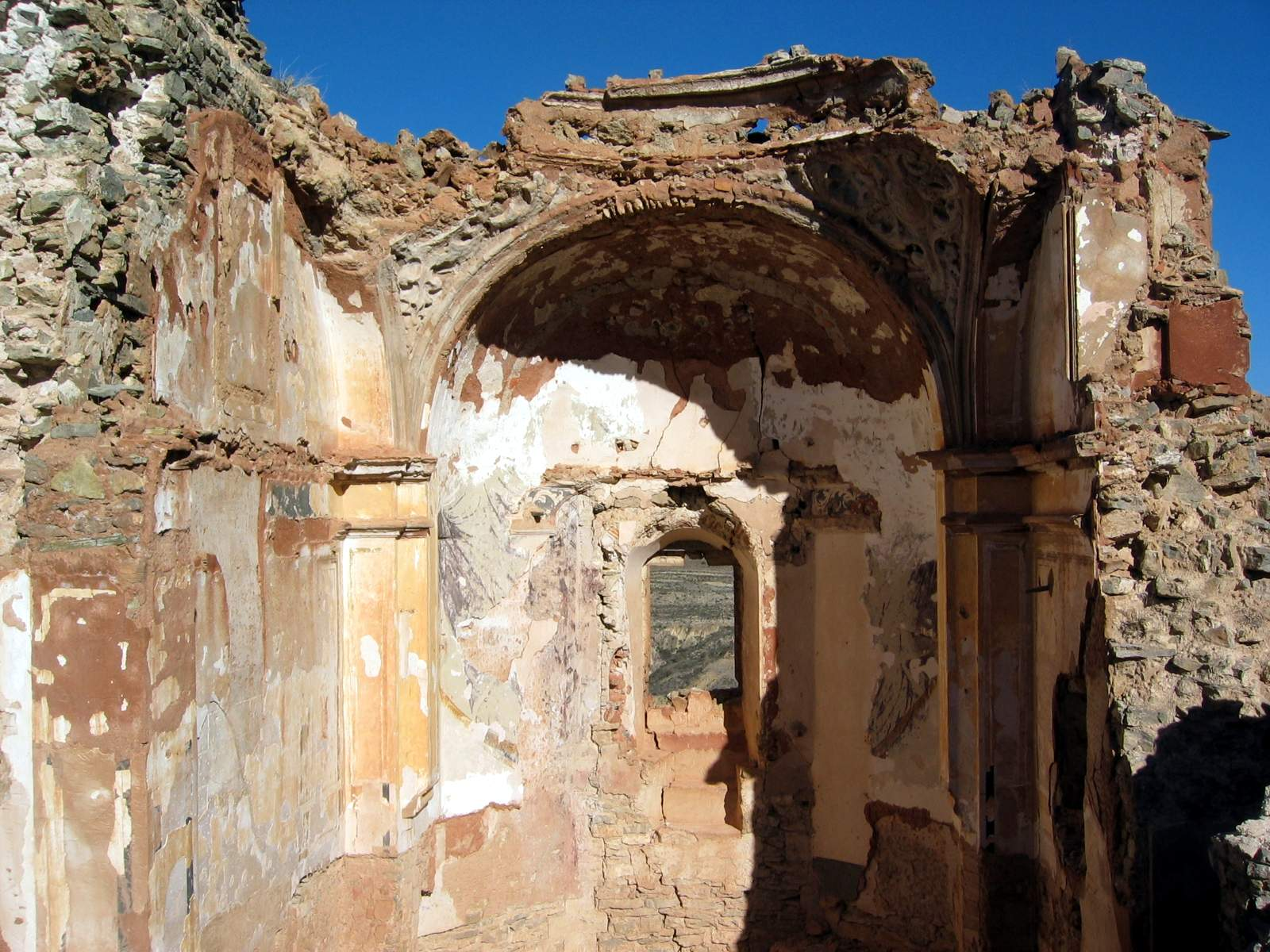
Detalle de la cúpula de crucero derecho de la iglesia de San Bartolomé en Moya (Cuenca), con detalle de la ornamentación barroca. Siglos XIV-XVIII.
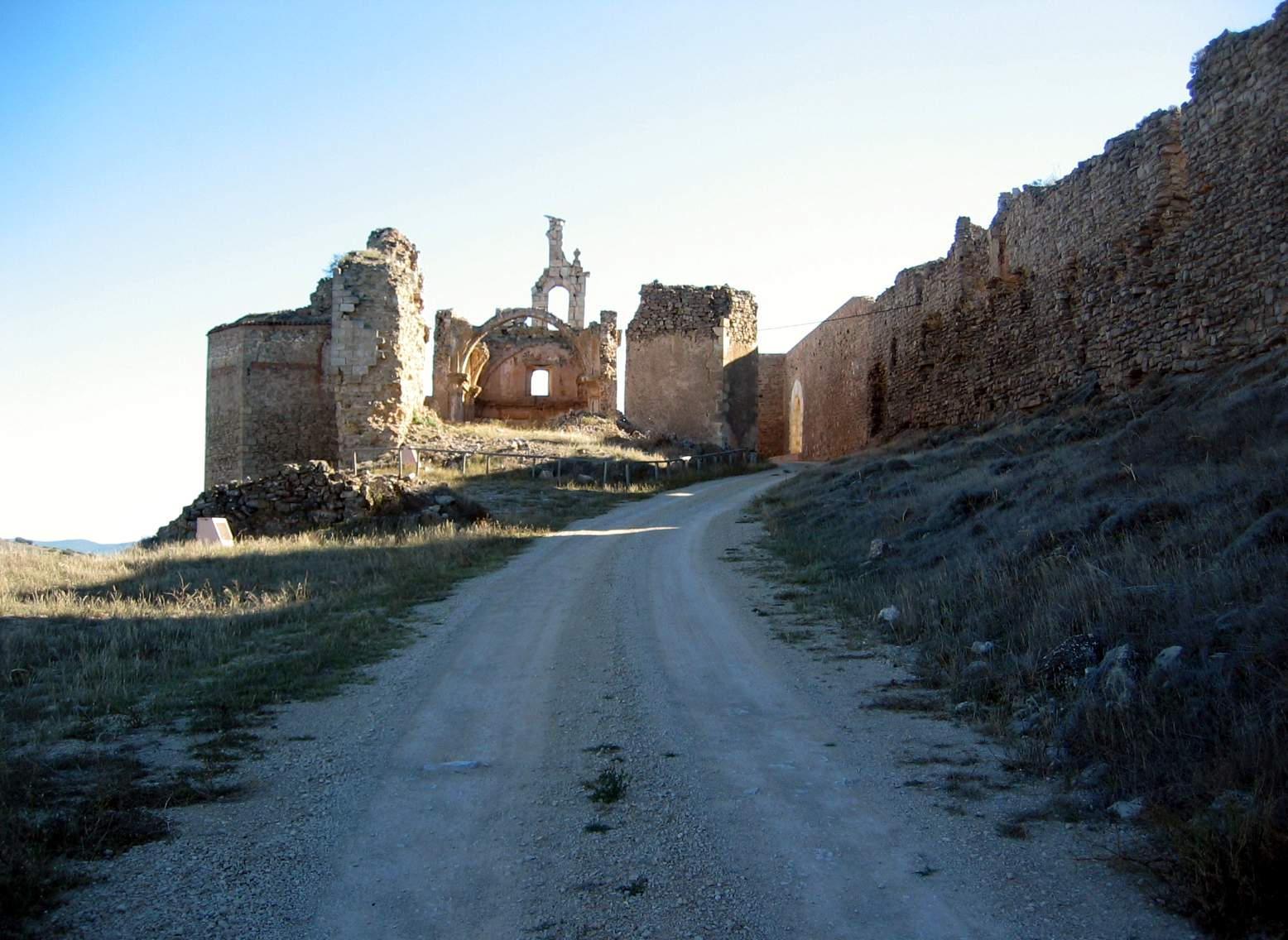
Vista de las ruinas de la iglesia de San Bartolomé en Moya (Cuenca), desde la Puerta de la Calzadilla, con detalle de la muralla del II Recinto.
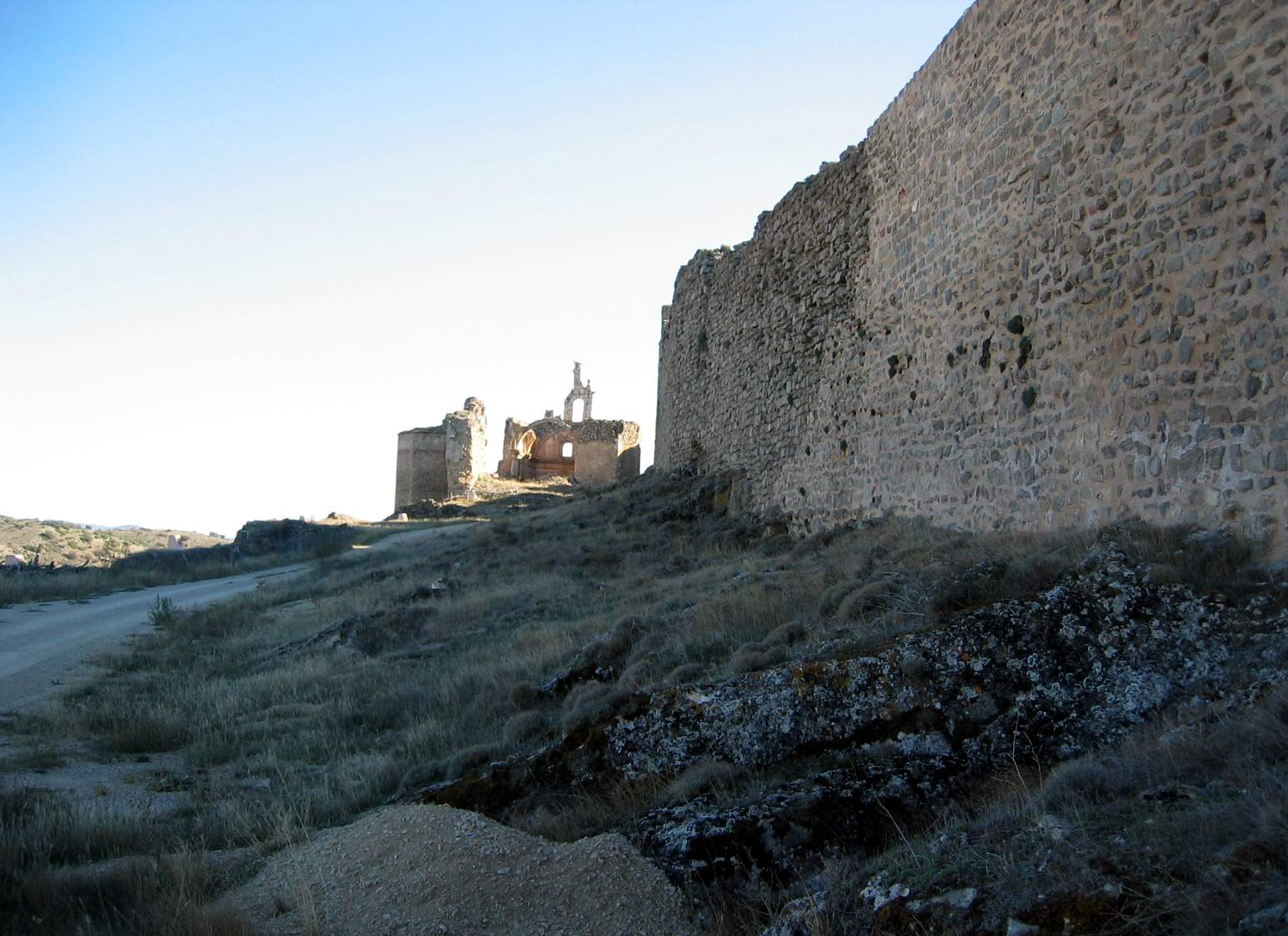
Vista de las ruinas de la iglesia de San Bartolomé en Moya (Cuenca), desde la Puerta de la Calzadilla, con detalle de la muralla del II Recinto.
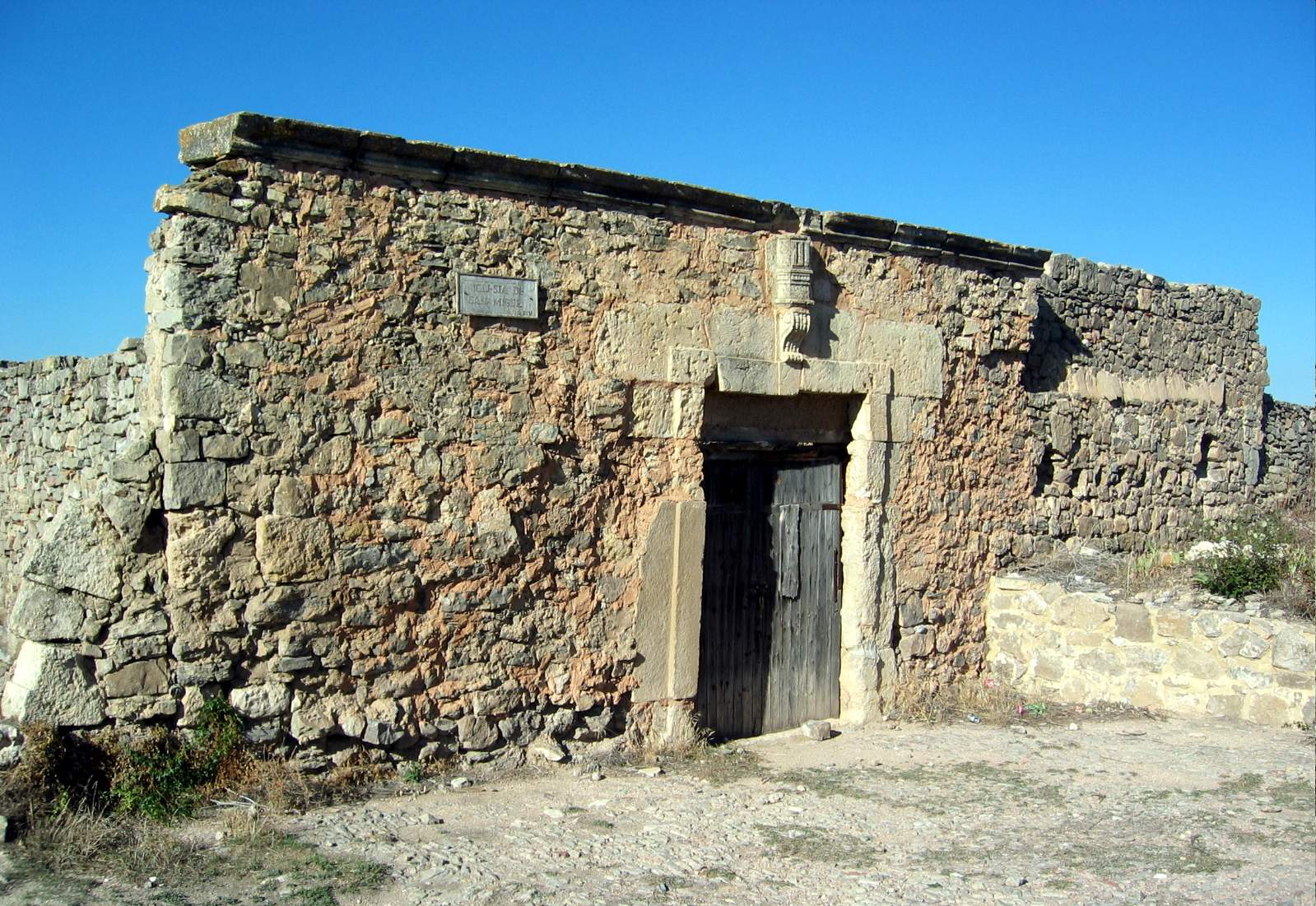
Vista frontal de la iglesia de San Miguel en Moya (Cuenca), cuyo solar aprovecha de cementerio. Siglo XVII.
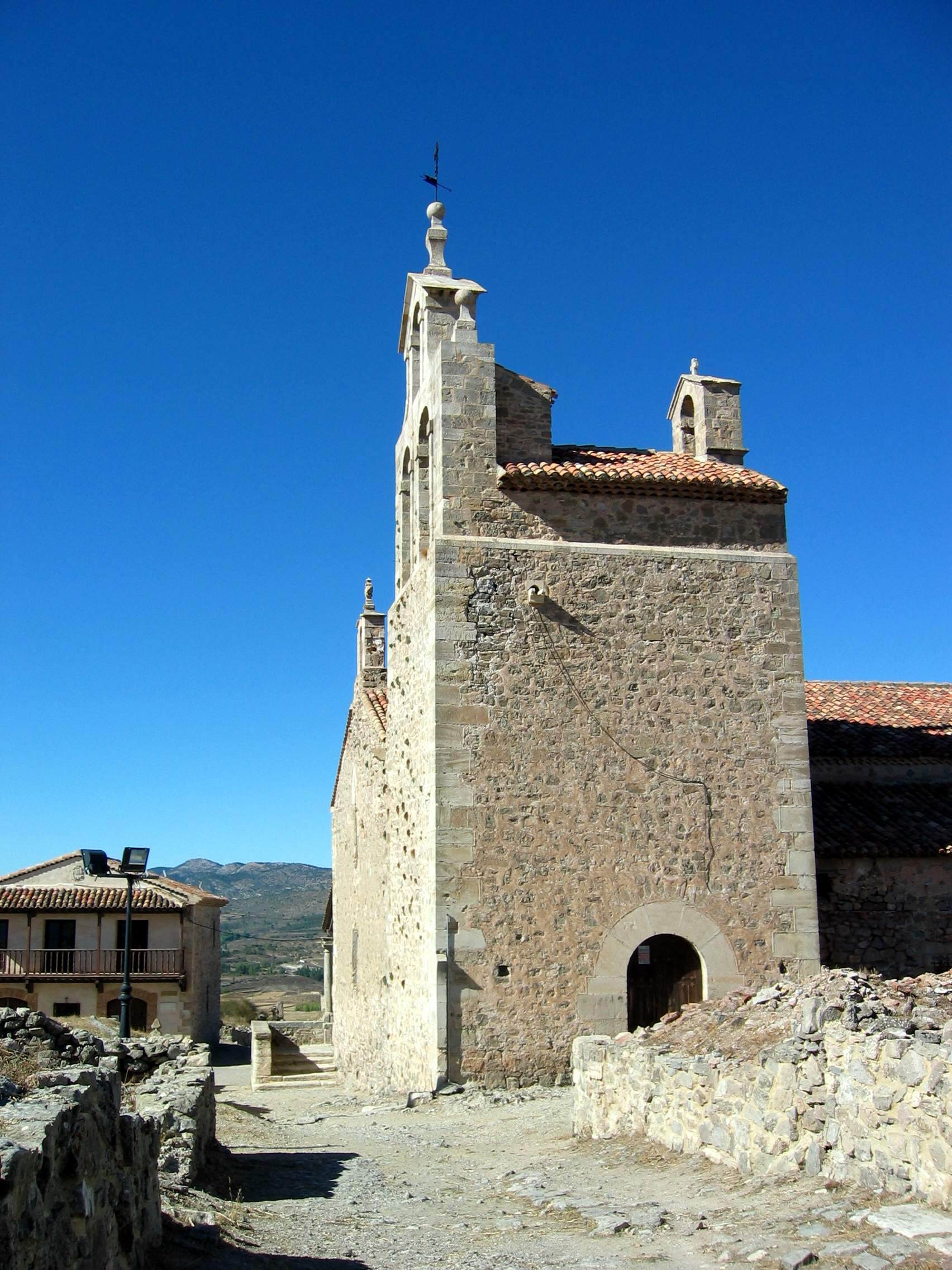
Vista fonto-lateral derecha de la iglesia de Santa María en Moya (Cuenca), desde la calle Madre de Dios Arriba.
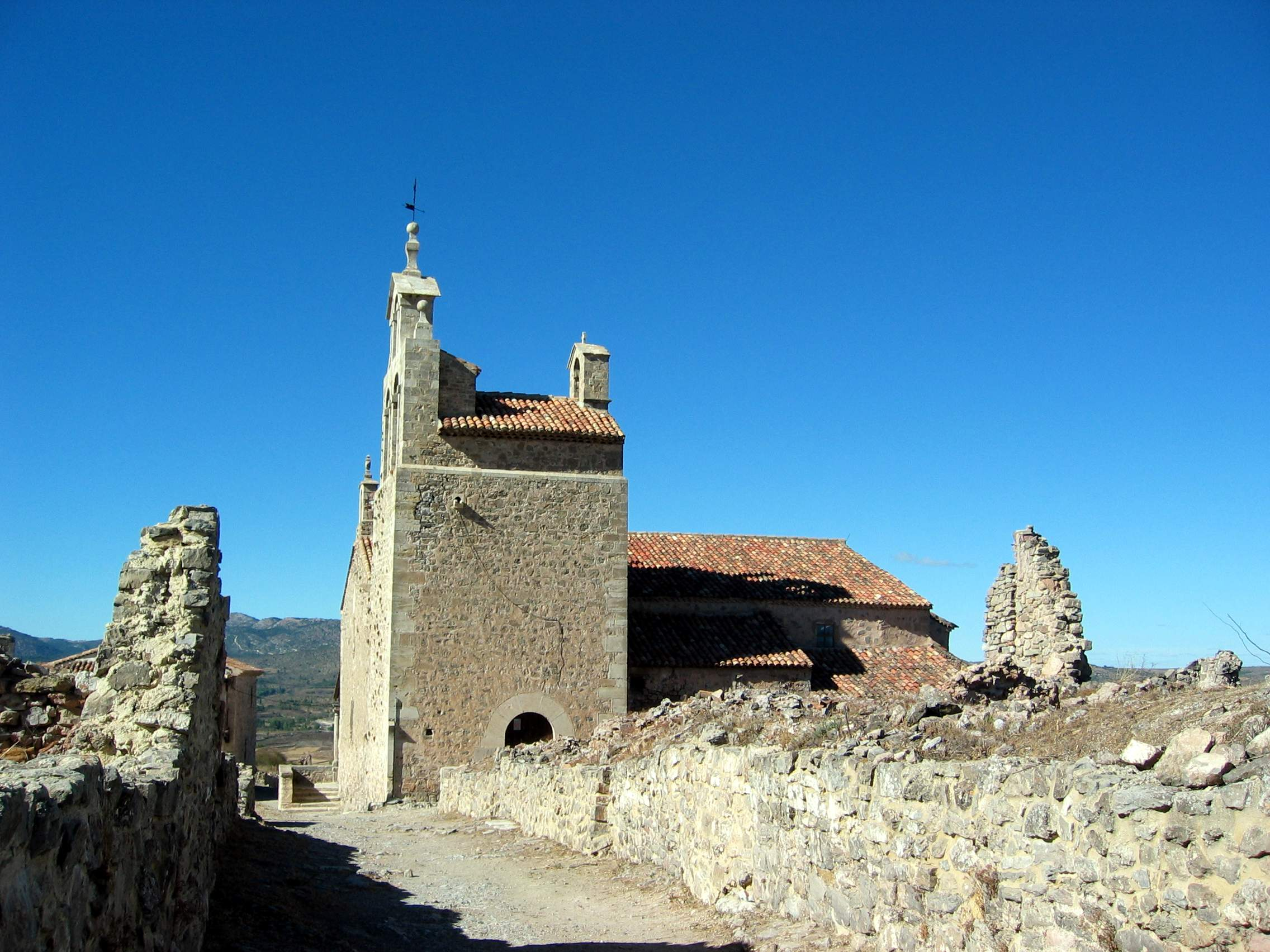
Vista fonto-lateral derecha de la iglesia de Santa María en Moya (Cuenca), desde la calle Madre de Dios Arriba.
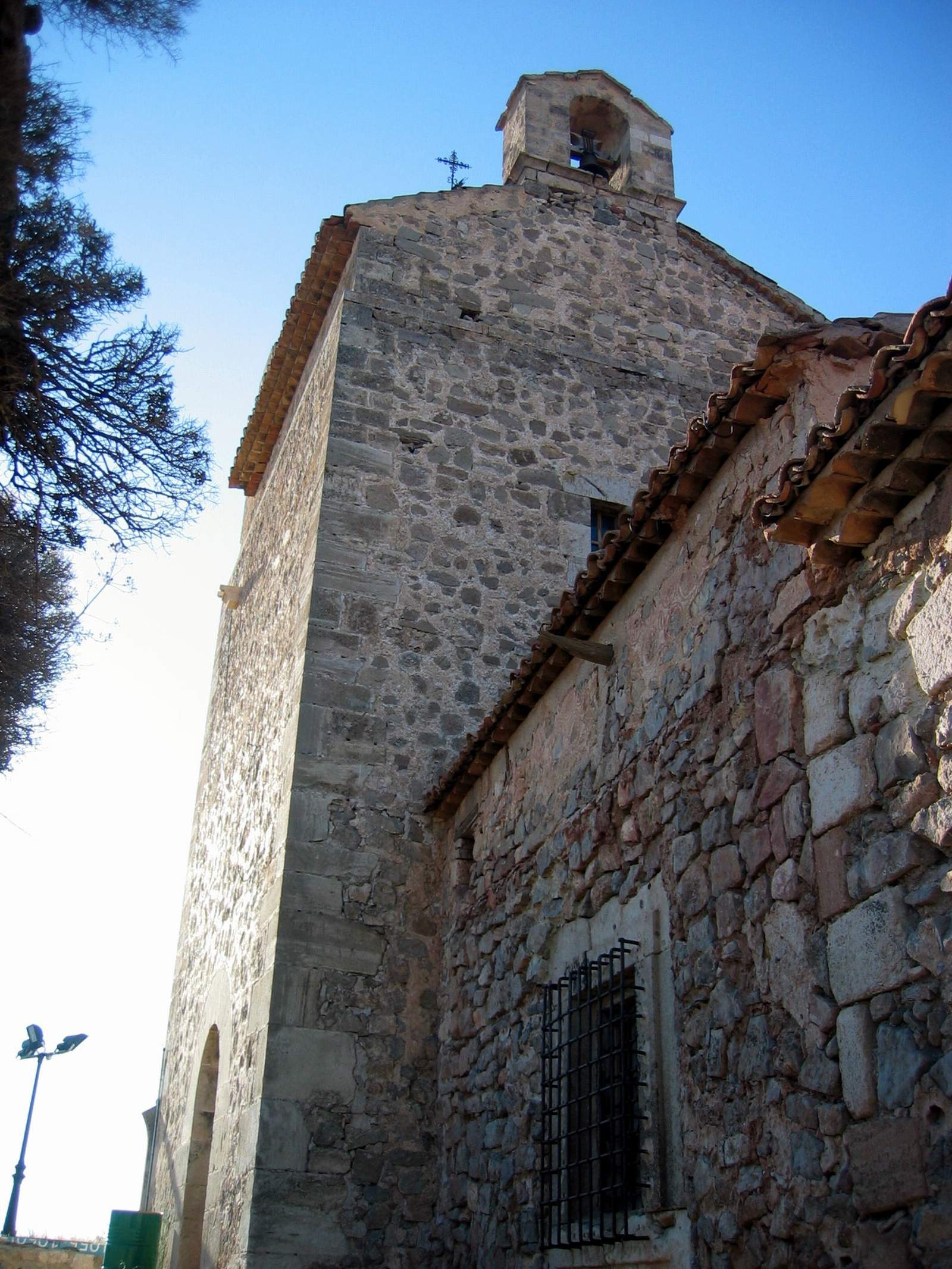
Detalle de la espadaña de la iglesia de Santa María en Moya (Cuenca), desde el callejón de Santa María.
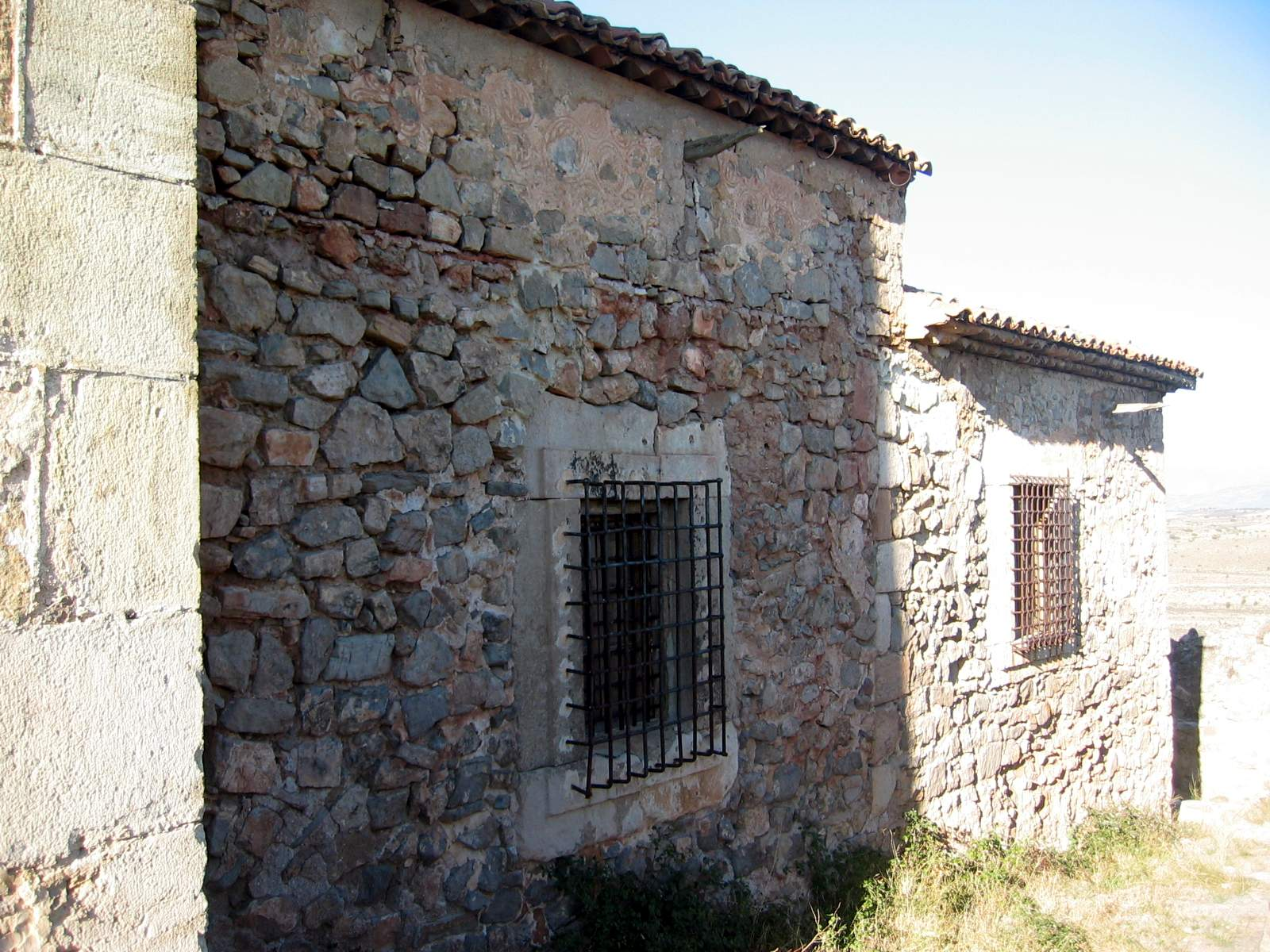
Vista del muro de la epístola en la iglesia de Santa María en Moya (Cuenca), con detalle de la reja.
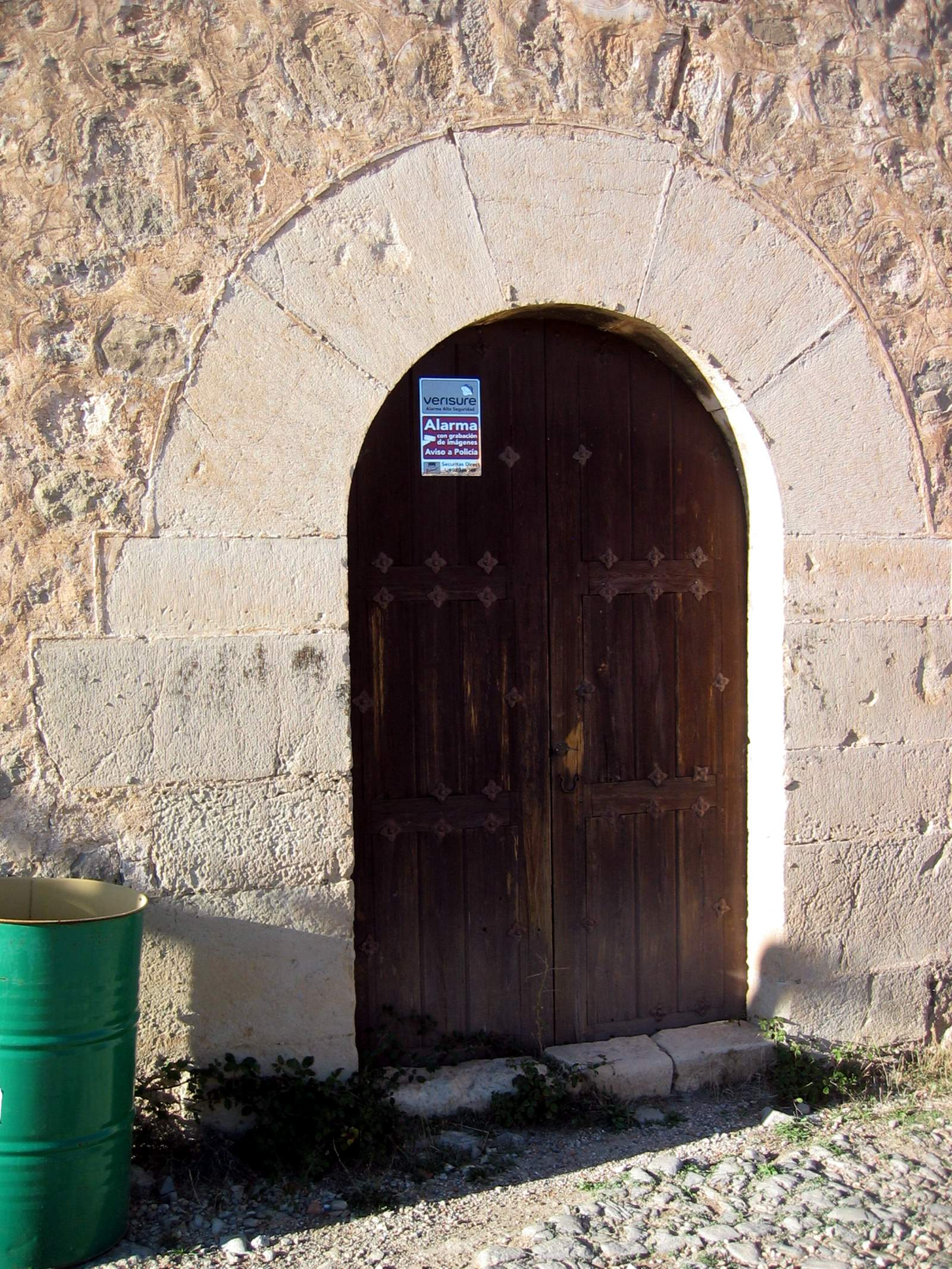
Vista de la entrada a la iglesia de Santa María en Moya (Cuenca), lado de la epístola, con detalle del arco adovelado de medio punto. Siglo XIV.
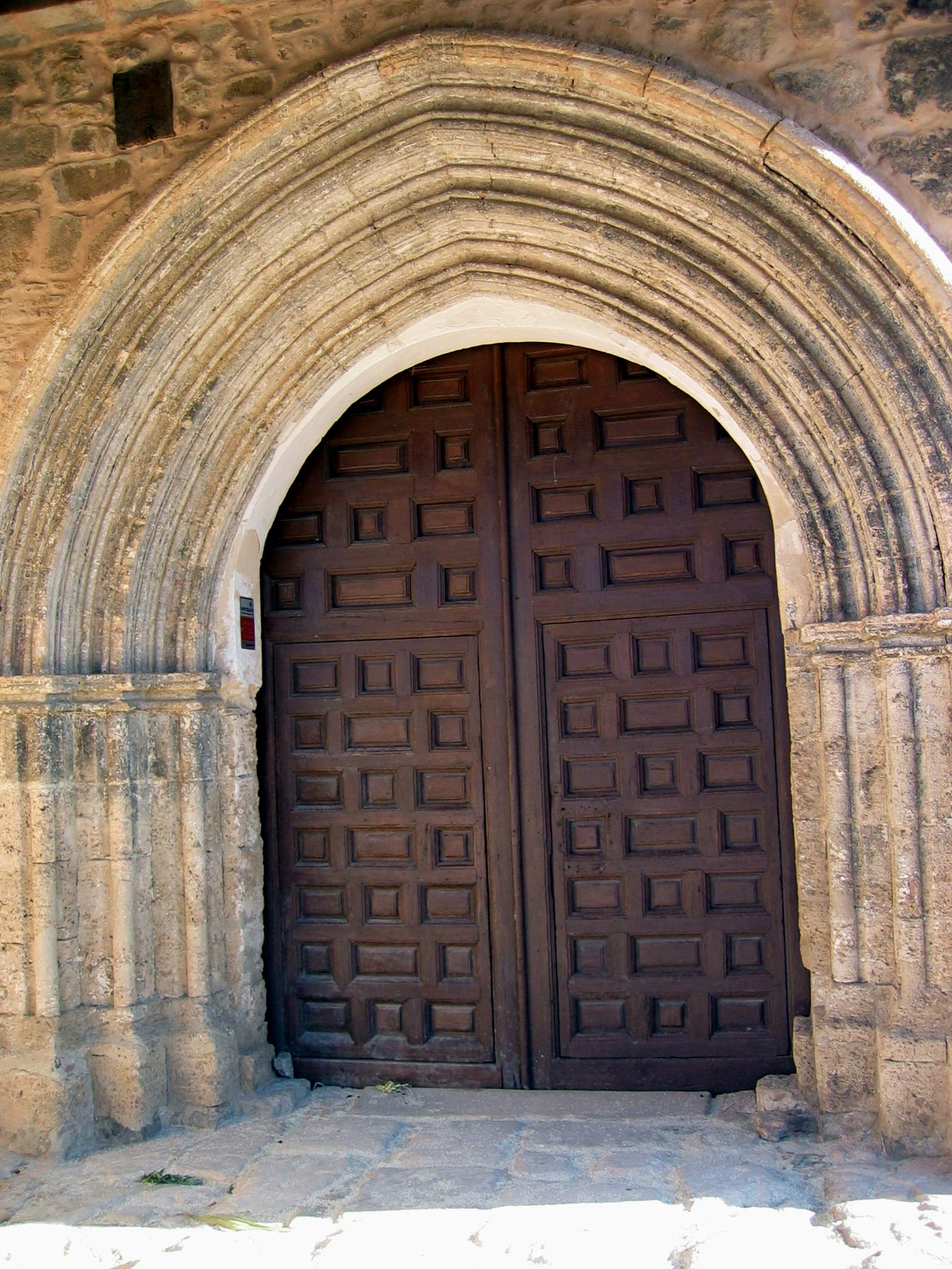
Vista frontal del arco de entrada a la iglesia de Santa María en Moya (Cuenca), con detalle de las arquivoltas. Siglo XIV.
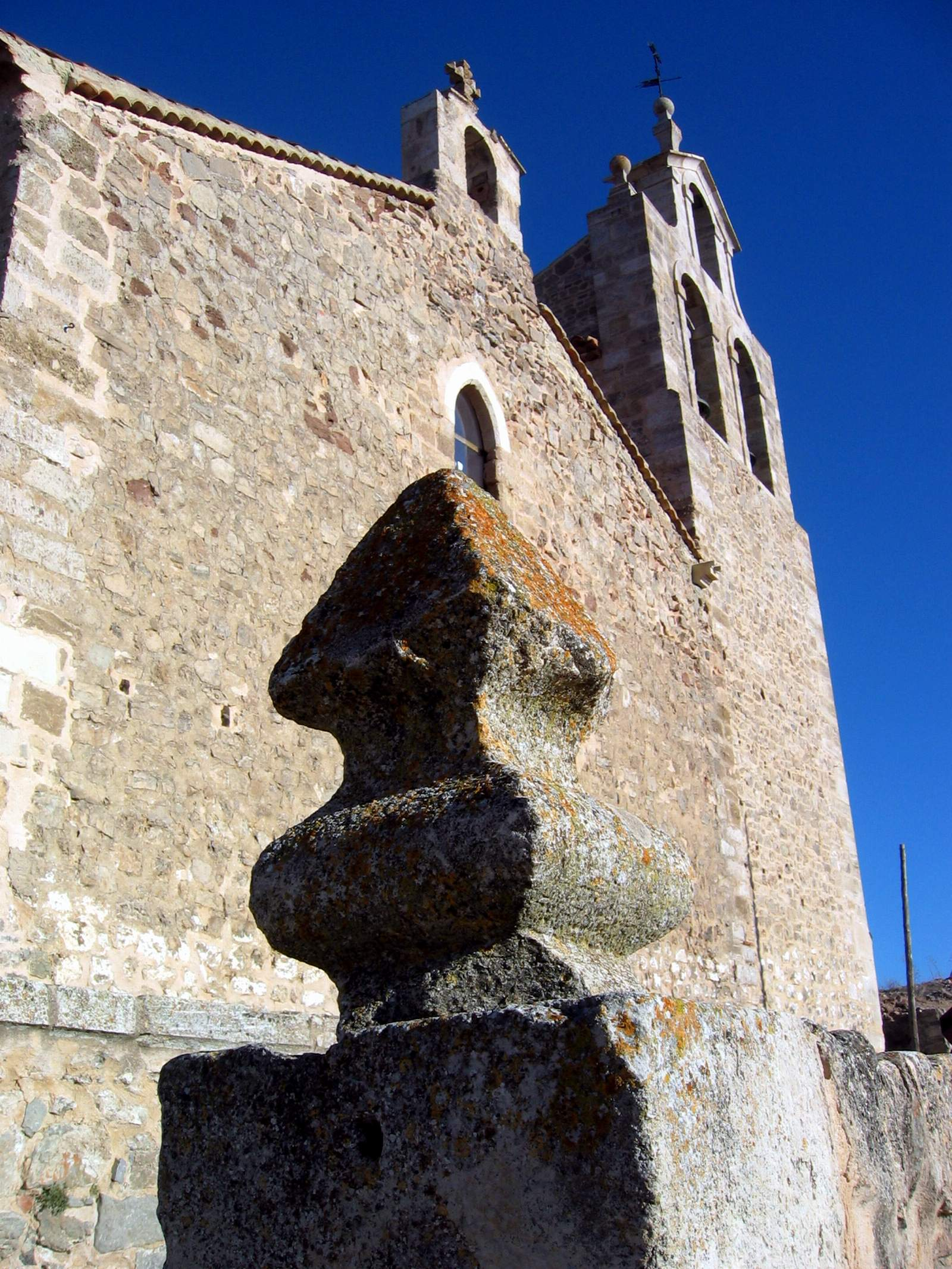
Vista frontal de la iglesia de Santa María en Moya (Cuenca), con detalle de adorno lanceolado en la plaza Mayor.
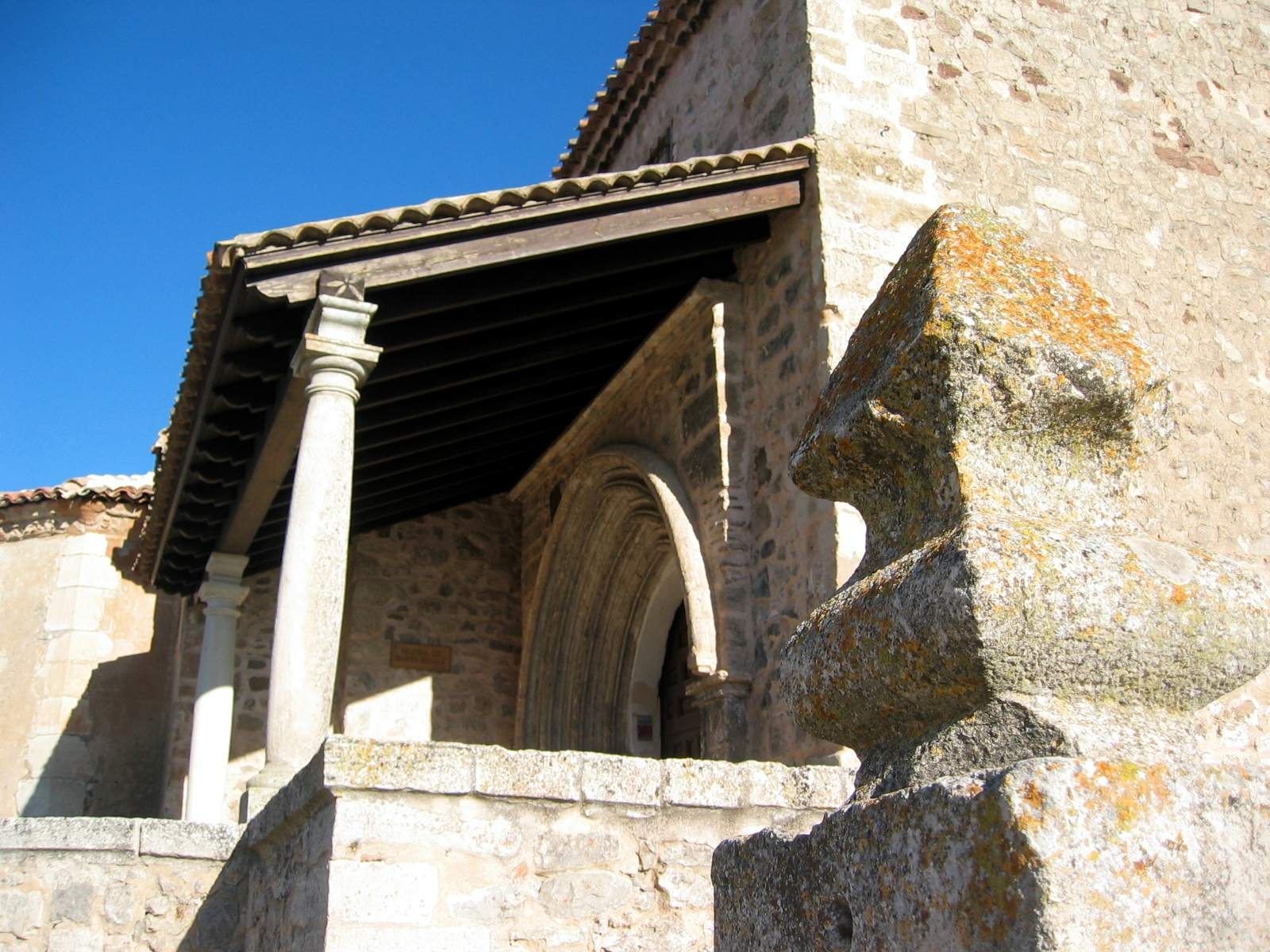
Vista lateral del soportal de la entrada a la iglesia de Santa María en Moya (Cuenca), con detalle de adorno lanceolado en la plaza Mayor.
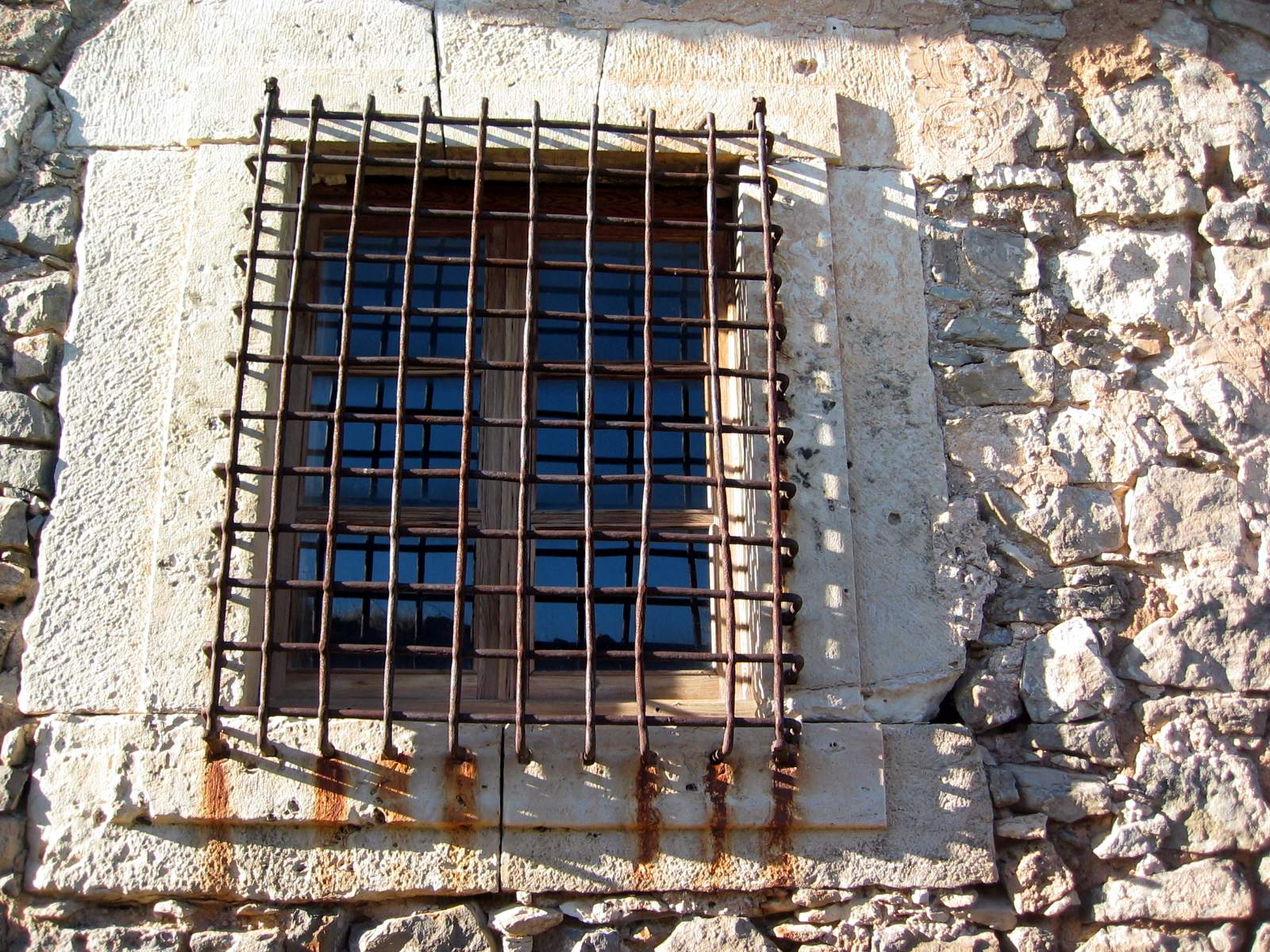
Detalle de reja en una ventana del muro de la epístola en la iglesia de Santa María en Moya (Cuenca).
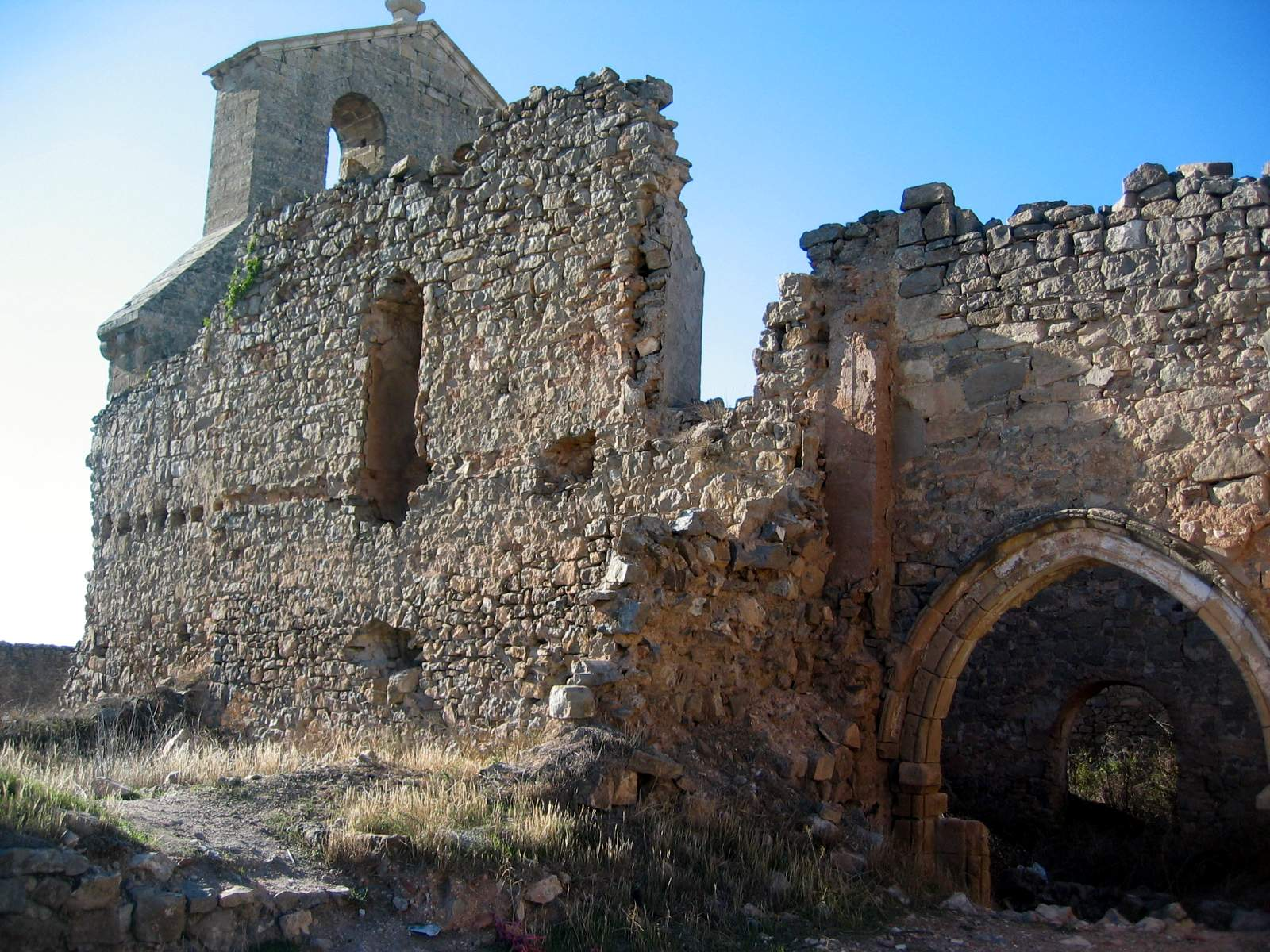
Vista del muro exterior (evangelio) de la iglesia de la Trinidad en Moya (Cuenca), con detalle de la entrada y de la espadaña, antes de su restauración.
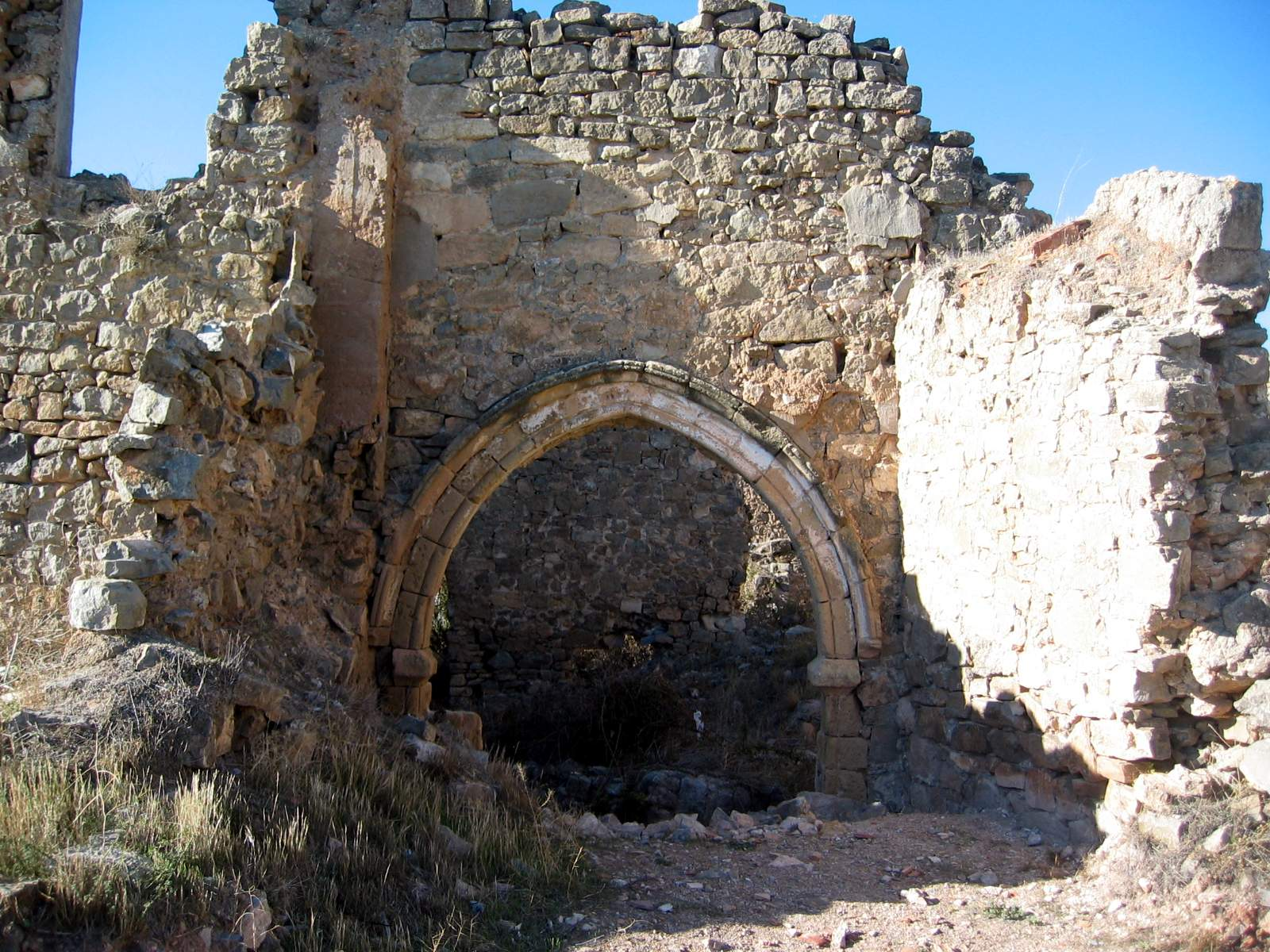
Atrio exterior de la iglesia de la Trinidad en Moya (Cuenca), con detalle de las arquivoltas del arco de entrada, antes de su restauración.
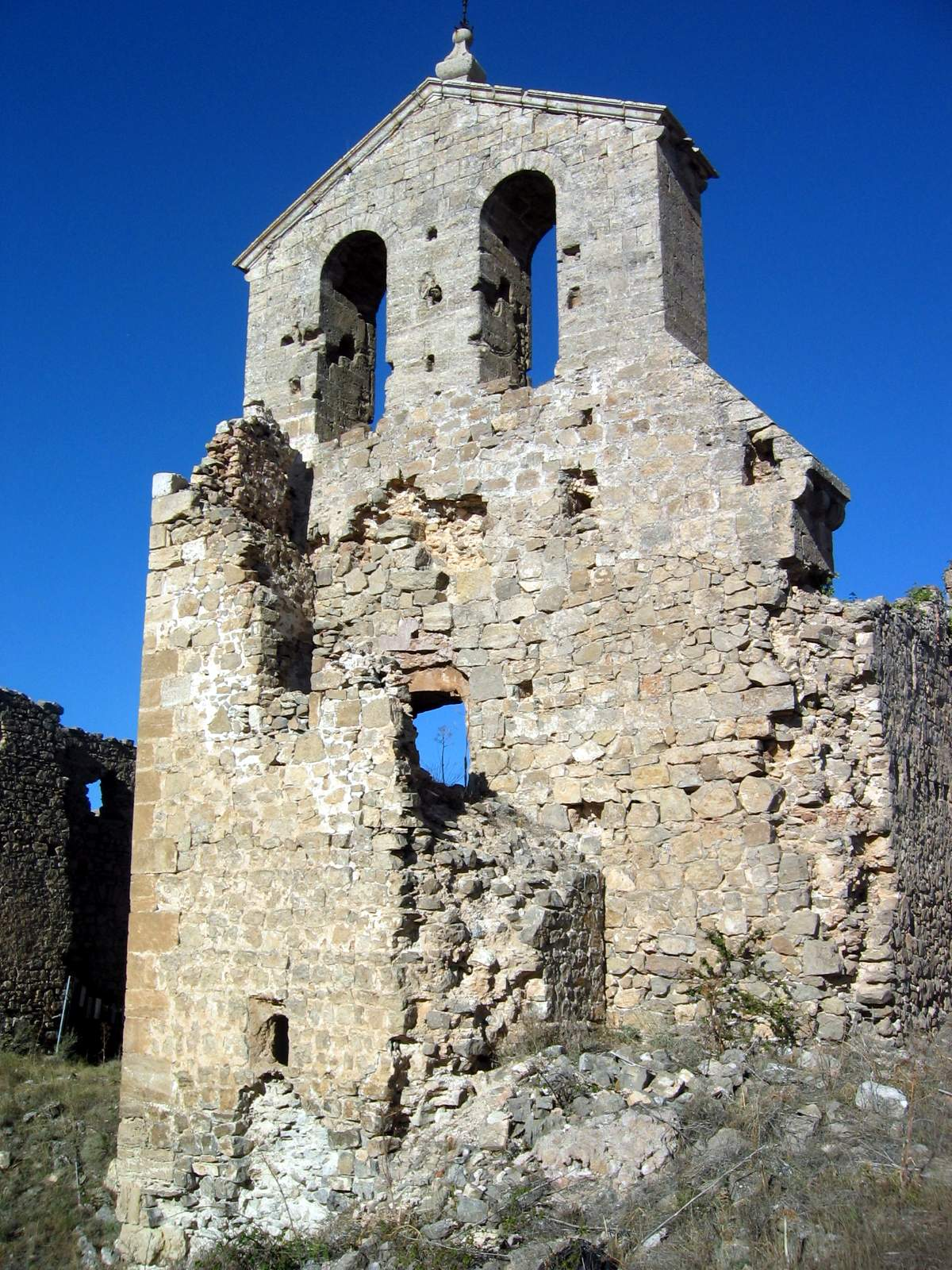
Vista frontal (occidental) de la espadaña de la iglesia de la Trinidad en Moya (Cuenca), antes de su restauración.
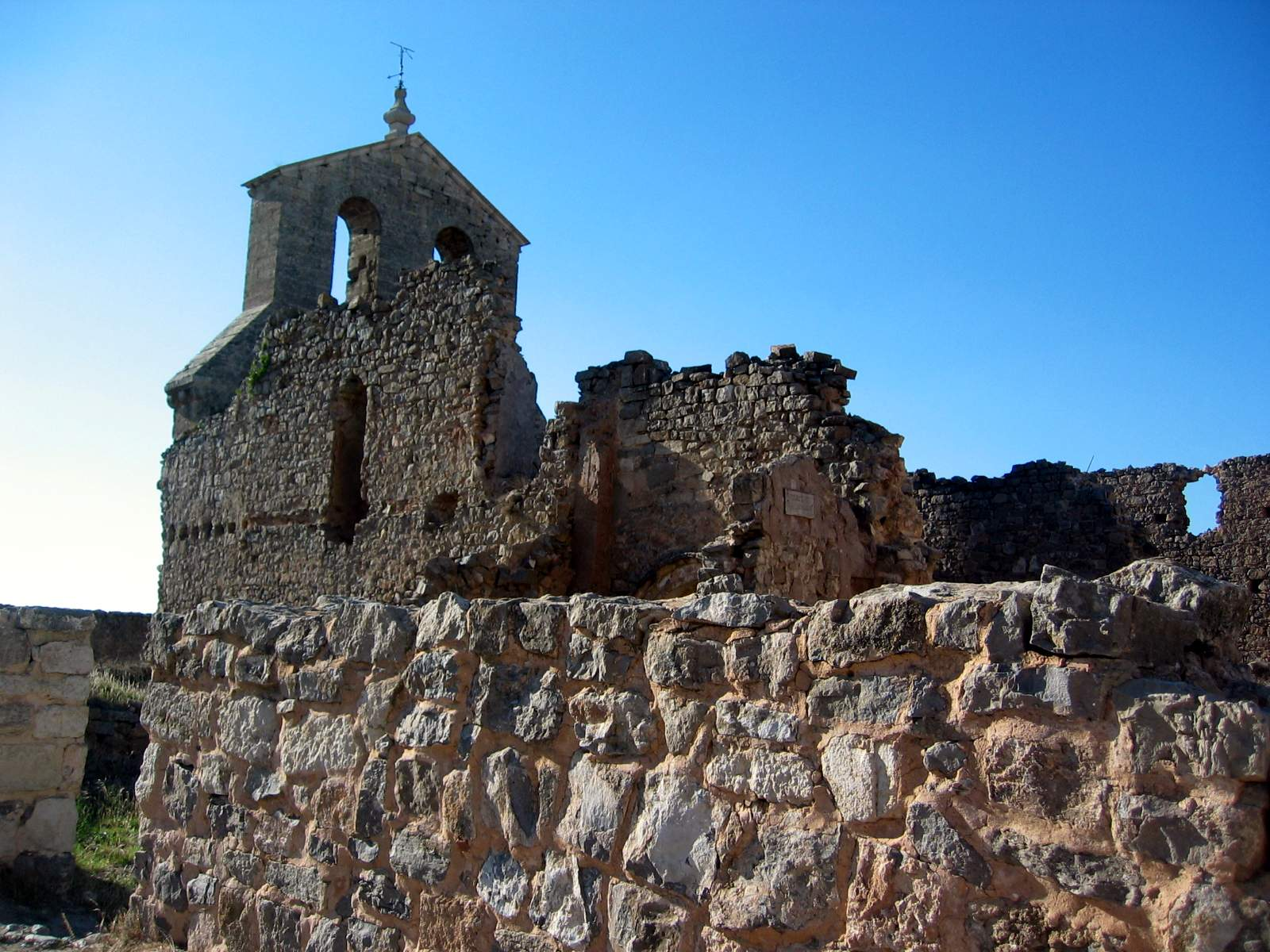
Vista lateral (meridional) de la iglesia de la Trinidad en Moya (Cuenca), antes de su restauración.
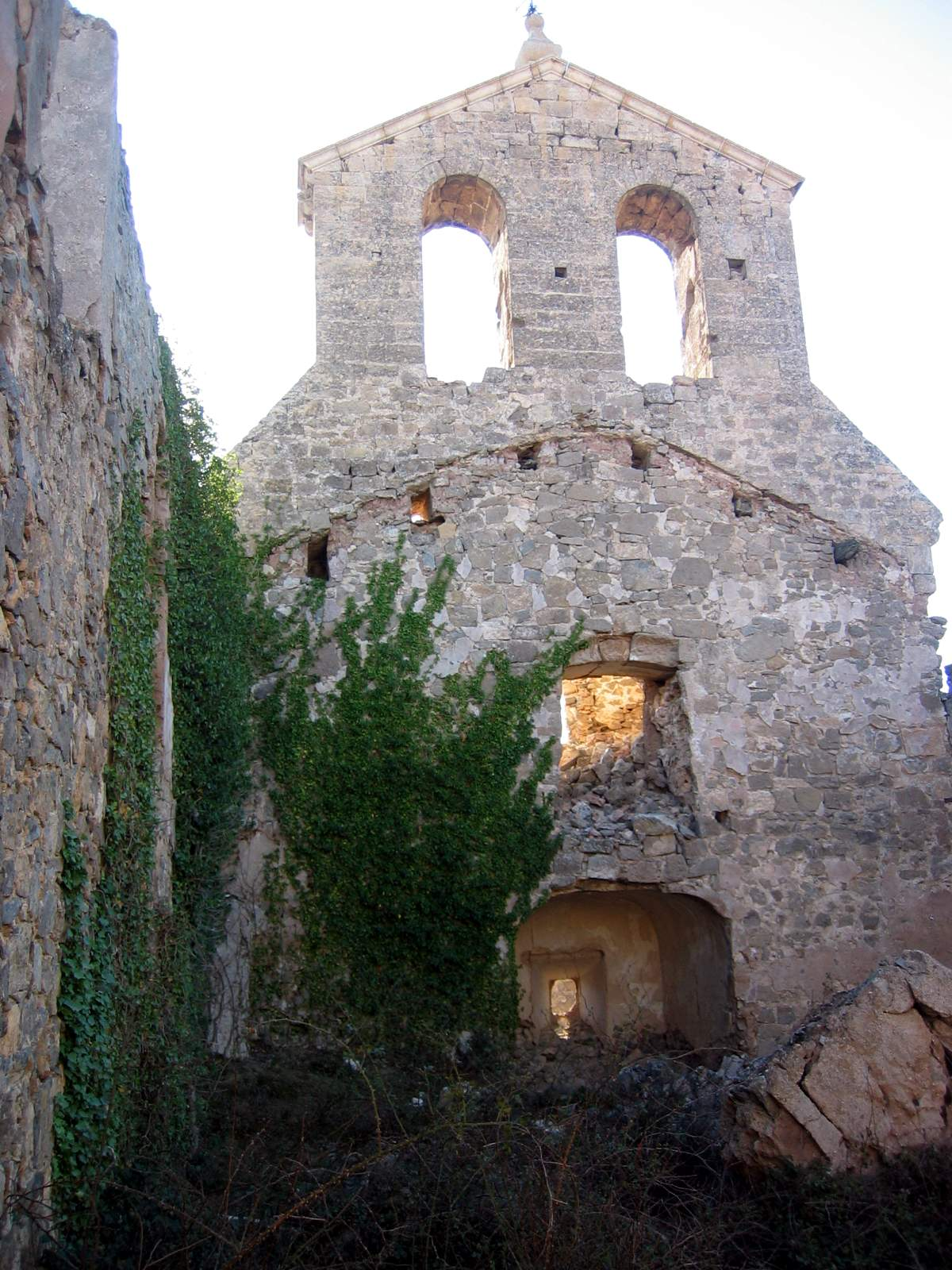
Vista interior de la iglesia de la Trinidad en Moya (Cuenca), con detalle de la espadaña, antes de su restauración.
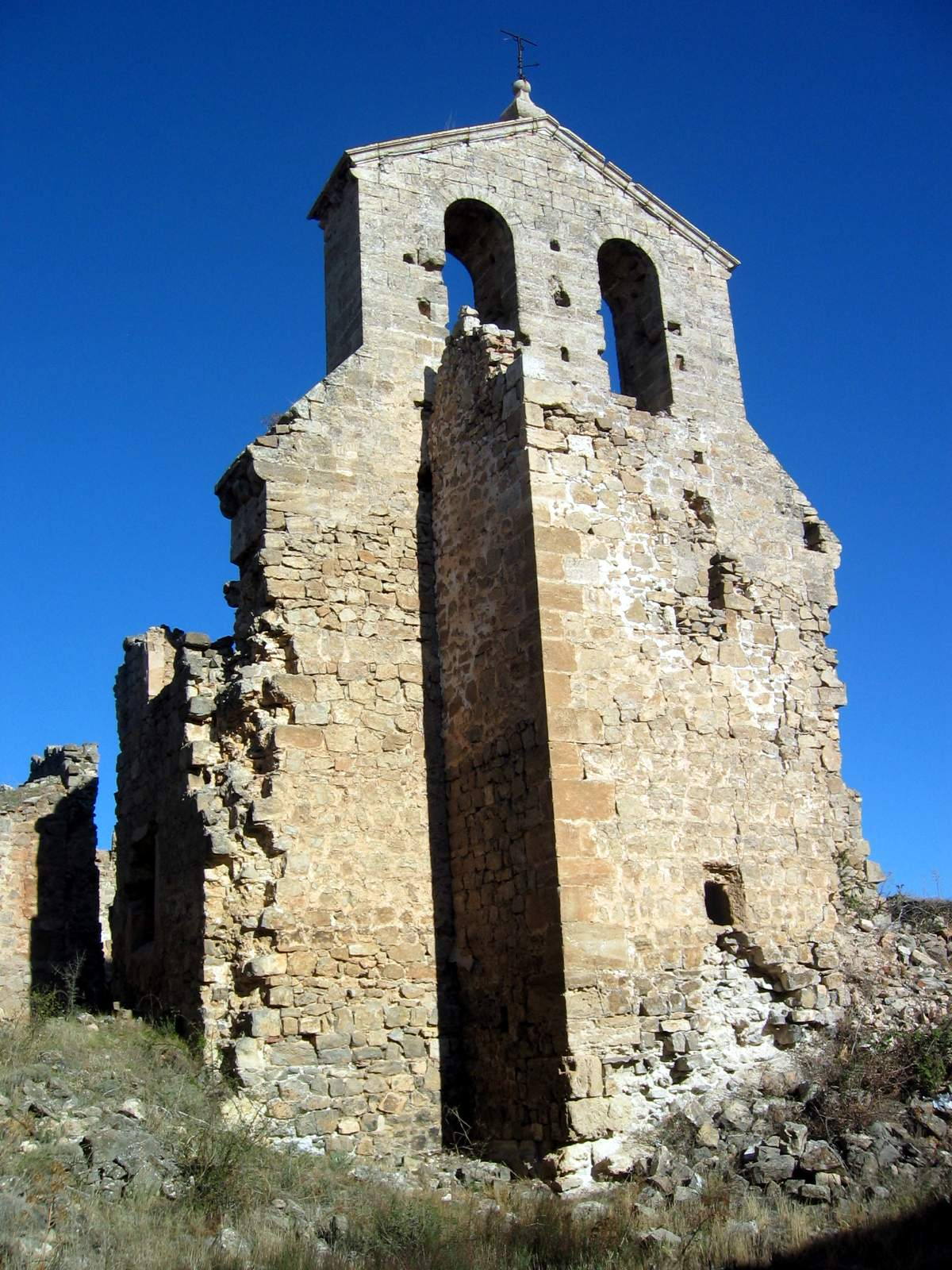
Vista frontal (occidental) de la iglesia de la Trinidad en Moya (Cuenca), con detalle de la espadaña, antes de su restauración.
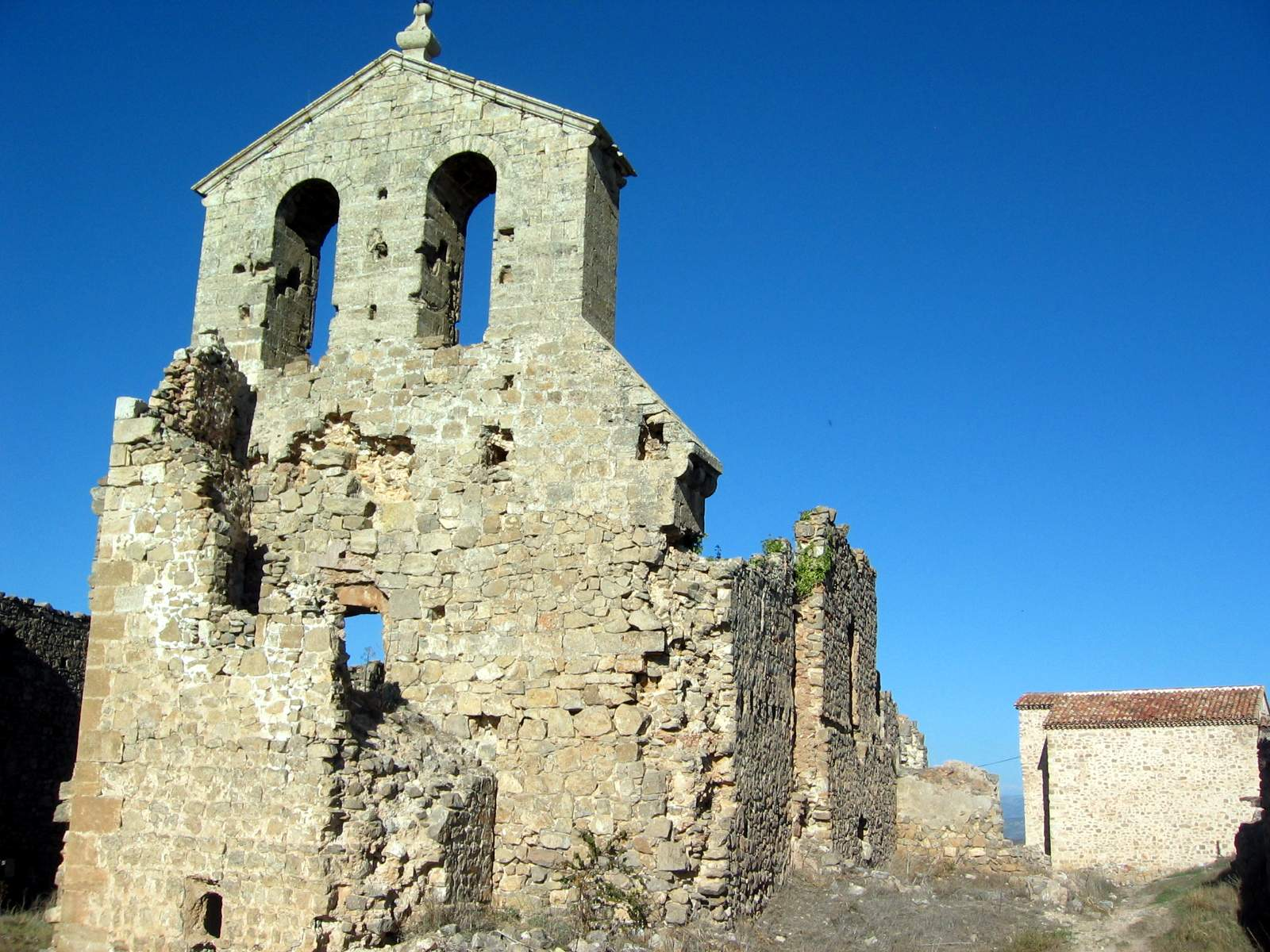
Vista frontal (occidental) de la iglesia de la Trinidad en Moya (Cuenca), con detalle de la espadaña, antes de su restauración.
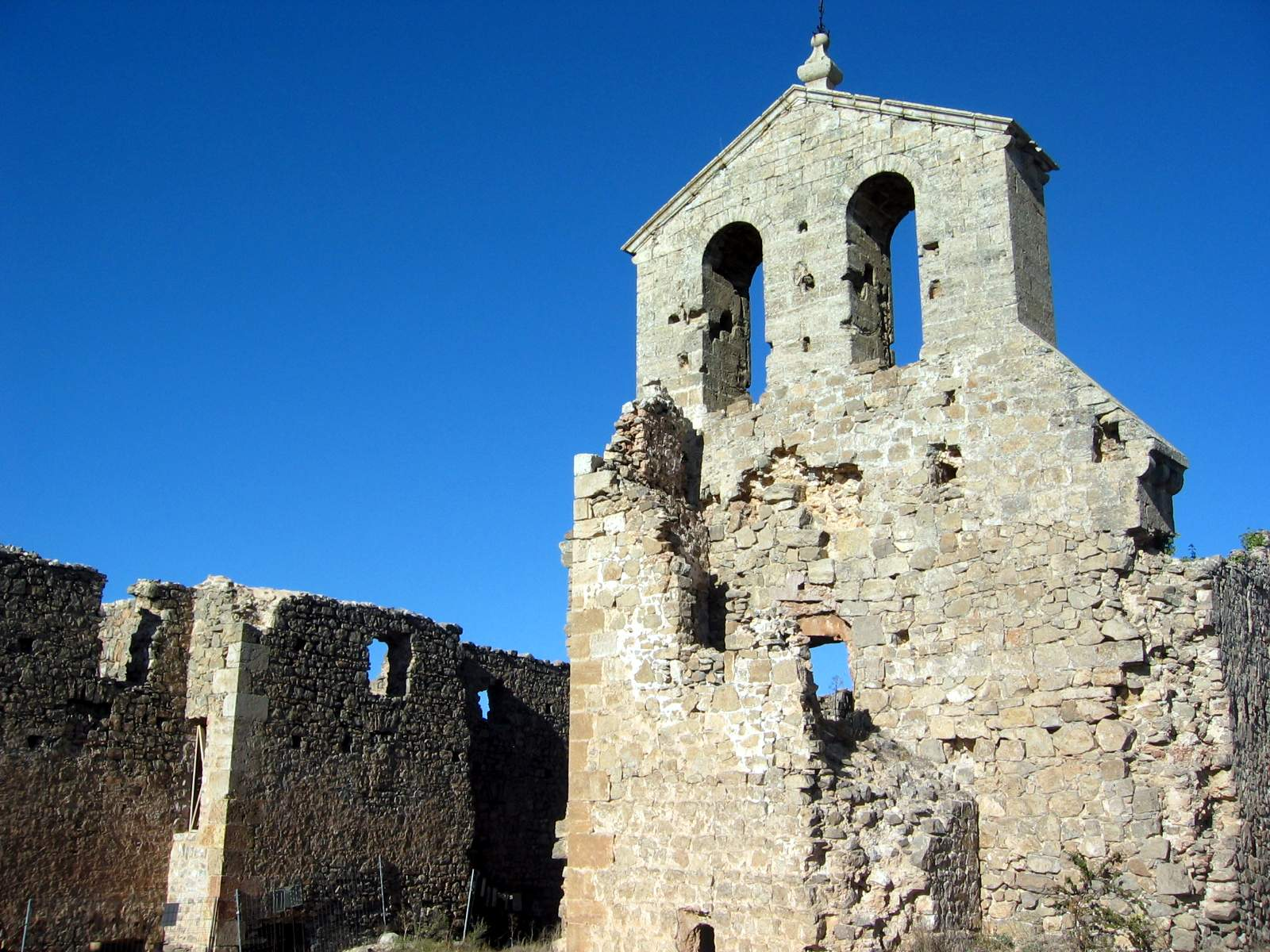
Vista frontal (occidental) de la iglesia de la Trinidad en Moya (Cuenca), con detalle de la espadaña, antes de su restauración.
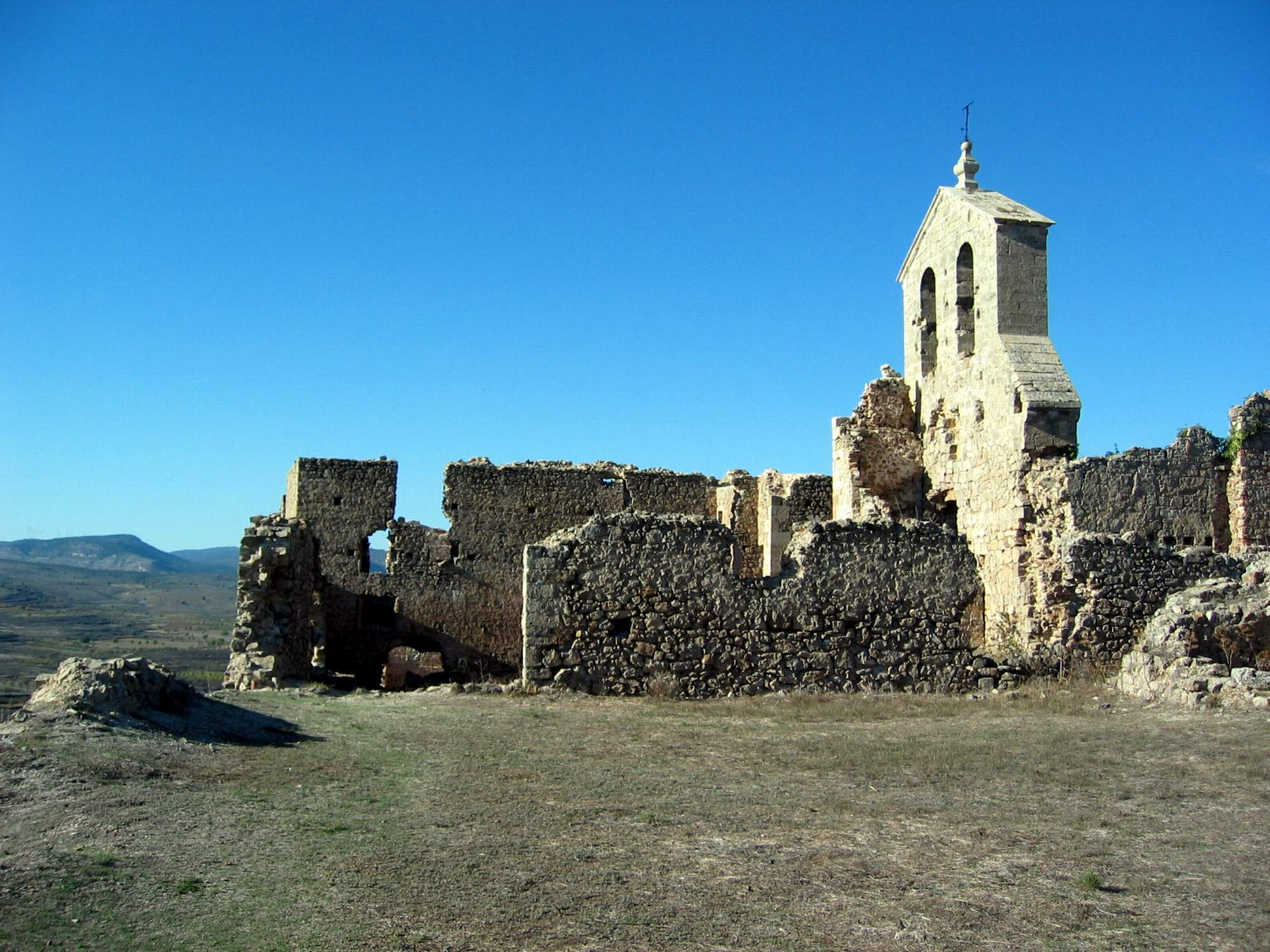
Vista lateral (meridional) de la iglesia de la Trinidad en Moya (Cuenca), con detalle de la espadaña, antes de su restauración, con el Convento de las Concepcionistas detrás.
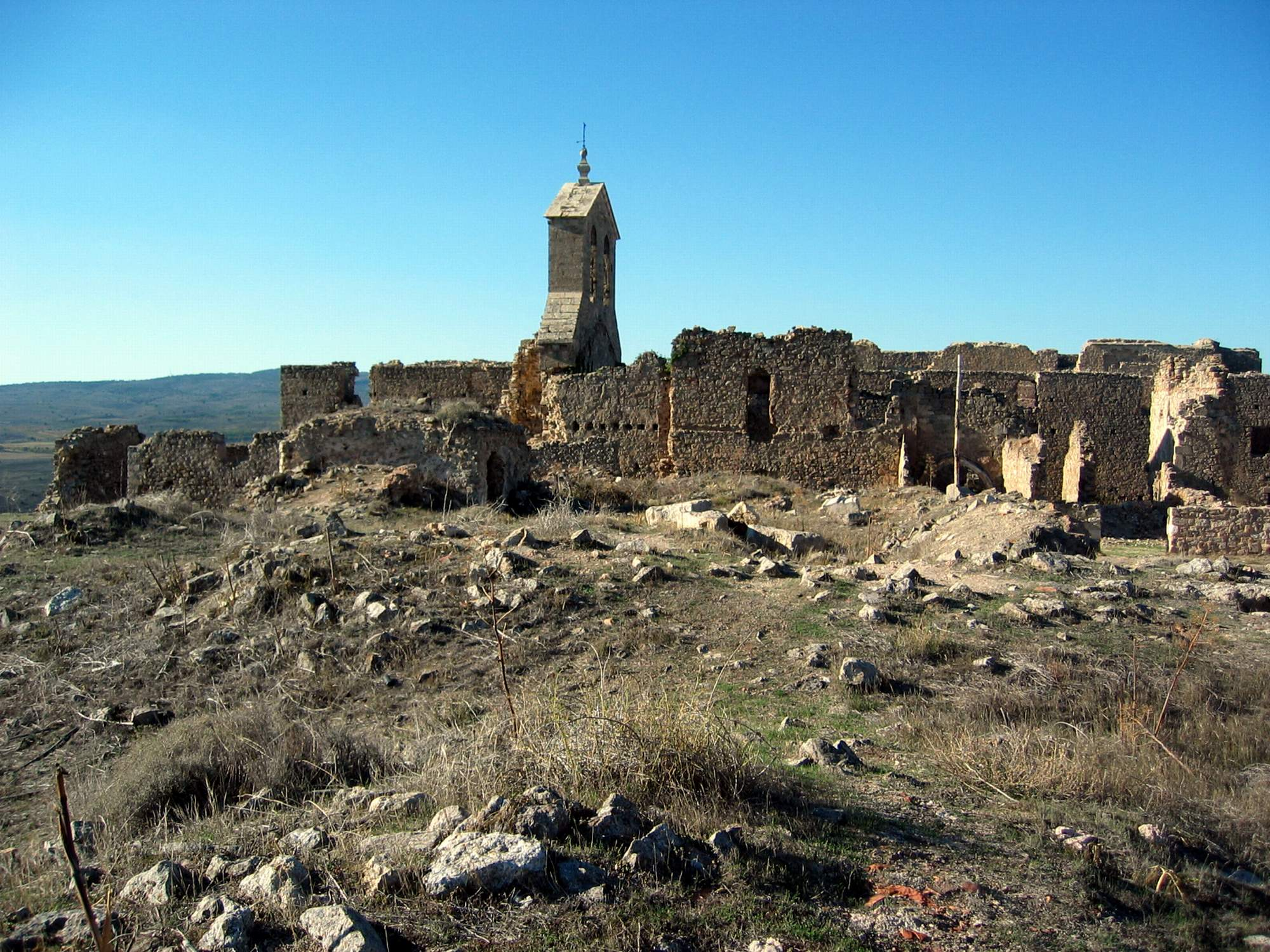
Vista lateral (meridional) de la iglesia de la Trinidad en Moya (Cuenca), antes de su restauración. Siglo XIII.
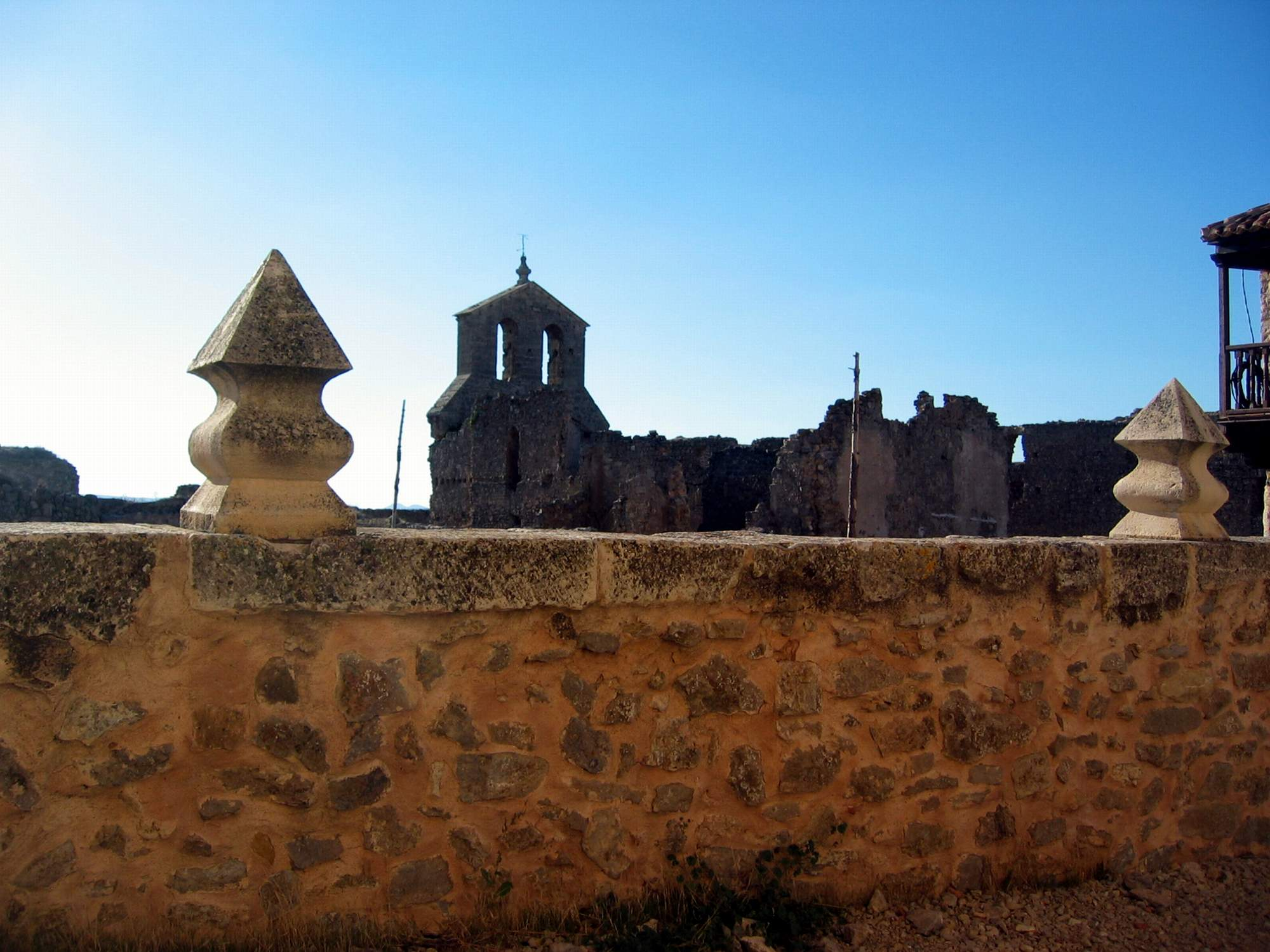
Vista lateral (meridional) de la iglesia de la Trinidad en Moya (Cuenca), antes de su restauración, desde el muro de la plaza Mayor. Siglo XIII.
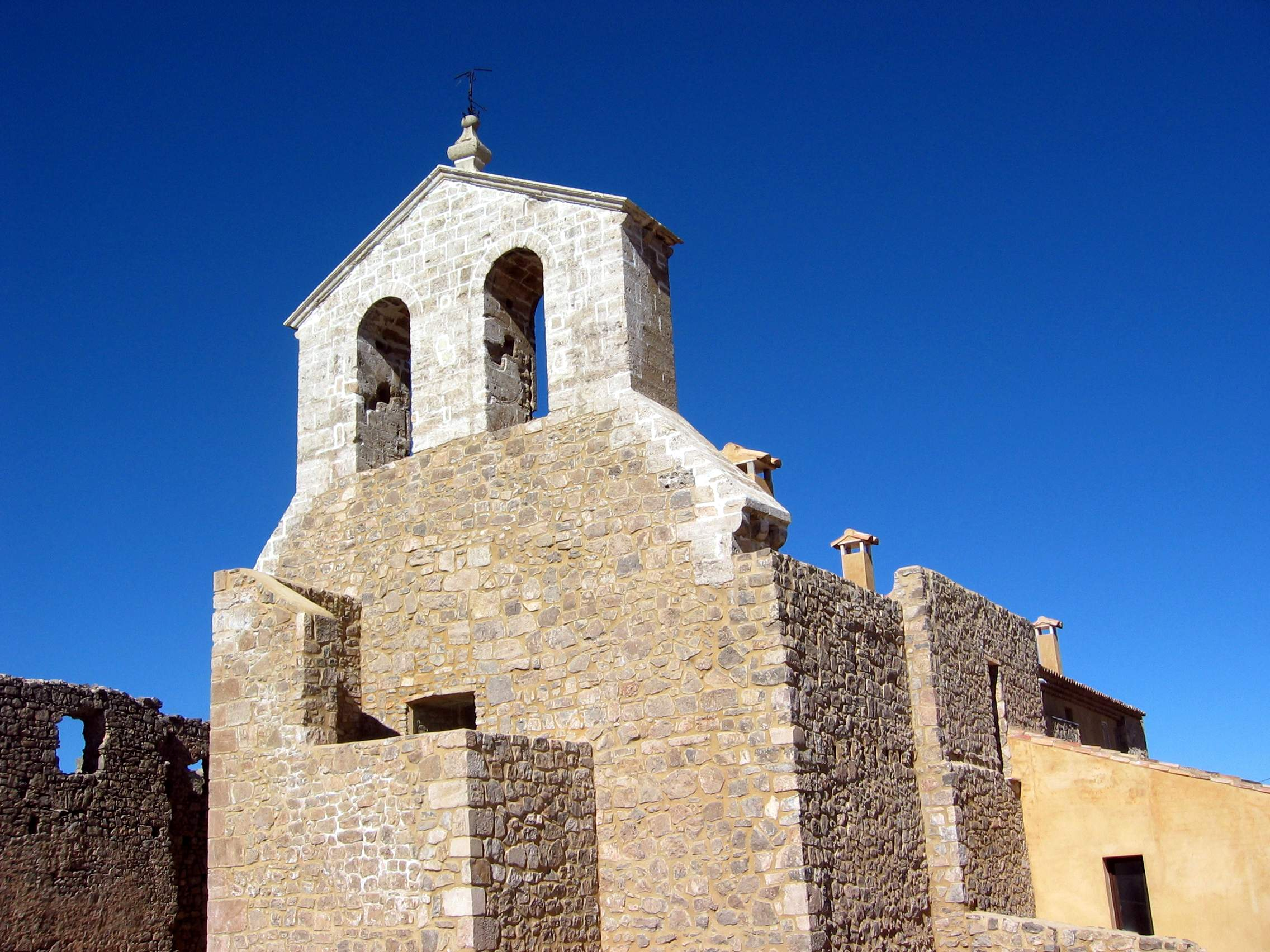
Vista frontal (occidental) de la iglesia de la Trinidad en Moya (Cuenca), con detalle de la espadaña, tras su restauración.
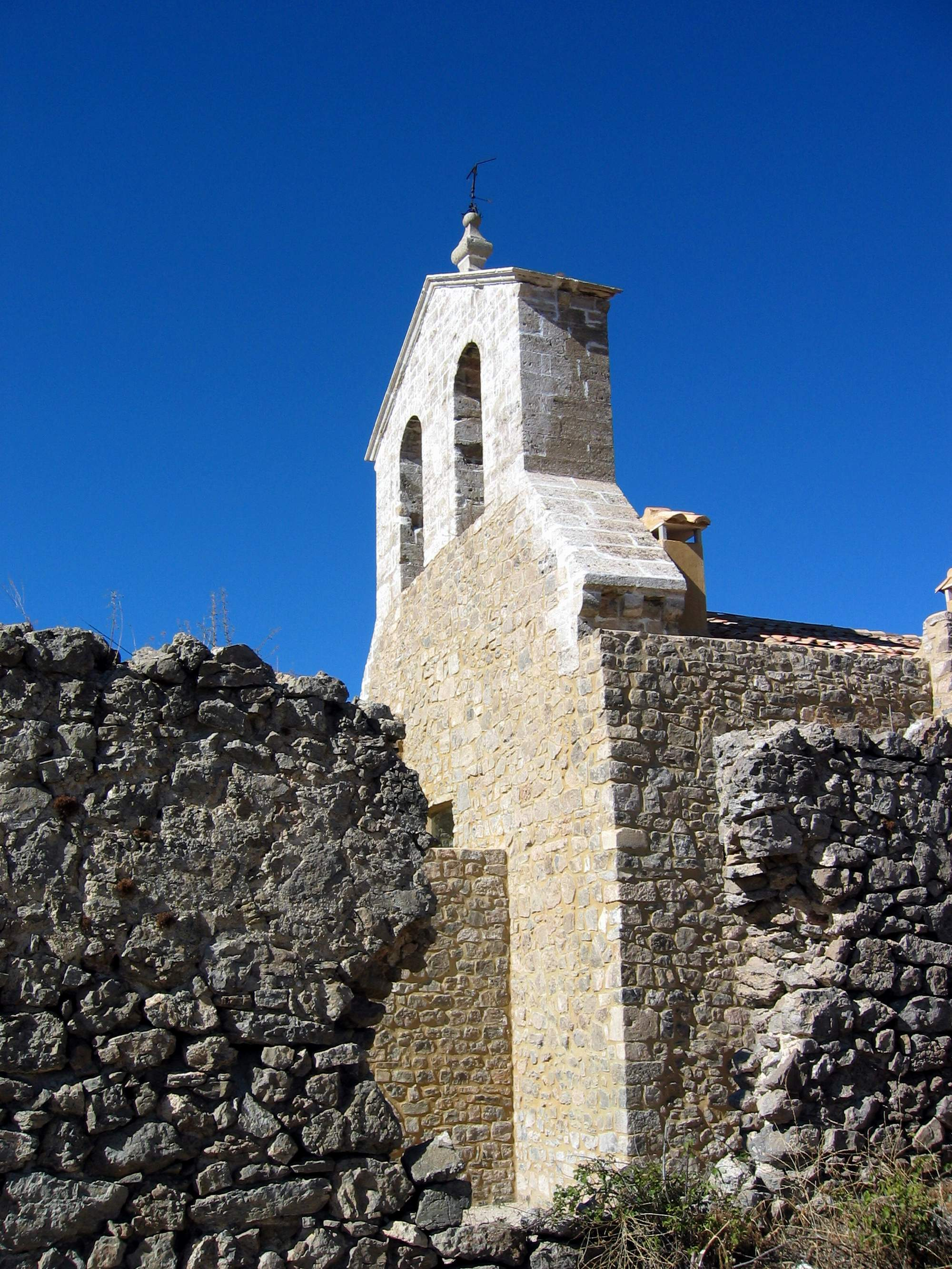
Vista fronto-lateral izquierda de la iglesia de la Trinidad en Moya (Cuenca), con detalle de la espadaña, tras su restauración.
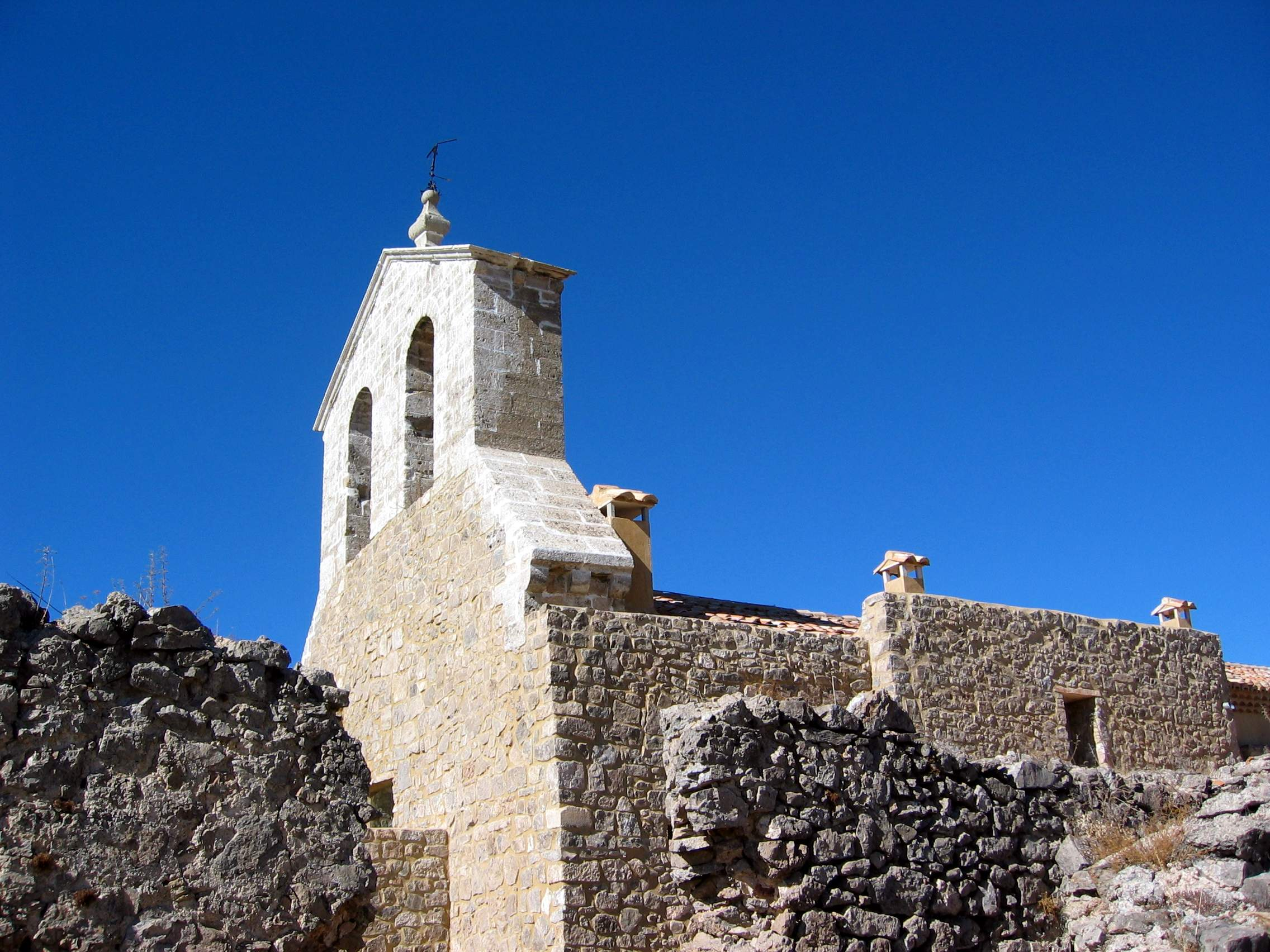
Vista fronto-lateral izquierda de la iglesia de la Trinidad en Moya (Cuenca), con detalle de la espadaña y cobertura, tras su restauración.
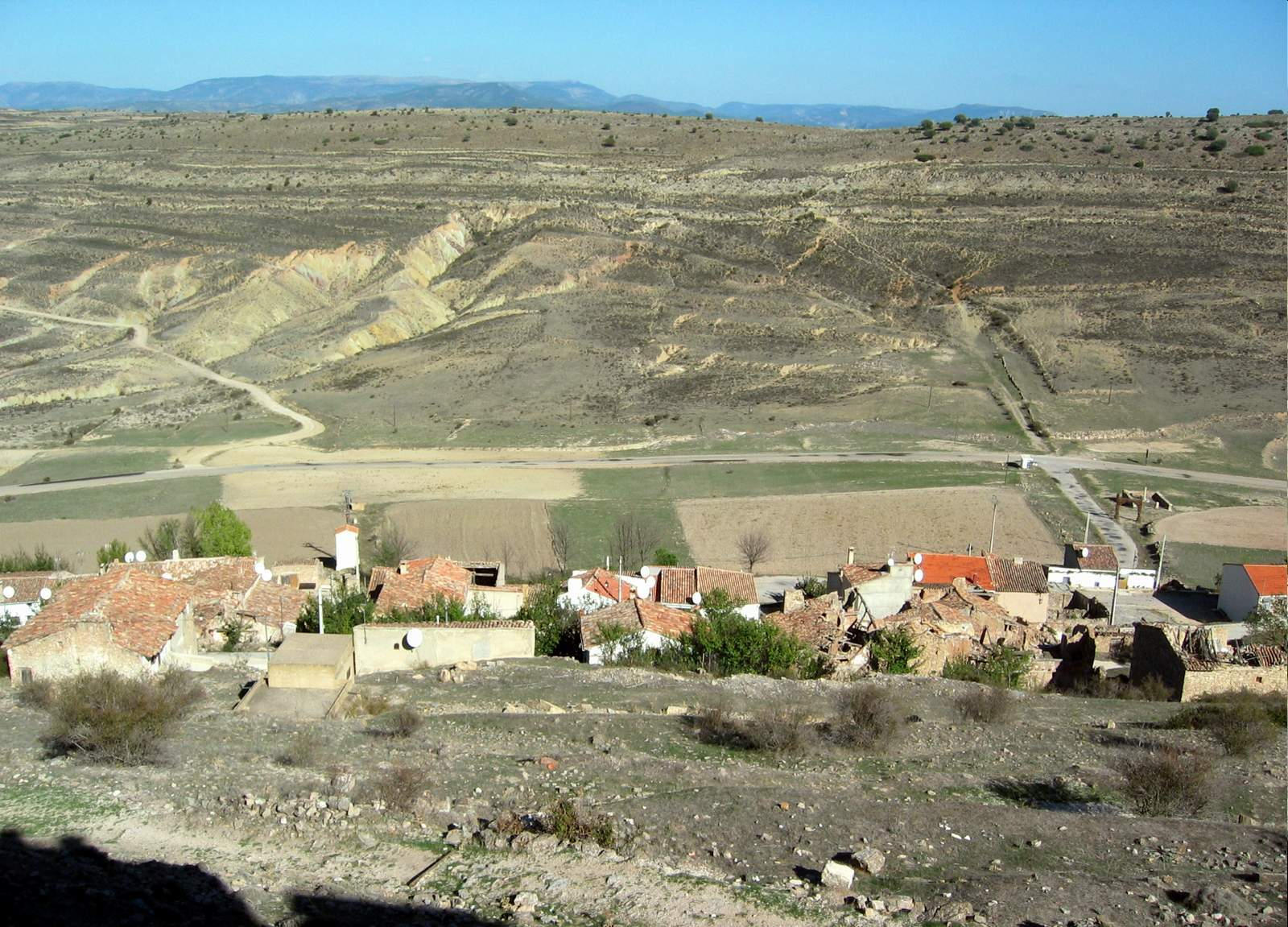
Vista del Arrabal de Moya (Cuenca), desde la Villa.
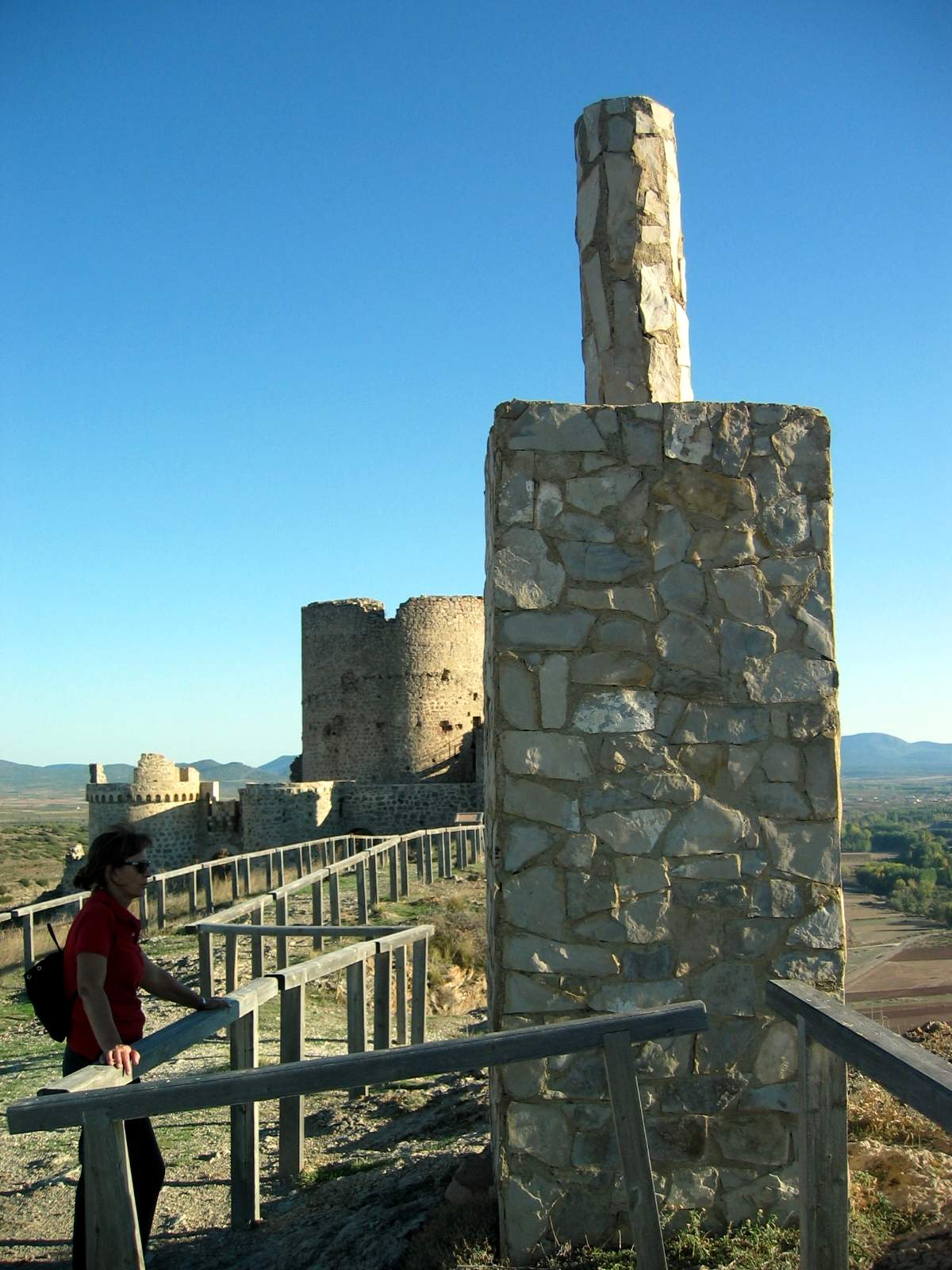
Detalle del punto geodésico en el cerro de Moya (Cuenca), con el castillo al fondo.
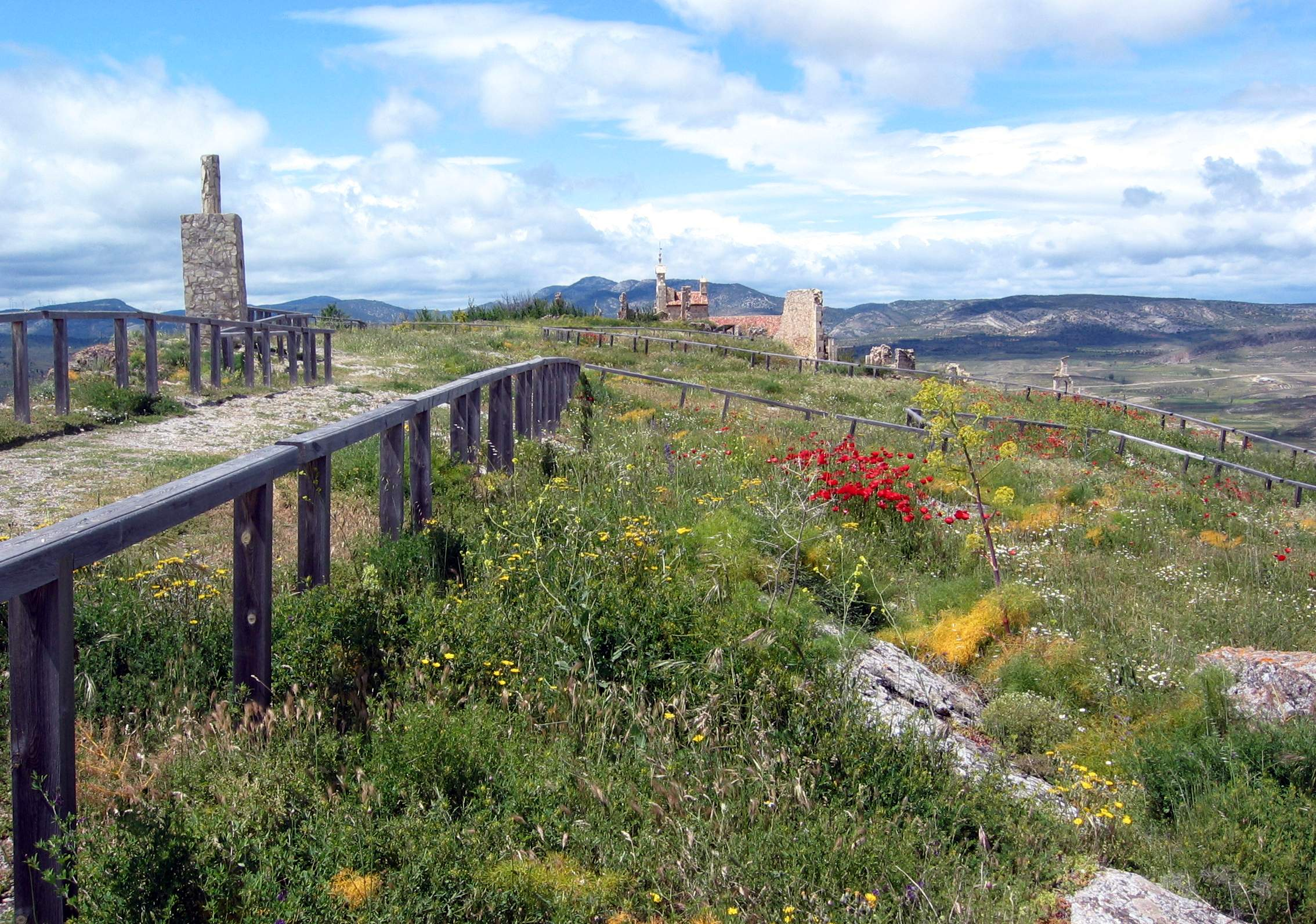
Detalle del punto geodésico en el cerro de Moya (Cuenca), con la villa al fondo.
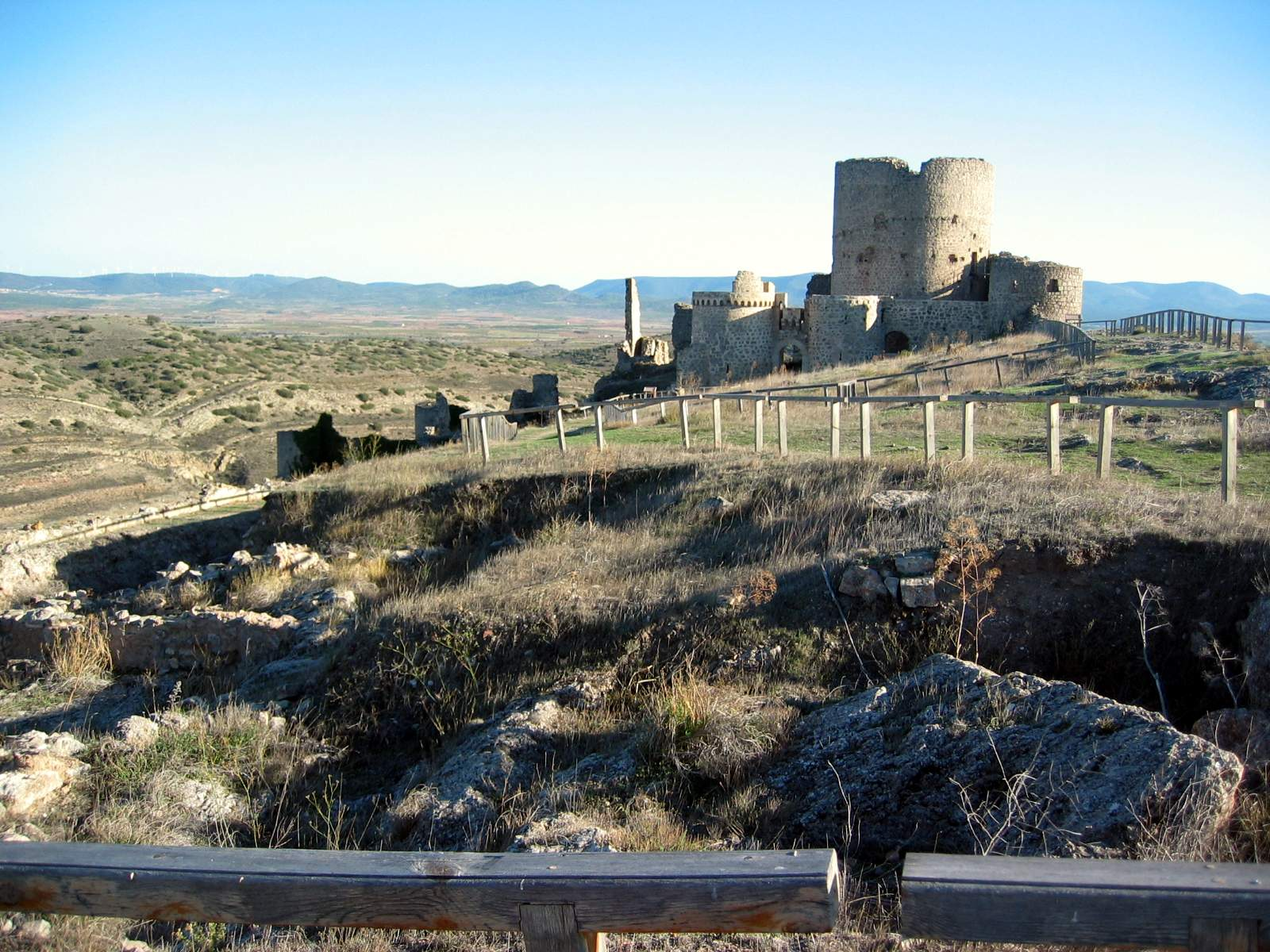
Vista septentrional del castillo de Moya (Cuenca), con detalle de la Torre del Homenaje.
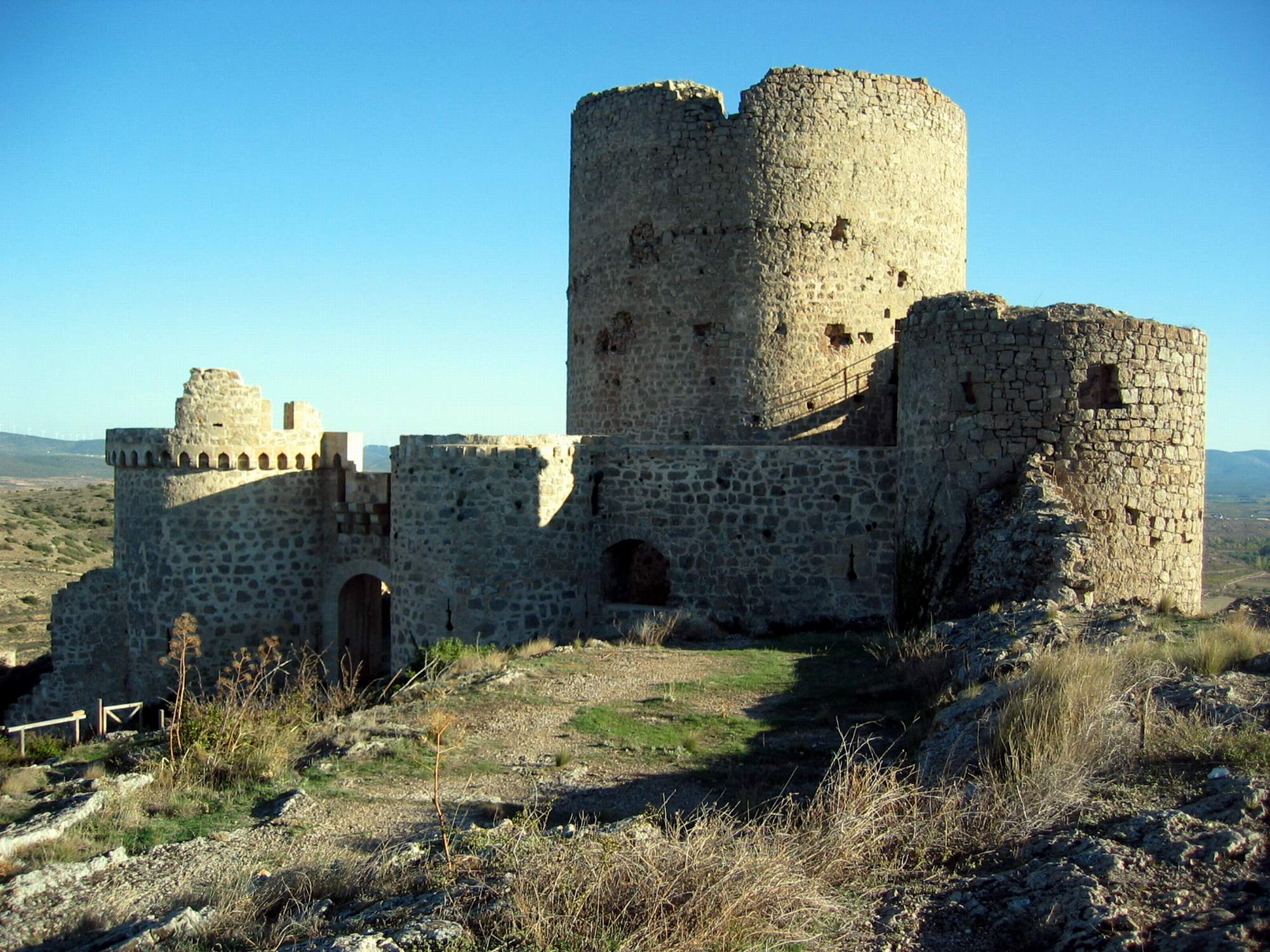
Vista septentrional del castillo de Moya (Cuenca), con detalle de la Torre del Homenaje.
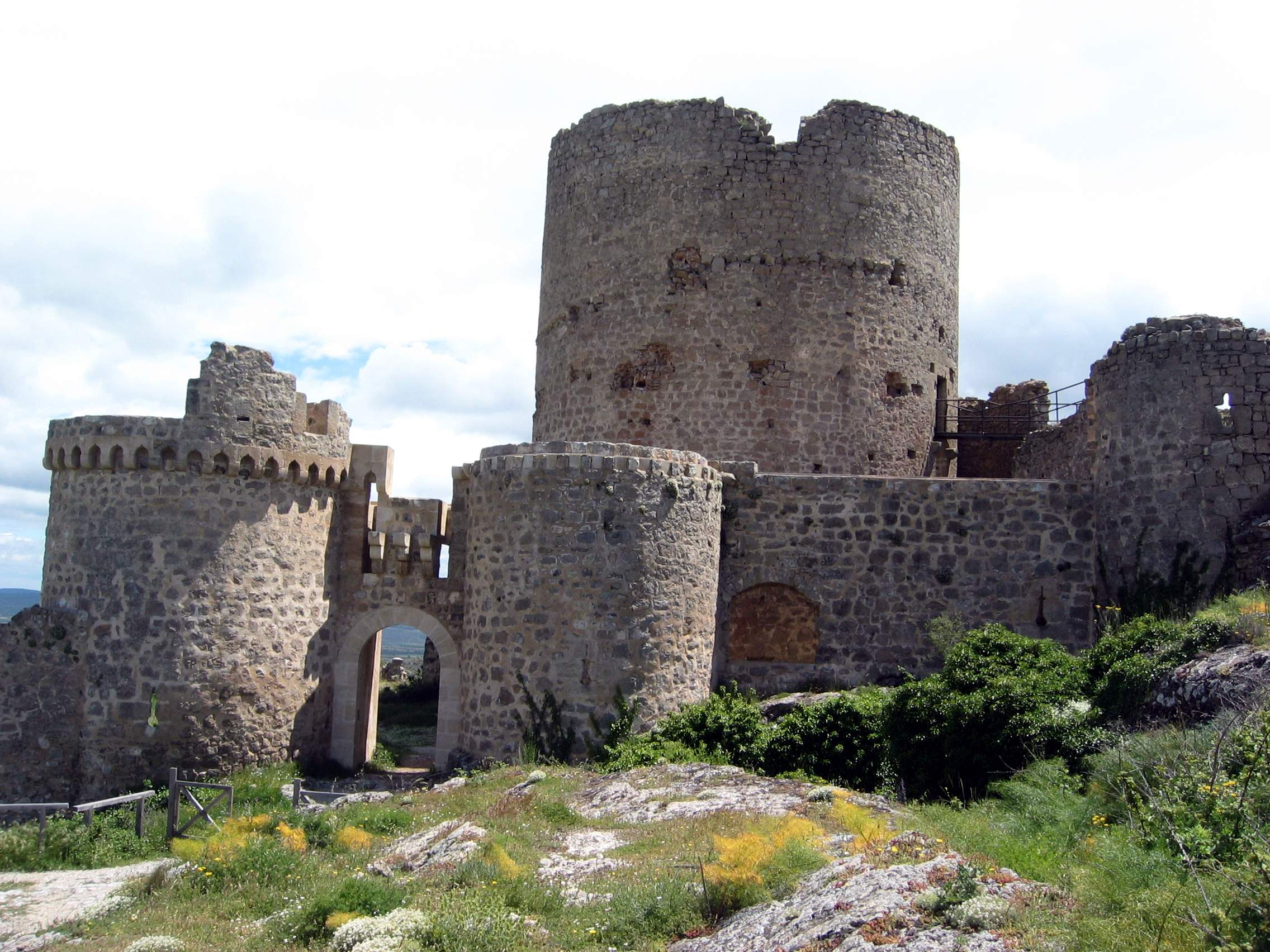
Vista septentrional del castillo de Moya (Cuenca), con detalle de la Torre del Homenaje.
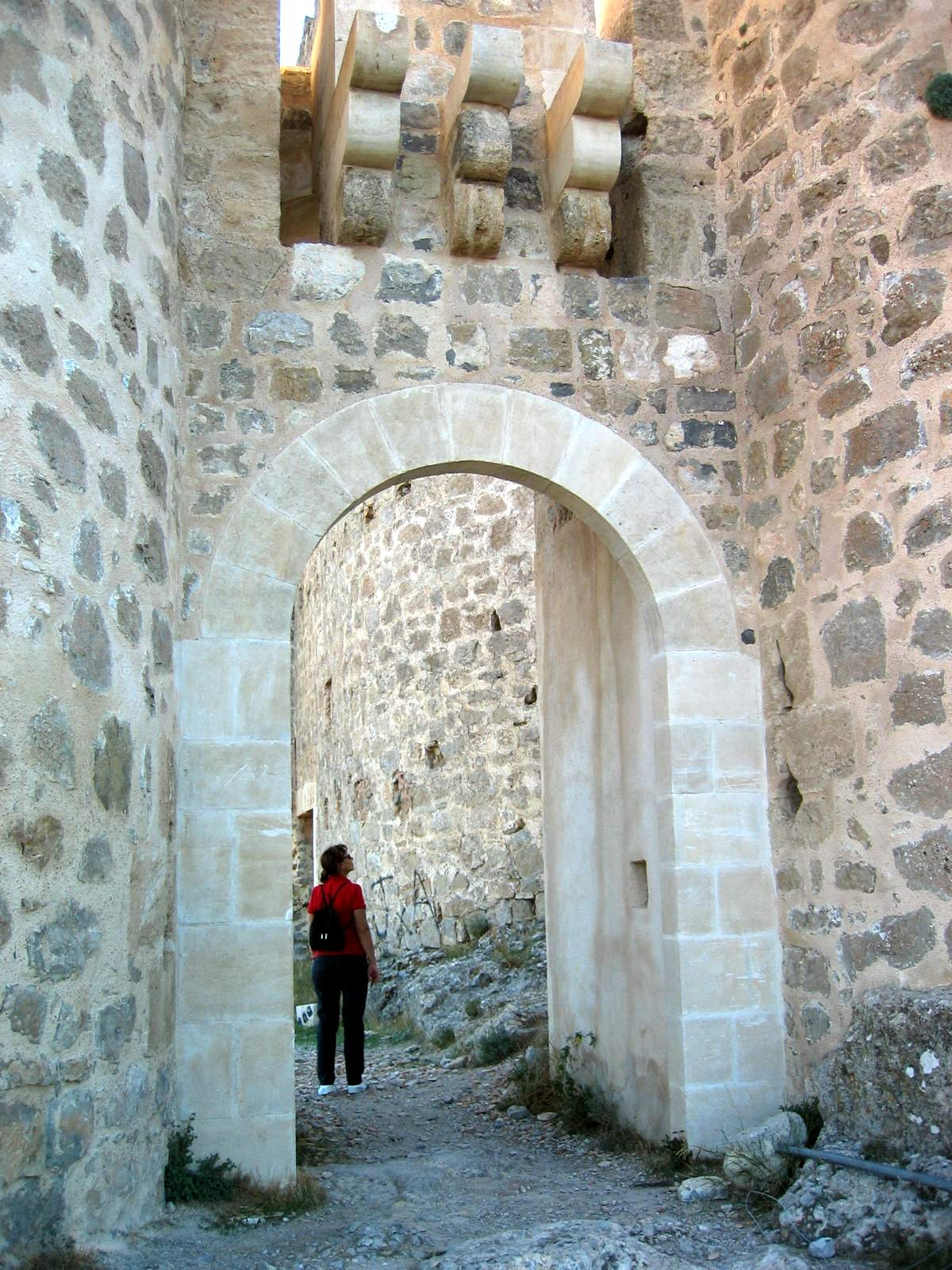
Vista de la entrada principal al castillo de Moya (Cuenca), con detalle del matacán.
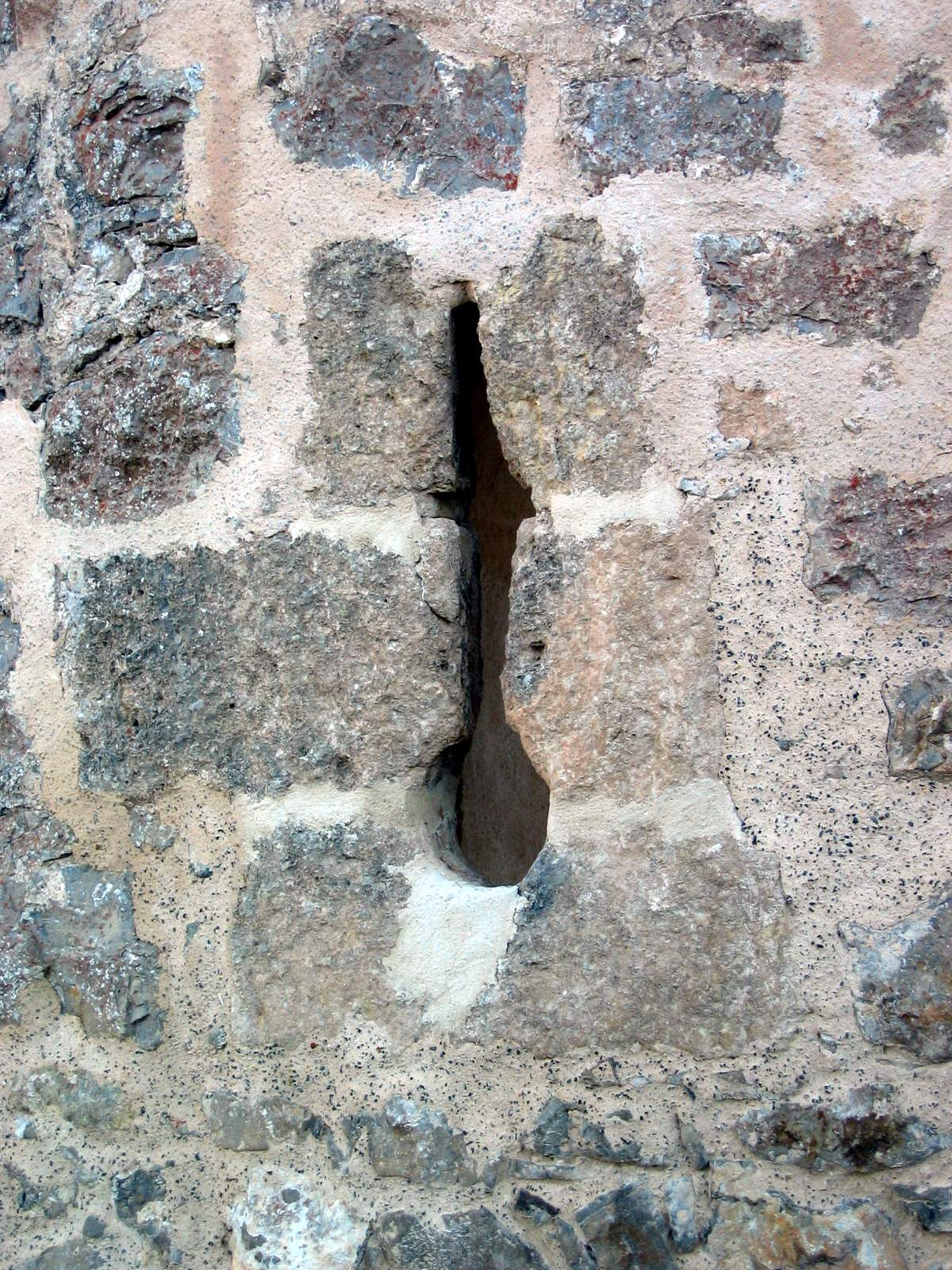
Detalle de tronera tipo «palo y orbe» en el muro frontal del castillo de Moya (Cuenca).
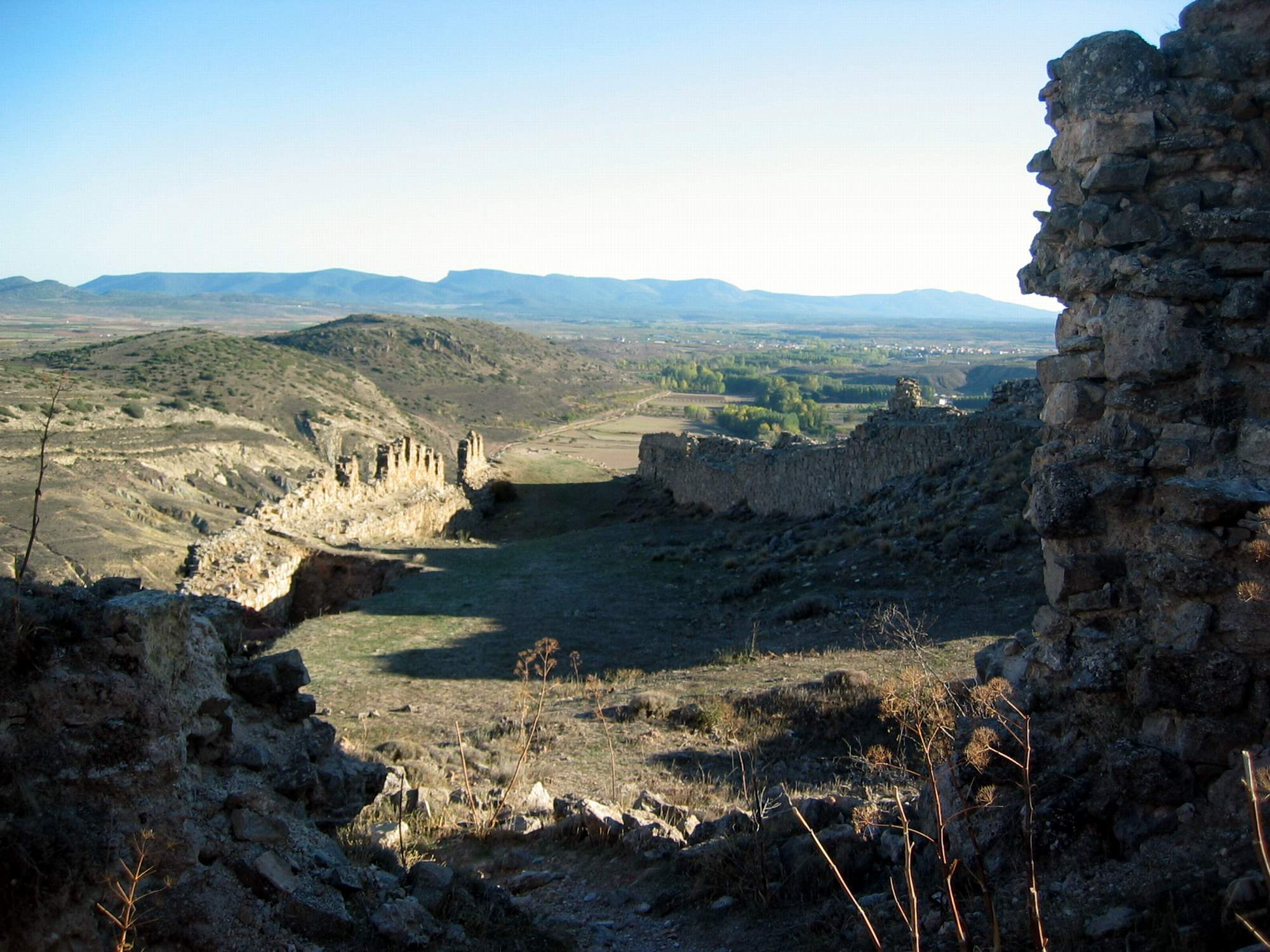
Vista parcial de la vega y Huertos de Moya desde La Albacara del castillo de Moya (Cuenca).
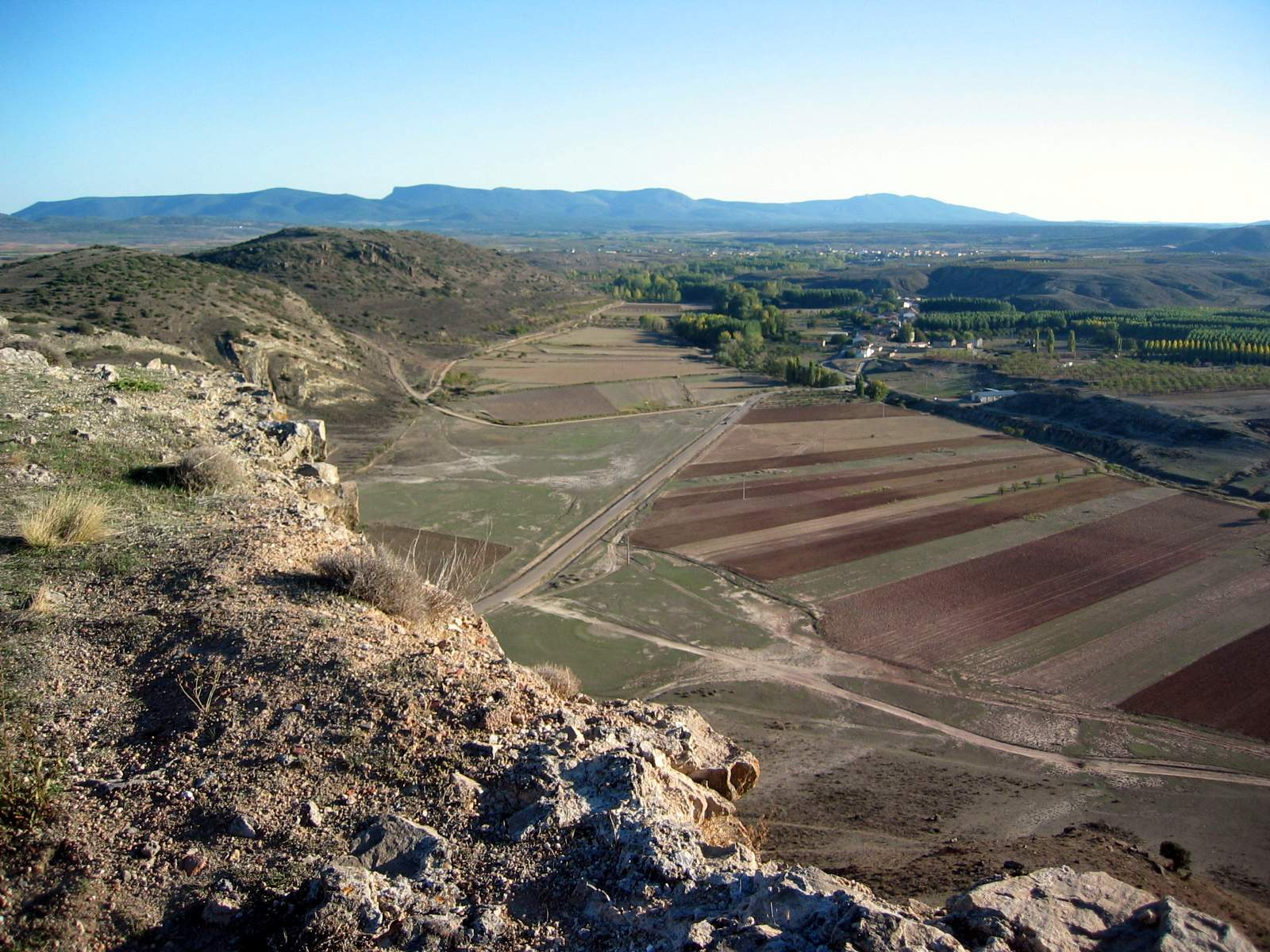
Vista parcial de la vega y Huertos de Moya desde La Albacara del castillo de Moya (Cuenca).
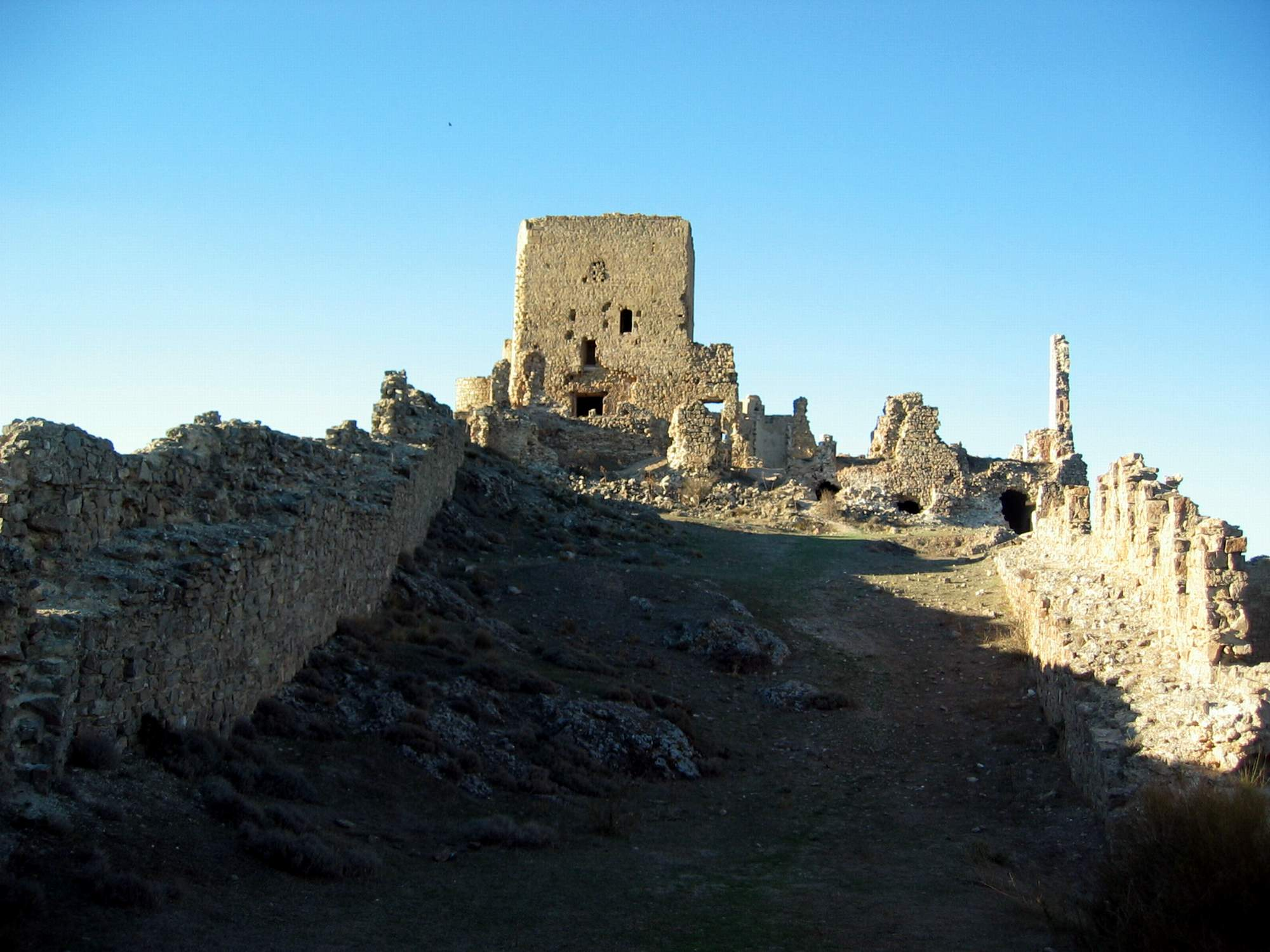
Vista septentrional de la Torre del Homenaje del castillo de Moya (Cuenca), desde La Albacara.
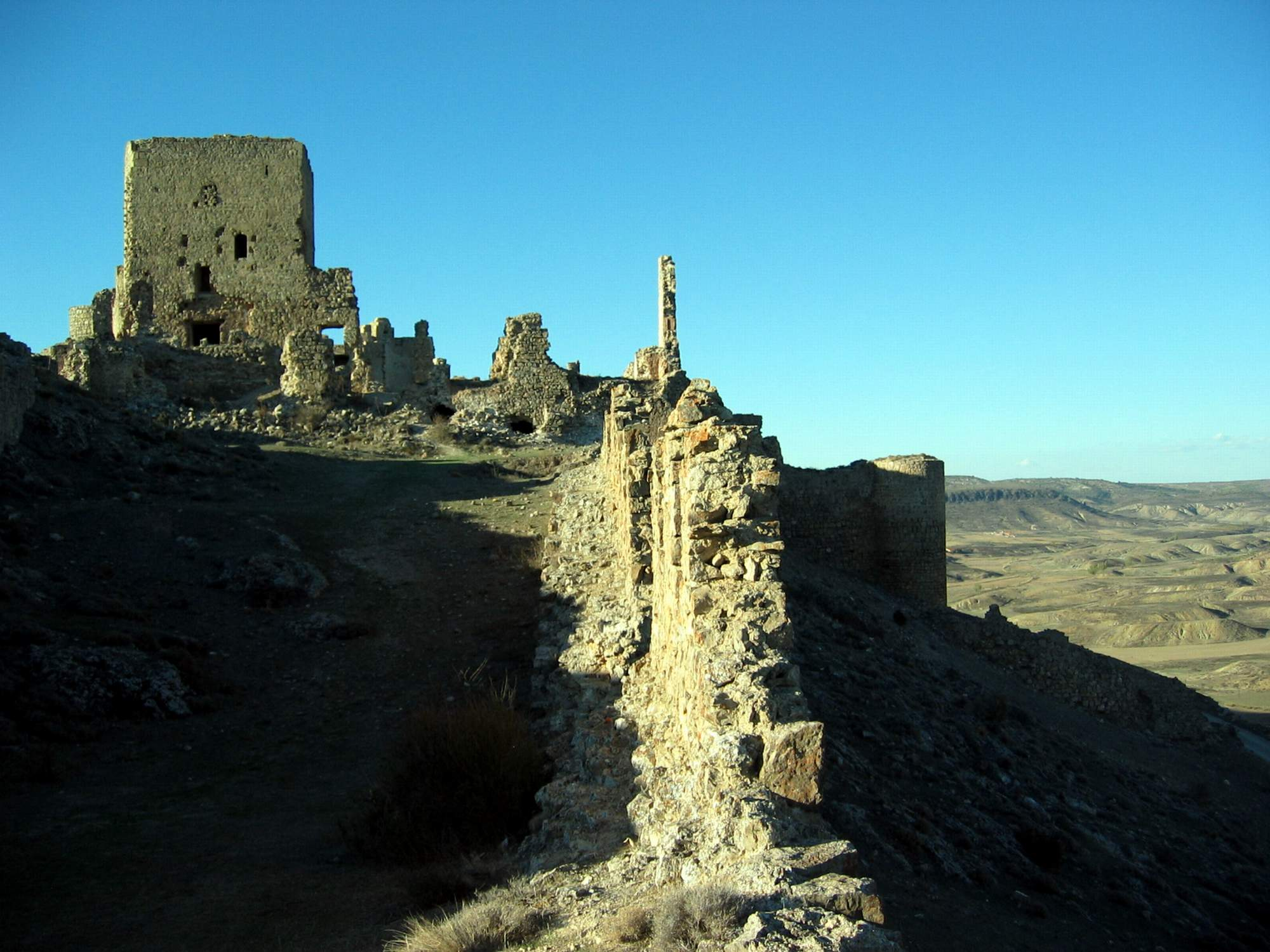
Vista septentrional de la Torre del Homenaje del castillo de Moya (Cuenca), desde La Albacara.
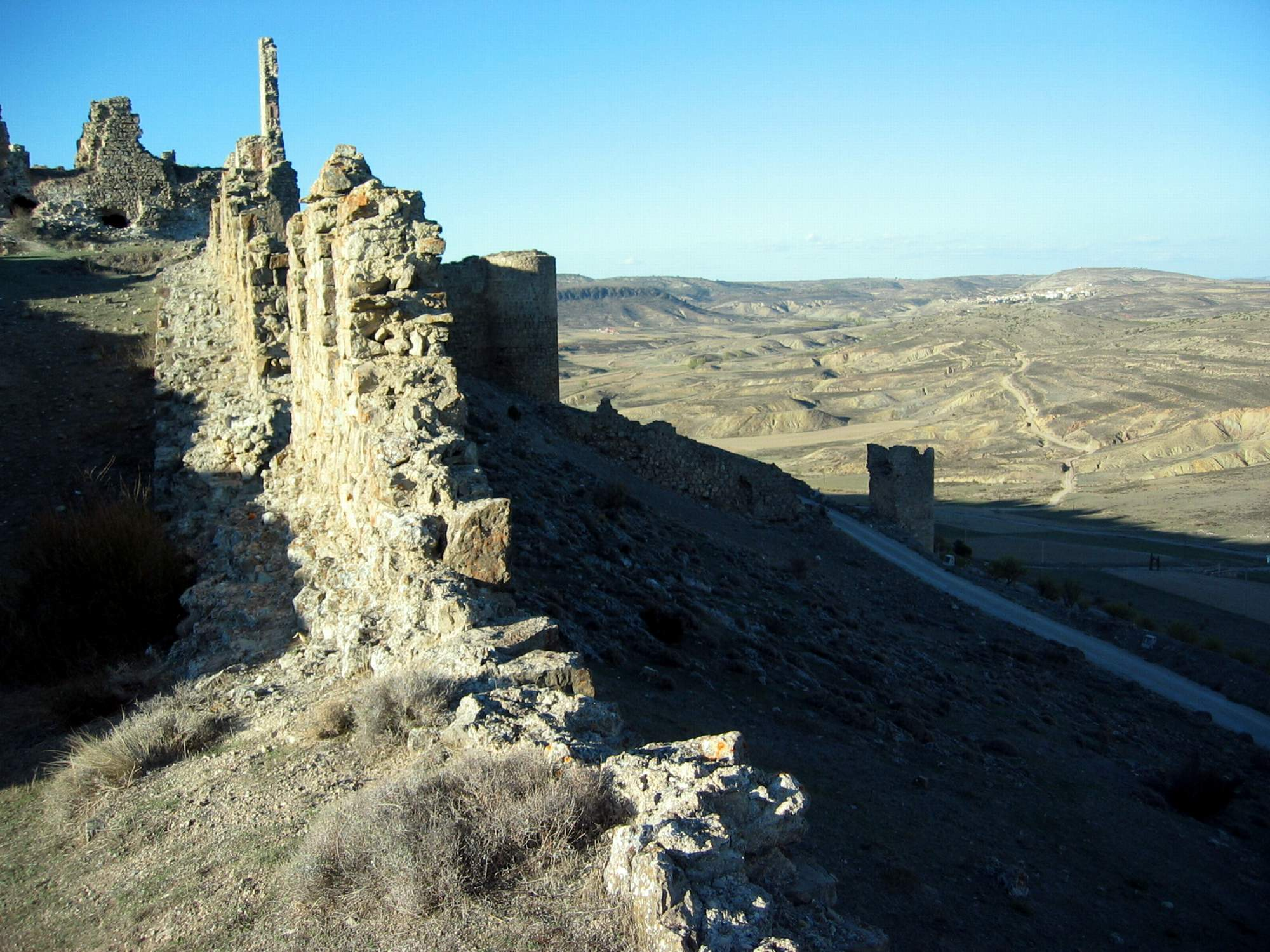
Detalle del adarve y almenas del castillo de Moya (Cuenca), desde La Albacara.
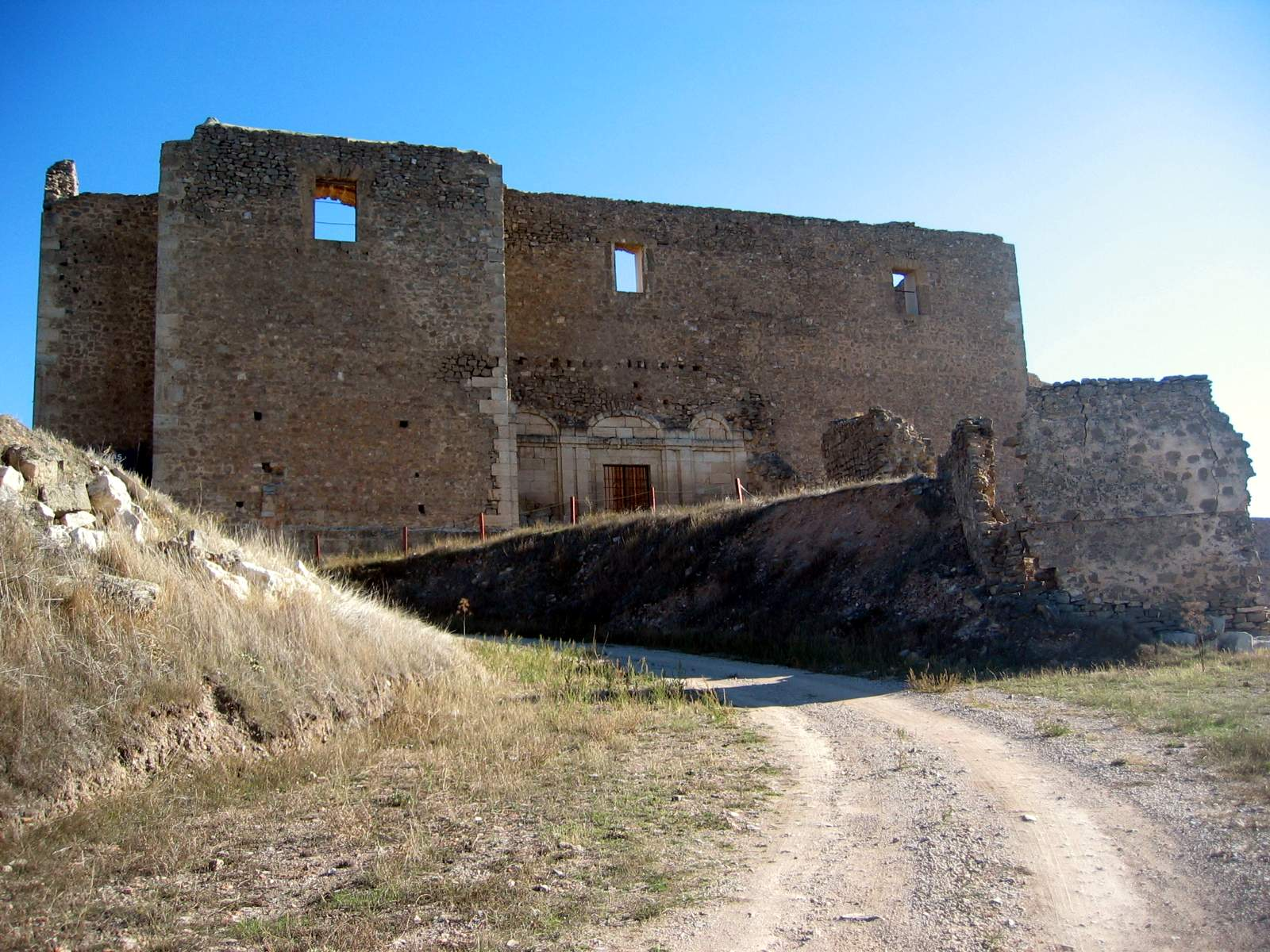
Vista frontal (septentrional) del Convento de la Concepción Franciscana (Concepcionistas) en Moya (Cuenca). Siglo XVII.
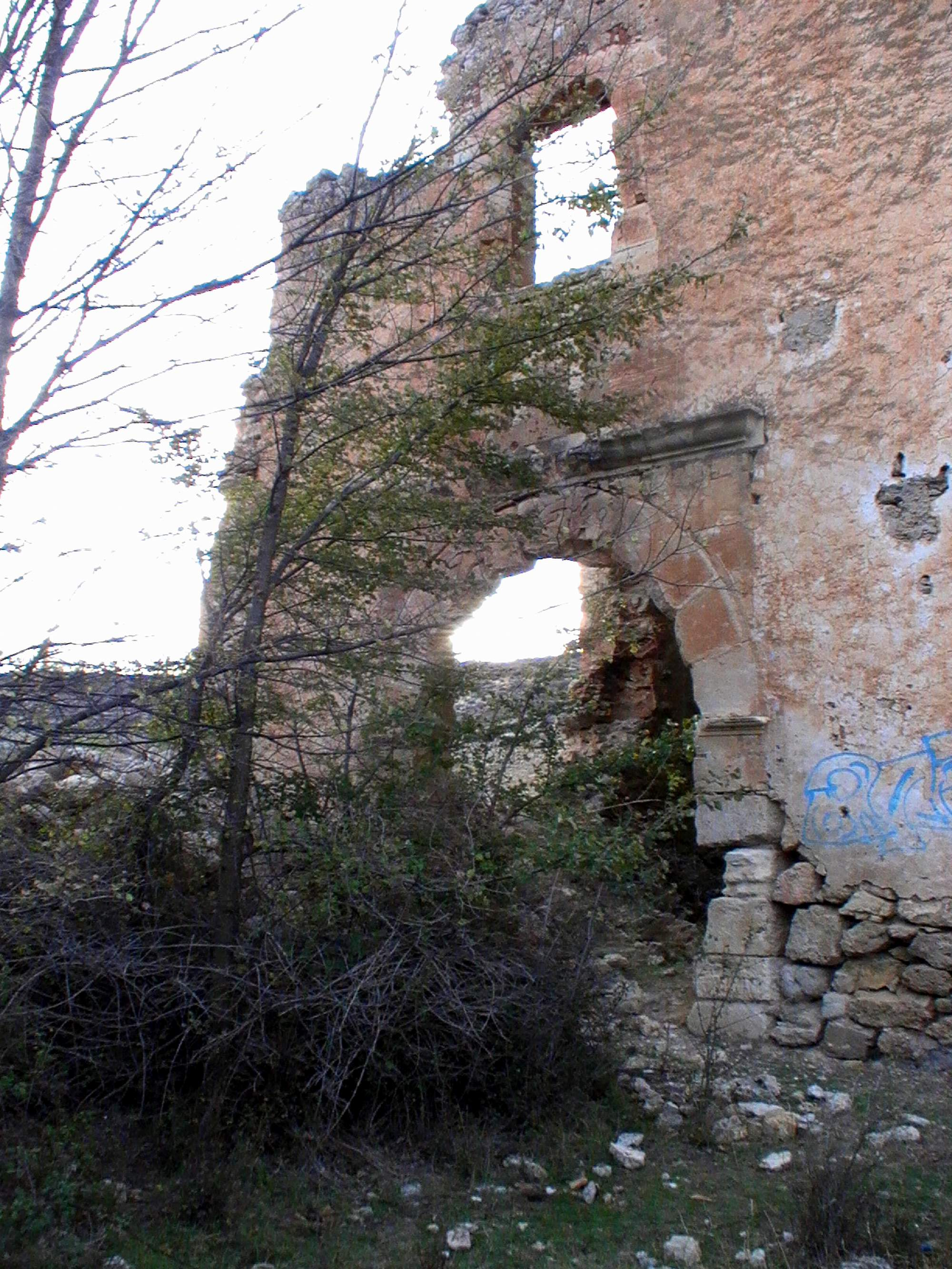
Detalle de las ruinas del Convento de San Francisco en Moya (Cuenca). Siglo XVII.
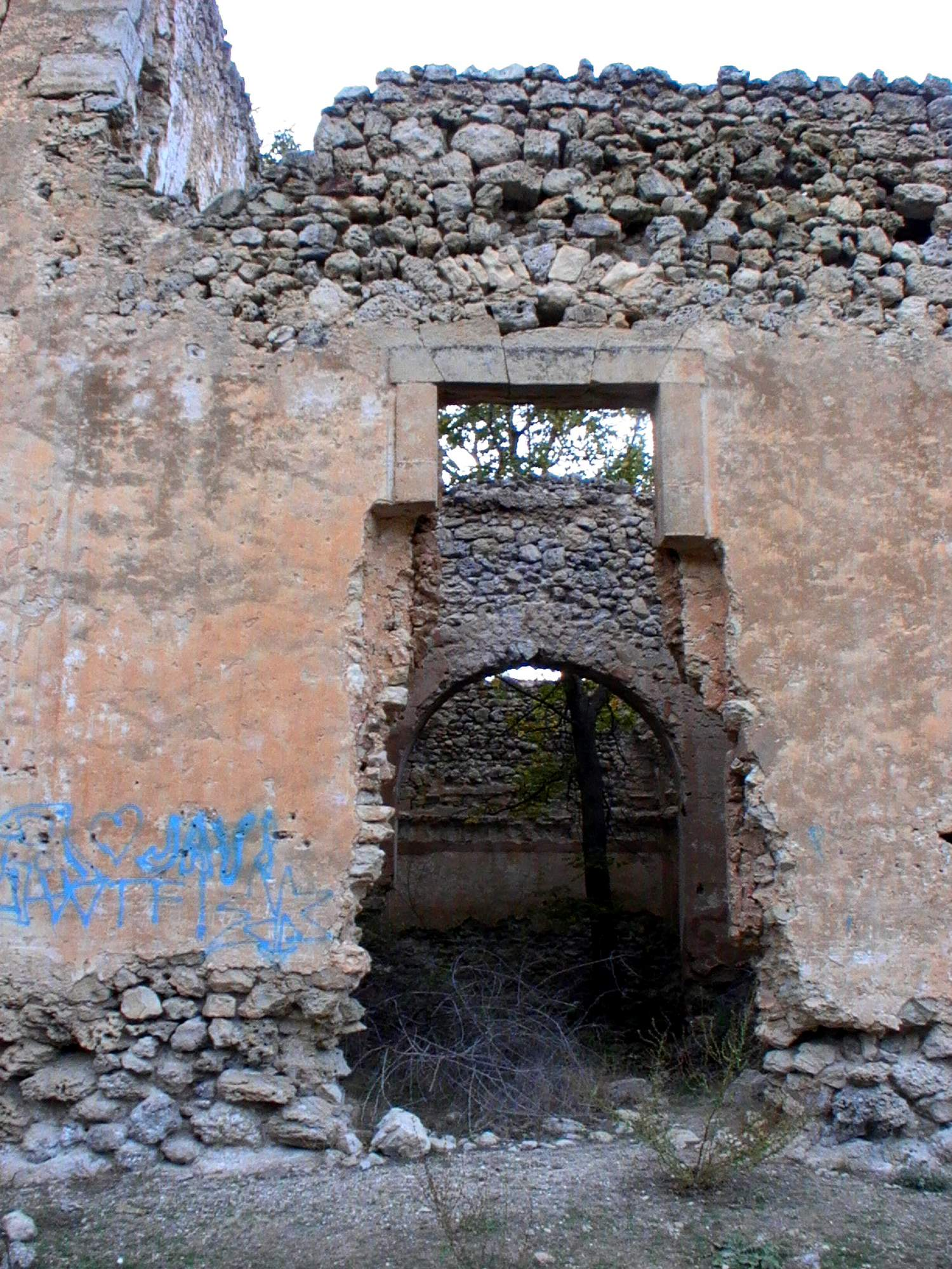
Detalle de las ruinas del Convento de San Francisco en Moya (Cuenca). Siglo XVII.
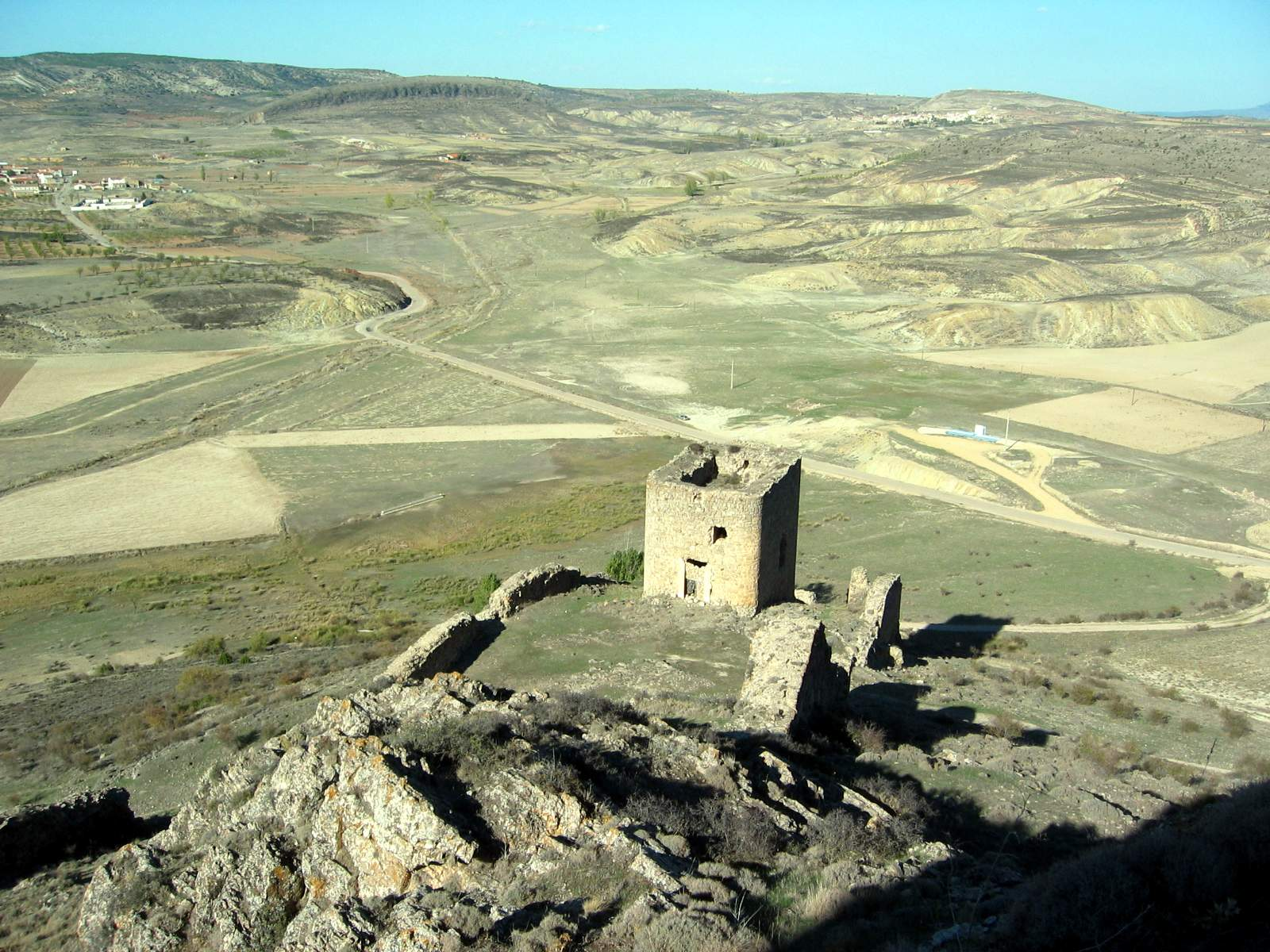
Vista de La Coracha del castillo de Moya (Cuenca), con detalle de la torre de San Roque. Siglo XIV.
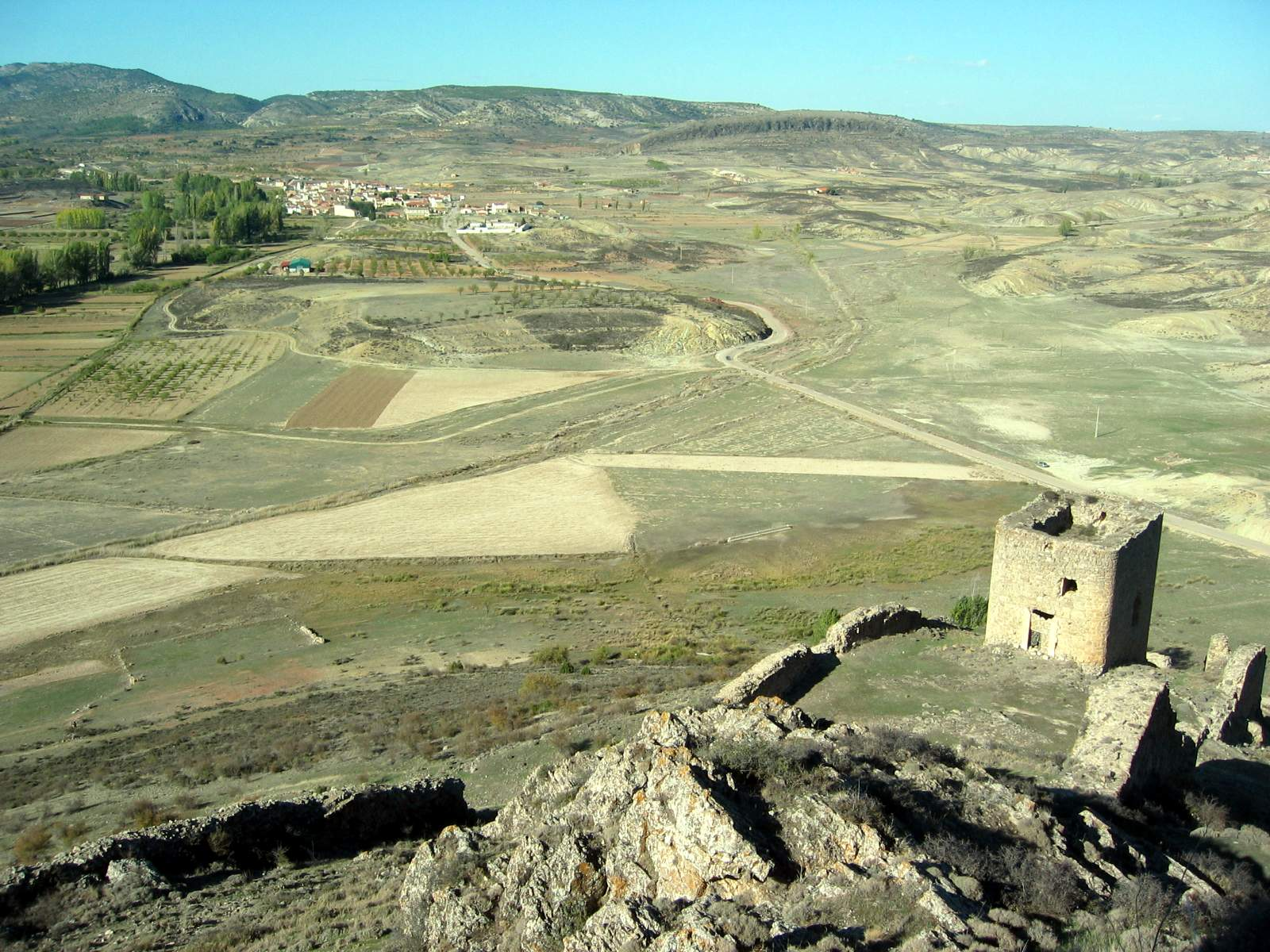
Vista de La Coracha del castillo de Moya (Cuenca), con detalle de la torre de San Roque. Siglo XIV.
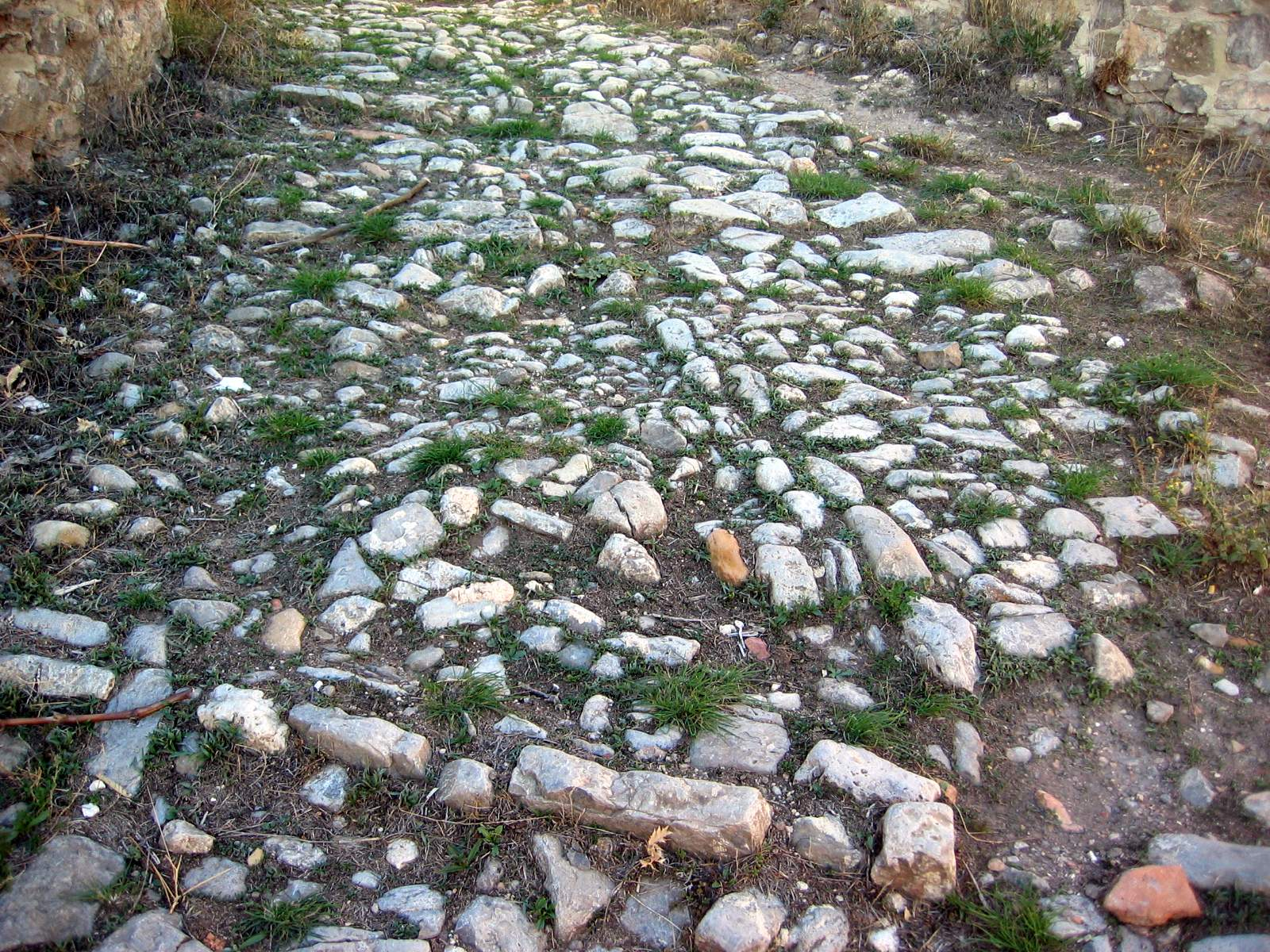
Detalle del empedrado en una calle de Moya (Cuenca). Siglo XVIII.
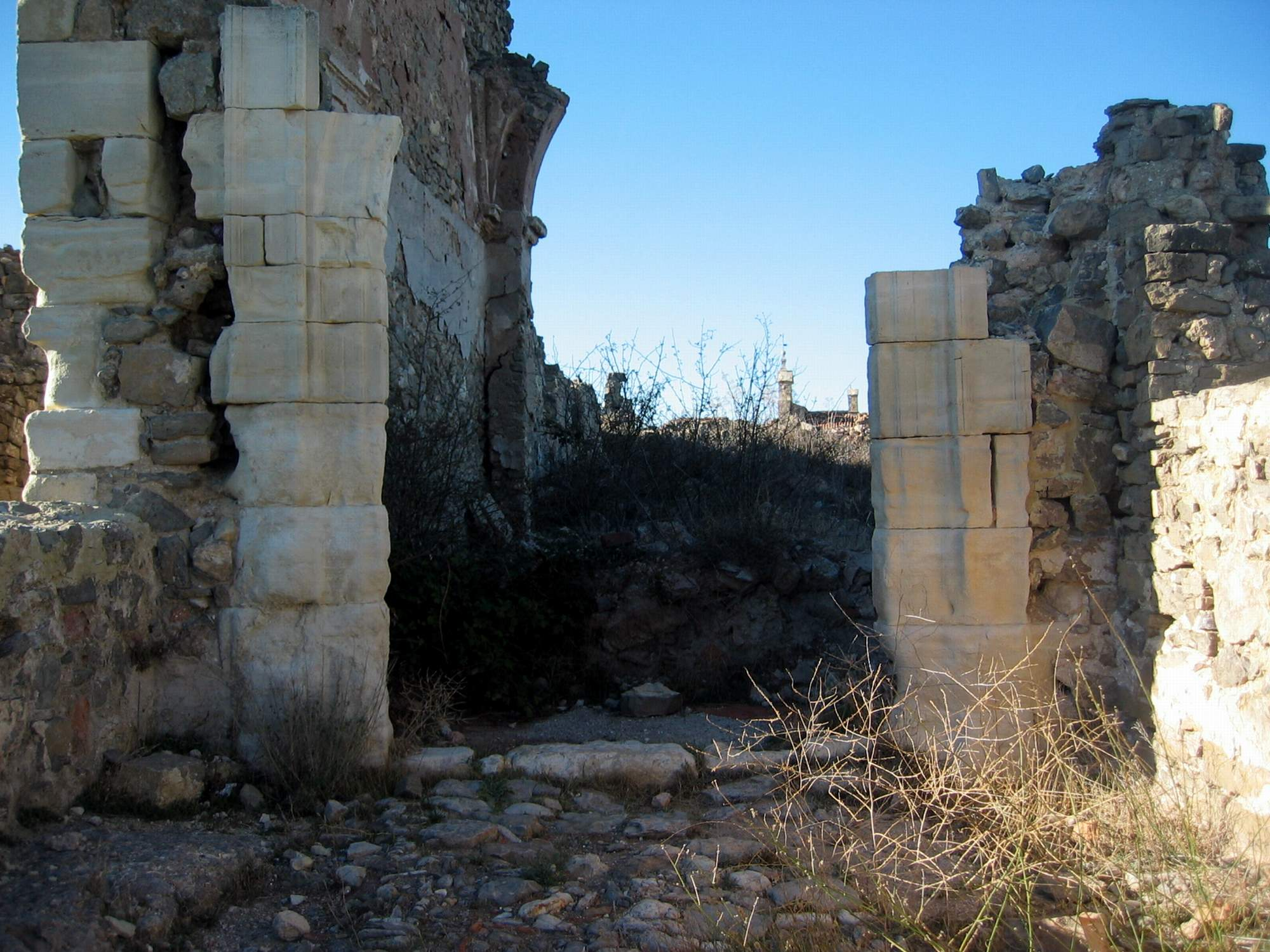
Vista frontal de la entrada al Hospital de Pobres de Moya (Cuenca), con detalle del jambaje. Siglo XVI.
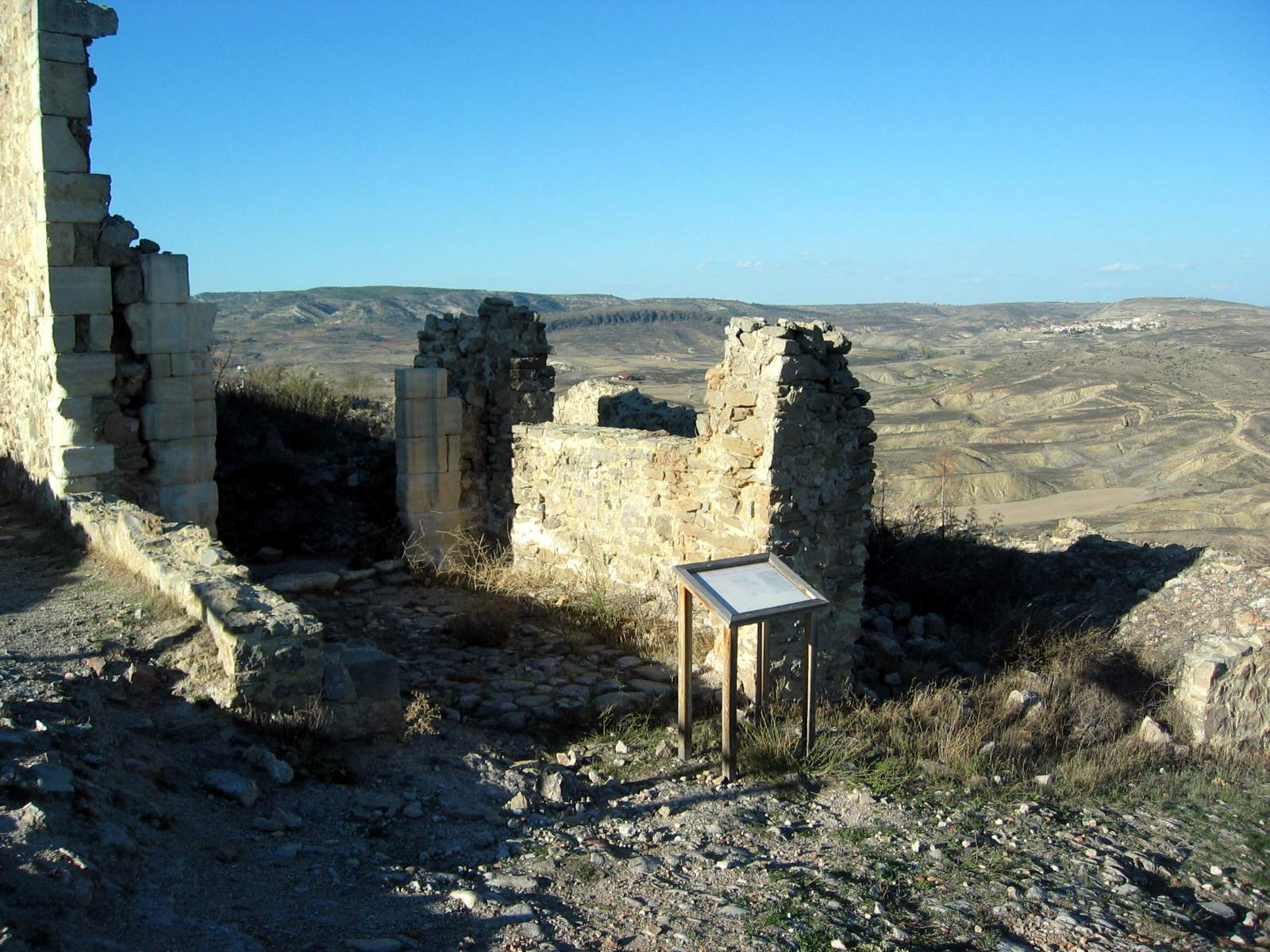
Vista general de la entrada al Hospital de Pobres de Moya (Cuenca), con detalle del jambaje. Siglo XVI.
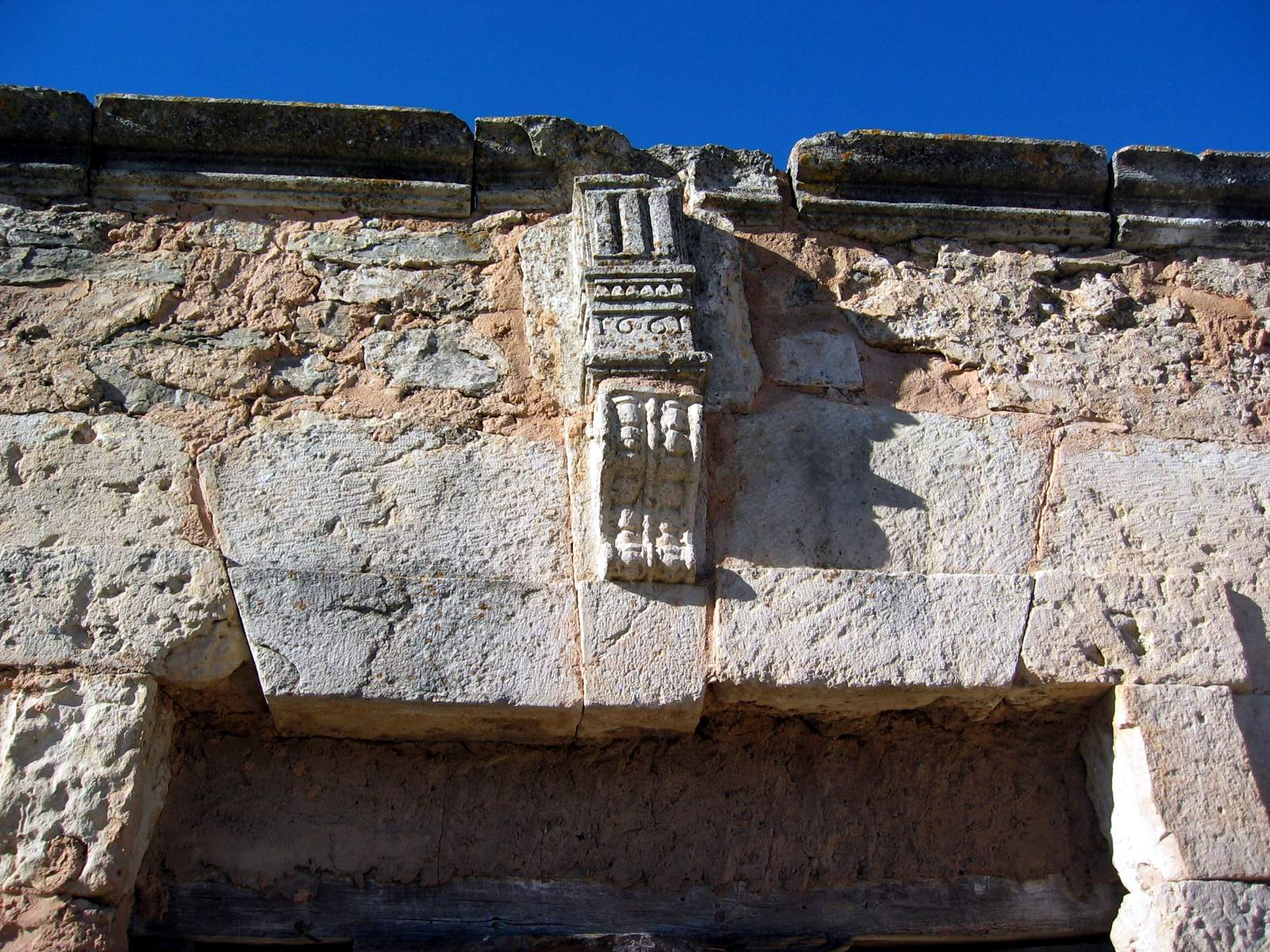
Detalle del frontispicio de la iglesia de San Miguel en Moya (Cuenca), con detalle de la fecha de fábrica: 1661.
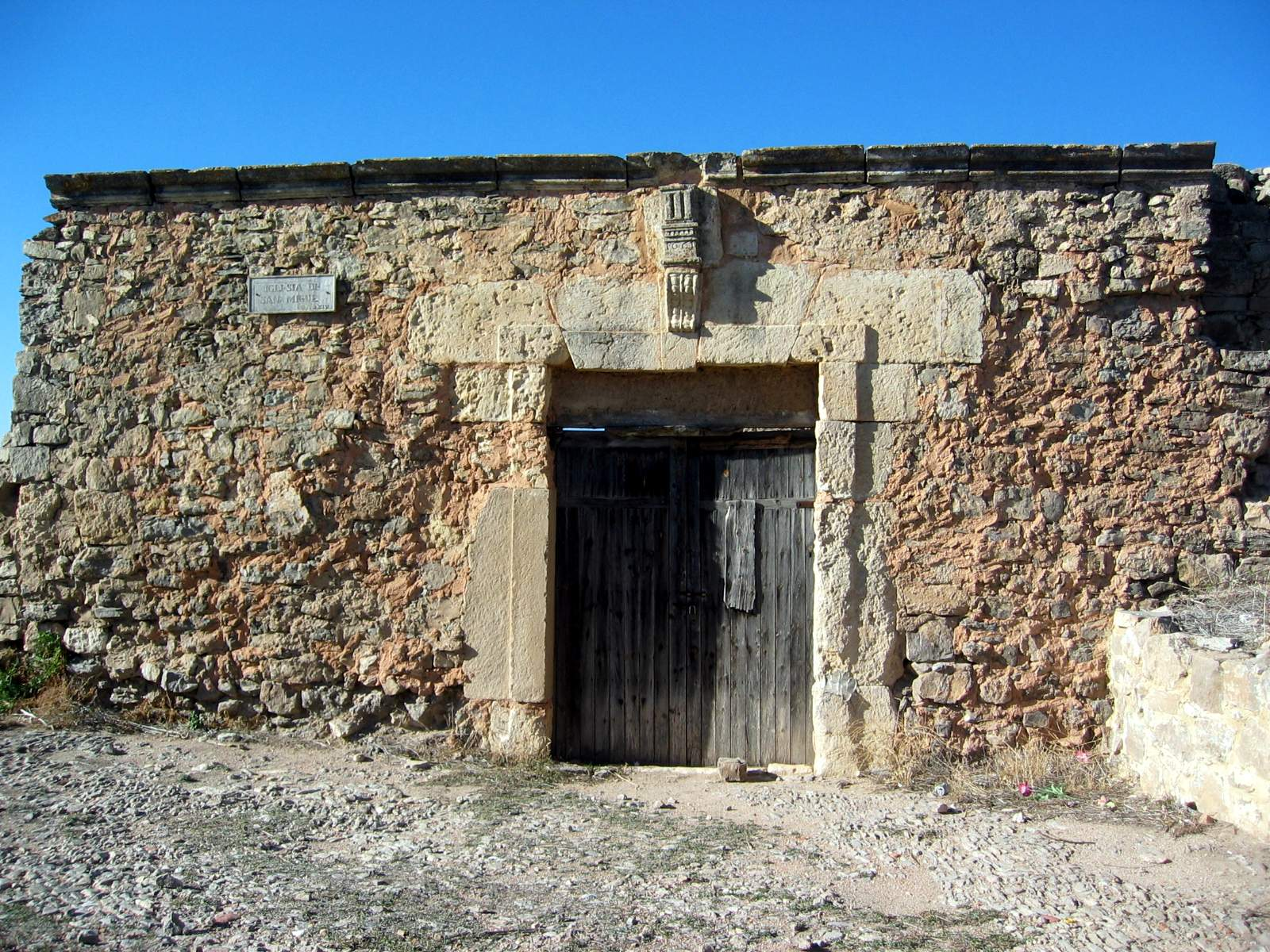
Vista frontal (meridional) de la iglesia de San Miguel en Moya (Cuenca), cuyo solar se reconvirtió en cementerio local.
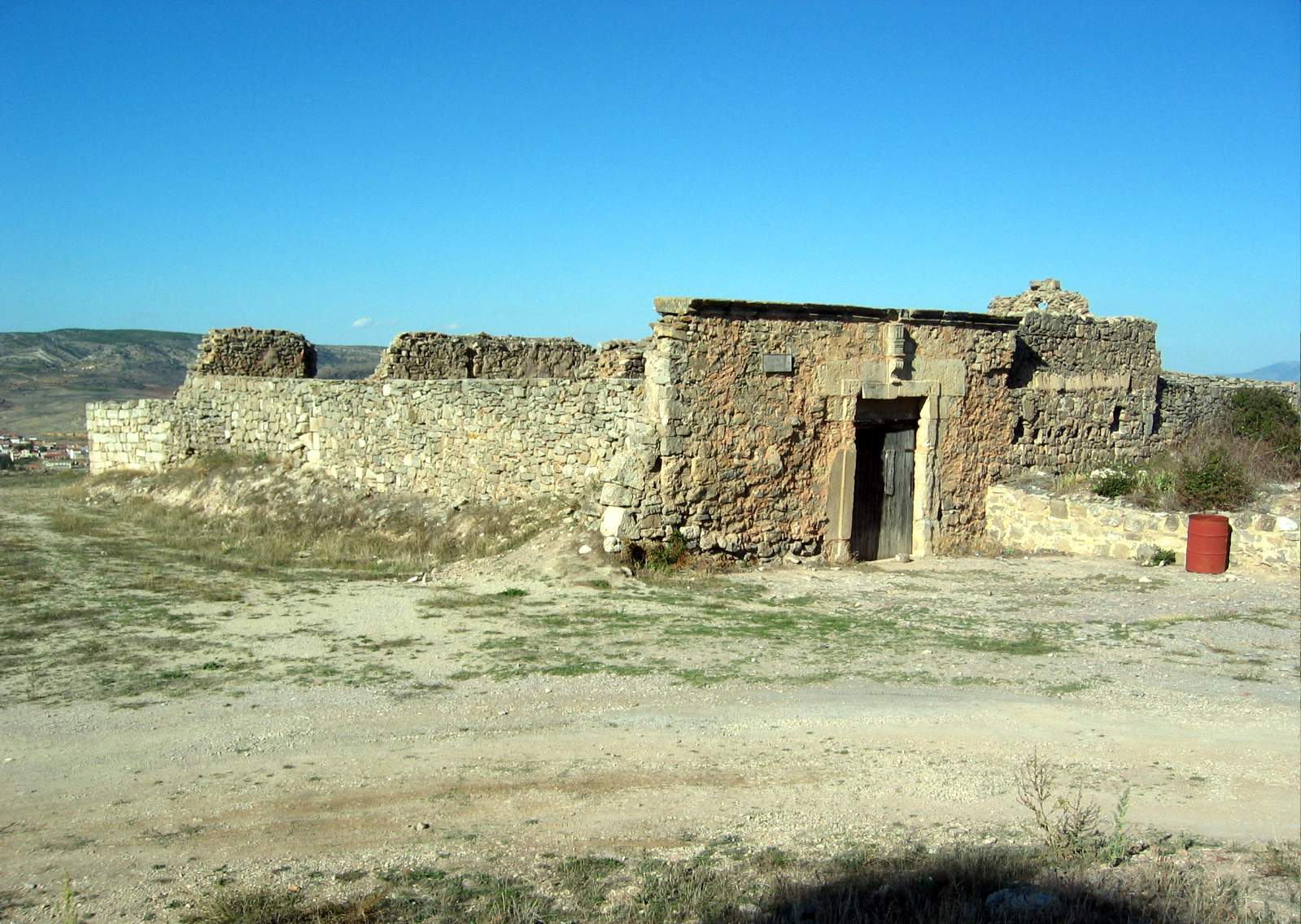
Vista fronto-lateral izquierda (suroccidental) de la iglesia de San Miguel en Moya (Cuenca), cuyo solar se reconvirtió en cementerio local.
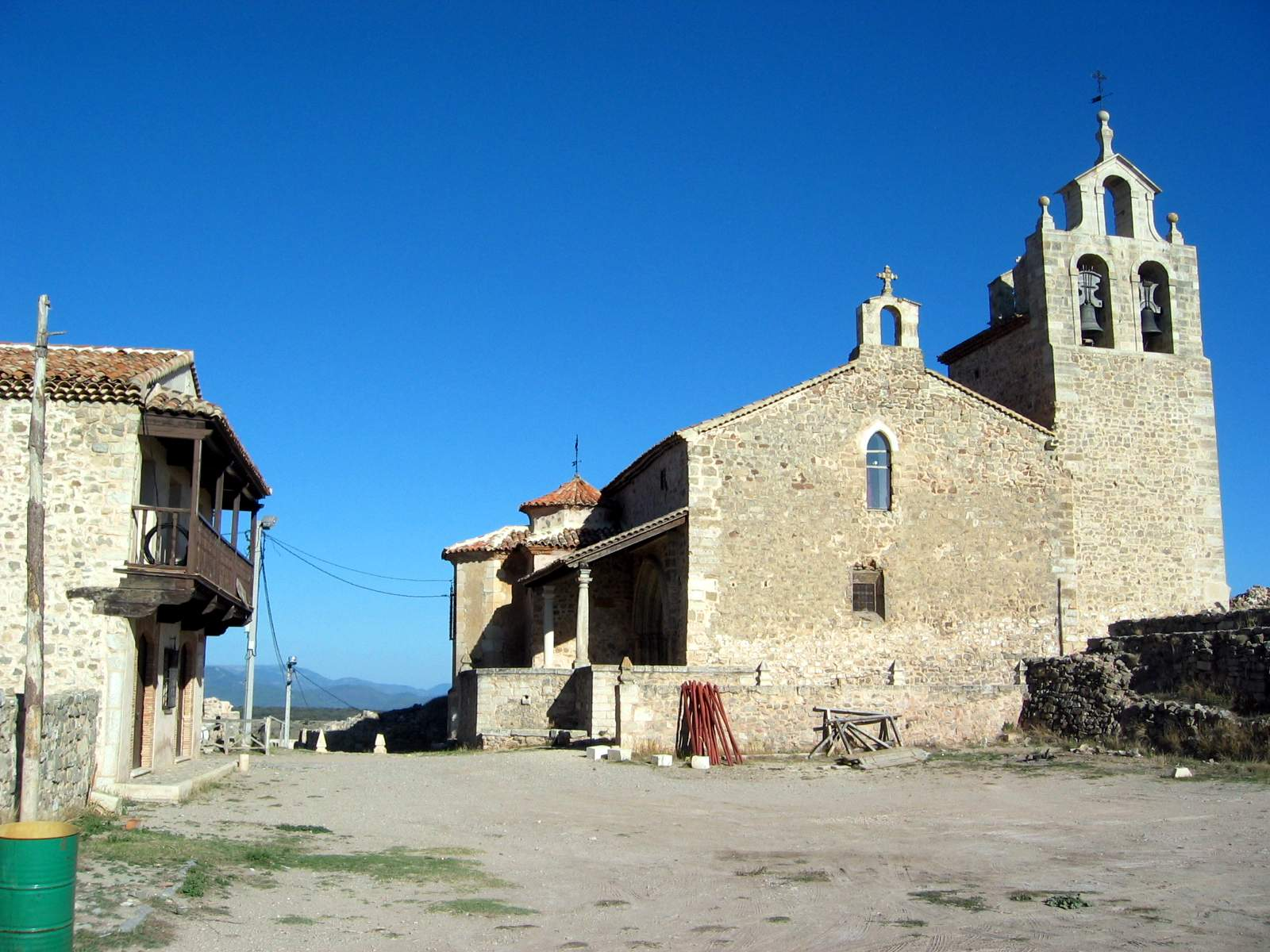
Vista frontal de la iglesia de Santa María en Moya (Cuenca), desde la plaza Mayor, con la Casa Consistorial a la izquierda.
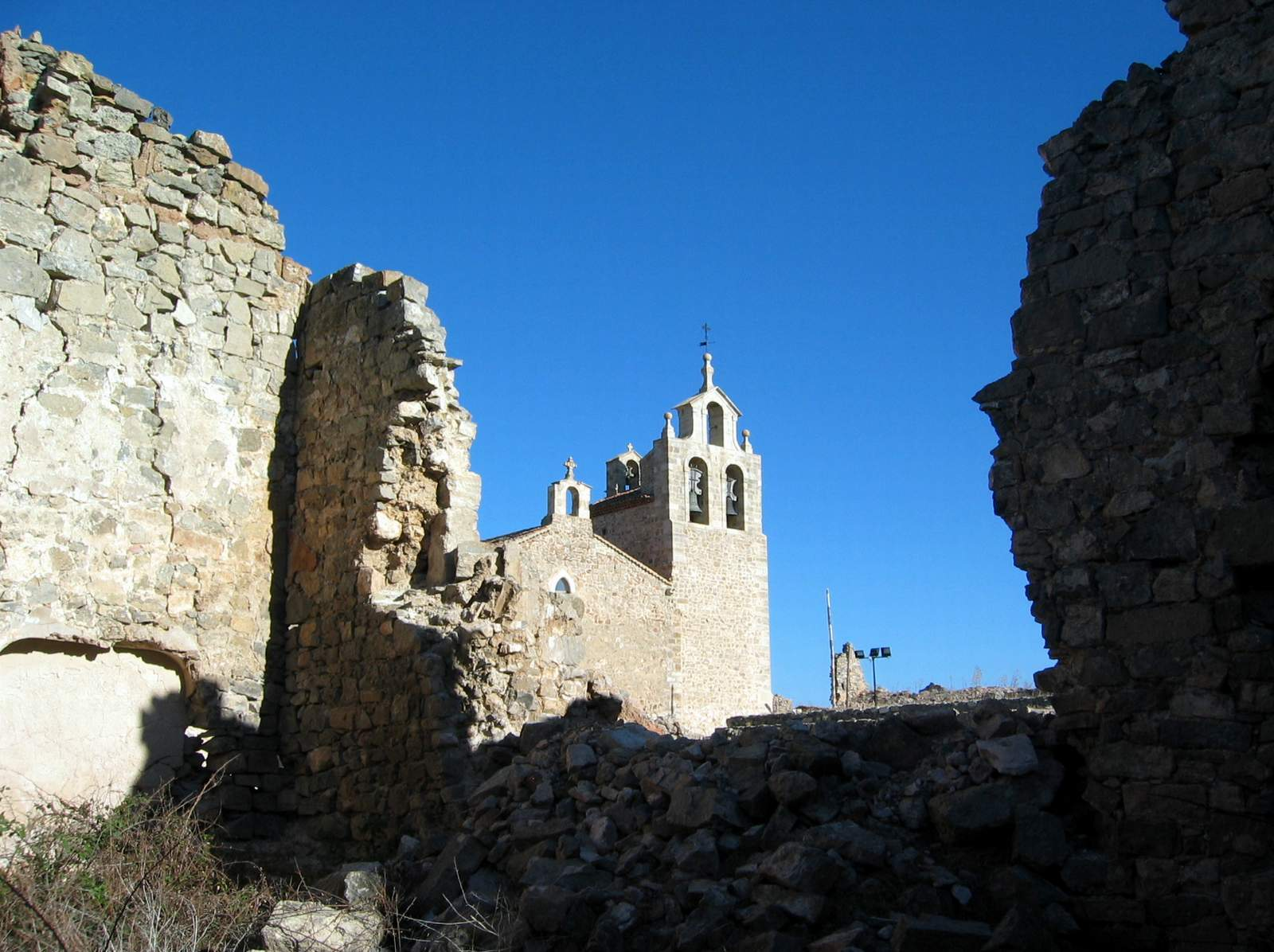
Vista de la iglesia de Santa María en Moya (Cuenca), desde el solar de la iglesia de la Trinidad, antes de su restauración.
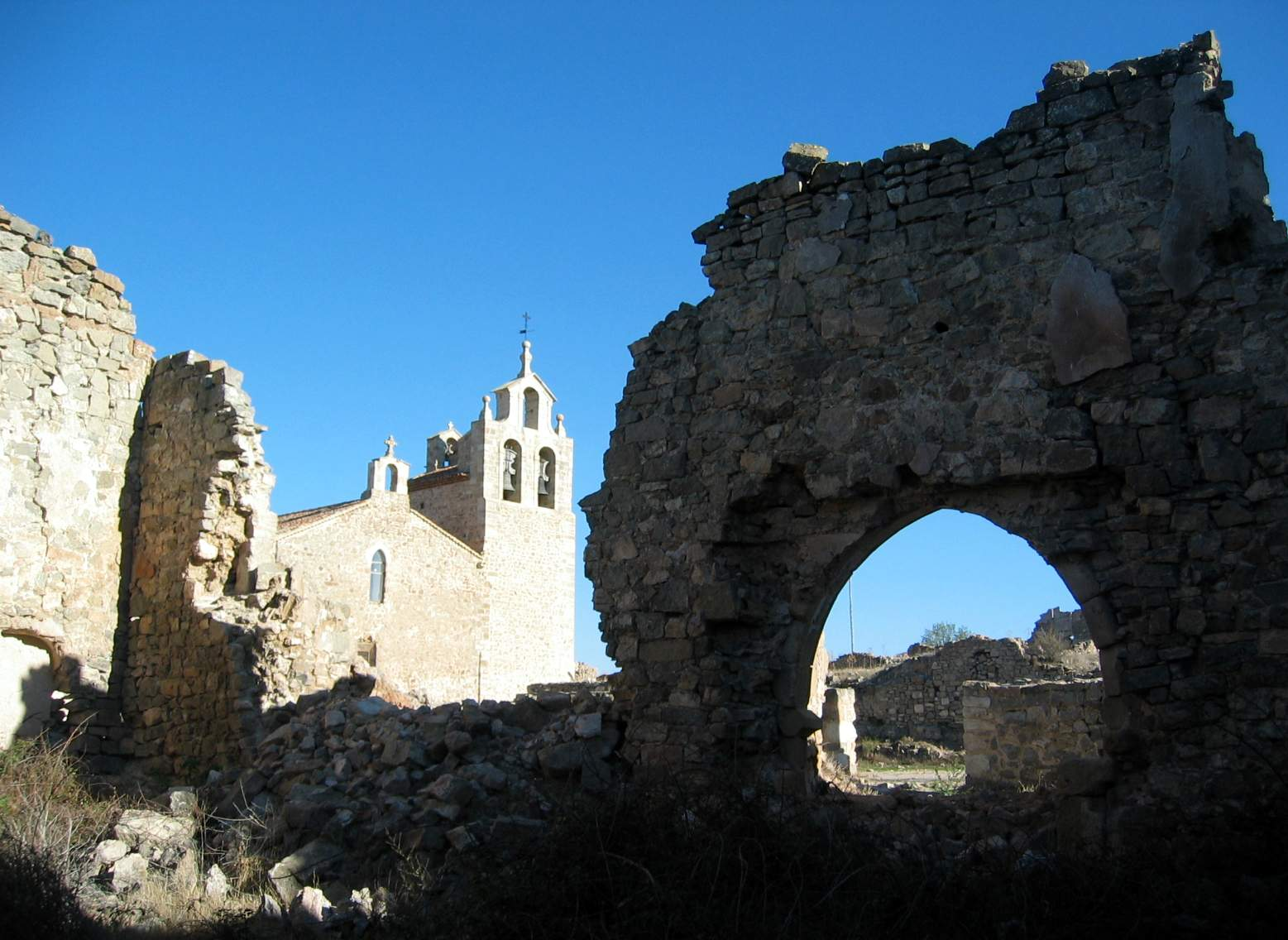
Vista de la iglesia de Santa María en Moya (Cuenca), desde el solar de la iglesia de la Trinidad, antes de su restauración.
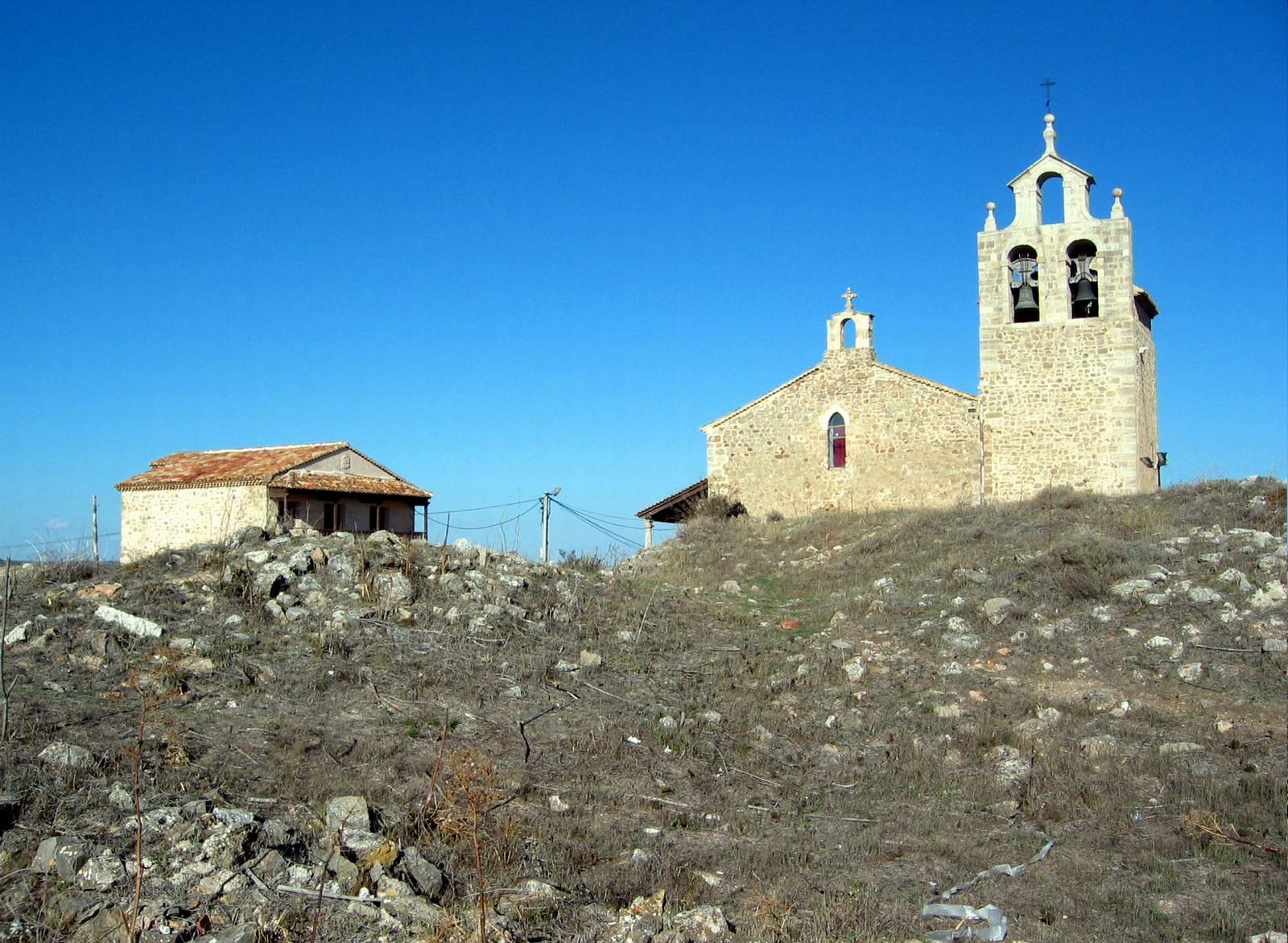
Vista frontal (occidental) de la iglesia de Santa María en Moya (Cuenca), con detalle de la espadaña herreriana. Siglos XII-XIV.
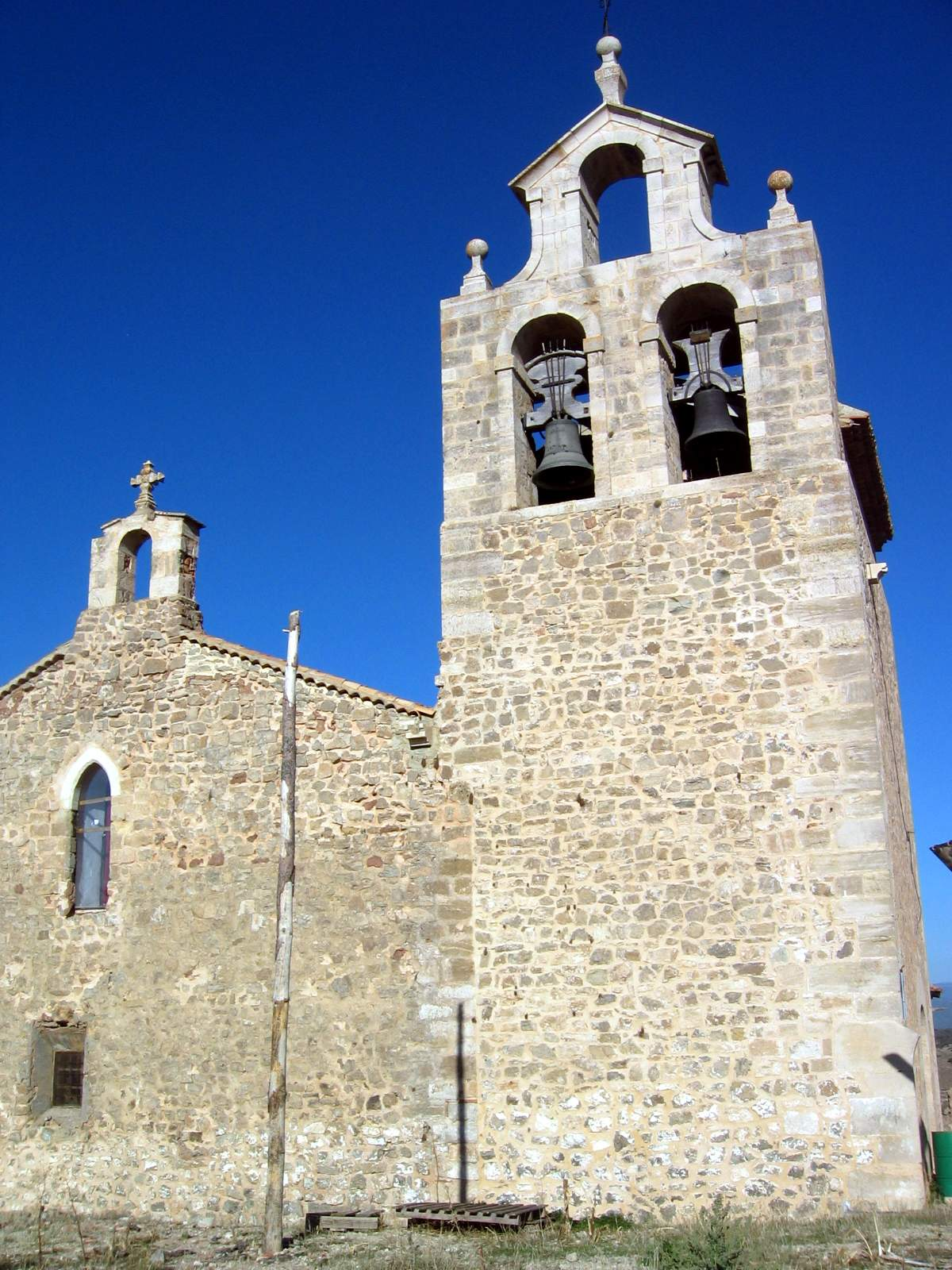
Vista frontal (occidental) de la iglesia de Santa María en Moya (Cuenca), con detalle de la espadaña herreriana. Siglos XII-XIV.
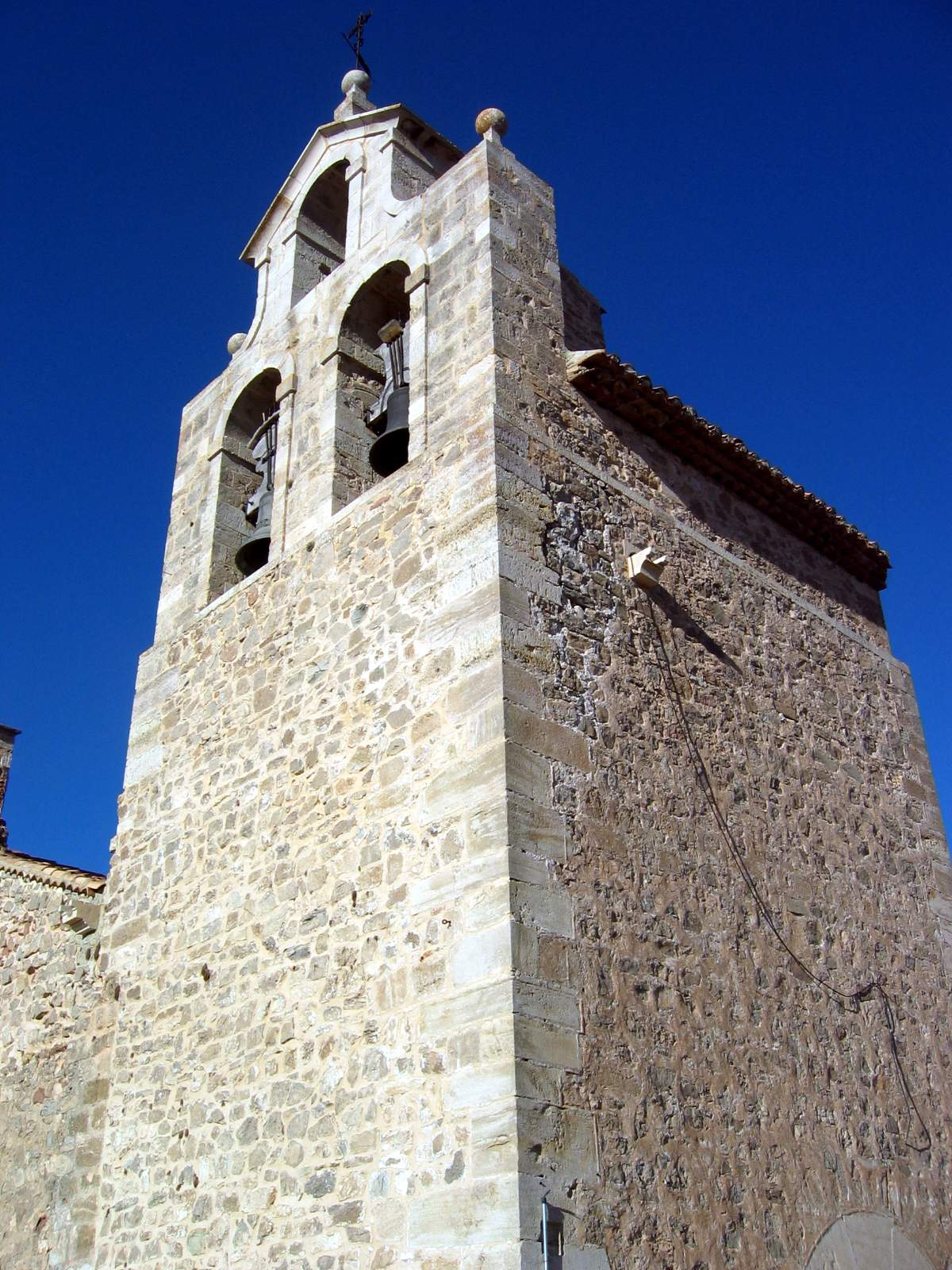
Vista fronto-lateral derecha (suroccidental) de la iglesia de Santa María en Moya (Cuenca), con detalle de la espadaña herreriana. Siglos XII-XIV.
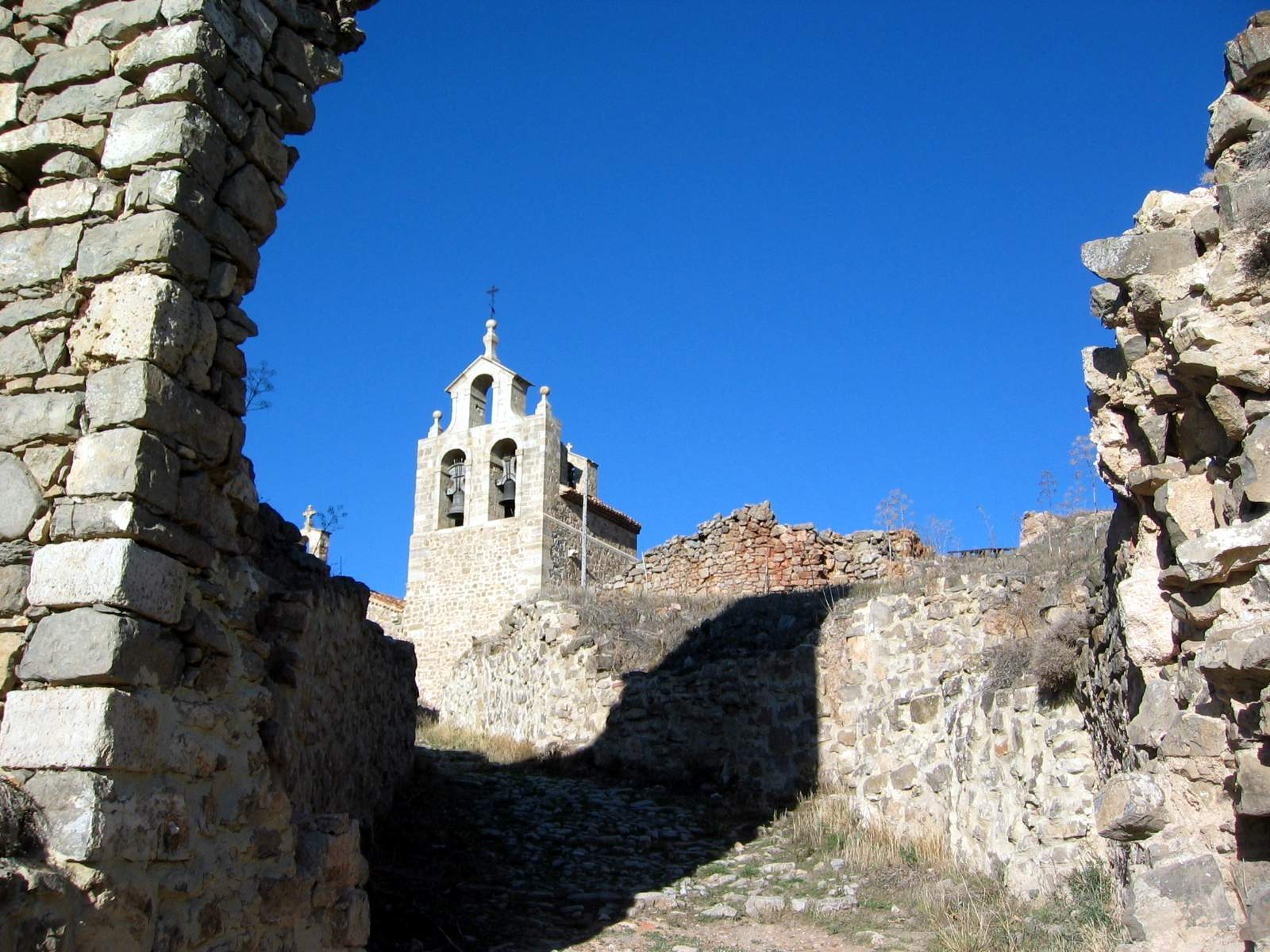
Vista de la iglesia de Santa María en Moya (Cuenca), desde la Bajada a la Puerta de los Ojos.
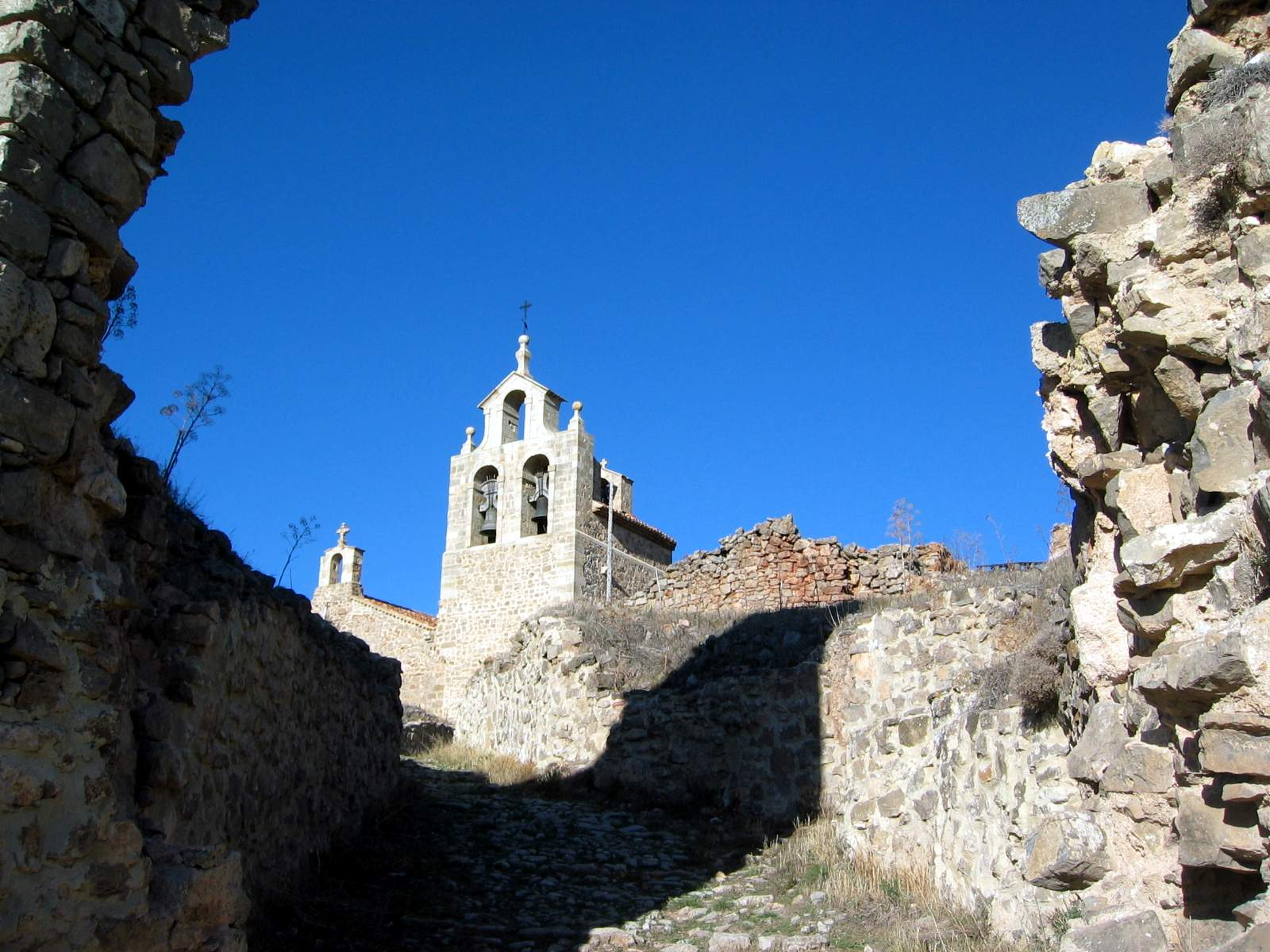
Vista de la iglesia de Santa María en Moya (Cuenca), desde la Bajada a la Puerta de los Ojos.
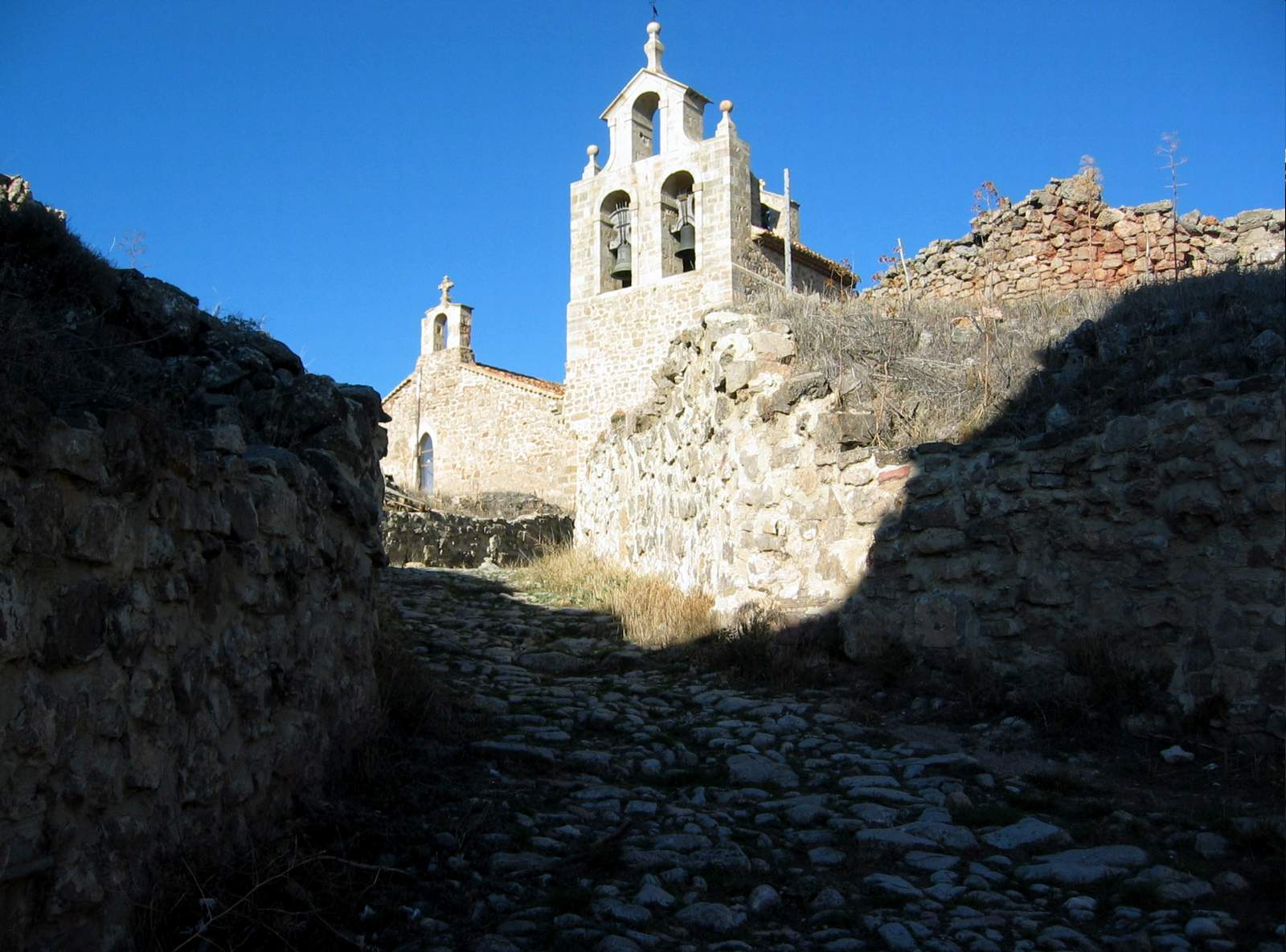
Vista de la iglesia de Santa María en Moya (Cuenca), desde la Bajada a la Puerta de los Ojos.
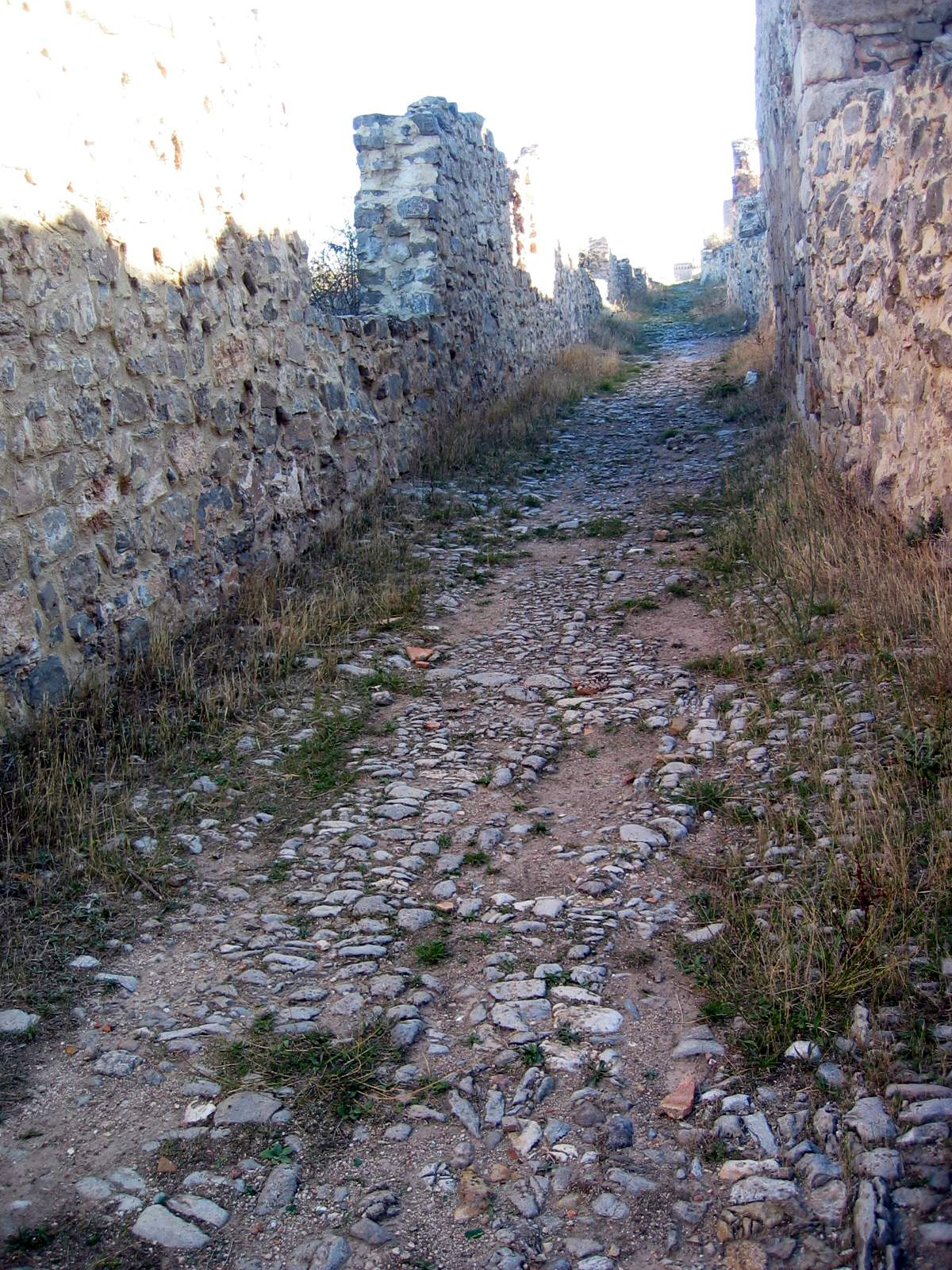
Detalle del empedrado de la calle Madre de Dios Abajo en Moya (Cuenca).
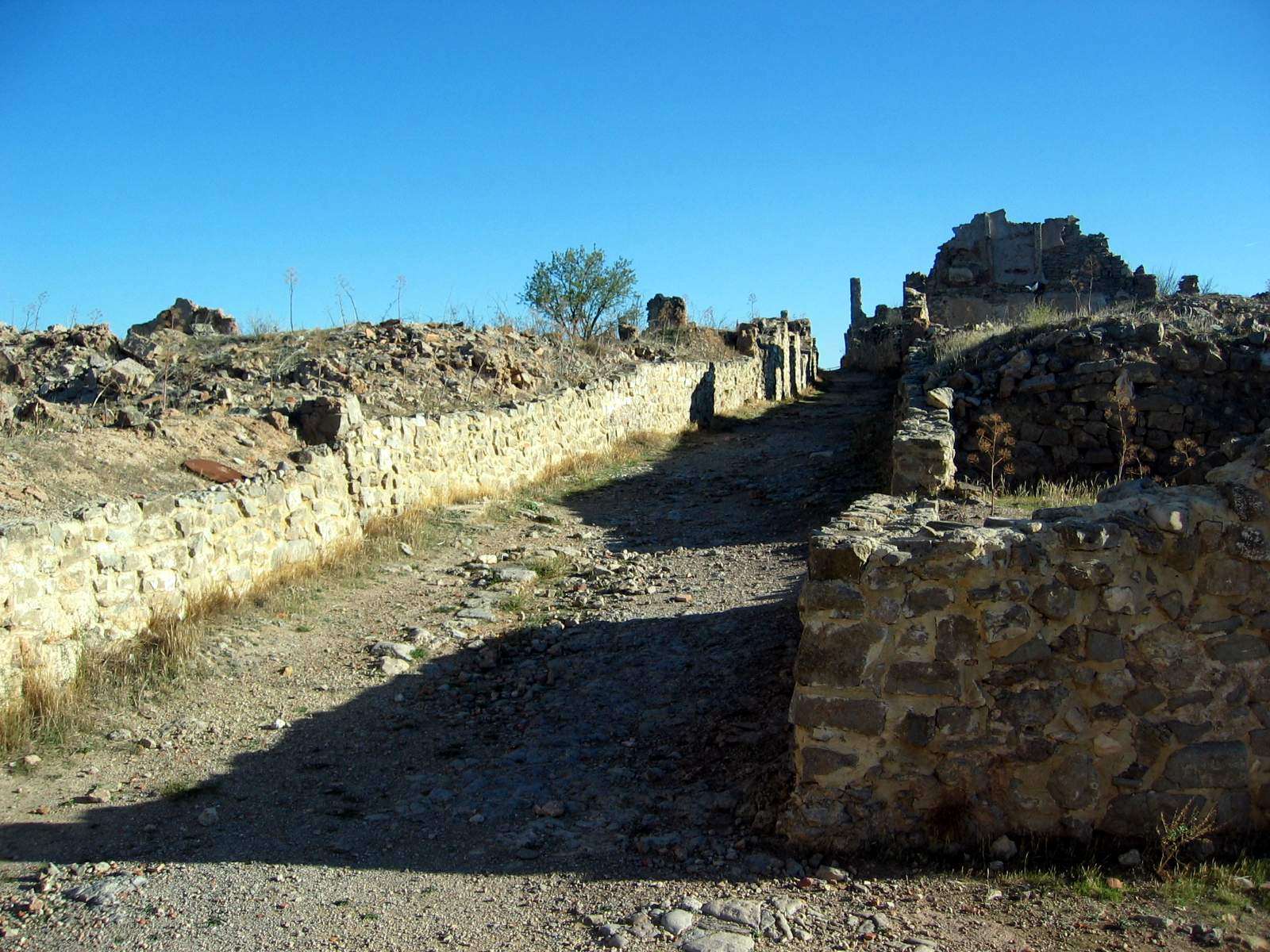
Detalle del empedrado de la calle Madre de Dios Arriba en Moya (Cuenca).
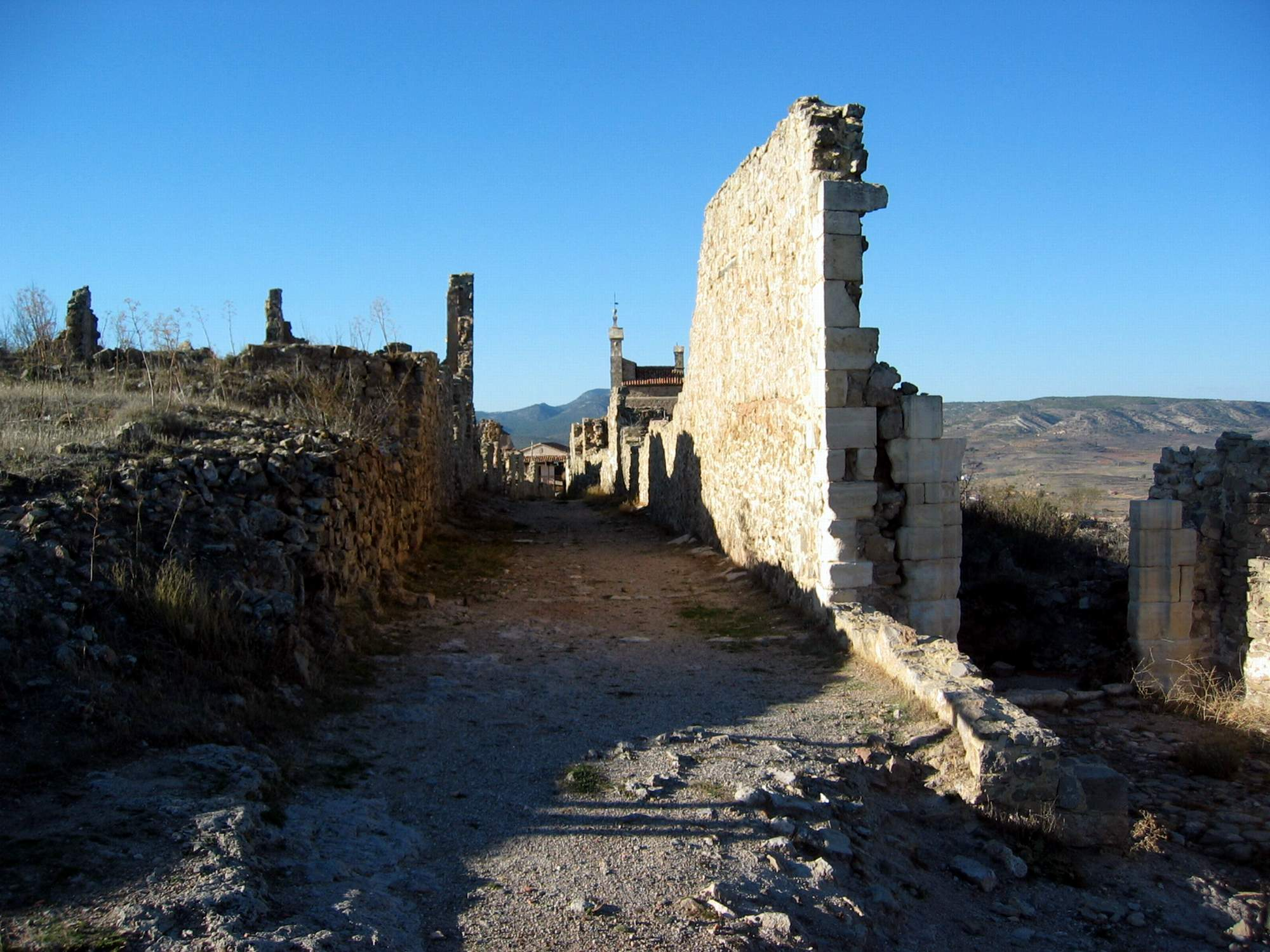
Vista de la calle Madre de Dios Arriba en Moya (Cuenca), desde el Hospital de Pobres (siglo XVI).
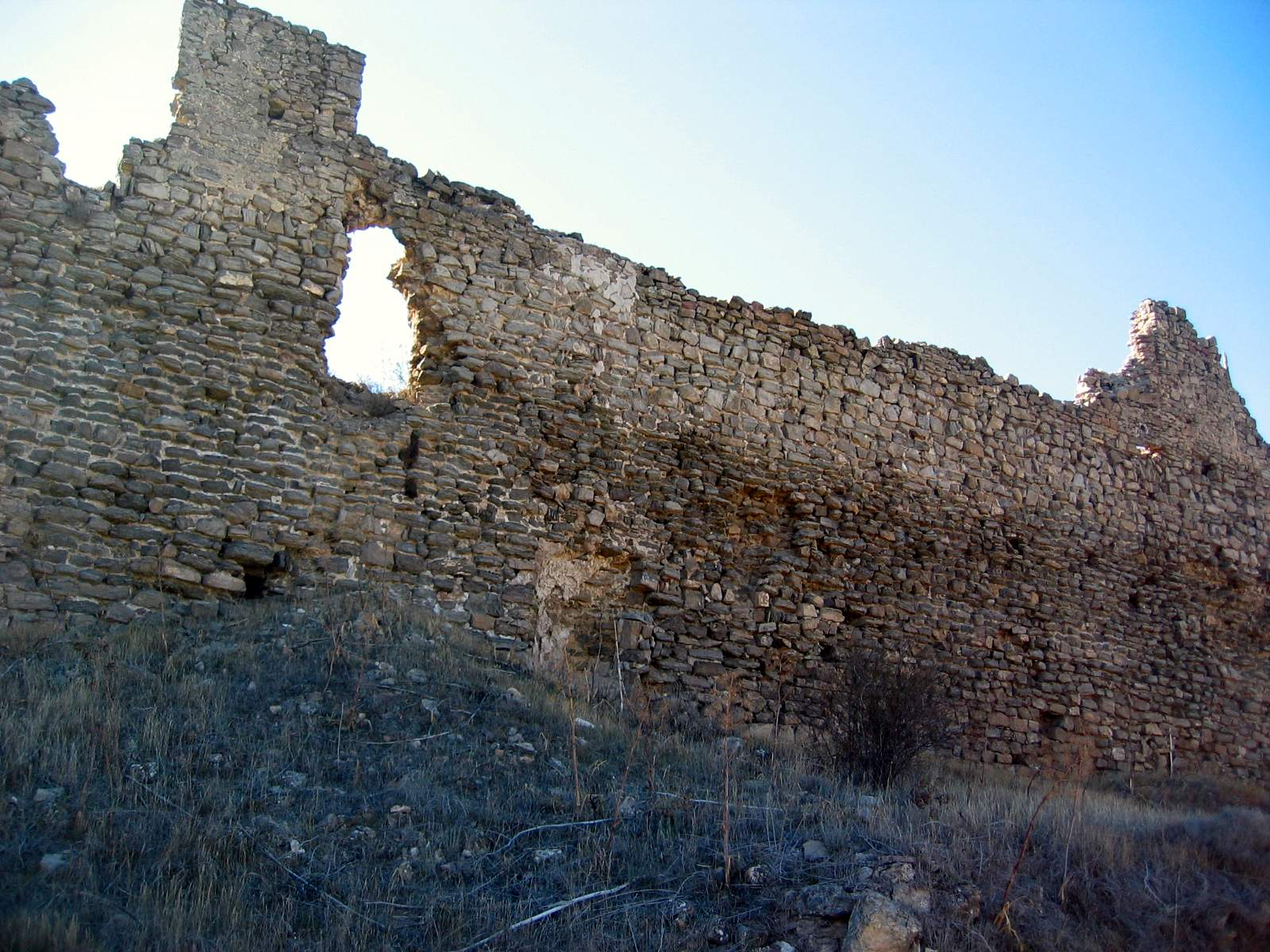
Detalle de un lienzo de muralla en Moya (Cuenca), correspondiente al Segundo Recinto. Siglo XIII.
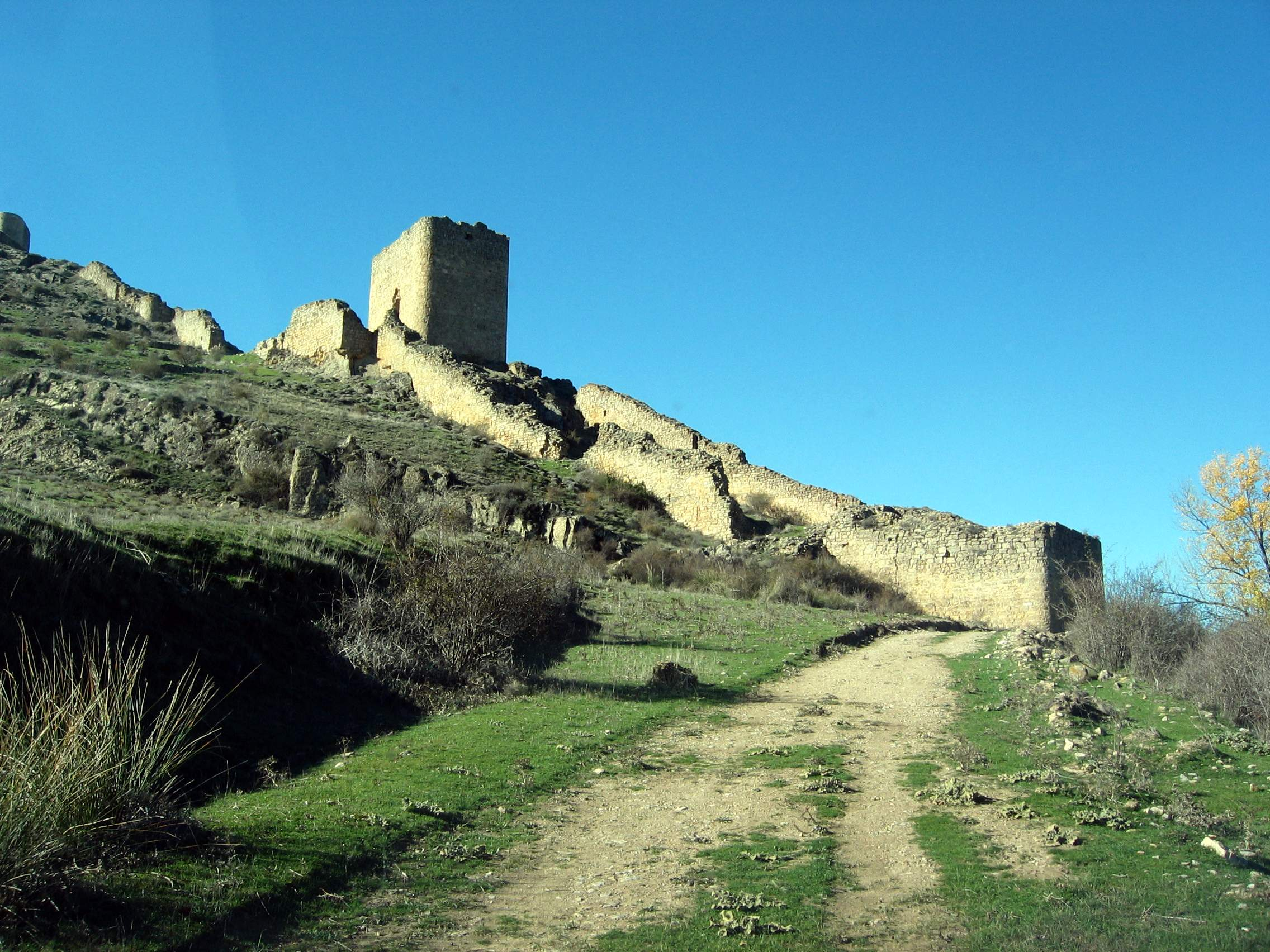
Vista meridional de La Coracha del castillo de Moya (Cuenca), con detalle de la torre de San Roque en la parte alta. Siglo XIV.
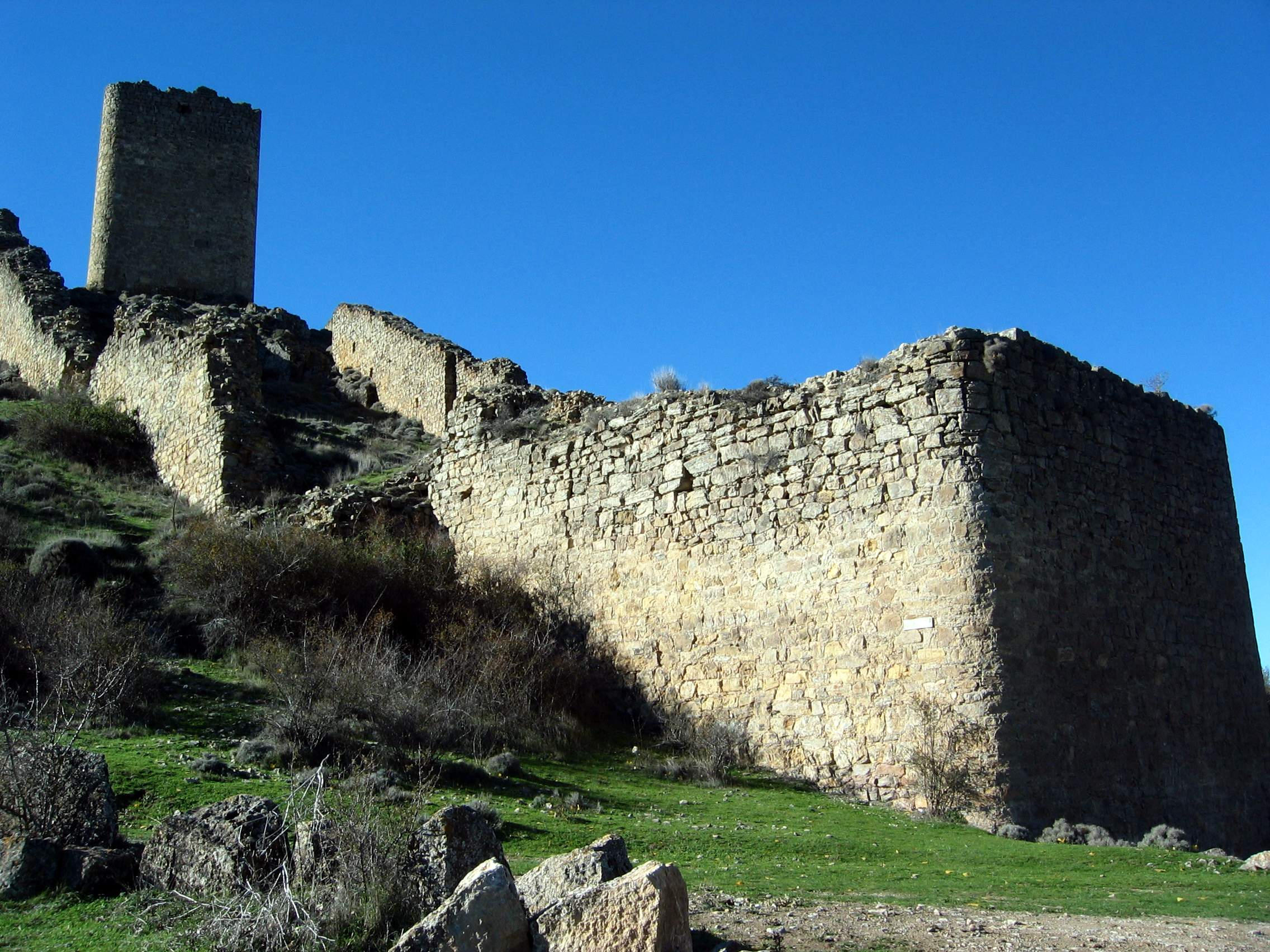
Vista meridional de La Coracha del castillo de Moya (Cuenca), con detalle de la torre del Agua en la parte inferior. Siglo XIV.
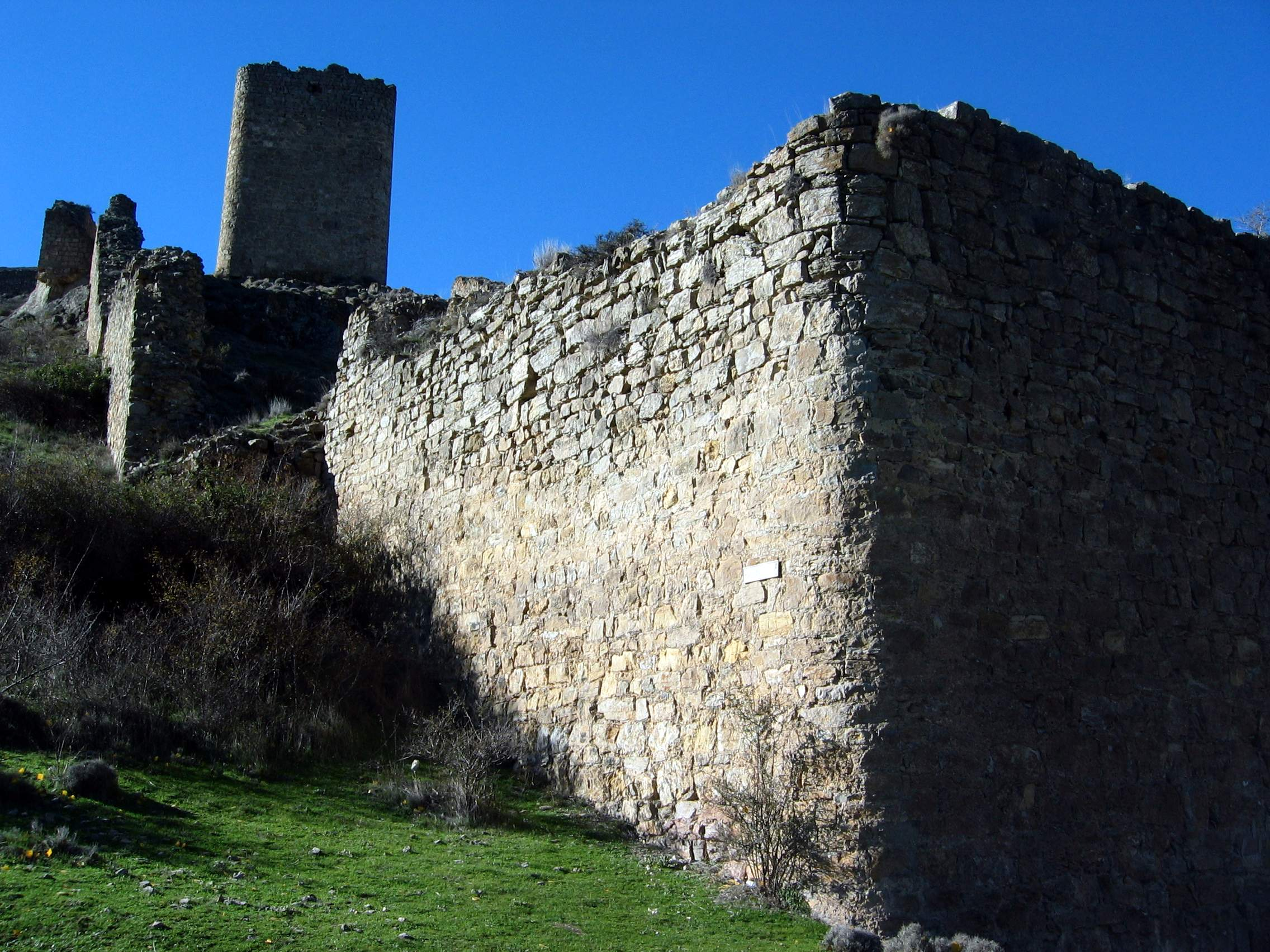
Vista meridional de La Coracha del castillo de Moya (Cuenca), con detalle de la torre del Agua en la parte inferior. Siglo XIV.
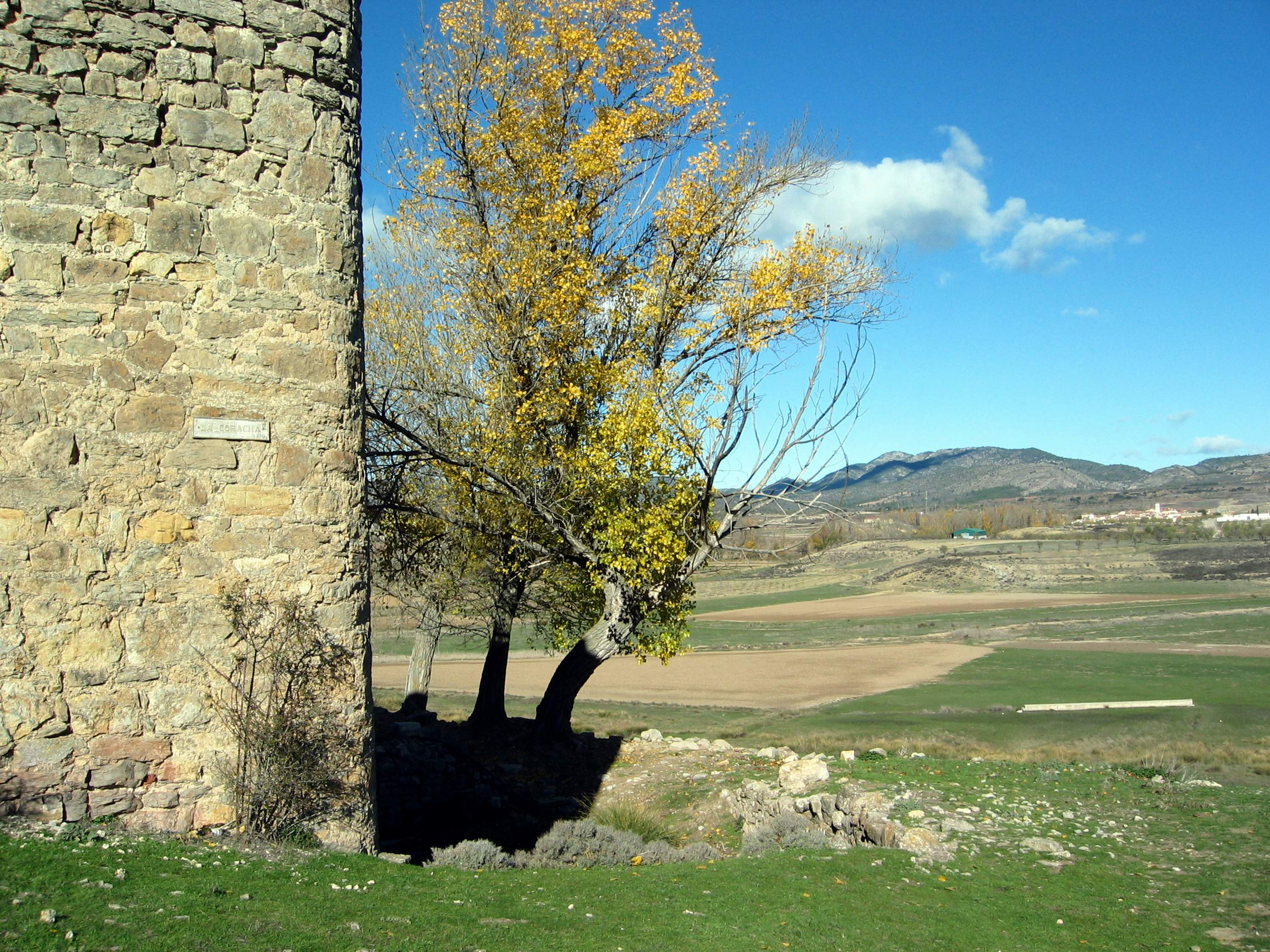
Vista de Santo domingo de Moya, desde el abrevadero de La Coracha del castillo de Moya (Cuenca).
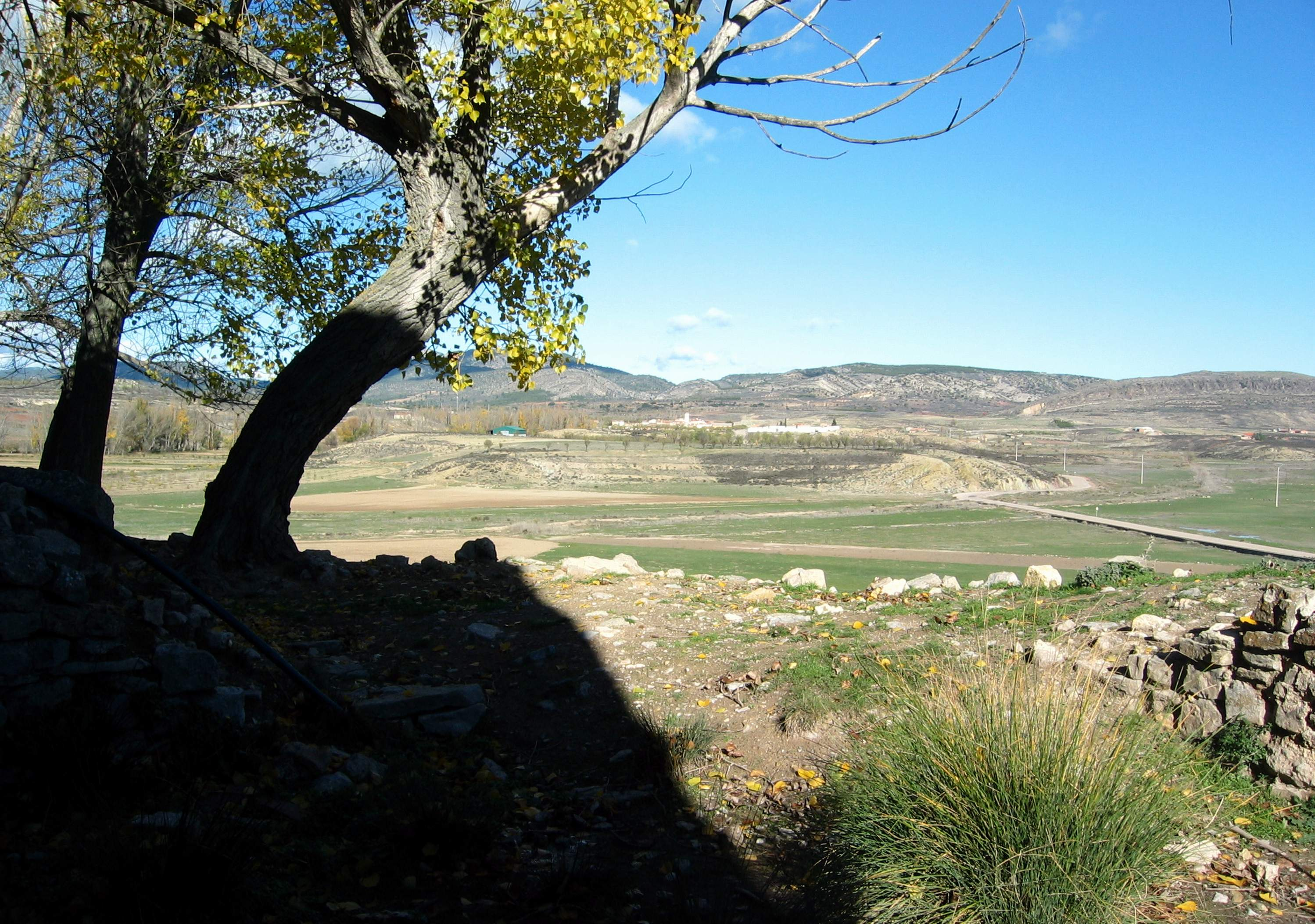
Vista de Santo domingo de Moya, desde el abrevadero de La Coracha del castillo de Moya (Cuenca).
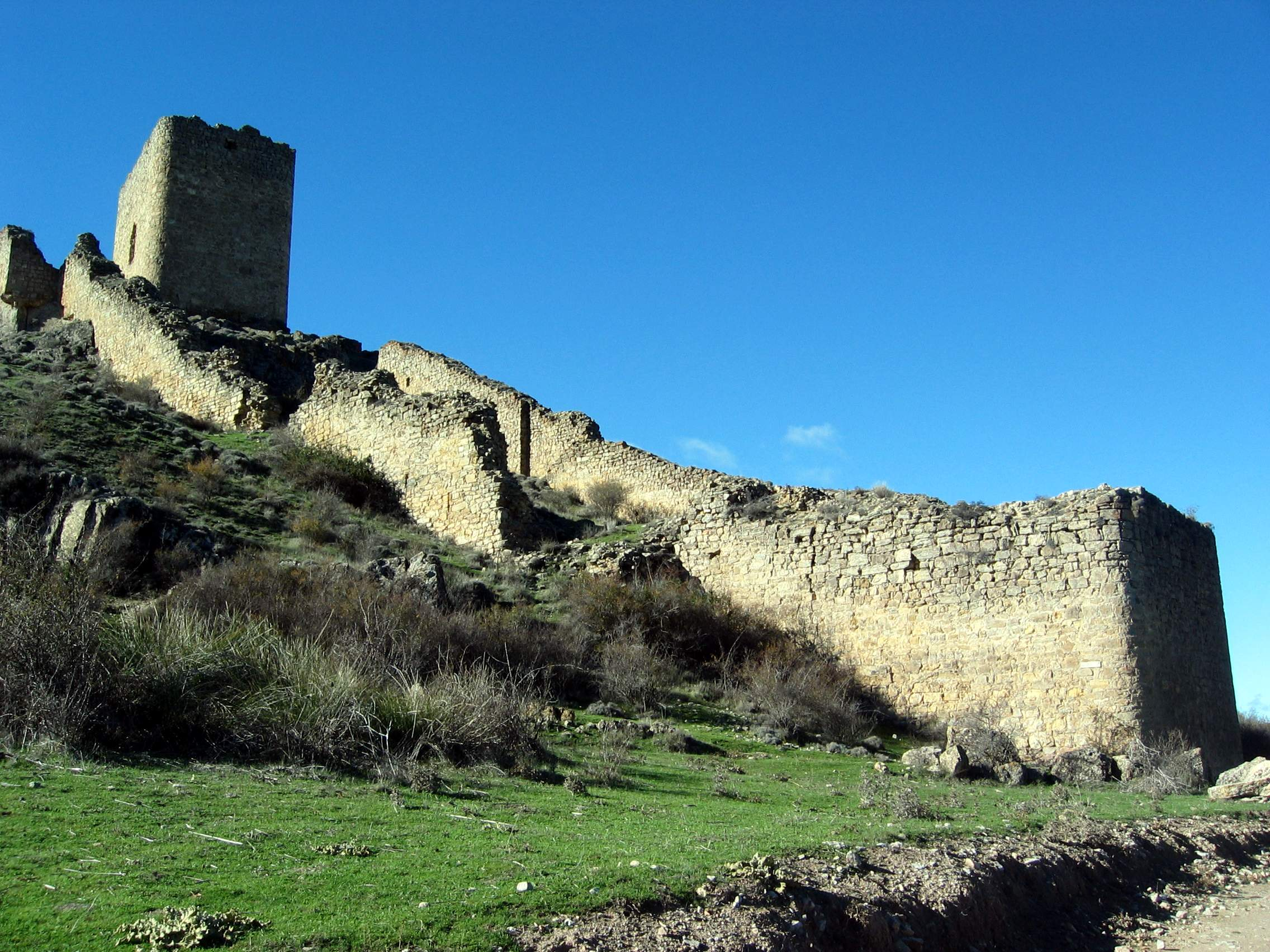
Vista meridional de La Coracha del castillo de Moya (Cuenca), con detalle de la torre de San Roque en la parte alta. Siglo XIV.
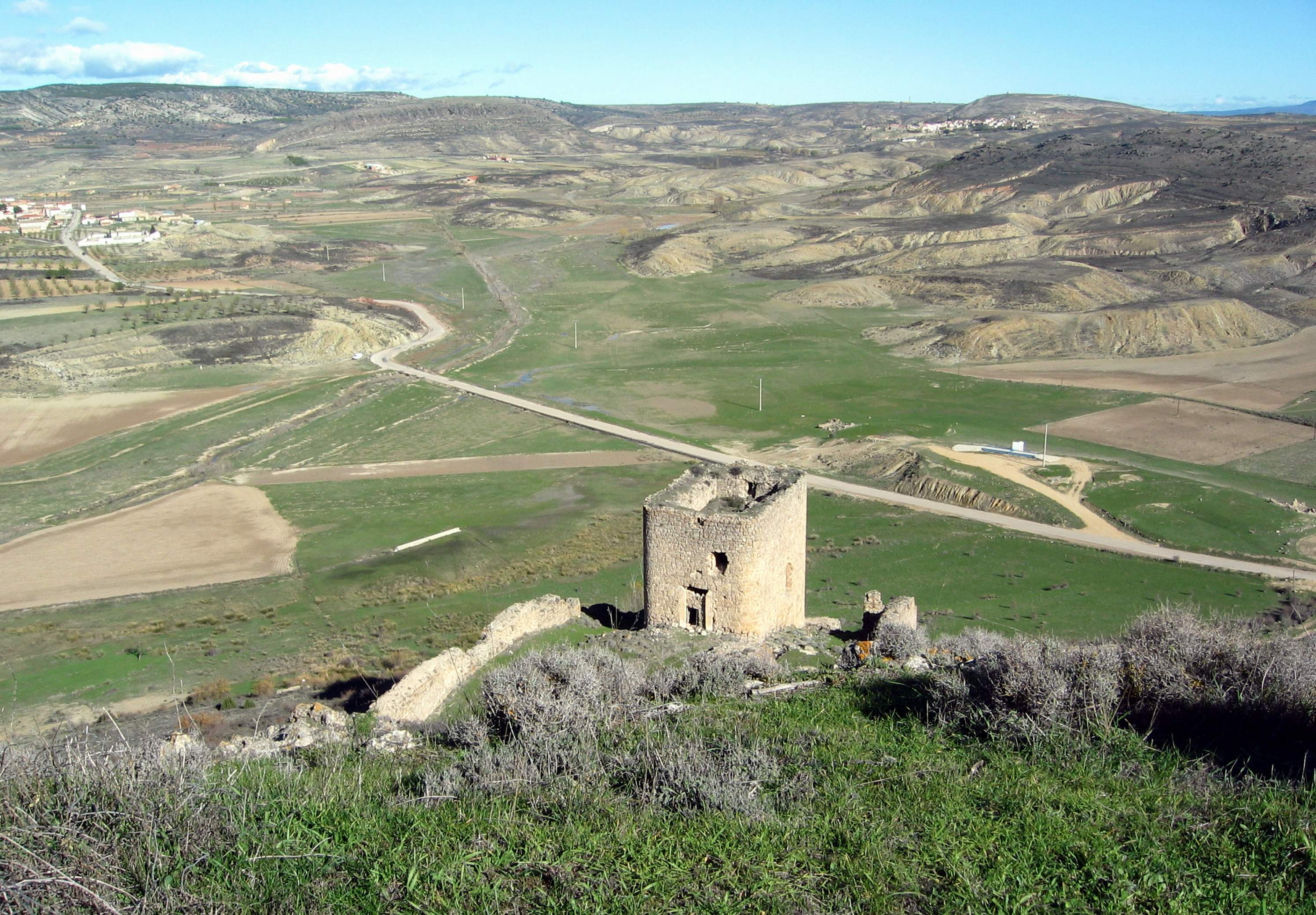
Vista superior de La Coracha del castillo de Moya (Cuenca), con detalle de la torre de San Roque, desde el Mirador. Siglo XIV.